# マクラーレン
マクラーレン・レーシング（英: McLaren Racing Limited）は、1963年にブルース・マクラーレンにより設立されたイギリスのレーシング・チーム。

## 概要

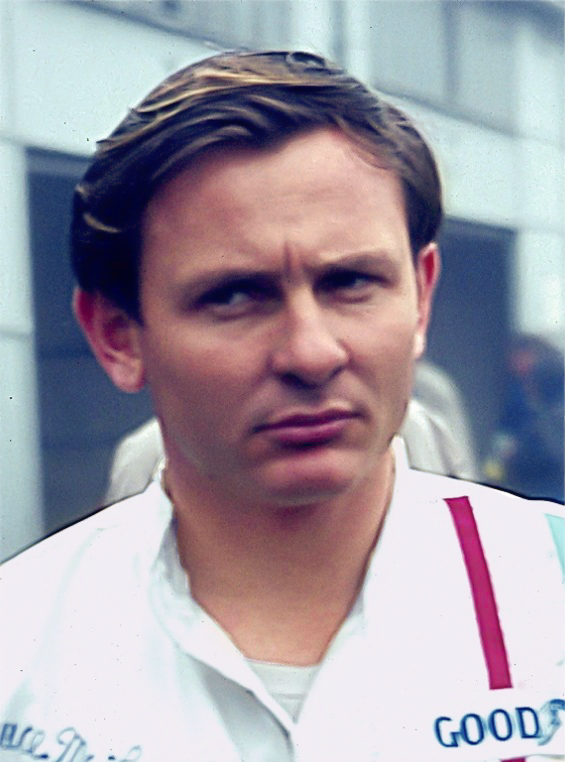
創設者のブルース・マクラーレン

1966年よりF1に参戦し続けている。1970年にブルース・マクラーレンの事故死後はテディ・メイヤーがチーム運営を引き継ぎ、1980年にロン・デニスが率いる「プロジェクトフォー」と合併した。2016年にデニスがチームを去ってからはザク・ブラウンがチームを運営している。
2024年シーズン終了時点で、グランプリにおける優勝回数、ドライバーズタイトル獲得回数、コンストラクターズタイトル獲得回数はいずれもフェラーリに次ぐ歴代2位（コンストラクターズタイトル獲得回数はウィリアムズと同数）の記録を持ち、F1を代表する名門チームの一角に数えられている。
その他のレースカテゴリーでは、カナディアン-アメリカン・チャレンジカップ（Can-Am）において1967年から1971年にかけ5年連続でタイトルを獲得した。インディ500、ル・マン24時間レースにおいても優勝を記録している。インディカー・シリーズに2017年のインディ500より他チームとのジョイント（共同チーム）体制によりスポット参戦を開始し、2020年シーズンよりシュミット・ピーターソン・モータースポーツとのジョイントによるチーム「アロー・マクラーレンSP」としてフル参戦を開始。2021年シーズンにはパトリシオ・オワードが2勝を挙げ、最終戦までチャンピオンを争い、ランキング3位となっている。電気自動車については2022年-23年シーズンから2024年-25年シーズンまでフォーミュラEに参戦し、2022年から2024年までオフロードレースであるエクストリームEにも参戦していた。2027年からはル・マン・ハイパーカー(LMH)でFIA 世界耐久選手権(WEC)に参戦する予定である。
2024年現在、世界三大レースである「モナコGP、ル・マン24時間レース、インディ500」の全てを制したコンストラクター（車体製造者）としても知られている（他にはメルセデスのみ）。
タイトルスポンサーはヤードレー（1972年 - 1974年）→マールボロ（1974年 - 1996年）→ウエスト（1997年 - 2005年シーズン半ば）→ボーダフォン（2007年 - 2013年）と変遷しているが、2014年以降はタイトルスポンサーが不在となっている。
2025年のエントリー名は「マクラーレン・フォーミュラ1チーム（McLaren Formula 1 Team）」。

## 歴史

### 1960年代

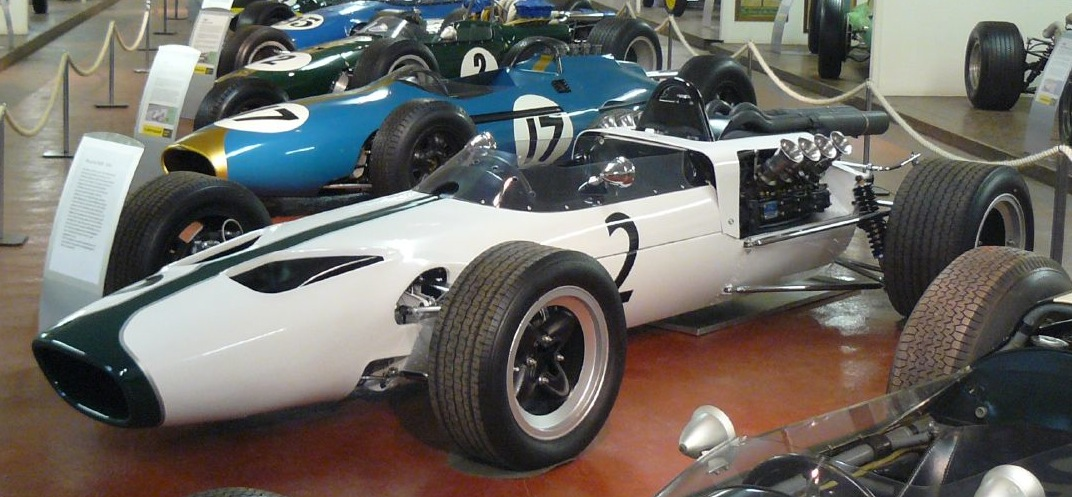
マクラーレン最初のF1マシンM2B (フォード)

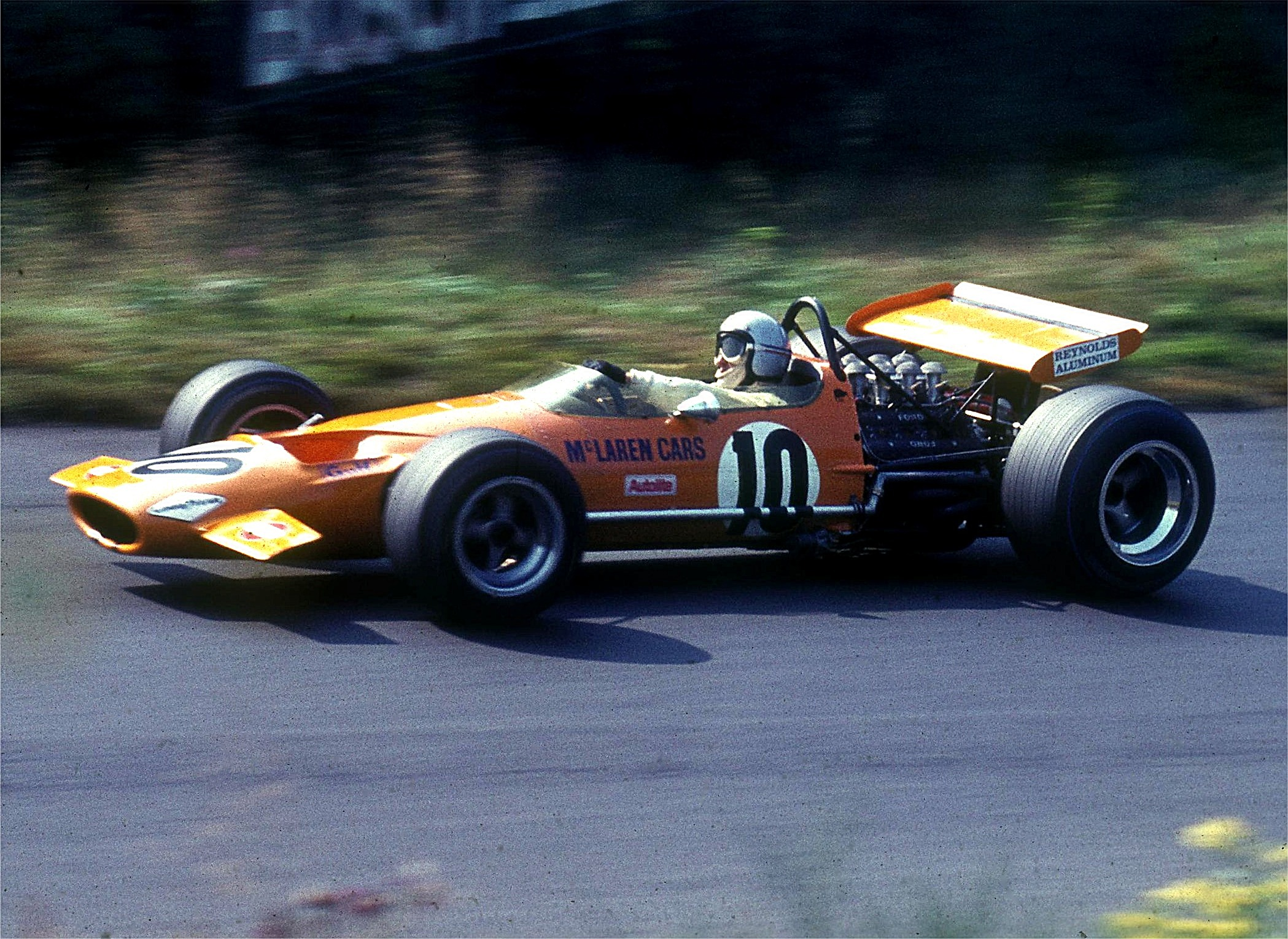
M7Aをドライブするブルース（1969年ドイツGP）

1963年、ブルース・マクラーレン、テディ・メイヤー、テイラー・アレクサンダーらにより、ブルース・マクラーレン・モーターレーシングを設立。当初はタスマンシリーズなどにクーパーを走らせていた。
1966年
モナコGPでF1デビュー。ブルースのみの1カーエントリーでM2Bを使用。エンジンはフォード・406 (V型8気筒) とセレニッシマ・M166エンジン (V型8気筒) を併用。
1967年
この年もブルースのみの1カーエントリー。新車開発の遅れから、シーズン序盤はBRMの旧型2L V8エンジンを搭載したM4B（元はF2用マシンのM4A）、シーズン中盤はイーグルのマシンを走らせた。BRMの新型V12エンジンが搭載された新車M5Aが登場したのはシーズン後半のカナダGPとなった。
マクラーレンはF1に参戦するかたわら、デニス・ハルムとのコンビでM1B（1966年）とM6A（1967年）を駆り、Can-Amにも参戦した。
1968年
この年より2台をエントリーし、Can-Amのデニス・ハルムをF1チームにも加える。開幕戦は前年のM5Aを使用したが、第2戦スペインGPからフォード・コスワース・DFVエンジンを搭載したM7Aを使用する。ブランズ・ハッチで開催された非選手権で優勝を飾るとともに、第4戦ベルギーGPでF1初優勝を遂げた。ハルムもイタリアGPとカナダGPで連勝（カナダGPではチーム初のワン・ツー・フィニッシュを飾った）し、コンストラクターズランキング2位と大きく躍進した。シーズン終盤にはイーグルのダン・ガーニーがM7Aを使用した。また、この年のCan-Amでハルムがチャンピオンを獲得している。
1969年
ブルースは入賞8回でランキング3位。ハルムは最終戦メキシコGPで優勝し、Can-AmではM8Bを駆り年間2位となる。マシンは主に前年のM7Aを継続使用したが、F5000用マシンM10Aを流用したM7Cや、四輪駆動のM9Aも使用している。

### 1970年代

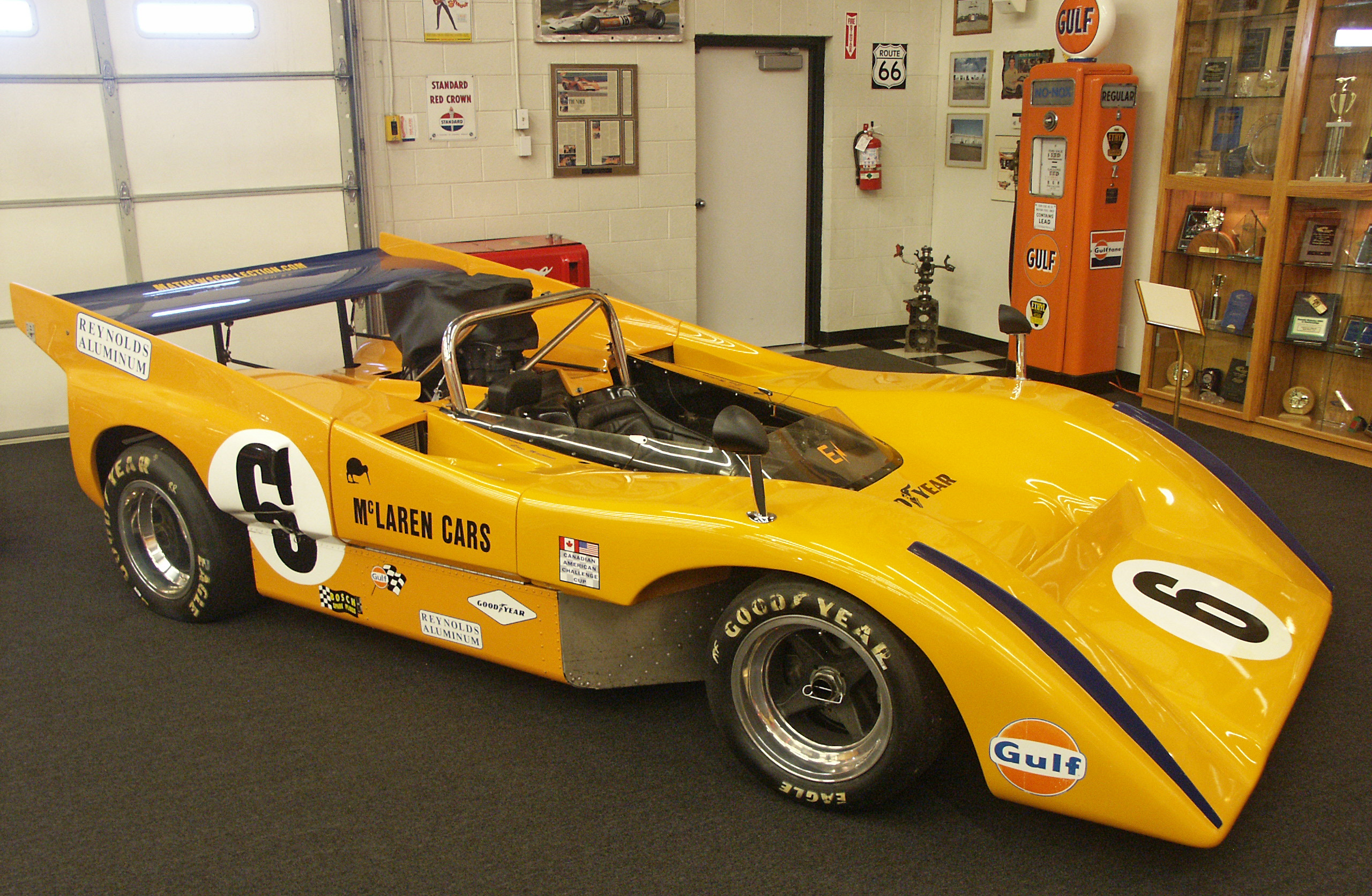
マクラーレン・M8D

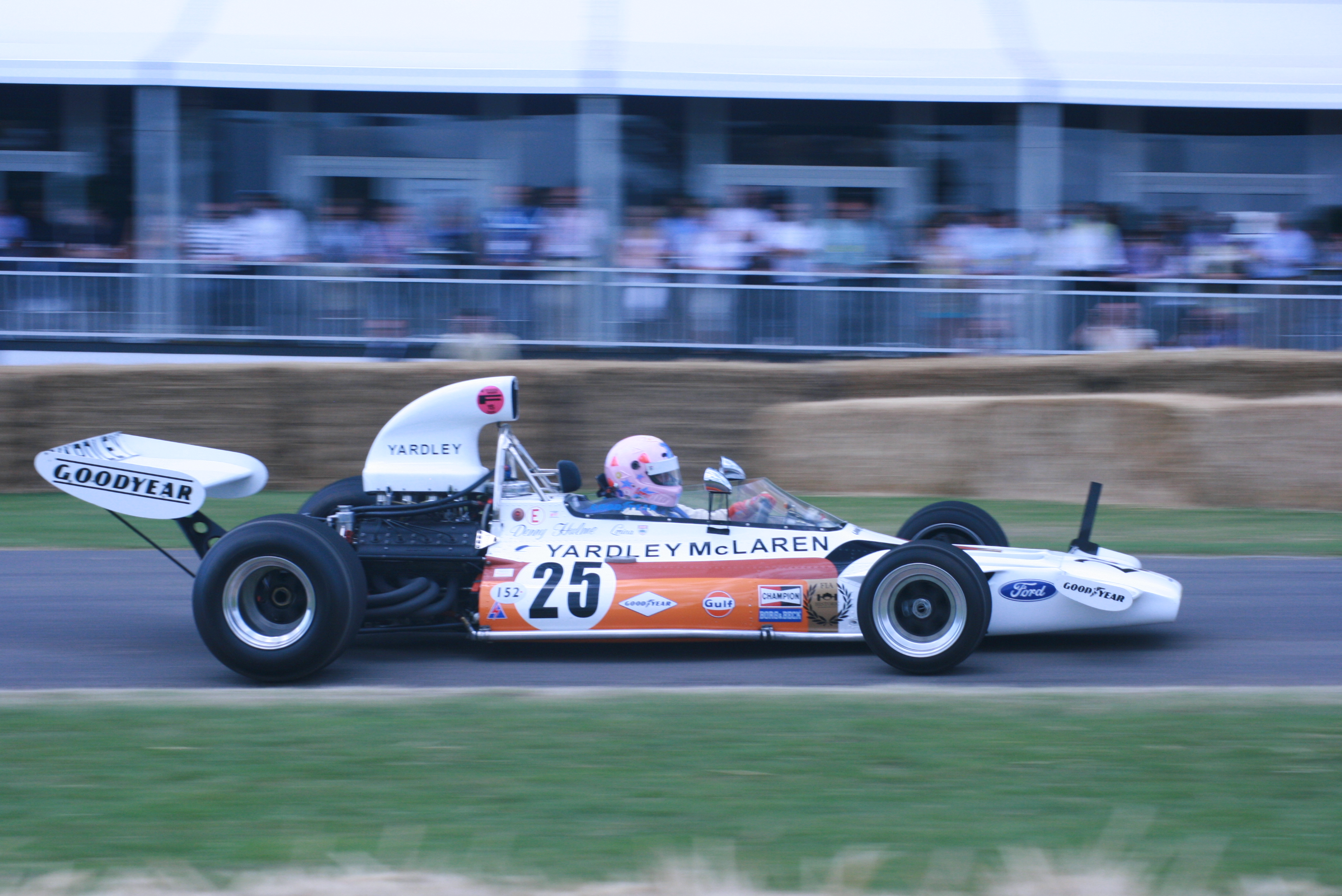
マクラーレン・コスワースM19A

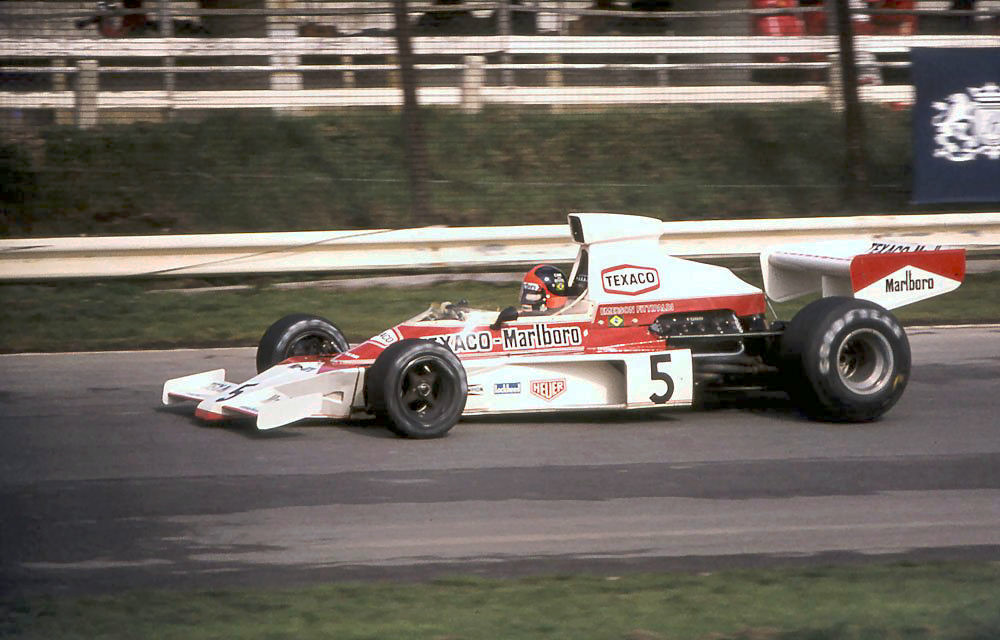
マールボロカラーに塗られたM23でチャンピオンを獲得したエマーソン・フィッティパルディ（1974年イギリスGP）

1970年
6月2日、グッドウッド・サーキットでCan-Am用の新車M8Dをテストドライブしていたチームのボス、ブルース・マクラーレンがマシントラブルが原因で起きたクラッシュにより死亡。この事件はチームにとって巨大な痛手であったが、チーム運営はテディ・メイヤーによって引き継がれ、引き続き、Can-Am、F1、F2、インディ500、F5000などへの参戦を継続し、いずれのカテゴリーにおいても目覚しい活躍を見せた。
この年、F1では新車M14Aを使用。これとは別に、スポーツカーレース用に開発されたアルファロメオV8エンジンをM7D（M7Aを改変）およびM14D（M14Aを改変）に搭載した。ドライバーは当初ハルムとブルース・マクラーレンが引き続き務めていたが、ブルースの死後は旧友だったガーニーがF1とCan-Amにスポット参戦したのち、新人ピーター・ゲシンが起用された。アルファロメオエンジン搭載車は主にアンドレア・デ・アダミッチがドライブした。Can-Amではハルムがチャンピオンに返り咲く活躍を見せた。
1971年
ドライバーはハルムとゲシンが残留。シーズン半ばにジャッキー・オリバーが加わったが、ゲシンはBRMへ移籍した。新車M19Aのデビュー戦となる開幕戦南アフリカGPで、ハルムは優勝目前まで行きながらマシントラブルで6位。結局この年は表彰台に立つことはできず、コンストラクターズランキング6位に終わった。
1972年
ドライバーはハルムが残留し、前年のCan-Amチャンピオンのピーター・レブソンが8年ぶりにF1復帰。レブソンがアメリカのレース日程とバッティングした時はブライアン・レッドマンが代走を務めた。最終戦アメリカGPではジョディ・シェクターがスポット参戦でF1デビューを果たした。マシンは前年のM19Aおよびその改良版のM19Cを使用。この年からヤードレー化粧品がスポンサーとなり、カラーリングがオレンジからホワイトに変更された。レブソンがカナダGPでチーム初のポールポジションを獲得。ハルムが南アフリカGPで優勝。チームとしては表彰台圏内11回（ハルムが7回、レブソンが4回）を記録。コンストラクターズランキング3位に浮上した。
F1以外ではペンスキーチームのマーク・ダナヒューの手により、コンストラクター（車体製造者）としてインディ500初優勝を遂げた。そして同年末には充分な成果を残したCan-Amから撤退し、以後はF1とインディに集中することを決めた。
1973年
ドライバーはハルムとレブソンが残留、シェクターも引き続きスポット参戦。ドイツGPのみジャッキー・イクスもスポット参戦した。序盤はM19Cを使用したが、第3戦南アフリカGPからゴードン・コパック設計のくさび形マシンM23が登場し、このGPでハルムが85戦目にしてキャリア初のポールポジションを獲得（決勝は5位入賞）。レブソンは2勝（イギリスGPとカナダGP）を挙げた。シェクターは5戦ノーポイントに終わったが、南アフリカGPとフランスGPではトップを走る好走を見せた。コンストラクターズランキングは前年と同じ3位となった。
1974年
マールボロと契約し、以降「マールボロカラー＝マクラーレン」という関係は長期にわたって続くこととなった。この年は3台体制を敷き、残留したハルムとロータスから移籍したエマーソン・フィッティパルディがマールボロカラーで出走し、3台目は前年同様ヤードレーカラーを纏い、マイク・ヘイルウッドがドライブした。ヘイルウッドがドイツGPで負傷した後は、デイビッド・ホッブスとヨッヘン・マスが代走を務めた。ちなみにこの2社とも以前はBRMをスポンサードしていた。フィッティパルディとクレイ・レガツォーニ（フェラーリ）とのタイトル争いは最終戦までもつれ込んだが、フィッティパルディが2年ぶり2度目のドライバーズタイトル（マクラーレンとしては初）を獲得するとともに、初のコンストラクターズタイトルを獲得した。ハルムは開幕戦アルゼンチンGPで勝利するが、この年をもってF1を引退した。
一方、インディ500においてもジョニー・ラザフォードによって2度目の優勝が果たされ（マクラーレン「チーム」としてはインディ500初優勝）、このふたつのカテゴリーを同じ年に制したのは、1965年のロータスに次ぐ2例目となる結果を残した。
1975年
ドライバーはフィッティパルディが残留、前年終盤に加わったマスとの2台体制。フィッティパルディはしぶとく入賞を重ねるも、フェラーリのニキ・ラウダのスピードに付いていくことができず2勝止まりで2位。チームメイトのマスはスペインGPで初勝利を挙げた。コンストラクターズランキングは3位に後退。
1976年
ドライバーはマスが残留、フィッティパルディに代わりジェームス・ハントが加入。M23は4年目となったが依然戦闘力が高く、シーズン途中に投入したM26はオランダGPでマスが出走した1戦のみにとどまった。この年もラウダが選手権をリードしていったが、第10戦ドイツGPでラウダが瀕死の重傷を負ってからはハントが勝利とポイントを重ねていき、チャンピオン争いは最終戦F1世界選手権イン・ジャパンまでもつれ込んだ。雨で混乱したレースとなった中でハントは3位に入賞し、ポイントでラウダを逆転して王座を獲得した。
インディ500においてまたもジョニー・ラザフォードにより、マクラーレン製シャシーとして3度目、マクラーレンチームとしては2度目となる優勝を遂げた。
1977年
ハントとマスのコンビは変わらず。ジル・ヴィルヌーヴがイギリスGPで、ブルーノ・ジャコメリがイタリアGPでそれぞれスポット参戦及びF1デビューを果たした。M23も既に時代遅れになりつつあり、前年登場したM26をシーズン半ばから実戦投入した。ハントはM26で3勝（イギリスGP、アメリカ東GP、日本GP）したが、チャンピオン争いには加われなかった。
アメリカにおいては、M23ベースに、DFVのターボ版DFXに換装したM24を市販。マクラーレン・ワークスのジョニー・ラザフォードを退け～ペンスキーチームのトム・スニーバがチャンピオンを獲得した。
1978年
ハントは残留、マスに代わりパトリック・タンベイが加入。ジャコメリも数戦出走した。前年同様M26を使用するが、この年のF1を席巻したロータス・79をはじめとしたグラウンド・エフェクト・カーの台頭により急速に戦闘力を落としていき、表彰台はフランスGPの1回のみに終わり、コンストラクターズランキングも8位と低迷した。
1979年
タンベイは残留、ハントに代わりジョン・ワトソンが加入。マクラーレン初のグラウンド・エフェクト・カーとなるM28を投入し、M28B、M28Cと改変していくがいずれも失敗に終わり、イギリスGPからM29を投入したが、低迷を脱することはできなかった。
この年をもって、参戦意義が薄くなったとしてインディ500から撤退した。

### 1980年代

#### 1980年 - 1984年

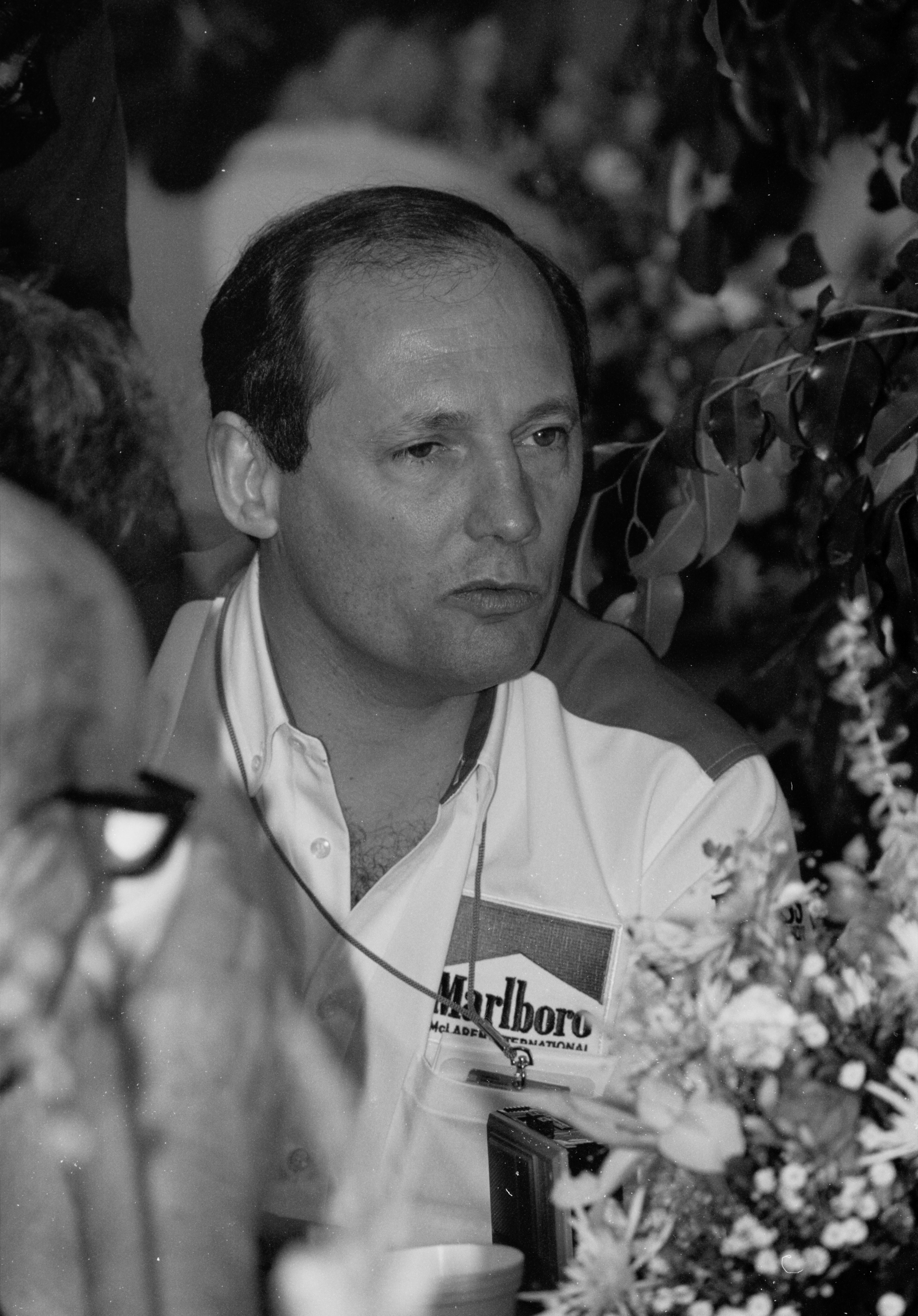
ロン・デニス（1990年）

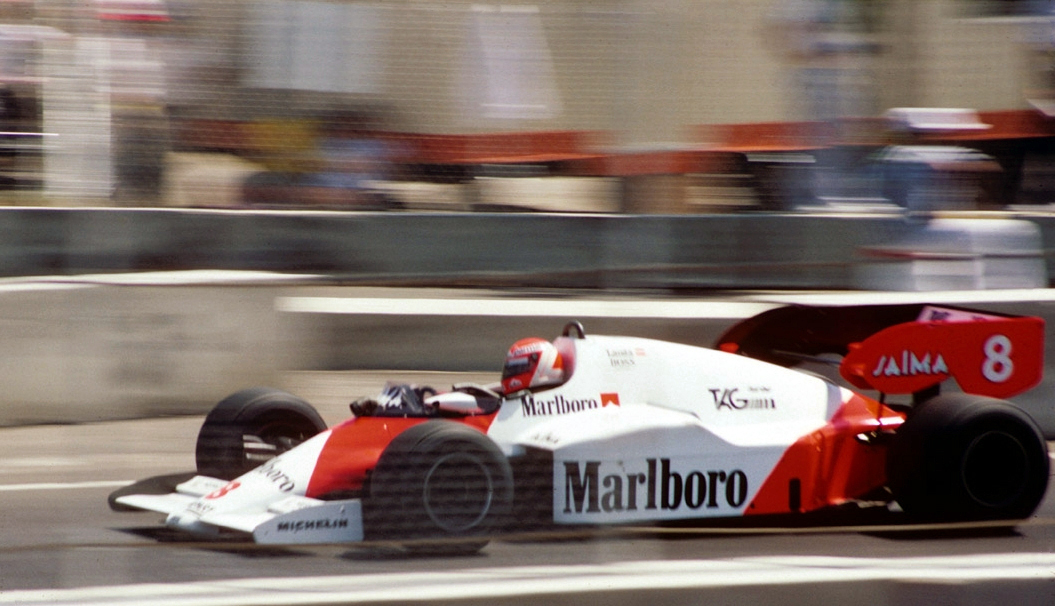
MP4/2を駆るニキ・ラウダ（アメリカGP,ダラス）

1980年
ワトソンは残留、タンベイに代わり新人アラン・プロストが加入。前年型のM29を改良したM29B、M29Cでシーズンを戦い、後半には旧チームとしては最終型のM30を1台投入した。プロストは開幕2戦で連続入賞を果たしたが、マシンの競争力、信頼性は決して高くはなく、第3戦南アフリカGPでは、走り出して最初のコーナーでフロントサスペンションマウントが破損するなど、トラブルが度々発生した。マシントラブルによるクラッシュでプロストがケガを負うこともあった（プロストがケガで欠場したアメリカ西GPはスティーブン・サウスが代走）。シーズン終了後、それまでのマクラーレンと、マールボロの後ろ盾を元にロン・デニスのF2チーム「プロジェクトフォー」が合併、長年に続くデニス主導のチーム体制が構築された。プロストは複数年契約をチームと結んでいたが、「合併でできた新チームは従来のチームとは別のチーム」という論理で契約を破棄し、ルノーへ移籍した。
1981年
ジョン・バーナードの設計によりカーボンファイバー製のモノコックを採用した初のF1マシン、MP4/1を出走させた。このモノコックは、アメリカユタ州のソルトレイクシティにあるハーキュリーズが実際の製造を請け負った。車両は広く「マクラーレン」と呼ばれるが、この「MP4」は「Marlboro Project 4」の略称である（現在では「McLaren Project 4」の略称とも言われる）。プレス発表時のマシン名表記は"Marlboro MP4/1"とされ、シーズン中盤からはノーズに「Marlboro MP4」というロゴステッカーが貼られた。このMP4/1で戦闘力を取り戻し、ワトソンがイギリスGPでチームに4年ぶりの優勝をもたらした。チームメイトのアンドレア・デ・チェザリスは経験不足からクラッシュを度々起こしたが、無傷の生還を繰り返すことで皮肉にもカーボンファイバーモノコックの安全性を証明することになった。
1982年
1979年途中でF1を引退していた元ブラバムのニキ・ラウダを復帰させることに成功。前年に登場したMP4/1を改良したMP4/1Bを使用し、ワトソンとともに4勝をあげトップチームへの復帰を果たした。シーズン終了後、テディ・メイヤーの持つ株を買い取りデニスがチームの実権を掌握する。
1983年
フラットボトム規制に伴い改変されたMP4/1Cを使用したが、もはやノンターボのDFVやDFYではターボエンジンには対抗できず、第2戦アメリカ西GPでワトソンが優勝した1勝のみで、第5戦モナコGPでは2台とも予選落ちとなってしまった。TAGの協力を得て、ポルシェがターボエンジンを開発することになり、第12戦オランダGPからTAGのバッジネームを付けたポルシェ1.5リッターV6ターボエンジンを搭載したMP4/1Eが投入され、ラウダは同マシンをドライブ。ワトソンも次戦イタリアGPからMP4/1Eをドライブした。残りのレースは、結果的に来シーズンの準備となった。1987年まで使用されるこのエンジンは、マクラーレンからオーダーされるかたちで設計・製作されたので外形寸法などもバーナードから厳密に指定され、車体デザインの自由度を広げる面でも大きく貢献した。
1984年
完全新設計のMP4/2シャシーを投入。ラウダのチームメイトとしてプロストが4シーズンぶりに復帰。ドライバーズタイトル争いはこの二人によって繰り広げられ、全16戦のうちラウダが5勝、プロストが7勝の計12勝をあげた。最終的にラウダがプロストを史上僅差の0.5ポイント差で下し、自身7年ぶり3度目のワールドチャンピオンに輝いた。マクラーレンにとってドライバーズタイトルはジェームス・ハント以来8年ぶりで、コンストラクターズタイトルは10年ぶり2度目であった。ちなみにマクラーレンはレースのたびに、ふたりのドライバーがマシンを壊すことなくピットに戻ってくるので、シャシーにかけていた保険を解約した。なお、4シーズンに渡ってタイヤ供給を受けていたミシュランが、このシーズンでF1から撤退した。

#### 1985年 - 1989年

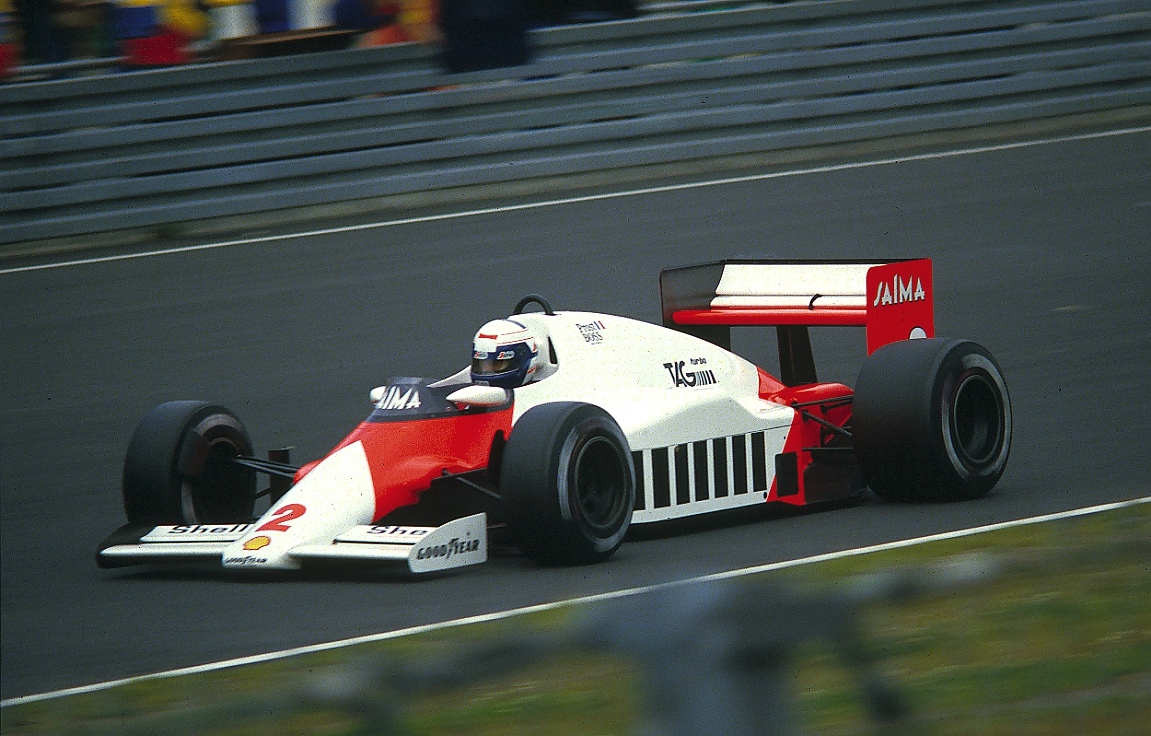
1985年、MP4/2Bで初のチャンピオンを獲得したアラン・プロスト(ドイツGP)

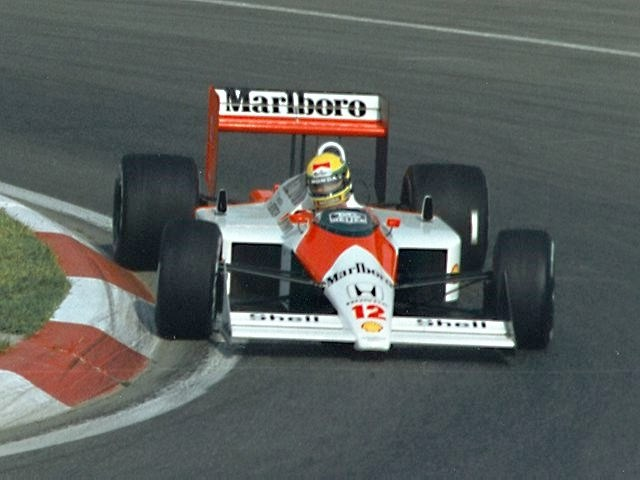
1988年、ホンダエンジンを得て16戦中15勝を果たしたMP4/4（カナダGPでのアイルトン・セナ）

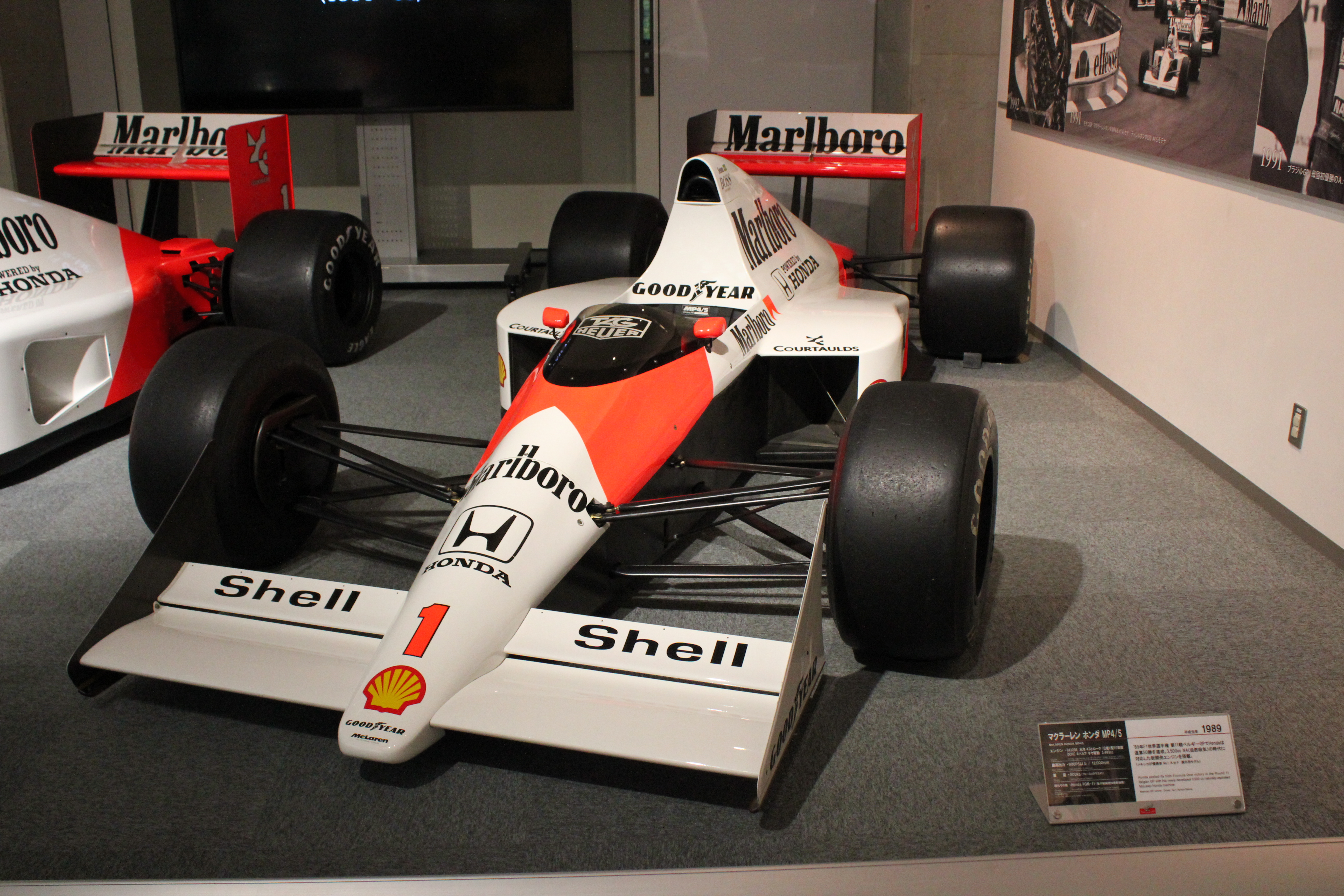
MP4/5・ホンダ(1989年)

1985年
前年に引き続きコンストラクターズチャンピオンを獲得した。ドライバーズチャンピオンは、フェラーリのミケーレ・アルボレートとの争いを制したプロストが初めて獲得した。この年、キャラミで行われた南アフリカグランプリにて投入されたMP4/2Bの6号車が、完全にマクラーレンのファクトリーで自製された初のモノコックである。ヨーロッパGPでは腕を負傷したラウダに代わってワトソンが2年ぶりに復帰した。この年をもってラウダが2度目の（そして最後の）引退を表明した。
1986年
コンストラクターズタイトルはホンダエンジンを搭載したウィリアムズに奪われたが、同チームのナイジェル・マンセルとネルソン・ピケの確執の間隙を突き、プロストが最終戦で7ポイント差を逆転して2年連続ドライバーズタイトルを獲得した。引退したラウダに代わってケケ・ロズベルグがウィリアムズから移籍したが未勝利に終わり、同年をもって引退。
1987年
タイトルは獲得できなかったが、プロストが3勝を上げた。新たなチームメイトのステファン・ヨハンソンは2位2回を含む表彰台5回に終わった。シーズン途中のイタリアGPで翌年の体制発表を行い、ホンダエンジンの獲得とアイルトン・セナのチーム加入を公表した。前年6月にデニスとプロストが来日してホンダ側にエンジン供給を要請したが、既にホンダはウィリアムズとロータスの2チームへのエンジン供給を決めた後だったため実現せず、2年越しとなる契約締結だった。なおポルシェは、自社製のV12自然吸気エンジンをマクラーレンに提案しているが、新設計のV12ではなく、この年に使用されたV6ターボエンジンからターボを取り外し、V6を2つつなぎ合わせてV12とした設計でもあったため、チーム側は拒否しポルシェとの契約を打ち切っている。このポルシェのV12エンジンは1991年にフットワークがFA11C及びFA12に搭載し参戦した。
1988年
プロストとセナのラインナップと新設計のMP4/4シャシー、ホンダターボエンジンとの組み合わせは16戦中15勝という圧倒的な成績を残し、コンストラクターズとドライバーズの両タイトルを獲得した。唯一優勝を逃したイタリアGPはプロストがエンジントラブル、セナはトップを走りながら、終盤周回遅れのジャン＝ルイ・シュレッサーと接触してストップ（完走扱い）したというものであった。この年はポールポジションも15回獲得し、獲得したコンストラクターズポイントは199ポイントで、2位のフェラーリに対し134ポイントもの差をつけた。
1989年
ターボエンジンが全面禁止されたことにより、ホンダは自然吸気V10エンジンを投入。前年同様の布陣でダブルタイトルを獲得するが、深刻な問題が発生した。前年の第13戦ポルトガルGPでのレース中にセナがチームメイトであるプロストに幅寄せをしたことから両者の間に不協和音が生じ始め、この年のサンマリノGPの「オープニングラップの1コーナーを制した者が優勝の権利を有し、それ以降は追越しをしない」という紳士協定を巡る出来事やその後に起きたやり取りによって、プロストとセナの亀裂は決定的なものとなった。これがシーズン途中でプロストがチーム離脱を決断させる事実上の引き金となったが、それ以外にも両者が起こした言動で衝突しあったことやプロストの言動を巡るチームとの関係悪化も少なからず影響した。その後、プロストがタイトルに王手をかける中で迎えた第15戦日本GPではシケインでお互いに道を譲らずに接触し、両者のマシンはストップ。セナは復帰しトップでチェッカーを受けたが、プロストによる抗議によりシケイン不通過（後に押しがけに変更）との裁定が下され、セナはレース後に失格となった。これにより最終戦を待たずしてプロストの3度目のチャンピオンが決まった。

### 1990年代

#### 1990年 - 1994年

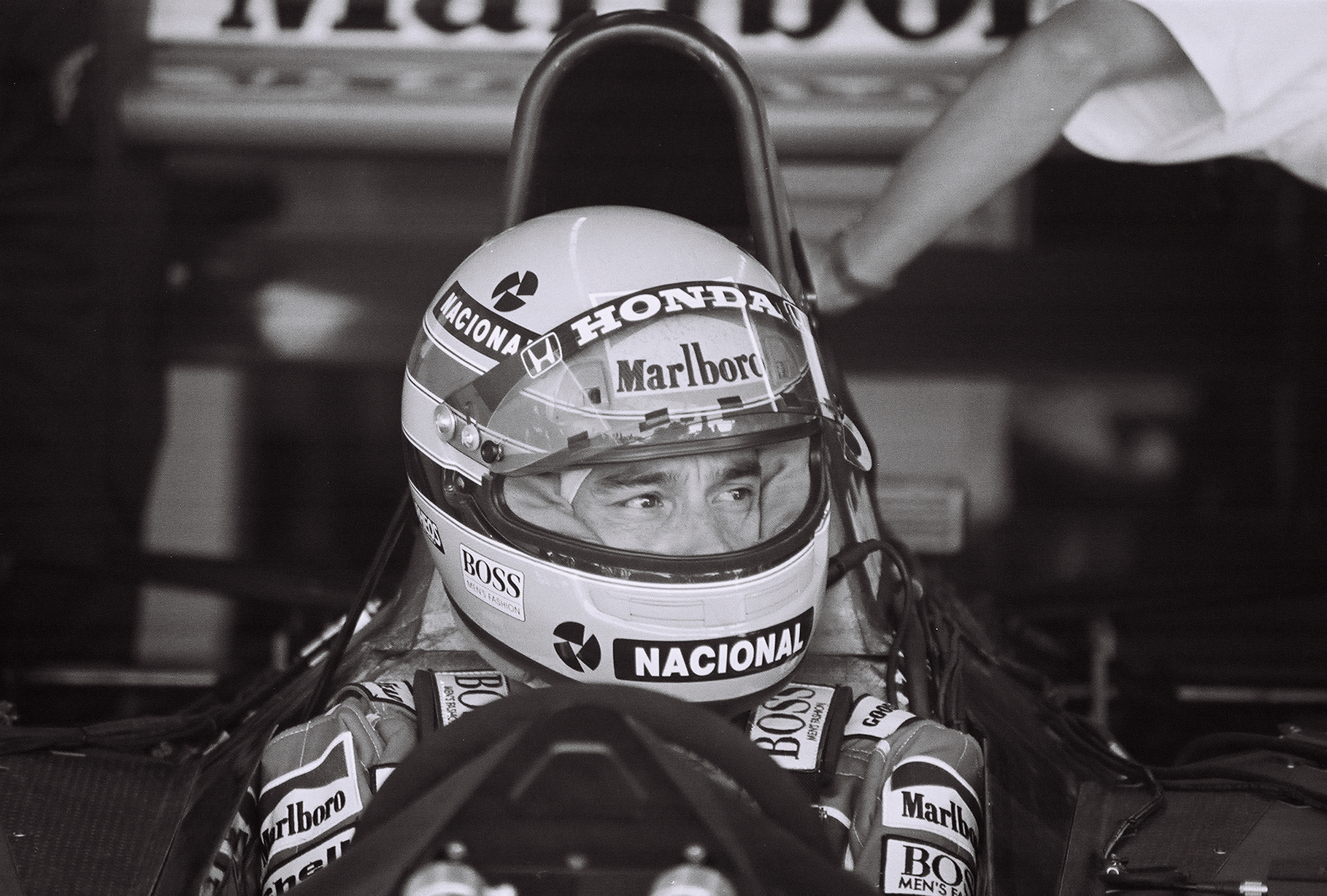
MP4/6に乗るアイルトン・セナ(1991年)

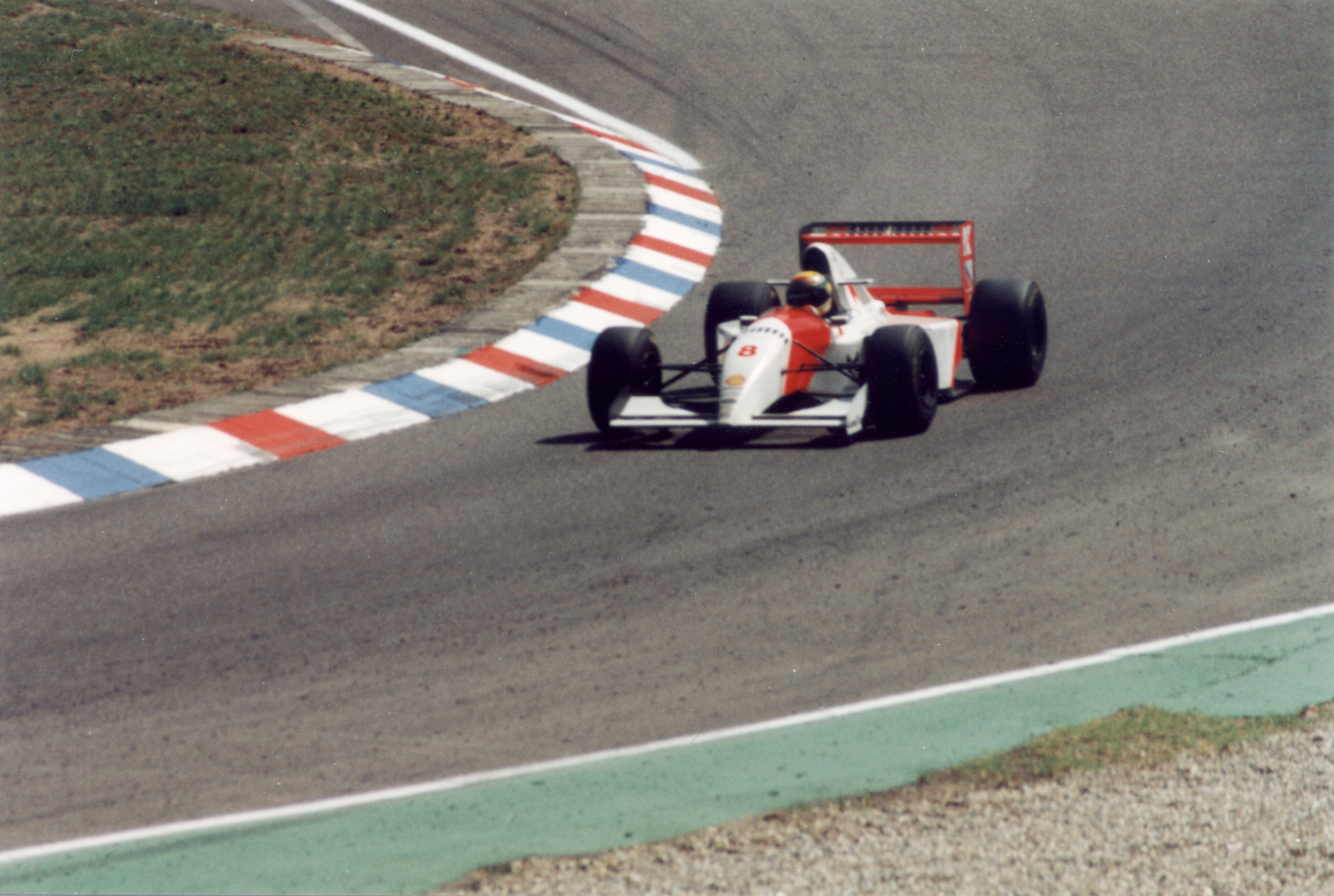
フォードHBエンジンを使用したMP4/8で力走するセナ（ドイツGP）

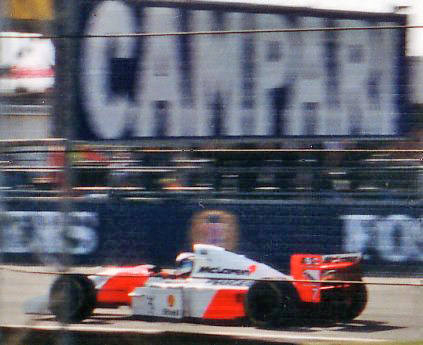
MP4/9を駆るハッキネン（イギリスGP 3位入賞）

1990年
プロストがフェラーリへ移籍したため、フェラーリからゲルハルト・ベルガーをセナのチームメイトに迎えシーズンを戦った。だが、ハンドリング性能で優位性を築いたフェラーリに苦しめられ、タイトル争いは前年同様に第15戦日本GPまで持ち込まれ、ここでコンストラクターとドライバーの両タイトルを確定させた。しかし、日本GPのレース内容はセナとプロストの接触事故による共倒れ、フェラーリのダブルリタイアという形で両タイトル争いの決着がつくという後味の悪い面もあった。
1991年
ホンダが前年から開発していたV12エンジンを導入し、空力やシャシー開発の遅れのテコ入れとしてライバルのフェラーリから加入したアンリ・デュランによって一定の改善が図られたマシンでシーズンを戦った。その結果、フェラーリの不振もありセナが当時の新記録となる開幕4連勝を達成。しかし、ルノーV10エンジンを搭載し、空力の鬼才と称されたエイドリアン・ニューウェイがデザインしたFW14を擁するウィリアムズは、その4連勝の間、マシントラブルが続いたものの、予選でのフロントロー獲得や決勝でマクラーレンの脅威になる存在感を見せ、シーズン中盤から戦闘力を増して猛追撃を開始。こうした状況に至って、マクラーレンはシーズン途中でアクティブサスペンションとセミオートマチックトランスミッションの開発に着手した。序盤戦に広げた差を詰められながらもウィリアムズ陣営のトラブルやミスにも助けられる形で結果的に逃げ切る形となり、第15戦日本GPでセナが2年連続のドライバーズタイトルを獲得。コンストラクターズタイトルも、最終戦オーストラリアGPまでもつれたものの4年連続で獲得した。
この年、チームの無線はスクランブルがかかっていたはずであるが、ブラジルGPのチェッカー後のセナの声が地元テレビ局によって傍受されたことはチームサイドに衝撃を与え、翌年から使用する予定だったケンウッドの無線をこの年の日本GPから前倒しして使用し始めることとなった。
後藤治がホンダを退社し、マクラーレンに移籍。同社でロン・デニスに次ぐエグゼクティブ・エンジニアに就任する。
1992年
体制そのものは前年と同じ布陣で、序盤戦を前年の改良型MP4/6Bで戦った後に新型MP4/7Aを出す予定だったが、ウィリアムズ側も前年のFW14元来の空力性能とルノーV10エンジンのトータルバランスの良さに加え、アクティブサスペンションなどのハイテク装備を搭載した改良型FW14Bを満を持して投入、その戦闘力に完全に圧倒される。第3戦ブラジルGPで、マクラーレン初のハイテク搭載車としてセミオートマチックトランスミッション、F1では初となる「ドライブ・バイ・ワイヤ」と呼ばれるコンピューター制御のアクセルシステムを導入したMP4/7Aを予定より前倒しで投入するも全く歯が立たなかったばかりか、V8エンジンながらも秀でた空力とハンドリング性能を誇ったベネトン勢から突き上げられるレースも多かった。数年来のエンジンパワーで空力性能の弱点を補う手法が通用しなくなった年となり、16戦中5勝（セナ3勝/ベルガー2勝）を挙げるも両タイトルいずれも逃した。この年をもってホンダは10年間に渡った第2期F1活動の終了を発表し撤退。またベルガーは古巣フェラーリへの移籍を発表した。ホンダの撤退をデニスが知らされてから約10ヶ月の猶予がありながら、マクラーレンが翌年使うエンジンは決まらぬままシーズンを終えたことはF1パドック関係者の多くが驚いたが、デニスはウィリアムズに勝利をもたらしたルノーV10エンジンの獲得を第一希望としており、ルノーとの契約を持つリジェをチームごと買収することも画策していた。しかしルノーが基本条件として要求したエルフガソリンの使用を、長年の大口パートナーであるシェルを持つデニスはどうしても飲むことが出来ず、ルノー獲得を断念せざるを得なかった。デニスはジョーダンが積むことが決まったハートV10の横取りや、ランボルギーニV12の搭載も模索するが、1993年2月になってもまだエンジン契約を確定できなかったことで、マシンの基本パッケージを造ることが出来ず大きなマイナスとなった。
1993年
エンジンは結局カスタマー仕様のフォード・コスワース・HBエンジンを搭載することとなった。ドライバーはCARTのチャンピオンであるマイケル・アンドレッティと、ロータスから移籍してきたミカ・ハッキネンが加入。前年は休養して満を持してウィリアムズから復帰したプロストが圧倒的有利とされる中、セナは休養するという話もあったが、結局開幕前に参戦することが決まった（ハッキネンはセナが戻った場合、テストドライバーとなる契約であった）。その後、セナは第8戦のフランスGPまではレース毎に参戦契約を交わしていた。フォードワークス仕様のエンジンを独占供給されていたベネトンに対し、カスタマー仕様のHBエンジンでパフォーマンスも劣っていた。ロン・デニスの政治力で第9戦からはベネトンと同じワークス仕様のエンジン供給契約を結んだ結果、セナとも第9戦以降の全戦出場の契約を結んだ。
この年のMP4/8は大幅な空力面の改良を施し、ハイテク装備もウィリアムズほどではないが他のチーム以上の性能の物を投入。前年までのホンダV12エンジンに比べて軽量なエンジンとなったことによってマシンの重量バランスの改善に繋がり、前年よりは戦闘力が向上した。だが、ルノーエンジンより50馬力から70馬力も劣るとされるフォードエンジンのパワー差と空力性能面でも依然としてウィリアムズとの差は大きかった。結果的にセナ一人で前年と同じ年間5勝を挙げた。最終戦のオーストラリアGPではこの年唯一のポールポジションをセナが獲得し、ウィリアムズの全レースポールポジション獲得を阻止した。コンストラクターズランキングもベネトンとの争いを制してウィリアムズに次ぐ2位となった。
アンドレッティは開幕戦からリタイアが続き、シーズン終盤の第13戦イタリアGPでの3位表彰台を最後にチームを離脱してアメリカへ帰国、これを受けてテストドライバーを務めていたハッキネンが残りの3レースを走る事になった。ハッキネンは復帰初戦となった第14戦ポルトガルGPでいきなりセナを予選で上回り、第15戦日本グランプリでも自身初の3位表彰台を得て、ウィリアムズへの移籍が決まったセナ離脱後の翌年以降のエースに伸し上ることとなった。
シーズン中にはアメリカのビッグ3の一つであるクライスラー社からの依頼でクライスラーV12エンジン（ランボルギーニエンジンをこのテスト用に改良したもの）をテストしたが、「あくまでも依頼されたテスト走行」と言う位置づけであったことに加え、同時期にプジョーから多額の契約金付きの契約オファーがあったため、そちらを優先して契約を結んだ。
1994年
ハッキネンはエースとして残留するが、セカンドドライバーが中々決まらず、結局開幕直前の２月末になってマーティン・ブランドルが新たに加わった。MP4/8のデザインを踏襲したMP4/9に、前年のフォード・コスワースからワークスのプジョーエンジンに乗せ換えた。前半戦はエンジンの信頼性が低く頻発するエンジントラブルによって苦しめられ、第5戦スペインGPではハッキネンがトップを走っていたが、エンジンブローでリタイアした。第7戦フランスGPでは、よりによってプジョーにとっては同国のライバルであるルノーの看板の前で2台ともエンジンブローを起こし、イギリスGPではスタート直後に、ブランドルがエンジンブローとなるなど散々な結果であった。これに業を煮やしたチームは複数年契約だったプジョーとの契約をわずか1年で破棄する事を決断、翌年はイルモアが開発するメルセデスエンジンへと変更することをシーズン終了前に発表し、2シーズン連続のエンジンサプライヤーの交代となった。後半戦からは信頼性も上がり表彰台にも8回上がったが、1980年以来14年ぶりの「未勝利」に終わる。

#### 1995年 - 1999年

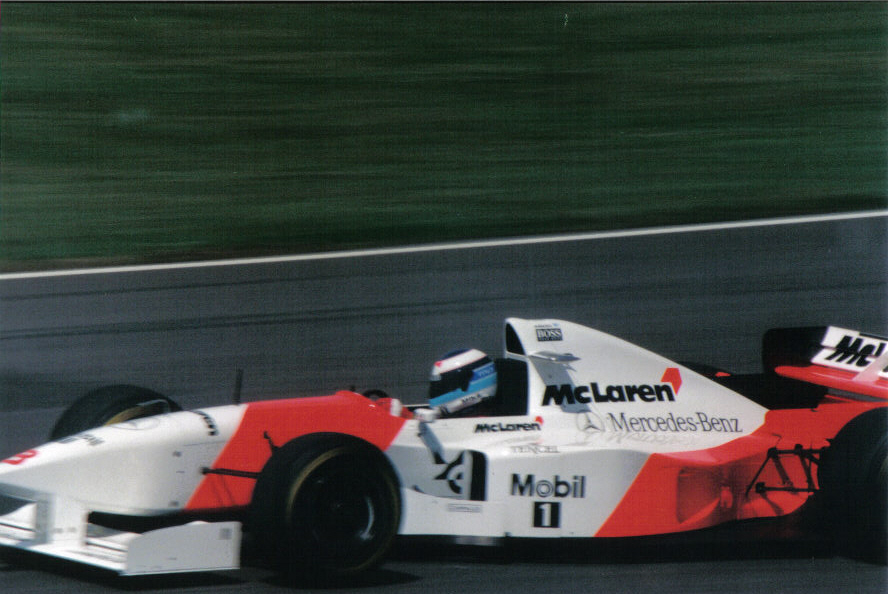
MP4/10Bを駆るハッキネン（イギリスGP）

1995年
ハッキネンが残留し、そのチームメイトにデビッド・クルサードを迎える予定だったが、所属チームのウィリアムズが提訴し裁判の結果残留が決定。そのウィリアムズを追われたナイジェル・マンセルと契約を結ぶが、コックピットが狭いことを理由にマンセルは開幕から2戦は参戦せず、チームは代わりにマーク・ブランデルをレース毎の契約で乗せることとした。マンセルは第3戦サンマリノGPと第4戦スペインGPで走ったが、予選でミカ・ハッキネンより遅く、決勝でもそれぞれ10位とリタイアに終わったのを最後にマンセルはチームを離脱し事実上の引退となった。元々デニスとマンセルは「犬猿の仲」であったが、セナの死やプロスト引退でのF1人気の低下を危惧したメインスポンサーであるマールボロやFIA会長（当時）のバーニー・エクレストンらの意向が働くなどの政治的要因での加入であったとされ、シーズン開幕以前の段階で多くのF1関係者が早期に破局すると予想していた。
MP4/10はエアインテーク上にセンターウィングを搭載し、当時としてはユニークなデザインをしたマシンであった。メルセデスエンジンとのマッチングや空力が弱く、戦闘力不足はウィリアムズ、ベネトン、フェラーリと比べると明らかで、シーズン中にMP4/10B、MP4/10Cとモディファイされた。またこのメルセデスへのエンジン変更により、ガソリンもシェルからモービルに変更した。
ハッキネンが虫垂炎になり、第15戦パシフィックGPではテストドライバーのヤン・マグヌッセンを起用した。マグヌッセンにとっては、マクラーレンでのレース出場はこの1戦のみであった。第16戦日本グランプリでは復帰したハッキネンが2位入賞した。しかしハッキネンは、最終戦オーストラリアGPの予選中、パンクが原因でコンクリートウォールに激突し、選手生命を左右しかねない重傷を負った。ハッキネンを治療に専念させるため、アラン・プロストがアドバイザー兼テストドライバーとして迎え入れられた。
1996年
1月のテストを、ウィリアムズから移籍してきたデビッド・クルサードとアドバイザーであるプロストで進めていた。ミカ・ハッキネンも2月に戻ってきて3か月ぶりにドライブし、いきなりフェラーリのミハエル・シューマッハを凌ぐタイムを叩き出し、速さを示した。ハッキネンが開幕戦から参戦できる目処もつき、ハッキネンとクルサードのドライバーズラインナップになった。このコンビは2001年まで続く。MP4/11は前半戦でハンドリングに悩まされたが、後半戦からサーキットによりショートホイールベース仕様のMP4/11Bを投入した。信頼性の向上で完走と入賞数は増えたものの、依然として速さに課題を残すシーズンとなった。
このシーズンをもって23年間メインスポンサーだったマールボロが、フェラーリへスポンサードを1本化するに伴ってマクラーレンとの契約を終了、慣れ親しまれた「赤・白」のカラーリングも見納めとなった。この訣別により、同シーズンで契約を終了するハッキネンがマールボロの後押しでフェラーリへ、ウィリアムズのデイモン・ヒルが加入するという移籍話も出てきたが、結局第15戦ポルトガルGPでマクラーレンはハッキネンの残留を発表した。
ウィリアムズのチーフデザイナーであったエイドリアン・ニューウェイが、ヒル解雇決定に抗議したことやチーム方針を巡って対立したことから11月にウィリアムズから離脱、マクラーレンとの契約を締結する。しかしウィリアムズは契約が残っていることを訴えて法廷闘争に持ち込んだ。その影響でニューウェイはいつからマクラーレンに加入できるかは流動的となった。
1997年
インペリアル・タバコのドイツ向けブランドであるウエストがタイトルスポンサーとなった。この年のMP4-12より、車体形式番号の表記の区切りが従来のスラッシュ「/」からハイフン「-」に変更されている。開幕戦オーストラリア・第13戦イタリアGPでクルサードが、最終戦ヨーロッパGPでハッキネンがF1で初優勝し、年間で計3勝をあげた。その一方でハッキネンがトップを走っていた第9戦イギリスGP、第14戦オーストリアGP、そして4年ぶりにポールポジション（ハッキネンが獲得）に返り咲いている第15戦ルクセンブルクGPとメルセデスエンジンのトラブルによりリタイアをし、信頼性に課題を残すシーズンとなった。
技術陣では契約上の問題をクリアしたニューウェイがテクニカル・ディレクターとして第11戦ハンガリーGPから加入。その後、マシン開発に拍車がかかり、翌年への明るい材料となった。
シーズン終了後にグッドイヤーが「1998年をもってF1から撤退する」と発表したため、同年まであった同社とのタイヤ供給契約を破棄し、1997年12月のテストからブリヂストンタイヤへ変更することになった。
1998年
前年の12月から、今シーズン仕様の各パーツを載せたMP4-12Bは、ブリヂストンタイヤへの習熟も兼ねて約8,000kmを走りこみ、ブレーキ・ステアリング・システムなどを搭載したMP4-13への開発に繋げた。開幕戦オーストラリアGPでは1-2フィニッシュして「3位以下を周回遅れにする」圧倒的な戦闘力を見せる。しかし第2戦ブラジルGPのレーススチュワードはフェラーリからの抗議を認め、ブレーキ・ステアリング・システムを使用禁止とした（マクラーレン側は開幕前にFIAの技術部門から事前にレギュレーション違反ではないと承認を貰っていた）。
ブリヂストンタイヤを装着するマクラーレン・メルセデスを駆るハッキネンと、グッドイヤータイヤを装着するフェラーリを駆るミハエル・シューマッハの対決が話題を呼び、最終戦日本GPまで、もつれ込む展開となった。最終的にはハッキネンが8勝、クルサードが1勝をあげ、1991年以来のドライバーズタイトル&コンストラクターズタイトルを獲得した。ブリヂストンにとっても初ポール・初優勝・初ダブルタイトルと初物づくしのシーズンとなった。

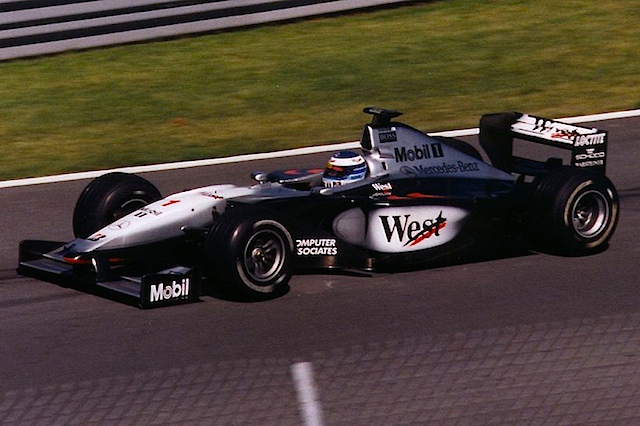
MP4-14を駆るハッキネン（カナダGP）

1999年
予選ではハッキネンが全16戦中ポールポジションを11回獲得し、決勝ではハッキネンが5勝、クルサードが2勝をあげたものの、MP4-14の信頼性不足に悩まされ、ピット作業やチーム戦略のミスが重なり、苦戦を強いられた。また、フェラーリが第8戦イギリスGPまではミハエル・シューマッハ（このGPでのクラッシュでシューマッハは両足骨折の重傷を負い、タイトル争いから脱落）、第9戦オーストリアGPからエディー・アーバインと、優先するドライバーを明確に決定していたことに対し、マクラーレンではチャンピオンになったハッキネンとクルサードを第14戦ヨーロッパGPまで、平等に扱う戦略を採っていた。結果的にオーストリアGPと第12戦ベルギーGPで両者接触を招き、特にオーストリアGPではこれが響いてアーバインに優勝をさらわれることとなった。第15戦マレーシアGPで決勝後、フェラーリが競技審査委員会からディフレクターの寸法違反で一旦失格になり、ハッキネンのワールドチャンピオンとコンストラクターズチャンピオンが決まったかに見えたが、5日後のパリで開かれたFIAの国際控訴裁判所でフェラーリの逆転無罪となる。そのため、タイトル争いは最終戦日本GPまでもつれ、アーバインに4ポイント差であったハッキネンが逆転優勝し2年連続のワールドチャンピオンに輝いたものの、クルサードはスプーン・コーナーの手前でスピンしてフロントウィングとサスペンションを破損してリタイア。コンストラクターズタイトルは確実にポイントを稼ぎ続けたフェラーリに奪われてしまった。

### 2000年代

#### 2000年 - 2004年

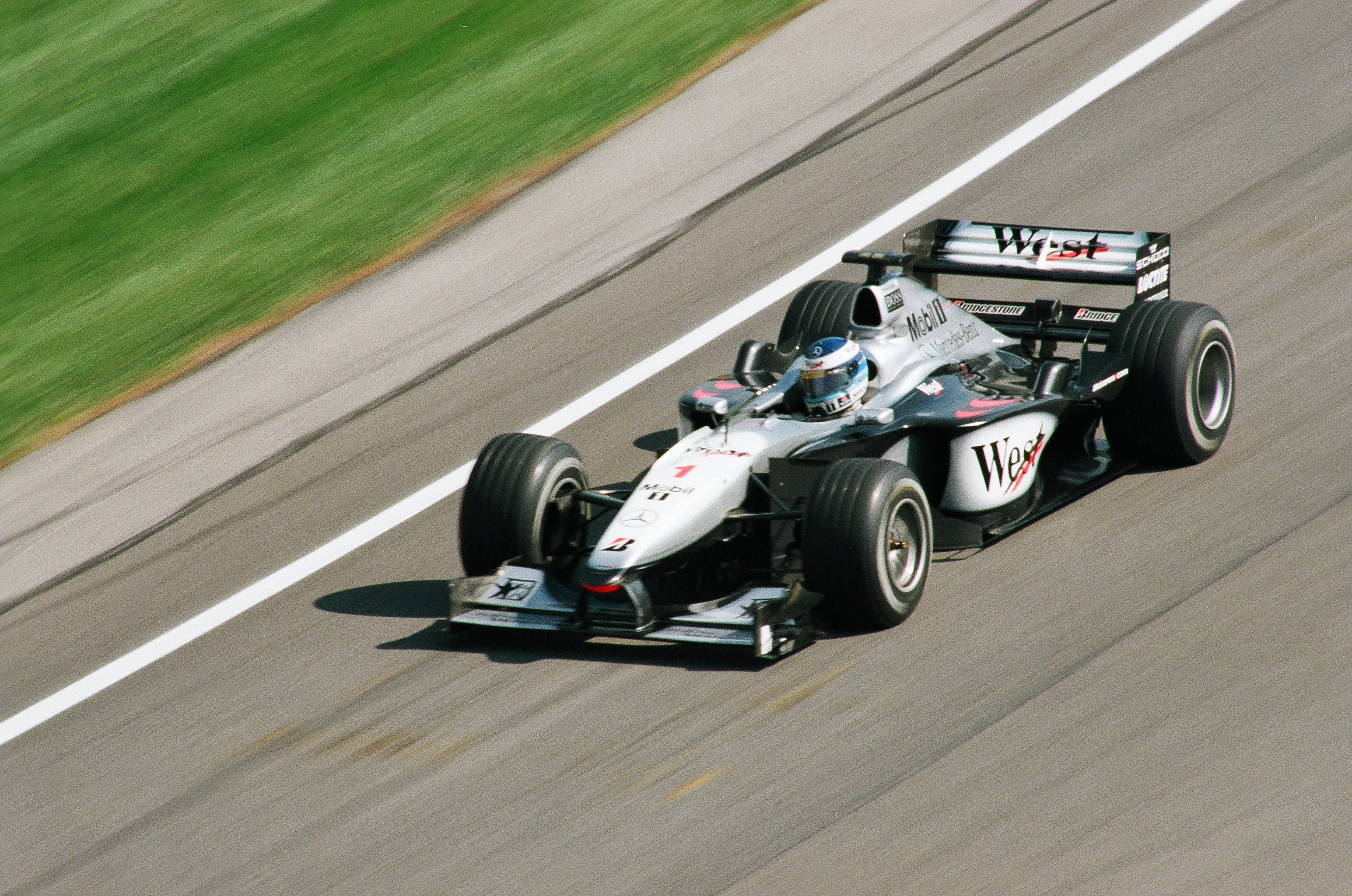
MP4-15を駆るハッキネン（アメリカGP）

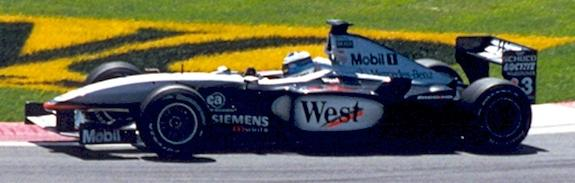
カナダGP MP4-16を駆るミカ・ハッキネン

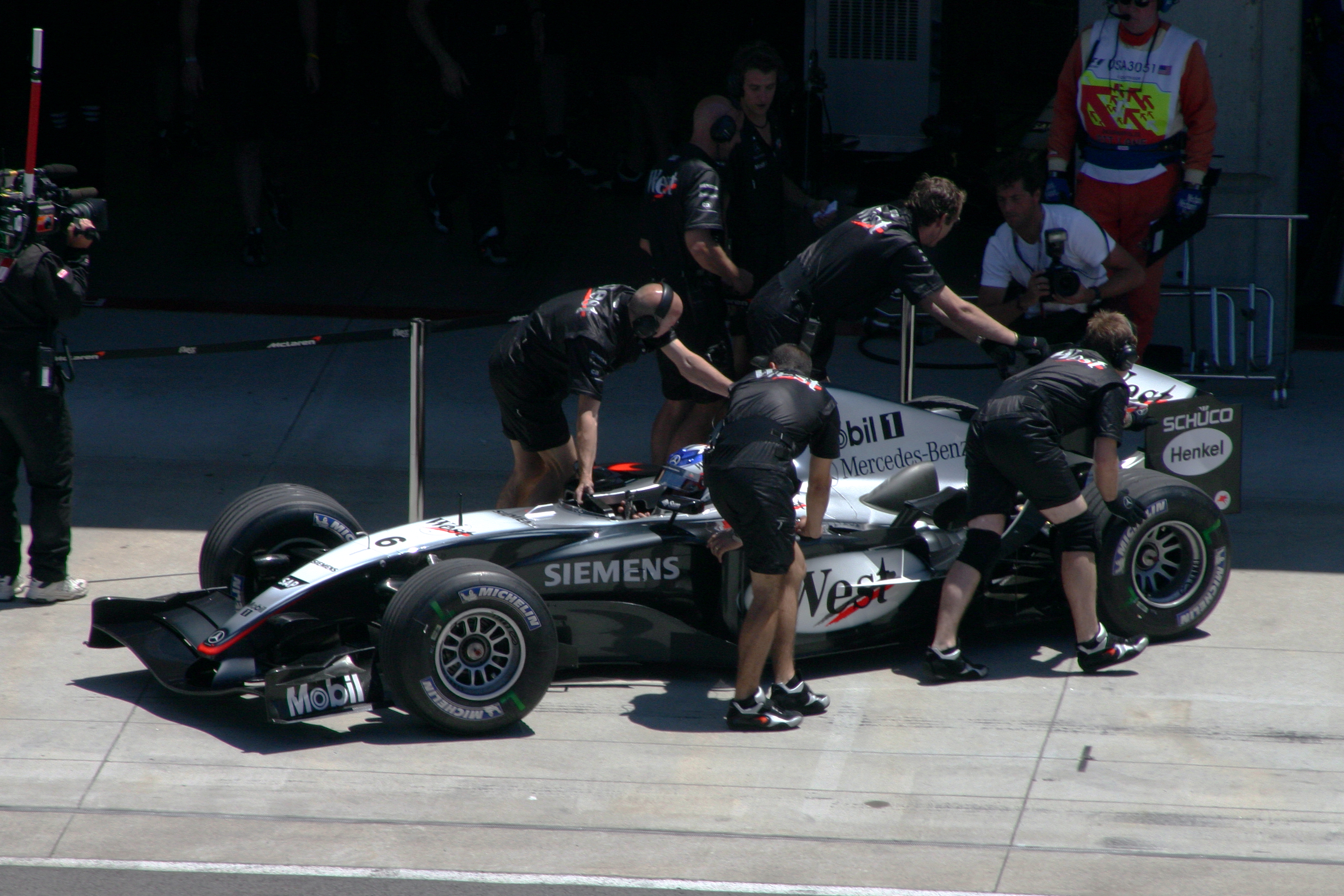
2004年アメリカGP（キミ・ライコネン）

2000年
MP4-15を使用したこのシーズン、3連覇を狙うハッキネンは開幕戦オーストラリアGPと第2戦ブラジルGPでメカニカルトラブルを被り、ポイント獲得に出遅れた。また、オーストラリアGPでのスタートの速さについてフェラーリから抗議が出て、第4戦イギリスGPから電子制御系の新ルールが施行され、メルセデスエンジンの燃費悪化に繋がり、柔軟なピットストップ作戦が取れなくなった。そして、フェラーリはマクラーレンとは違い、明確にミハエル・シューマッハをNo.1体制にして戦い、F1-2000の速さと信頼性で着実に勝ち星を上げ、ポイントを積み重ねていた。クルサードはメカニカルトラブル1回、失格1回以外は完走する安定した走りをしたため、中盤戦はハッキネンよりポイント数を上回り、一時期シューマッハのライバルと見られていた。ハッキネンは第8戦カナダGP終了時点で、ポイントリーダーのシューマッハに最大24ポイント差をつけられていたが、シューマッハが第9戦フランスGPをメカニカルトラブル、第10戦オーストリアGPと第11戦ドイツGPで接触事故による計3戦連続リタイアをしている間に、クルサードと共にシューマッハとの差を縮めていた。第12戦ハンガリーGP開始時点では1位シューマッハ56ポイント、2位クルサードとハッキネンが54ポイントで同点、4位ルーベンス・バリチェロ46ポイントと、鎬を削り合っている状況であった。ハンガリーGPと第13戦ベルギーGPでハッキネンが連勝し、第14戦イタリアGPでシューマッハが勝利し、ハッキネンが2位、クルサードとバリチェロは接触でリタイアし、タイトル争いはハッキネンとシューマッハの二人に絞られていた。しかし第15戦アメリカGPでシューマッハが勝利し、ハッキネンのほうは痛恨のエンジントラブルでリタイアとなり、シューマッハはハッキネンに8ポイント差をつけてポイントリーダーに返り咲いた。残り2戦でこの差が響き、ドライバーズタイトルとコンストラクターズタイトルをフェラーリに奪い取られた。
増大するテストワークの負荷を分散するためとレギュラードライバーが欠場したときの対策のため、サードドライバーとしてオリビエ・パニスの加入は、MP4-15の開発に貢献と効果をもたらした。1997年よりブリヂストンを使用し、またレギュラードライバー時代の豊富な経験もあるパニスは、チームに膨大な情報をもたらした。パニスは翌2001年のレギュラーシートをB・A・Rに確保するという、当時としては珍しいキャリアを築くことに成功した。当時、レギュラードライバーからテストドライバーになったドライバーが、再度レギュラードライバーになることは珍しいことであった。マクラーレンのテストドライバーは、翌2002年はアレクサンダー・ヴルツ、2003年にはペドロ・デ・ラ・ロサが担当し、強力な布陣を敷くことに成功した。
2001年
新レギュレーション施行により、フロントウィングの搭載位置が5センチメートル上昇・ロールフープの強化・耐サイドインパクト強化・エンジンのシリンダーブロックにベリリウム合金の使用禁止など、昨シーズンのMP4-15がMP4-13やMP4-14の発展型であったのに対して、MP4-16は完全に新設計されたマシンであった。
開幕戦オーストラリアGPではハッキネンがサスペンショントラブルにより、3年連続の開幕戦リタイアで始まった。デニスは作戦上ハッキネンが勝てたレースと語っているが、後にハッキネンはこの事故で引退について初めて考えたと吐露している。ここからハッキネンは第10戦フランスGPまでに、2戦に1回の割合でメカニカルトラブルを被り、チャンピオンシップ争いから脱落した。結果的にハッキネンは第15戦イタリアGPで休養宣言を行った。
クルサードはモナコGPでポールポジションを獲得したが、ラウンチコントロールのトラブルで最後尾からのスタートとなった。中盤戦まではこれ以外にメカニカルトラブルもなく2勝してポイントを重ねたが、速さでミハエル・シューマッハに差をつけられた。第11戦イギリスGPでジョーダンのヤルノ・トゥルーリとの接触事故でリタイアしたことにより、クルサードはタイトル争いから脱落した。最終戦日本GPではハッキネンに順位を譲られ3位入賞し、フェラーリのバリチェロと争っていたドライバーズランキング2位を手に入れた。10度の表彰台を得て自身最高のドライバーズランキング2位となったものの、チャンピオンのミハエル・シューマッハには、ほぼダブルスコアの大差をつけられた。
前シーズンでエアロダイナミクス担当のアンリ・デュランと、コンポジット担当のスティーブ・ニコルズがチームを去り、テクニカル・ディレクターのエイドリアン・ニューウェイが、友人でもあるジャガーのチーム代表兼CEOのボビー・レイホールに誘われ、ジャガーと契約した。デニスはニューウェイを説得し、ジャガーへの移籍を翻意させることに成功したが、その間にマシン開発が停滞したこともフェラーリに独走された要因の一つとなった。
2002年
フェラーリに対するにあたって同じタイヤで戦ってはアドバンテージが少ないとの判断から、この年からタイヤメーカーをブリヂストンからフランスのミシュランへ変更したが、苦戦を強いられた。またハッキネンの後任として後輩のキミ・ライコネンを抜擢したが、前年からのチーム内の乱れが尾を引き、車の本格的な熟成作業はヨーロッパラウンドに入ってからになった。この年はモナコGPでクルサードが挙げた1勝にとどまり、タイトル争いに加わることができなかった。前年に休養宣言していたハッキネンは、第12戦ドイツGPで正式に引退を発表した。
2003年
この年からミシュランタイヤ専用とも言える「MP4-18」を投入するはずであったが、テストでの不具合の頻発によりマシン開発に遅れが生じて開幕戦に間に合わない事態となったため、前年型の改良版「MP4-17D」を投入し、MP4-18の開発が完了するまでの間をそれで乗り切る決断をした。最大のライバルのフェラーリが新車の開発トラブルで第5戦までそれを投入できなかったことやウィリアムズが出遅れたことも手伝い、開幕戦をクルサード、第2戦をライコネンが勝利する展開となった。一方でマシンのほうは、MP4-18はFIAの義務付けるクラッシュテストも通過することが出来ない状況も続いたため、そちらに見切りをつけてお蔵入りとなり、MP4-17Dの改良を進めることとなった。だが、クルサードが新予選方式（スーパーポール方式）に対応できず、下位のグリッドに沈み、追い上げるも表彰台は遠く、コンストラクターズ争いでは足を引っ張ることとなる。一方、ライコネンがわずか1勝ながらしぶとくポイントを稼ぎ、最終戦までシューマッハを追い詰め、ドライバーズランキングではわずか2ポイント差のランキング2位の成績を収めた。また、シーズン途中ではあったがデ・ラ・ロサを臨時でテストした後にフルタイムテストドライバー契約を結び、ヴルツとの2名によるテストチーム体制を整えている。
2004年
前年と同じ体制で、昨年デビューするはずだった幻のMP4-18の設計思想も反映し、新ルールにあわせて設計したMP4-19を投入するが、MP4-18が持っていた弱点はMP4-19では改善出来ておらず（純粋な新車が間に合わなかったため基本的にMP4-19はMP4-18と同じ車であったと後にエイドリアン・ニューウェイが語っている）、第11戦のイギリスGPでようやく本来の新車が「MP4-19B」としてデビューした。これはマクラーレンのチーム関係者も、チームが2年連続で新車開発に失敗した結果である、と後に認めている。このイギリスGPでライコネンがシーズン初の表彰台に登りその後も表彰台に登るが、優勝はベルギーGPの1勝にとどまり、コンストラクターズランキングは3位から5位へと後退した。クルサードはこの年、一度も表彰台に登ることなく9年間在籍したチームを去り、翌年からジャガーを買収のうえで参戦を開始するレッドブルへ移籍した。

#### 2005年 - 2009年

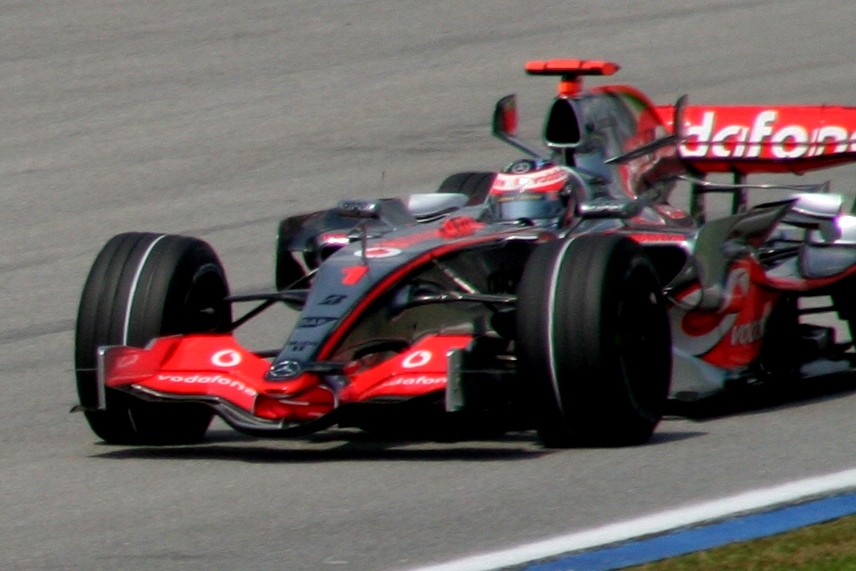
アロンソ駆るMP4-22（第2戦マレーシアGP）

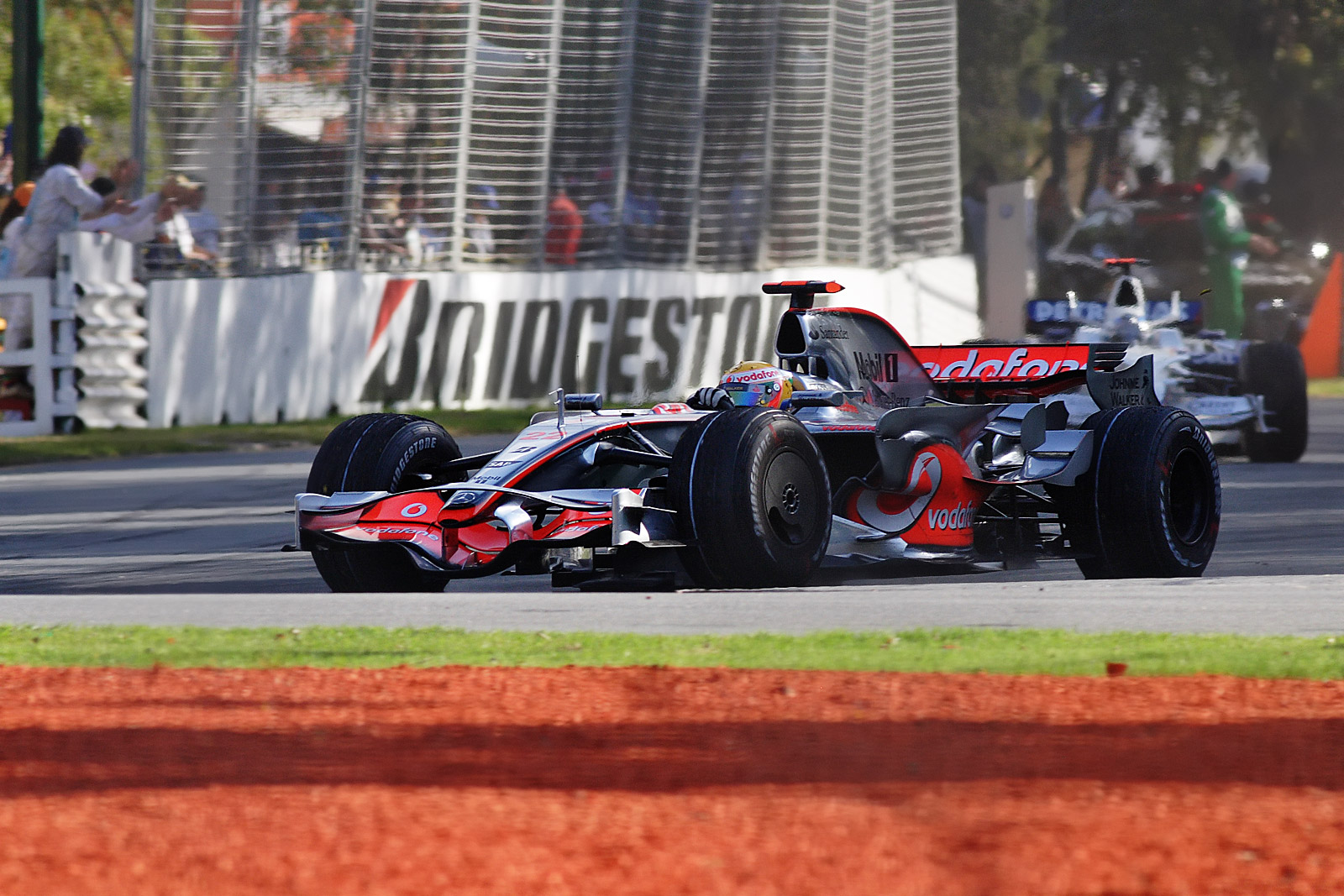
2008年にチャンピオンを獲得したルイス・ハミルトン（同年の開幕戦オーストラリアGPにて）

2005年
ライコネンのチームメイトにファン・パブロ・モントーヤを迎える。シーズン当初は信頼性不足などで出遅れたが、ヨーロッパラウンド以降は、ルノーのフェルナンド・アロンソと激しいタイトル争いを繰り広げる。MP4-20はハンガリーGPから日本GPまでの6連勝を含む、1989年以来となる2桁勝利の10勝を挙げる（ライコネン7勝、モントーヤ3勝）。しかし、ライコネンを襲った4度のエンジントラブルをはじめ、信頼性の低さはいかんともし難く、結果としては惜しくもチームもライコネンもランキング2位に終わってしまった。
この年は、前年コンストラクターズランキングを5位で終えたため、金曜日のフリー走行でサードカーを走らせる権利を得て、デ・ラ・ロサとヴルツがグランプリにより交替で担当した。レギュラードライバーのモントーヤがテニス中に肩を負傷するというアクシデントに見舞われたわれたため、バーレーンGP、サンマリノGPの2戦をそれぞれデ・ラ・ロサ、ヴルツが代役として出場し、バーレーンでデ・ラ・ロサは5位入賞を遂げるとともにファステストラップを記録し、サンマリノではレース後の繰上げではあるがヴルツが3位入賞した。
第13戦のハンガリーGPの金曜日（7月29日）をもって、1997年以来のタイトルスポンサーであったウエストとの契約を終了した。これはヨーロッパにおけるタバコ広告規制の強化を受けてのものである。7月30日以降のカラーリングは、それまでタバコ広告禁止国で開催されるGPで用いた手法と同様に、従来「West」のロゴがあったサイドポンツーン、ノーズ、コクピットサイド、レーシングスーツ、ヘルメットにはドライバーの名前をオリジナルデザインで表記し、チームスタッフには「West」のロゴ表記が消されたウエアとスーツが支給された。
テクニカルディレクターであったニューウェイもシーズン終了後にレッドブルへ移籍。
2006年
2005年のDTMチャンピオン、ゲイリー・パフェットがテストドライバーに加わることになり、それに伴って5年間という長期にわたってテストドライバーを務めたヴルツがウィリアムズのテストドライバーとして移籍した。
2005年のマシンMP4-20が圧倒的な速さを誇っていたこともあり、シーズン開幕前はライコネン＆マクラーレンはこの年のチャンピオンの筆頭候補であった。しかし前年までの3.0リッターV10から2.4リッターV8へのエンジンルール変更にメルセデスが対応しきれず、更にこの年のマシンMP4-21自体もニューウェイが去った影響からか熟成が進まず、前年にタイトルを争ったルノーとフェラーリの後塵を拝することとなった。ライコネンが3度のポールポジションを獲得するなど時折速さも見せ、結果としてはコンストラクターズランキングこそ3位を確保したものの、1996年以来10年ぶりのシーズン未勝利に終わってしまった。
モントーヤがF1に嫌気がさしたため7月9日、翌2007年からはアメリカのNASCARシリーズへ移籍（チームはチップ・ガナッシ・レーシング）することを発表。アメリカGPを最後にF1から去った。テストドライバーのペドロ・デ・ラ・ロサがフランスGPよりレギュラードライバーとして、シーズンの残りのレースに参戦した。
2007年
ライコネンがフェラーリへ移籍。代わりにルノーから2005年、2006年のワールドチャンピオンのフェルナンド・アロンソが加入し、チームメイトとして2006年のGP2チャンピオンのルイス・ハミルトンがF1デビューを果たすことになった。マクラーレンのドライバーが2名とも同時に入れ替わるのは初のことである。またメインスポンサーがイギリスの携帯電話会社のボーダフォンになった。
開幕戦はライコネンに敗れるが、アロンソ、ハミルトン共にMP4-22の速さを発揮し2006年の不振からの復活をアピールした。続く第2戦マレーシアGPでは見事フェラーリを破り、2005年ブラジルGP以来の1-2フィニッシュを達成した。第13戦のイタリアGP終了時までは、ドライバーズポイントで1位と2位、コンストラクターズポイントでも首位に立っており、特にコンストラクターズについてはほぼ手中に収めかけていた。
しかしシーズンが進むにつれて、アロンソ、ハミルトンのチームメイト間の確執が現れるようになり、ハンガリーGPの予選で暫定ポールポジションのアロンソがピットストップ時間を稼いだことで、ハミルトンが最後のアタックが出来なかった件に対し、アロンソは5グリッド降格、チームにはハンガリーGPでのコンストラクターズポイントは加算されないというペナルティを受けた。
更に後述の産業スパイ事件発覚によりコンストラクターズランキングから除外されたうえ、巨額の罰金を科せられた。残されたドライバーズタイトルは、ハミルトンが首位のまま中国GPを迎え、結果次第ではハミルトンのチャンピオンが確定するところだったがキャリア初のリタイアを喫する。そして最終戦のブラジルGPでランキング3位にいたライコネンに両ドライバーとも1点差で逆転チャンピオン獲得を許してしまう。このレースではウィリアムズとBMWザウバーの給油装置から、測定した燃料温度が低すぎる事実にもかかわらず、両チームにペナルティを科さないというスチュワードの裁定に対してマクラーレンはFIA国際控訴裁判所に控訴した。11月15日、測定された燃料温度および大気温について疑いがあることから、両チームにペナルティを科さないことを決定しマクラーレンの控訴を却下した。入賞者のニコ・ロズベルグ（ウィリアムズ）、ニック・ハイドフェルド（BMWザウバー）、ロバート・クビサ（BMWザウバー）などが失格になるとライコネン（フェラーリ）でなくハミルトンがドライバーズチャンピオンになるとわかったうえでの控訴だといわれていることから、このことに対してマクラーレンに在籍していたアラン・プロストやニキ・ラウダは、ロン・デニス代表とマクラーレンを同年の“最大の悪あがき王”と批判した。しかし、マクラーレンCEOのマーティン・ウィットマーシュは「ドライバーズチャンピオンのためではなく、燃料規則の明確化および規約の一貫性のために我々はこの控訴を提出した」と語った。
2008年
ドライバーは、ハミルトンが残留、アロンソは2年契約の2年目だったが契約解除となり古巣のルノーへ復帰、代わりに前年ルノーに所属していたヘイキ・コバライネンが加入した。テストドライバーは、引き続きデ・ラ・ロサとパフェット。コバライネンは2008年シーズン中に2009年もマクラーレンに残留することが発表された。
新車（MP4-23）の発表会は、初めてドイツのシュトゥットガルトのメルセデス本社で行われた。
2008年シーズンは、ハミルトンとフェラーリのフェリペ・マッサとの熾烈なチャンピオン争いが繰り広げられたが、最終戦のブラジルGPでハミルトンが最終ラップで劇的な形のドライバーズタイトルを1ポイント差で手にする（チームとしては1999年以来のチャンピオン輩出）。コンストラクターズランキングは2位。
11月に、フォース・インディアがマクラーレンとの技術提携を結んだことが発表された（2009年シーズンより、エンジン類の供給もフェラーリからメルセデスにスイッチすることが決定している）。
2009年
新車のMP4-24の発表会で、ロン・デニスがチーム代表から退くことが発表された。後任は前CEOのウィットマーシュ。しかし、デニスは今後もチームに深く関わっていくつもりであることを宣言、レース界からの引退は否定した。
開幕戦オーストラリアGPでのセーフティカー先導中にハミルトンがヤルノ・トゥルーリを追い抜いた件について、「当時の無線記録及びメディアへの発言」と「スチュワードからの事情聴取」で、逆とも言える説明を行う。事情聴取時点では全無線記録が参照できなかったため、一旦はマクラーレン・ハミルトン側の主張が認められたが、後に無線記録が証拠として検証されスチュワードへの偽証・ミスリードが発覚。オーストラリアGPの結果から抹消された。
この件で、マクラーレンチームとしては事情聴取に出席したデイブ・ライアンを翌週停職処分。同時に事情聴取に出席していたハミルトンは「スチュワードへの情報提供を控えるようにライアンから言われた」と説明、それ以上の処分・ペナルティはなかった。
その後、4月29日にパリでWMSCの臨時会議が開かれ、「ペナルティは3戦のグランプリ出場停止とする。ただし、今後12か月において、この件に関して新たな証拠が発見された場合、もしくはチームによってさらなるインターナショナル・スポーティングコードの151c項違反が行われた場合のみに適応する。」との裁定を下した。
4月16日にマクラーレングループ全体の再編が発表され、市販車部門であるマクラーレン・オートモーティブがグループから離脱し、さらにデニスが同社の会長に就任しレース部門から完全に引退することが明らかにされた。レース部門のCEOにはウィットマーシュが返り咲く。
開幕からしばらくはMP4-24に競争力がなく、表彰台に上がれないレースが続いたが、大幅なアップデートを行ったドイツGPから競争力を取り戻し、ハンガリーGPとシンガポールGPでハミルトンが優勝。最終的にコンストラクターズランキングはフェラーリを抑えて3位となった。
11月16日にダイムラーがプレスリリースを発表し、ブラウンGPの76.1%の株式を取得、2010年よりメルセデスGPとして参戦する事を発表した。それに伴いメルセデスとマクラーレンのパートナーシップは解消されるが、新たに2015年までのエンジン供給契約が発表された。

### 2010年代

#### 2010年 - 2014年

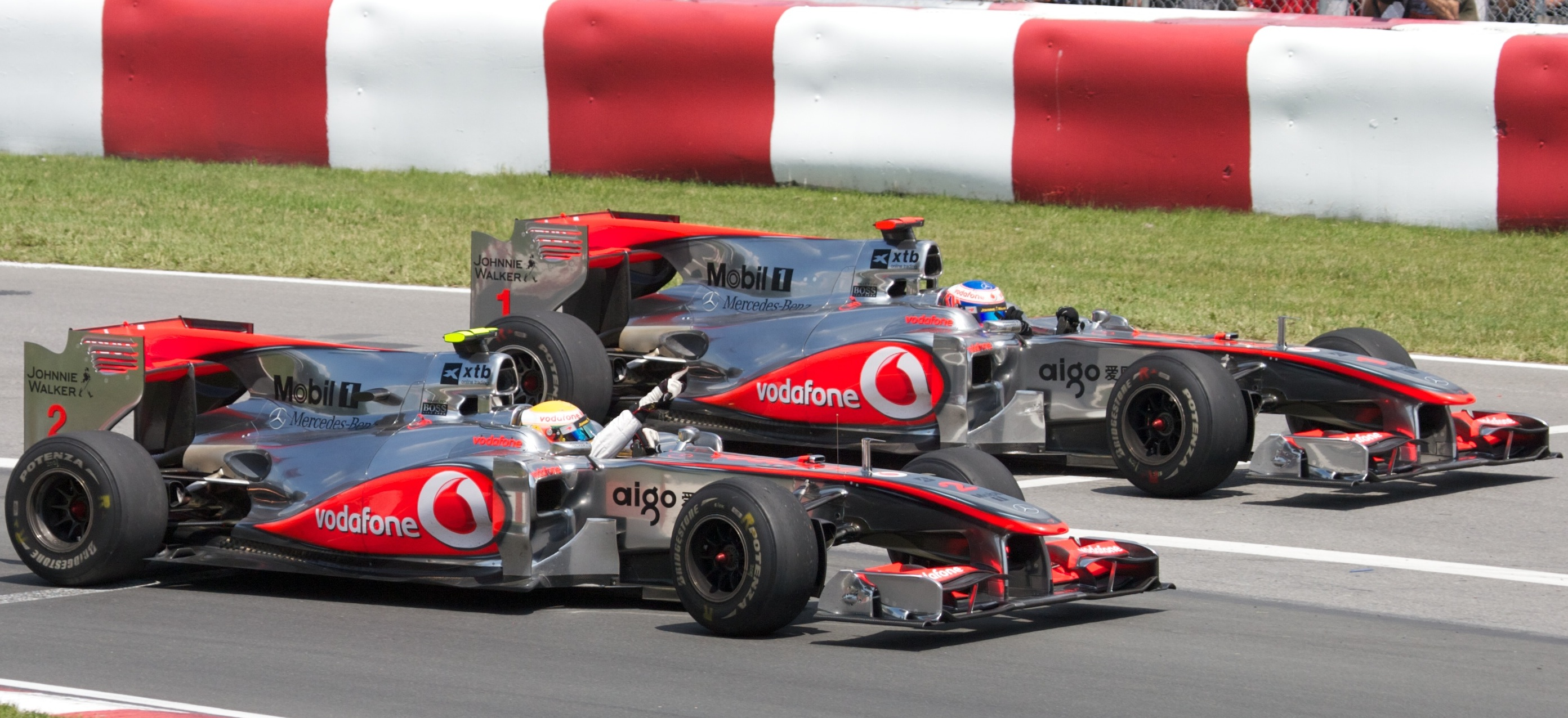
2010年カナダグランプリワンツーフィニッシュを飾り、ランデブー走行を行う

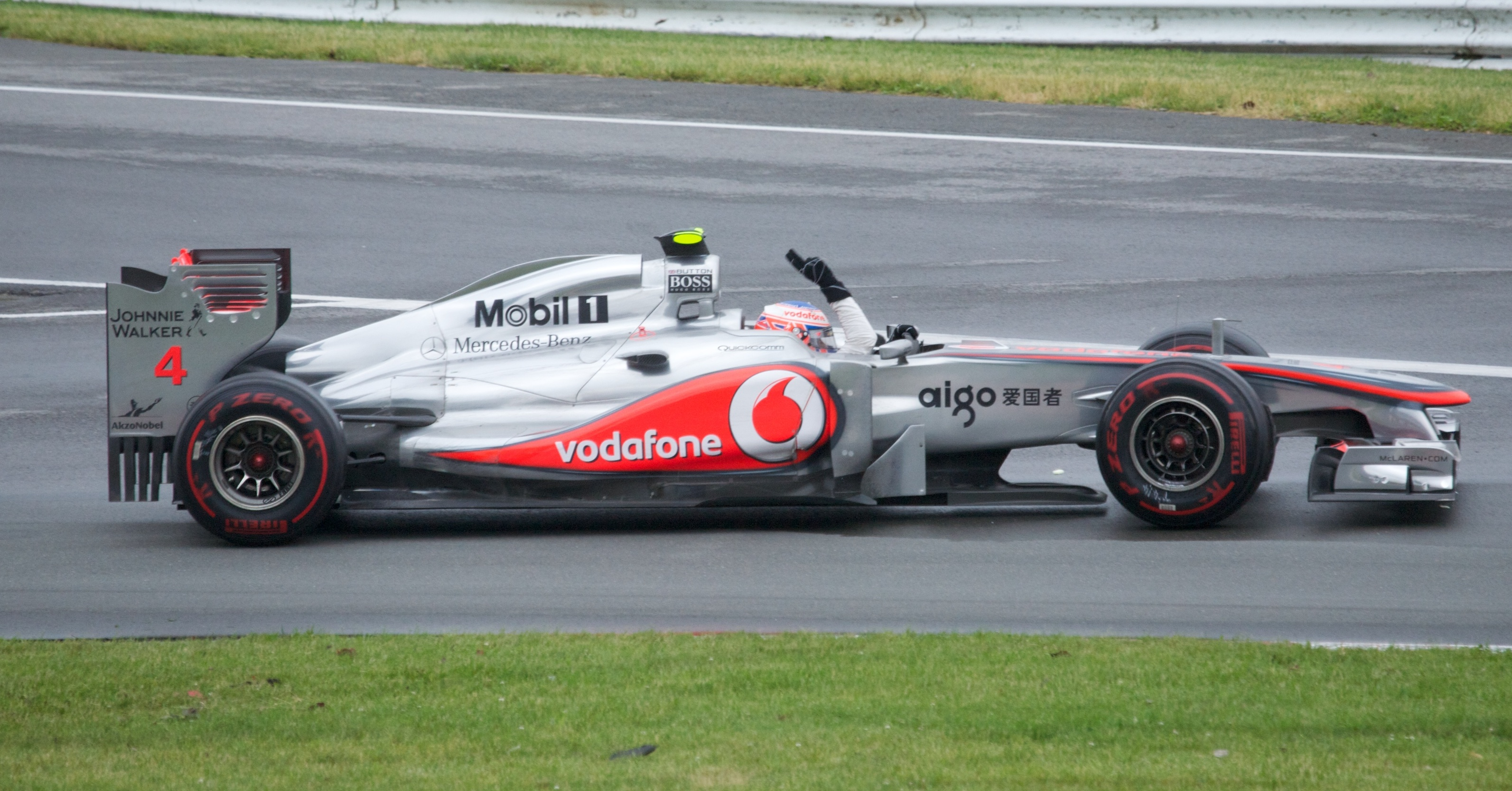
2011年カナダグランプリで大逆転勝利を収めたバトン

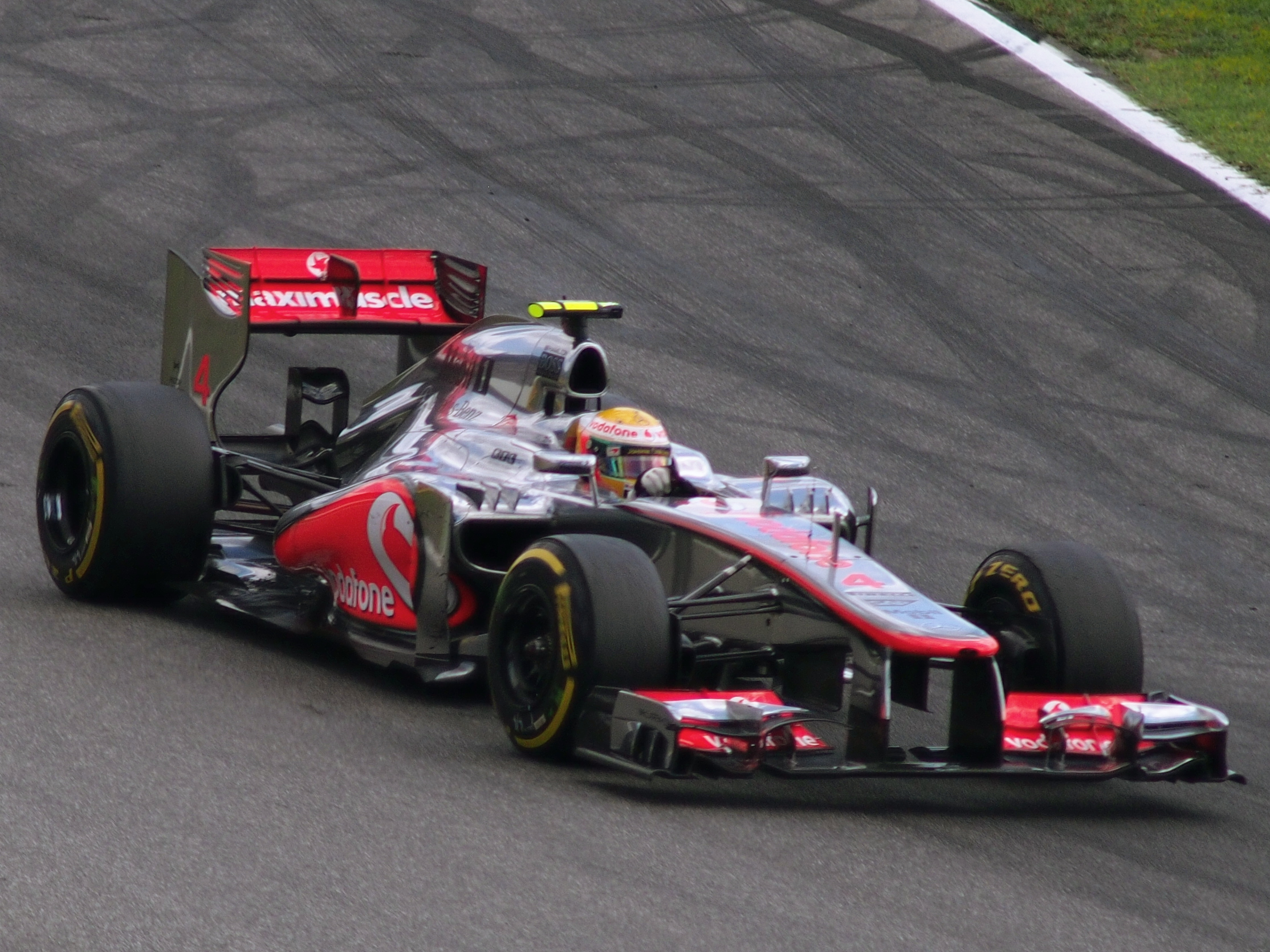
2012年ドイツグランプリ.

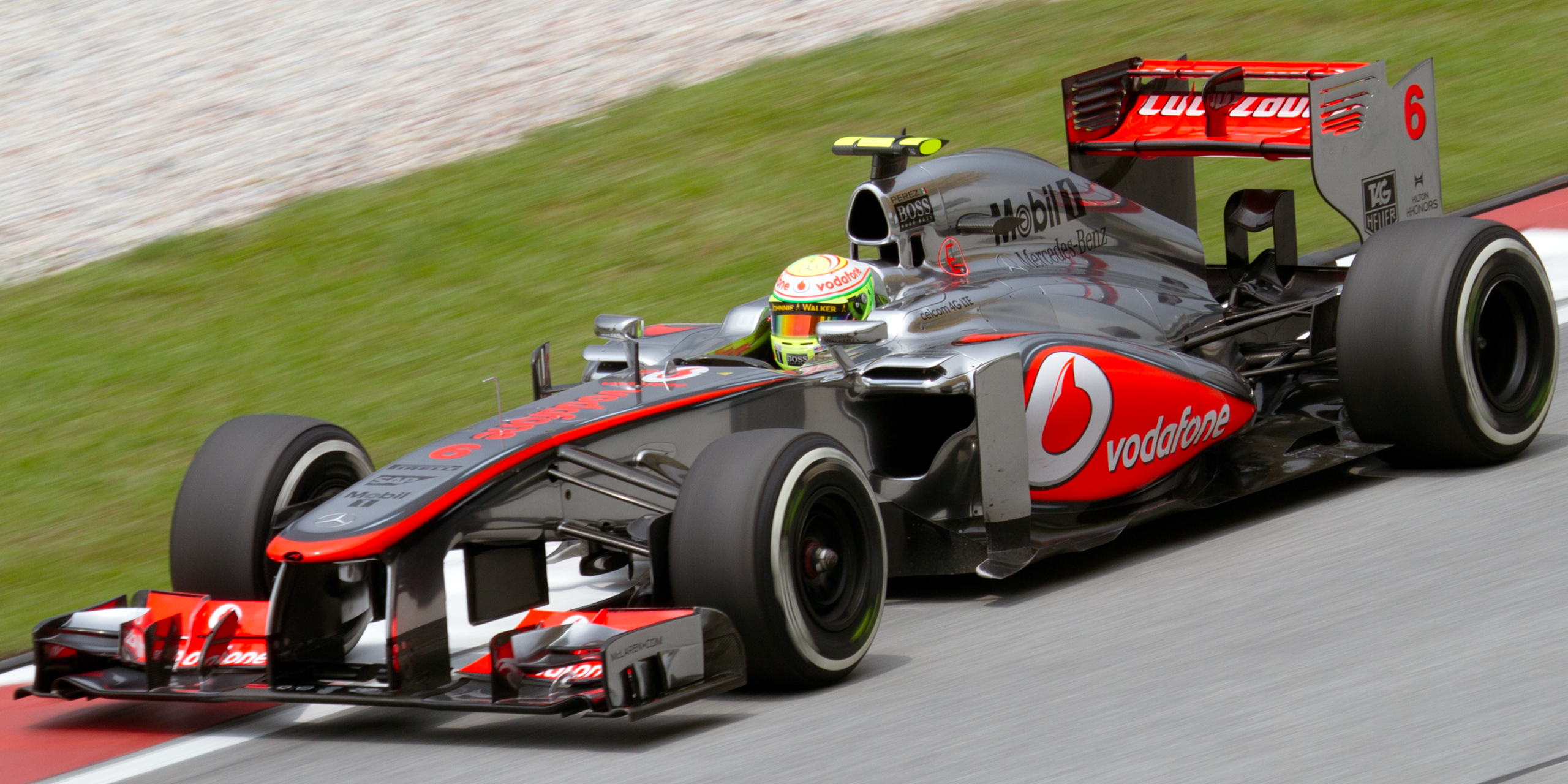
セルジオ・ペレスがドライブするMP4-28（2013年マレーシアGP）

2010年
ドライバーはハミルトンが残留、コバライネンに代わって前年度チャンピオンのジェンソン・バトンが加入した。
革新的なシステムであるFダクトを搭載したMP4-25は高速サーキットで戦闘力を発揮し、ライバルチームの注目の的となった。シーズン序盤は予選で上位につけることに苦労していたが、難しいコンディションを読みきったバトンが2勝をあげる。その後レッドブルの同士討ちを尻目にトルコ、そしてカナダでハミルトンが2連勝を挙げポイントリーダーになり、中盤以降までシーズンをリードした。しかし、シーズンもうひとつのトレンドであった、レッドブルRB6が搭載するブロウンディフューザーの開発に苦しみ失速。最終的にドライバーズランキングではハミルトンが4位（3勝）、バトンが5位（2勝）となり、コンストラクターズランキングは2位となった。
2011年
ドライバーは引き続きハミルトンとバトン。
開幕前のテストでは走行距離を稼ぐことができずレッドブルやフェラーリに対して劣勢であるとの見方も存在した。ハミルトンは第3戦中国GPでコース上で首位のベッテルを逆転し、シーズン初優勝を飾った。バトンは第7戦カナダGPと第11戦ハンガリーGPで優勝。ベッテルの戴冠レースとなった第15戦日本GPでバトンが3勝目をあげ、シーズン12回の表彰台獲得という成績でフェラーリのアロンソとレッドブルのマーク・ウェバーとのドライバーズランキング2位争いを制する結果となった。ハミルトンは計3勝も含めた表彰台6回を記録したものの、そのドライビングを危険として非難する意見も出た。コンストラクターズランキングはレッドブルに次ぐ2位となった。
2012年
ドライバーは引き続きハミルトンとバトン。
開幕前のテストから好調が伝えられていた。開幕直後の2レースでは2戦連続でフロントローを独占。決勝も開幕戦オーストラリアGPにてバトンが優勝し、ハミルトンも3位となった。ハミルトンも第7戦カナダGPでシーズン初優勝を飾ったが、第4戦から第10戦の間は成績不振に陥った。その後、大型アップデート投入した第10戦ドイツGPから再びペースを取り戻すと、夏休みを挟んで第11戦ハンガリーGPから第13戦イタリアGPまでチームとして3連勝を達成した。第19戦アメリカGPでハミルトンが、最終戦ブラジルGPではバトンが勝利を飾り最後の2戦を連勝でシーズンを終えた。
同シーズンはチームとしてタイトル獲得も視野に入っていたが、様々な要因が重なり、タイトル獲得の可能性を失うこととなった。マシン自体の速さもデータによってはマクラーレン・MP4-27は最速マシンという評価もあり、実際、予選成績（ポールポジション8回）や獲得した表彰台の回数（7勝も含めた計13回）ではレッドブル（ポールポジション6回、表彰台7勝も含めた計11回）を上回っていた。だが、前半戦はピット作業のミスで少なくないポイントを失い、中盤戦に入ると信頼性トラブルでもポイントを失った。両ドライバーはこれで失ったポイントの影響もあるが、バトンのほうは今季のピレリタイヤの扱いに苦しみ、特に予選ではQ3進出（10番手以内）に入れないGPもあった。また、サマーブレイクまでの前半戦でノーポイントのレースが複数回あったことが響いて、サマーブレイク前の第11戦の段階で事実上タイトル候補から脱落。ハミルトンはタイヤの問題には苦しまず、サマーブレイク後もタイトル候補に名を連ねていたが、トップを快走していた第14戦シンガポールGPのリタイヤによって事実上タイトル争いから脱落した。成績面では、第14戦シンガポールGP以降のフライアウェイ戦以降の失速が大きく響いて、最終的にドライバーズランキングではハミルトンが4位、バトンが5位。コンストラクターズでは3位となった。
2013年
ハミルトンがメルセデスへ移籍し、代わりにザウバーからセルジオ・ペレスが加入。またスポンサー面でもボーダフォンが同年限りでのスポンサード終了を発表する一方で、メキシコ人であるペレスの支援目的でテルメックスなどメキシコ系企業が新たに加わるなど、チームラインナップに大きく変化が見られた。
また同年5月には、2015年まで契約が残っていたメルセデスとのエンジン供給契約を1年前倒しして2014年一杯で終了し、2015年からはホンダエンジンの供給を受けることを発表した。ホンダは2008年の撤退以来7年ぶりの復帰となる。
この年はバトンが最終戦ブラジルGPで記録した4位が最高で、表彰台がゼロとなる1980年以来の不振に終わった。コンストラクターズランキングではレッドブルが独走し、メルセデス、フェラーリ、ロータスが2位争いをする一方で、マクラーレンは大差をつけられた5位であった。ドライバーズランキングではバトンが9位、ペレスが11位。なお、完走扱いを含め、両ドライバーとも全戦完走を果たした。
シーズン終盤の11月、ペレスがわずか1年でチームを離脱、後任として育成ドライバーのケビン・マグヌッセンを起用することが発表された。ウィットマーシュによると新人であるマグヌッセンの下積みとして下位チームのシートを探したものの、あるチームに契約を破棄され、ペレスを放出してマグヌッセンを自チームに起用せざるを得なかったとコメント。後にマグヌッセンが2019年7月のインタビューでロン・デニスが2014年に復帰した関係で当初2014年にデビューする予定であったフォース・インディアとの契約がなくなってしまいマクラーレンからデビューすることになったという経緯を明かしている（結果的にそのシートをペレスが手にする形となった）。
2014年
1月16日、ロン・デニスがマクラーレン・グループのCEOに復帰し、F1チームをその権限下に置くことを発表。さらに2013年までロータスのチーム代表であったエリック・ブーリエがレーシングディレクターとしてチームに加入することが発表された。正式加入は2月3日。当面チームは、チームCOOのジョナサン・ニールとブーリエが共同で代表を務める。一方で前チーム代表のウィットマーシュについては、チームのWebサイトから名前が消え事実上更迭されたものの去就が不明となっていたが、同年8月に正式に離脱が公表された。
ドライバーはバトンが残留。パートナーはペレスに代わりケビン・マグヌッセンが起用された。またリザーブドライバーとしてストフェル・バンドーンが起用された。
この年は開幕戦オーストラリアGPこそマグヌッセンが2位、バトンが3位と2人のドライバーが2012年ブラジルGP以来となる表彰台を獲得するも、2戦目以降はバトンの4位が最高で表彰台圏内に入ることなくシーズンが終了した。
7月には最古参のスポンサーであるヒューゴ・ボスがメルセデスの支援に切り替えると発表された。
シーズン終了後の12月11日、フェラーリからアロンソが8年ぶりにマクラーレン復帰が決定した。なお、マグヌッセンはリザーブドライバーとして残留。

#### 2015年 - 2019年

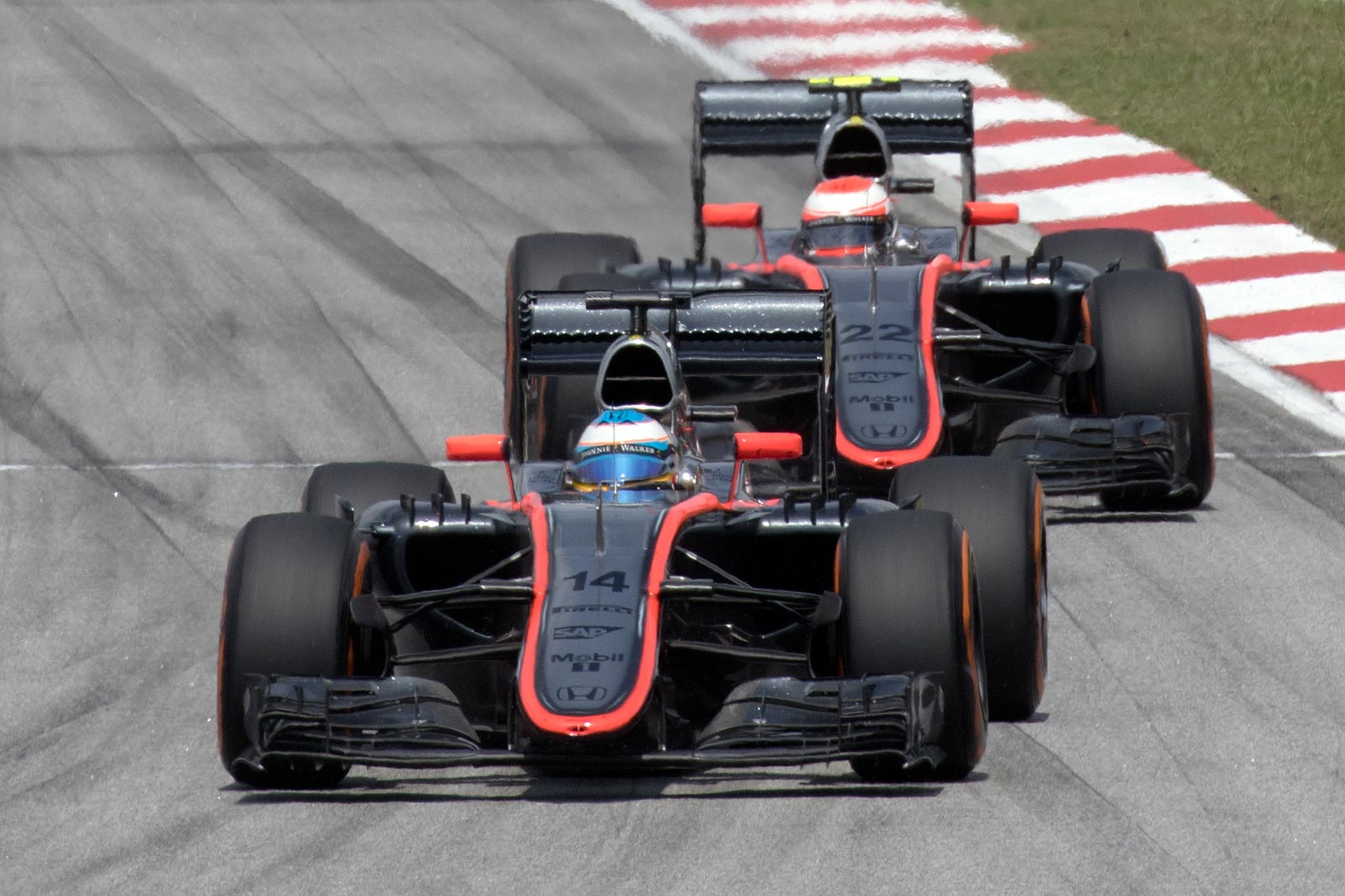
2015年マレーシアGPでのアロンソ(No.14)とバトン(No.22)

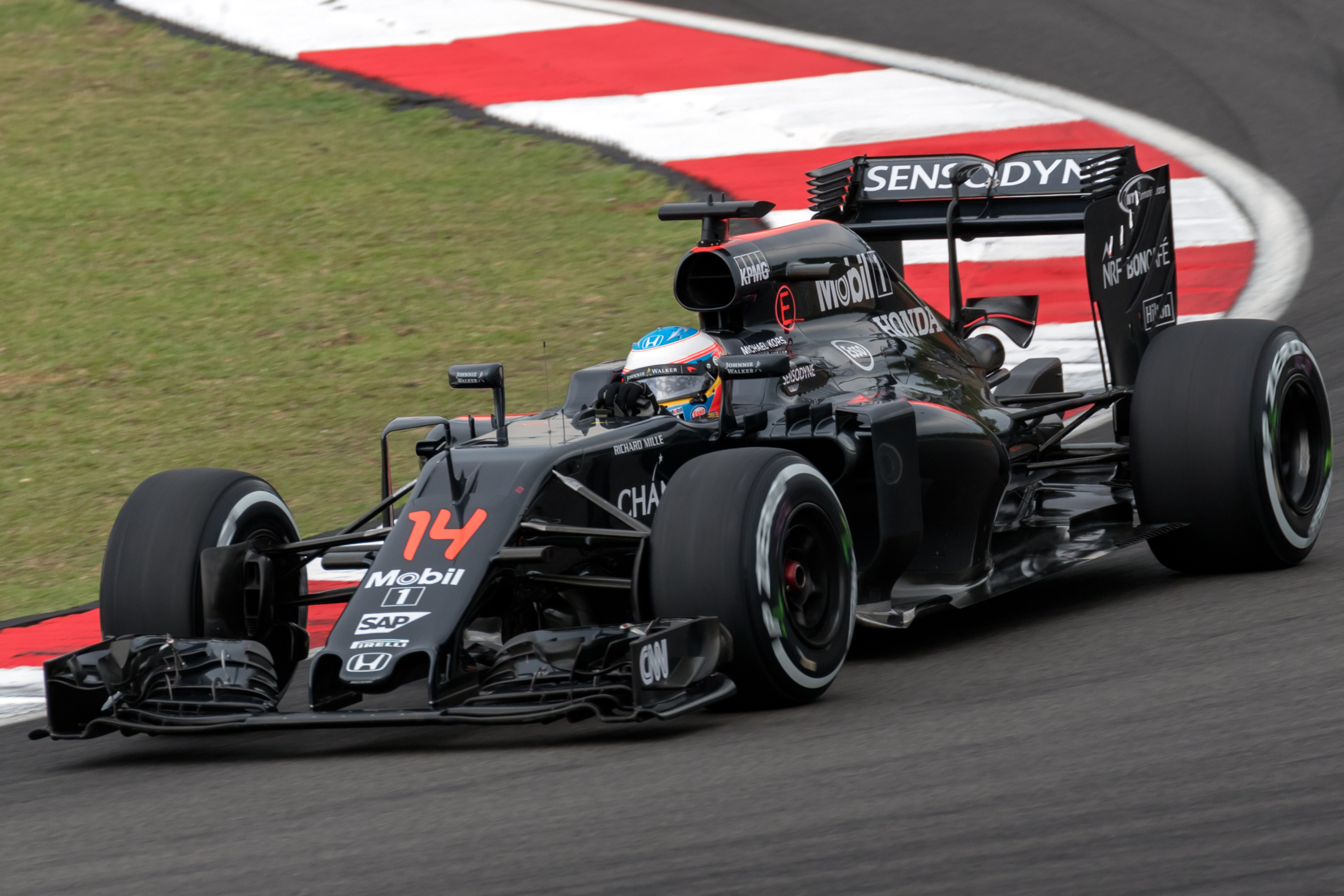
2016年マレーシアGPの予選に挑むアロンソ

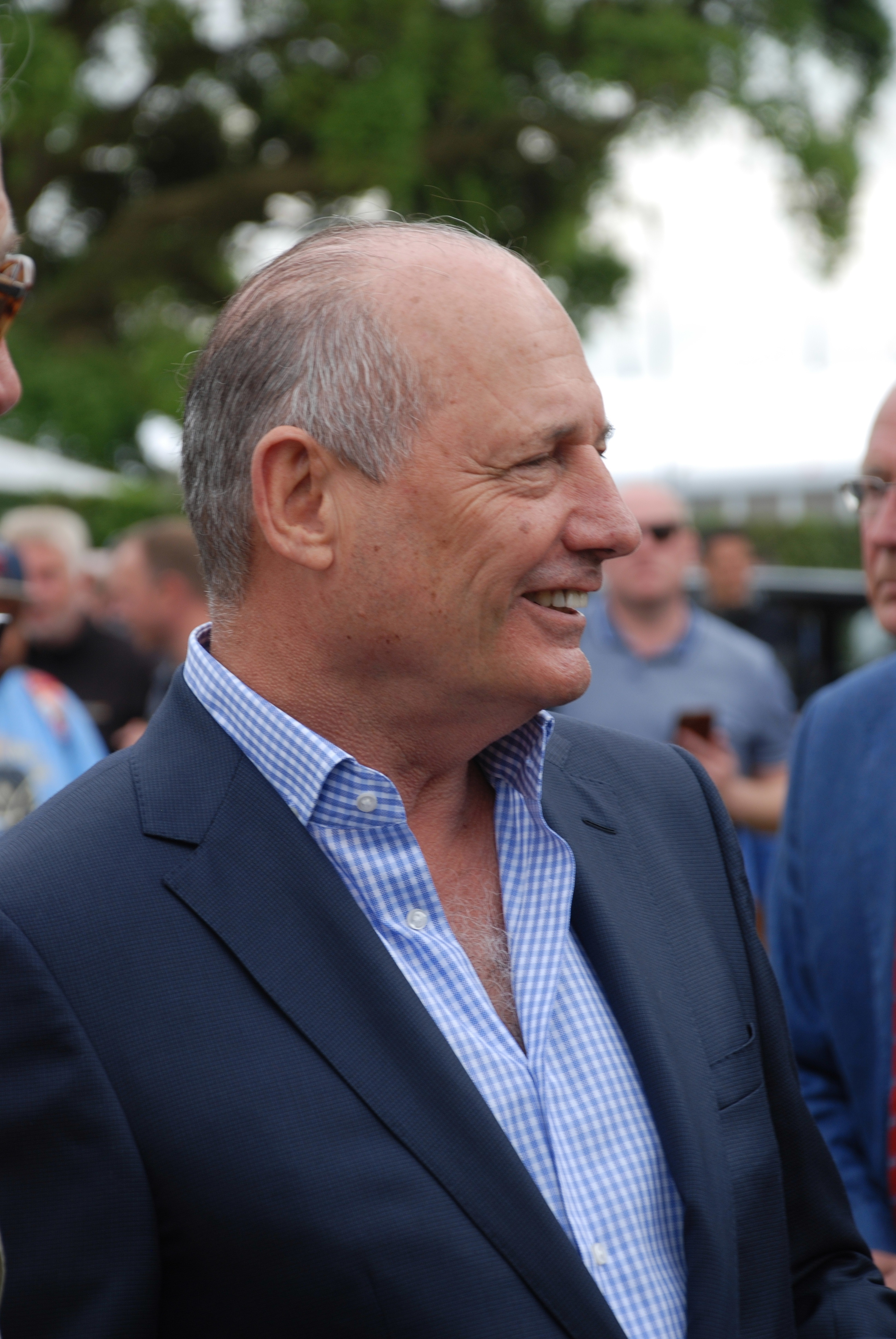
勇退したロン・デニス（2016年）

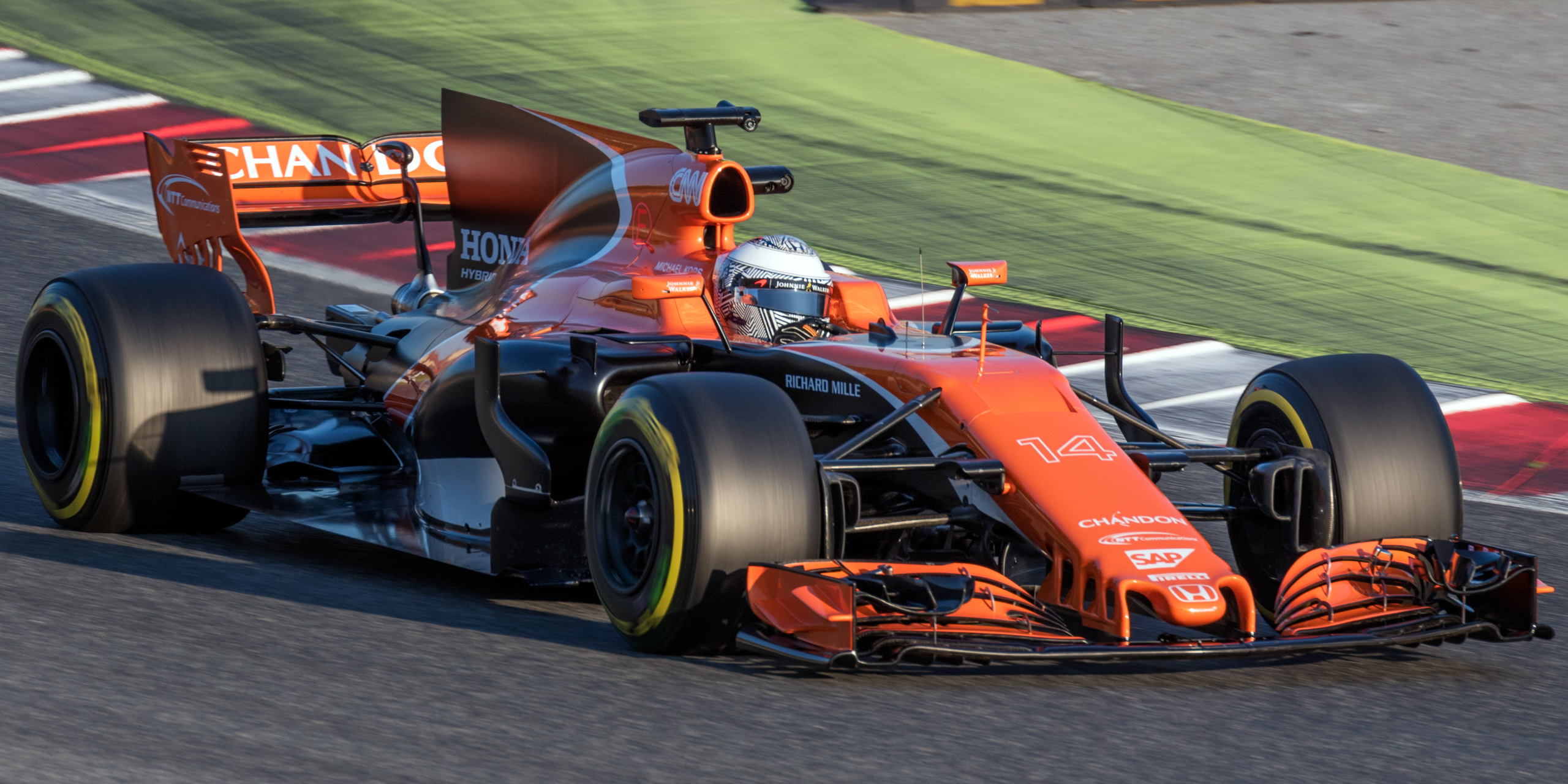
PUを一新した MCL32

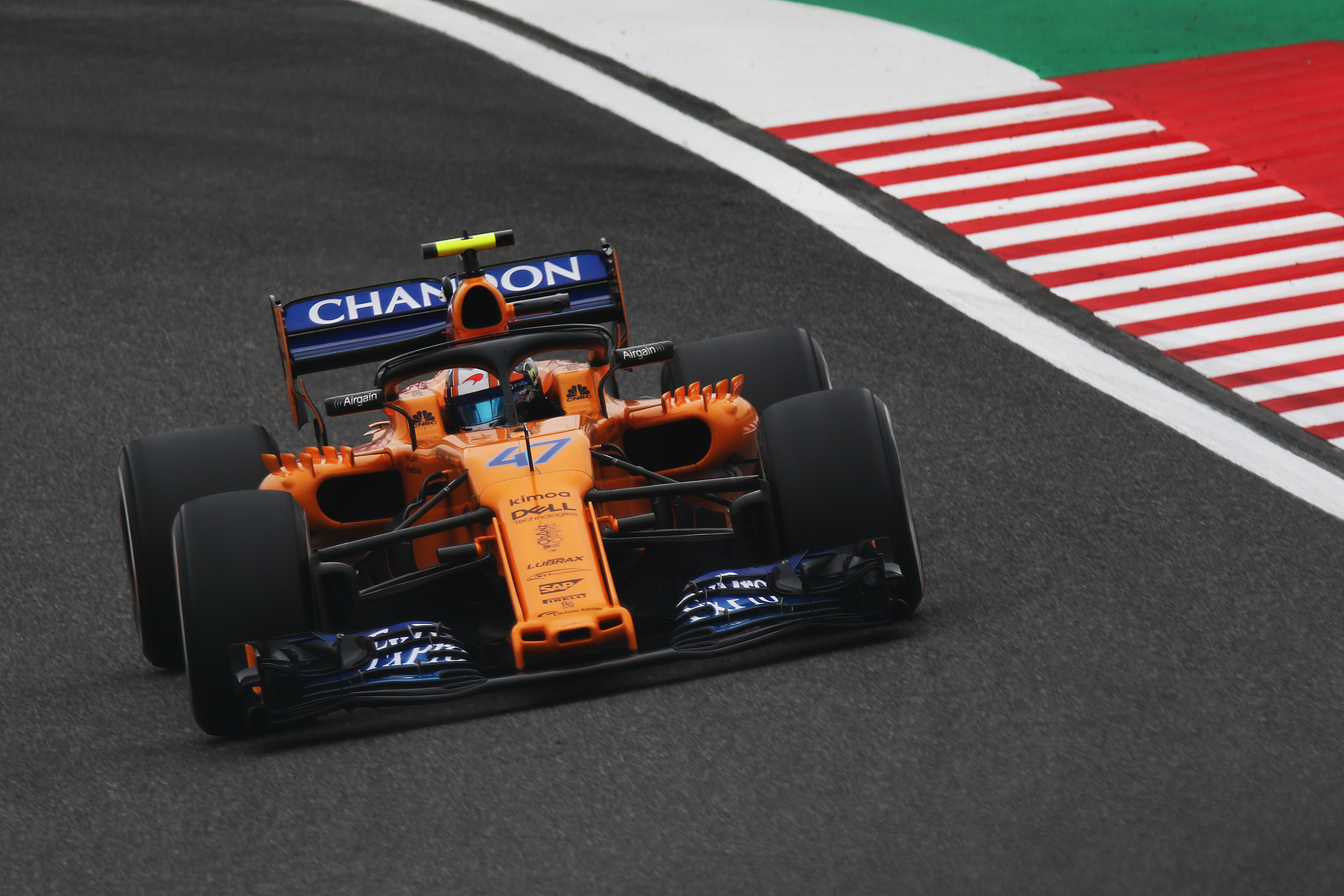
不振に終わったルノーエンジン搭載車 MCL33

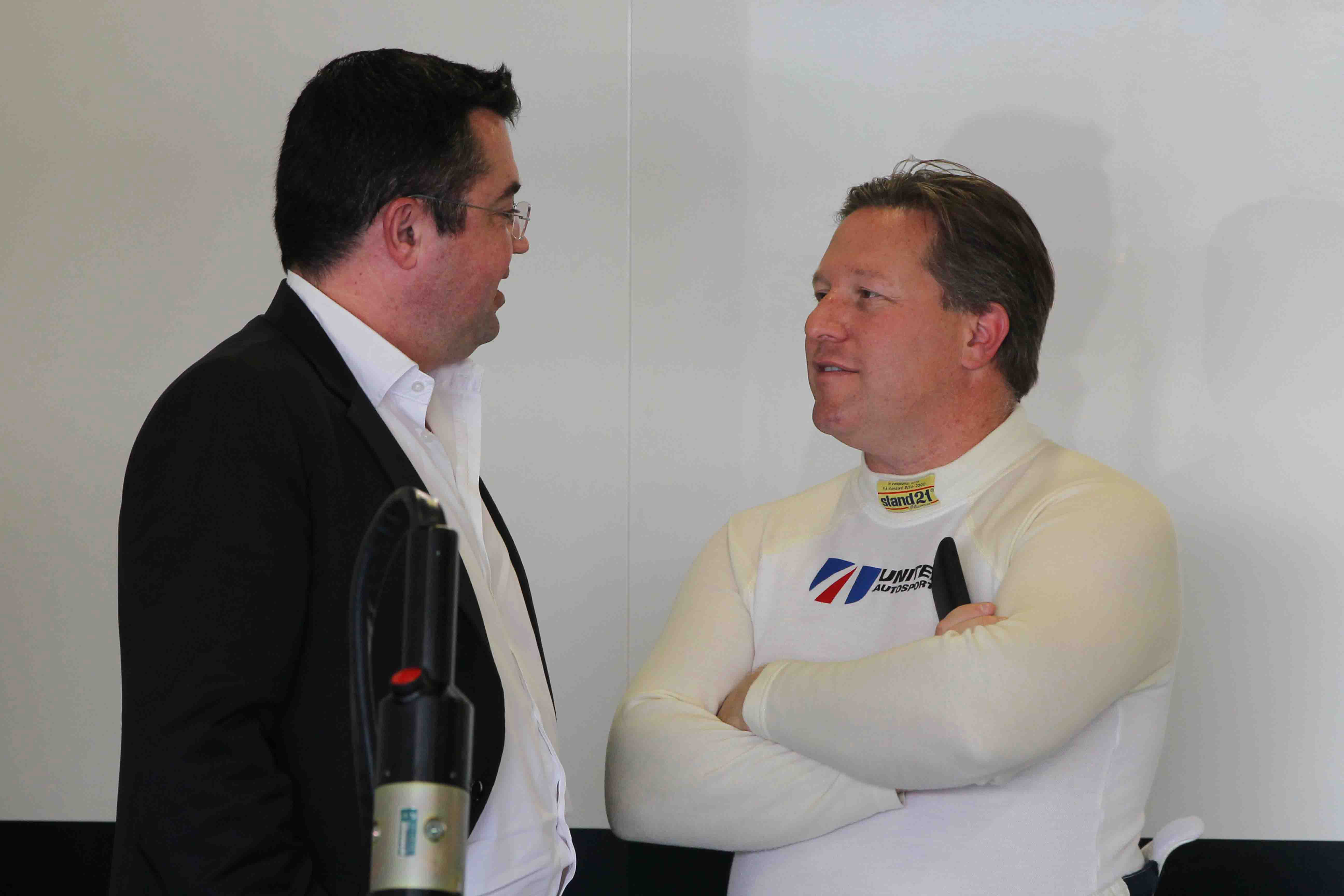
更迭されたエリック・ブーリエ(左) 右はザク・ブラウン

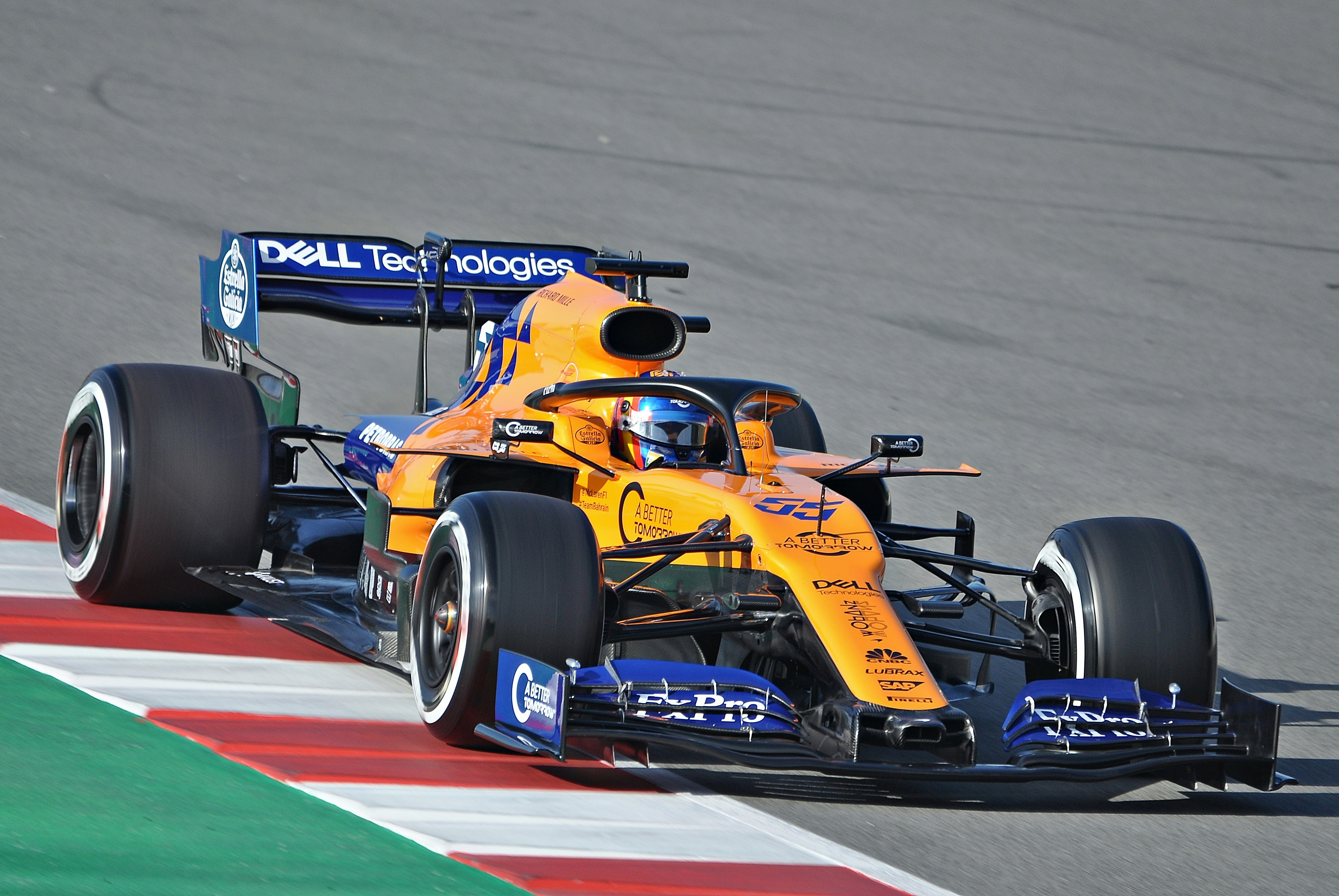
昨年から向上した MCL34

2015年
ドライバーはバトンが残留。フェラーリからアロンソが2007年以来のチーム復帰。前年、レギュラードライバーだったマグヌッセンはリザーブドライバーとなった。また、パワーユニット(Power Unit, PU) は20年間使用し続けたメルセデスから予定通りホンダへと変更された。ホンダのF1復帰は2008年以来、マクラーレンがホンダエンジンを搭載するのは1992年以来となる。
だが、2014年アブダビGP後に行われた2日間の公式テストでは、試験走行も兼ねて2014年型のマシンを改造してホンダPUを搭載して参加したが、トラブルが頻発して2日間合わせて数周しか走れず終わった。また、シーズン前となる2月に行われた開幕前テスト12日間のうち、ヘレス・サーキットでの4日間のテストでは、V6ターボエンジンとERSシステムの調整とトラブルに苦しみ、テスト成績では最下位を記録。カタロニア・サーキットでの8日間のテストではへレスでのテストと比べれば走行距離を延ばすことに成功したものの、テストでの成績は下位に沈むこととなった。そのため、テストの段階で少なくともチームは序盤戦は苦戦するというコメントを残していたが、第三者は今シーズンは苦戦するだろうという見方が大勢を占めていた。
迎えた開幕戦では信頼性重視でパワーを抑えて出走する事態となり、その影響もあり、開幕から3戦連続の2台とも予選Q1落ち。決勝も何とか完走しているという状況であった。だが、そんな中でもモナコGPでバトンがホンダエンジン勢として初入賞を決めると、イギリスでアロンソが初入賞を果たし、ハンガリーでは悲願のダブル入賞を決めた。
ただ、カナダGPではアロンソがチームからの（パワー不足のため）燃料をセーブせよという無線の指示に「こんなドライビングを強いられるなんて、まるでアマチュアのようじゃないか。」と苛立ちを見せ、日本GPでもアロンソが無線で「GP2エンジン！」とパワー不足のエンジンの不満を無線を通じて漏らしたという言動から、少なくともアロンソはフラストレーションが溜まっていることが度々示唆されていた。また、バトンも擁護するコメントをしていたものの、悲観的なコメントも多かった。最終的にはコンストラクターズランキング9位とチーム創立以来ワーストの結果となってしまった。
このような結果となった理由としては、車体設計において空力的メリットを得るために車体後部をタイトに絞り込んだ「サイズゼロ」コンセプトを導入した影響と指摘されることが多い。少なくとも、これに合わせて小型化が優先された影響でパワー不足の原因や開発による性能向上の際に構造に起因する制限が生じたと言われている。また、この関係で冷却不足といったエンジン側のトラブルの頻発の一因になったとも言われる。
他にも、シャシー関連で言えば、マクラーレンが仕上げたシャシーも性能不足な兆候があり、バトンがスペインGP後のインタビューでハンドリングの悪さを口にしていた。また、日本GPでアロンソはエンジンを批判をしたが、この発言前に「本当に恥ずかしい」とPUではなく、マシン全体の不満も発しており、チームもハンガリーGP後のコメントにて今季のシャシーに課題があることを一応認めていた。実際、シャシーのドラッグ（空気抵抗）が大きいがゆえに最高速が伸びないことや鈴鹿サーキットのように車体側の性能も問われる場面でシャシーの完成度が良くないことが見え隠れするなど、マクラーレンのメディア戦略も含め、ホンダ側ばかり批判されている状況であったが、シャシーの問題も存在していた。
また、エンジン関連では、ICE（内燃機関）の部分の改良は何とか進んだが、サイズゼロの影響でERS関連の開発に難航し、サマーブレイクの取材にて開発の見通しが甘かったことを認めるコメントを残していた。ただし、この年はトークンシステムにより条件付きで開発された改良型エンジンの投入自体は可能であった。しかし、ヘレスでのテストの段階でこの問題点が判明したからといっても、ホモロゲーションの規定の影響とこの制度上、シーズン中の一部改良程度は認められていたがエンジンの再設計は事実上禁止されており、2016年に行われたターボの大型化などの根本的な改良などの対応は事実上できない仕組みとなっていたため、相対的に不利になってしまった面もあった。
この失敗は前例として2014年のフェラーリがあり、2014年シーズン後にエンジンのコンパクト化によるパワー不足の発生とパワー不足を埋め合わせるほどの空力的アドバンテージはなかったとコメントし、現に2015年のフェラーリはすべての設計を一新。PUのパワーと信頼性を重視し、それに合わせてシャシーを設計するという方針へ転換している。そのため、後年の記事で、マクラーレンとホンダ共にマシン開発の認識の甘さを指摘する声もある。
同年限りでリサーブドライバーを務めていたマグヌッセンがチームを去りルノーへ移籍。この年をもってポルシェ時代からチームのスポンサーを続けていたタグ・ホイヤーがレッドブルにスポンサー先を変更した。一方で翌年からモエ・エ・シャンドンがスポンサーとなり、「CHANDON」のロゴを掲示することになった。
2016年
ドライバーはアロンソとバトンが残留。
前年の開幕前のカタロニア・サーキットでのテスト内容や前年型のマシンに比べれば、信頼性や性能は改善。ある程度順調にテストを行いを終えた。
開幕戦オーストラリアGPでアロンソがエステバン・グティエレスとの接触で大クラッシュを喫し、次戦バーレーンGP前の検査では回復が不十分と判断されドクターストップがかかり、リザーブドライバーのストフェル・バンドーンが代走することになった。同GPがデビュー戦となったバンドーンが10位入賞を果たし、チームに今シーズン初のポイントをもたらした。なお、アロンソは第3戦中国GPで復帰を果たしている。第4戦ロシアGPでは2台とも予選Q2落ちではあったが、アロンソが6位、バトンが10位となり今季初のダブル入賞を果たした。第5戦スペインGPではアロンソがマクラーレン・ホンダ復活後初のQ3進出を果たした(決勝はバトン9位入賞のみ)。第9戦オーストリアGPでは、天候がめまぐるしく変わる中で、バトンが予選5位を獲得し前車2台のペナルティにより3番手スタートとなった（決勝は6位入賞）。第11戦ハンガリーGPでは復活後初となるアロンソとバトンが揃ってQ3進出を果たした（決勝はアロンソの7位入賞のみ）。また、イタリアGPではポイントこそ獲得できなかったものの、アロンソがファステストラップを記録した。また、イタリアGPの前後にてバンドーンの起用に伴いバトンがリザーブドライバーへ降格する形の契約となったことを発表。これにより、バトンは事実上引退することとなった。最終的な成績はコンストラクターズランキング6位を獲得。ドライバーズランキングはアロンソ10位、バトン15位となった。
一方で前年型よりマシンの戦闘力は向上したが、チーム運営の混乱やマシンも含めた開発部門の課題も生じていた。運営面では2009年を以てレース部門から離れ、2012年にはマクラーレングループから一歩身を引いた立場へとなったロン・デニスだったが、2014年にグループのトップへ復帰。だが、復帰後の手腕を不安視する声もあり、最終的には11月15日に行われた株主総会によって、マクラーレン・テクノロジー・グループの会長兼CEOを解任が決定。後任のCEOが決まるまでの運営は多数株主から成る執行委員会が暫定的に引き継ぐことが発表された。同月21日、ザク・ブラウンがエグゼクティブディレクターの職に就くことに同意し、翌月正式に就任すると発表した。なお翌年デニスは手持ちのチームの株式を全て売却し、37年に及ぶマクラーレンとの関係を完全に解消した。
マシン開発の方は、テストにおいて研究開発を優先した影響で製造計画に遅れが生じたという理由で、実戦で使用する予定のパーツのテストができないままテストを終えたことを始め、セットアップの変更などで好転しない状況やマシンのダウンフォースの不安定な症状といったシャシーの課題が今シーズンも残っていた。また、レース運営の課題もあった。
10月末に翌年から燃料メーカーがモービルからBP/カストロールになると噂が報じられていたが、シーズン終了後の12月にレッドブルがモービルと契約を結んだことを発表。それにより、チームはこの時点で最も大口のスポンサーでもあった燃料メーカーの支援も失うこととなった。
2017年
アロンソが残留し、バンドーンがレギュラーに昇格。引退したバトンはアンバサダーというかたちでチームに残留。元チャンピオンのミカ・ハッキネンがアンバサダーとしてチームに復帰した。ロン・デニスの離脱に伴い、マシン名称がMP4からMCLに変更され「MCL32」となった。なお、燃料メーカーがモービルに代わり、BP/カストロールとなる。
プレシーズンテストだが、PUの設計を見直したことも影響しマシントラブルが頻発。この状況にはマクラーレン側も苛立ちを隠せなかった。開幕戦オーストラリアGPではアロンソがサスペンションのトラブルでリタイアするまで入賞圏内の10位を走っていたが、アロンソは「通常のコースなら僕たちはもっとも遅いだろう」と酷評している。4月12日、アロンソはインディ500への参戦を表明し、日程が重なる第6戦モナコGPはバトンが代走を務めることになった。その直後の第3戦バーレーンGP以降もホンダPUも含めたマシントラブルに悩まされ続け、唯一スペインGPでアロンソが予選7番手を獲得する結果を残すも決勝では接触などで順位を落としてしまい12位フィニッシュ。スペインGPまでの間、ノーポイントだったうえ、同GPでザウバーが入賞したことでこの時点で唯一のノーポイントのチームとなってしまった。アロンソが欠場したモナコGPは予選でバンドーンとバトンが揃ってQ3に進出したが、決勝は両者リタイアで終わり、2015年のチームワーストを更新する開幕6戦ノーポイントとなった。ここまで入賞のチャンスはあったが、マシントラブルで逃していた中、第8戦アゼルバイジャンGPでアロンソが9位に入り、ようやくシーズン初ポイントを獲得した。
だが、シーズンが進むにつれ、マクラーレン側は擁護するコメントより、批判や現状に不満を抱えていることを示すコメントが目立つようになり、アロンソからは度々厳しいコメントが出された。また、こういった動きが出る前からマクラーレンもPU変更に着手する。当初はホンダとザウバーが仮契約を結んだことを受け、これに合わせてマクラーレンもホンダと手を切ると噂されていたが、ザウバーはギアボックス供給問題などのマシン開発に影響が出るリスクを許容できなかったため、ホンダとの契約を破棄。その後、他のPUの供給を打診するも、メルセデスとフェラーリはこれを拒否。残るはルノーのみだったが、すでにルノーは3チームに供給しておりレギュレーションにより3チームを超えて供給することが制限されているため、ルノーが4チームへの供給に難色を示したこともあって供給を受けるには他のチームがルノーとの契約を破棄する必要があった。しかしトロ・ロッソがホンダPUを搭載するとの噂が流れると、そのトロ・ロッソが現在契約しているルノーPUをマクラーレンが手に入れることができる可能性が出てきた。しかしルノー側はトロ・ロッソとの契約終了の代わりにカルロス・サインツJr.の獲得を要求したこともあり、状況が複雑化。そして第14戦シンガポールグランプリのフリー走行1回目の後に、ホンダとの契約を2017年いっぱいで解消することが発表され、同時に2018年から3年間、ルノーとのカスタマー契約を締結したことが発表された（同時にサインツのルノーへの「レンタル移籍」、トロ・ロッソの2018年からのホンダとのワークス契約の締結を発表）。パワーユニット変更を発表したシンガポールGPと次のマレーシアGPでバンドーンが7位入賞を果たした。アロンソは終盤3戦で連続入賞を果たし、辛うじてバンドーンのポイントを上回った。
かつて一時代を築いた「マクラーレン・ホンダ」の再現はならず、3年で幕を閉じるという結果に終わった。シーズン終了後のブーリエの当時のコメントによれば、プレシーズンテスト終了の段階で2016年シーズンの結果より後退することが避けられないと判断し、契約打ち切りの方針を決意したと語っている。ただし、後年のホンダへのインタビューによれば、もともとの契約は3年＋2年オプション付きの契約という内容であったため、厳密にいえば、オプション契約の権利を行使せず所定の契約期間で終了したという定義になるため、予定を繰り上げて契約破棄されたわけではないとコメントしている。
この年、不振が目立った理由についていくつかあるが、ホンダ関連では、PUが不調に陥った一因としてオシレーション（共振）があり、これについてマクラーレンはエンジン側の問題としていたが、ホンダ側はテスト時の不調からでマクラーレン製ギアボックスに問題があるという説を抱いていた。だが、その件について検証することがなかったため、明確な原因は特定されなかったものの、ギアボックスが原因のトラブルはシーズン中にいくつか発生していた。
マクラーレン関連では、そもそも、2015年と2016年もシャシーに問題を抱えており、この時期はまだ問題を認めていたのだが、この年はアロンソの発言を筆頭にシャシー側に問題ないという強気の発言が目立った。だが、ギアボックスを含めたマクラーレン側が担当する箇所の技術的な問題も少なからず発生しており、マクラーレン側も万全とは言えず、その状況をめぐって第三者から苦言を呈された。バーニー・エクレストンは「いろんなことがうまくいかなかったのはホンダのせいではない。マクラーレンのせいだ」と指摘。「毎日毎日、彼らは協力して働くのではなく、あらゆることで戦いをしかけていた。愚かなことだ」とマクラーレン側の態度を批判。また、ホンダに対しPUの設計に条件をつけたことで生じた問題を軽視し、ホンダの財政支援やマクラーレンの要求に応えたPUのメリットを軽視する姿勢を批判した記事。マシンのセットアップが「どれだけ速くするか」ではなく「どれだけ乗りやすくするか」という事が優先されたり、コーナリングセクターのためにストレートスピードを妥協するセッティングになっていた事を公にしないなど、この時期のマクラーレン側も多くの問題を抱えていることを示唆する兆候はいくつか見られたのだが、不振の責任をアロンソの政治的発言も利用して、2015年からのマクラーレン・ホンダ時代の不振はホンダ側が原因と思わせる誘導をしたメディア戦略により、その指摘は覆い隠された。
そして、ブーリエがPU変更しただけで成績が改善するというコメントのように一種の楽観論が目立った。ただ、ホンダも見通しの甘さがあったのも事実であったため、曲がりなりにも根拠のある楽観論がチーム内に蔓延する形となった。だが、2020年2月にロス・ブラウンがホンダPUと決別しなければチームは自らの問題点を検証しなかったという総括のコメントをしたように、チーム内の問題に向き合わず、全ての問題をホンダに押し付けたツケを2018年に支払うこととなった。
アロンソが参戦するインディ500は、アンドレッティ・オートスポーツの協力の下「マクラーレン・ホンダ・アンドレッティ」のエントリー名で戦うことになった。形は大きく異なるが、1979年以来38年ぶりにインディ500でマクラーレンの名が復活することになった。アロンソは初参戦で予選5番手となり、決勝でも27周でラップリーダーとなったが、ここでもエンジントラブルが発生しリタイアとなった。
2018年
ドライバーはアロンソとバンドーンが残留。燃料メーカーはペトロブラスとスポンサー契約。開幕前のテストではシャシー関連のトラブルが多く、前年ではホンダPUのせいだとしたオシレーションの問題がルノー勢の中でマクラーレンにだけ発生したうえ、初歩的なトラブルもあり、アロンソは記録上は速さを見せたものの、満足な周回をこなせなせずにテストを終えた。そのため、この時点でマクラーレンに対し疑念を抱くコメントもあった。
テストでの不振から迎えた開幕戦オーストラリアGPであったが、アロンソが5位、バンドーンが9位とダブル入賞。第5戦まで連続入賞を果たしホンダPU時代には考えられなかった好走をみせる。チームが本命と称する「Bスペック」を導入した第5戦でアロンソがシーズン初のQ3進出を達成した。そのため、前年比では成績は大きく向上したものの、優勝争いには遠く、同じルノーPUを積むレッドブルには大きな差をつけられていた。チームも前年の豪語から一転して予防線を張るような発言が増え、チームの公式Twitterにも世界中のファンから不振に対する批判の声が続出。ドライバーからもアロンソは2015年日本GPでPUを酷評した無線の場面だけメディアに取り上げられたが、その前のやり取りでマシンの性能の低さを嘆いていた。2017年はマクラーレン寄りの発言が目立っていたが、同年のアゼルバイジャンGP後に上位争いの可能性がないことを嘆く形でチームへくぎを刺したり、マレーシアGP後に2018年はレッドブルと比較されることになるというコメントをするなど、別の一面も見せていた。そのため、フランスGP予選の終了後にはアロンソがマシンのパフォーマンスに不満を訴えた。バンドーンもスペインGPのリタイアをきっかけにチームの擁護はしなくなり、モナコGPではレース戦略について批判した他、マシントラブルがバンドーンに集中したことでマシンを酷評する発言が目立っていた。
シーズン中、元代表のウィットマーシュはチーム内に不協和音が生じているとする一部報道を認めた上で、「マクラーレンは取り組み方を大きく変える必要がある。主要メンバー間に政治的なしがらみが多過ぎる。私は、彼らの多くはチームを去るべきだと思っている」とコメント。前年まで在籍していたバトンも「非常に良いシーズンを送っている」と前置きした上で「“F1でベストのシャシー”と豪語したことで、期待外れの印象を与えている」と指摘している。
7月4日、レーシングディレクターのブーリエが更迭され、ジル・ド・フェランがスポーティングディレクターとしてチームを統括することが発表された。8月14日、アロンソは「2019年シーズンはF1に参戦しない」ことを表明し、今季限りのマクラーレン離脱が確定。F1に復帰する意志はないと表明しながらも、後日「F1引退」という表現は用いずに将来のF1復帰の可能性に含みを持たせる言動が続いており、シーズン中は2019年のF1世界選手権に参戦しないことを明言しただけにとどまり、チームもアンバサダー兼リザーブドライバーとして残留することとなった。
8月16日、アロンソの後任にカルロス・サインツの起用が発表。9月3日にはストフェル・バンドーンの当季限りでの放出と、その後任としてランド・ノリスの起用が相次いで発表された。
チームがサマーブレイクを目安に翌シーズンのマシン開発に軸足を移したことで後半戦失速したことも含め、ランキング6位はホンダPUを搭載した過去3シーズンの最高成績となる2016年を完全に上回ることはできなかったが、前年と比べれば大きく向上し、PUの交換先となったランキング9位のトロ・ロッソとの対決という意味では勝利している。
2019年
ドライバーは発表されていた通り、カルロス・サインツとランド・ノリスのコンビとなる。アロンソはチームアンバサダーとして残留し、2年間のテストドライバー契約を結んだ。開幕後の3月25日にジェームス・キーがトロ・ロッソから移籍し、テクニカルディレクターに就任した。2017年までポルシェで世界耐久選手権(WEC)のLMP1プログラムを率いていたアンドレアス・ザイドルが5月1日にマネージングディレクターに就任した。
スポンサーはコカ・コーラが前年終盤から継続しているほか、バージボード上部とフロント翼端板にブリティッシュ・アメリカン・タバコ(BAT)が宣伝プログラム「A Better Tomorrow」のロゴを掲載。タバコ広告が厳しいオーストラリアはセブン-イレブンを掲載・これは置換えに限らない大口スポンサーだったが、他のレースでもスポットスポンサーに場所を空け渡す場合が多い。
若手ドライバーのコンビや前年のマシンの完成度からあまり注目されておらず、サインツからは厳しい1年となるというコメントをしていたが、テストでは好調な結果を残した。開幕戦ではノリスがキャリア及び今季チーム初の予選Q3進出を達成。決勝こそサインツのマシントラブルによるリタイアも含め、ノーポイントに終わるが、第2戦ではチームとしては久々となる2台そろっての予選Q3進出を達成。同決勝ではノリスが6位となり、今季のチーム及び自身のキャリア初入賞を飾った。また、第4戦では2018年アゼルバイジャングランプリ以来のダブル入賞を達成。また、サマーブレイク前の第12戦の結果により、前年のポイント及び入賞数を上回った。更に第16戦でのダブル入賞により、コンストラクターズのポイントが2014年以来の100ポイント超えも記録した。
特に第20戦では、サインツがPUトラブルで予選に出走できず最後尾スタートとなり、決勝は1ストップ戦略で猛追し4位まで挽回。そんななか、3位のルイス・ハミルトンが接触の責を問われたタイムペナルティにより降格。その結果、表彰式には間に合わなかったものの（この背景はサインツがDRSの使用が禁止された区間でそれを起動させた規則違反の審議が行われたため、一旦チェッカーフラッグを受けた順番で式典が行われたからである）、サインツが3位に繰り上がり、自身初の表彰台とチームとしては2014年開幕戦以来の表彰台獲得となった
結果だけ見れば、2012年のコンストラクターズ3位を最後にコンストラクターズ5位以下まで沈みつづけていたなかでの、今季のコンストラクターズ4位や繰り上げという形での1回だけであるが表彰台を獲得したシーズンとなった。チームとしてみれば、今季のマシン開発にサマーブレイク後から軸足を移したことが功を奏したこともあるが、ザイドル曰く、マシンが向上した要因は「昨シーズン途中に加わったパット・フライとアンドレア・ステラによる設計プロセスの改善が大きい」とコメントしたように、2019年に向けマシン開発の体制見直しおよび開発の方向性の明確化など、マシンの開発能力が改善した結果としている。他にも、ロン・デニス退陣以降、チームのリーダーシップが欠如しており、ザイドルから見ても、物事が政治的になっており、マネジメント体制に問題があったとコメント。ブラウンも2018年12月にも類似のコメントしていたが、改めてチームのマネジメント体制に問題があったとコメントしており、両者その点が解決できたことも大きいとしている。ただし、今季はタイヤ規格の変更などの今年行われたレギュレーションの変更に苦戦しているチームが多かったため、これをうまく乗り越えた結果でもあった。
シーズン終盤に大口のスポンサー・ペトロブラスとの契約解消。2021年より再びメルセデス製PUの供給を受ける事が決定した。
チームのアンバサダーとして残っていたアロンソだが、同年4月のバーレーンGP後に行われた合同テストでMCL34のハンドルを握るなど、WECのトヨタチームとの活動を並行しつつ、チーム活動に参加した。そして、アロンソのインディ500再挑戦に向けてカーリン・モータースポーツと技術提携を結ぶものの、マクラーレン独自の体制で参戦。しかし、プラクティスでのクラッシュなどでマシンが仕上がらず予選落ちを喫した。最終的には2020年1月をもってアロンソとの契約は更新せず、予定通り契約は終了した。

### 2020年代

#### 2020年 - 2024年

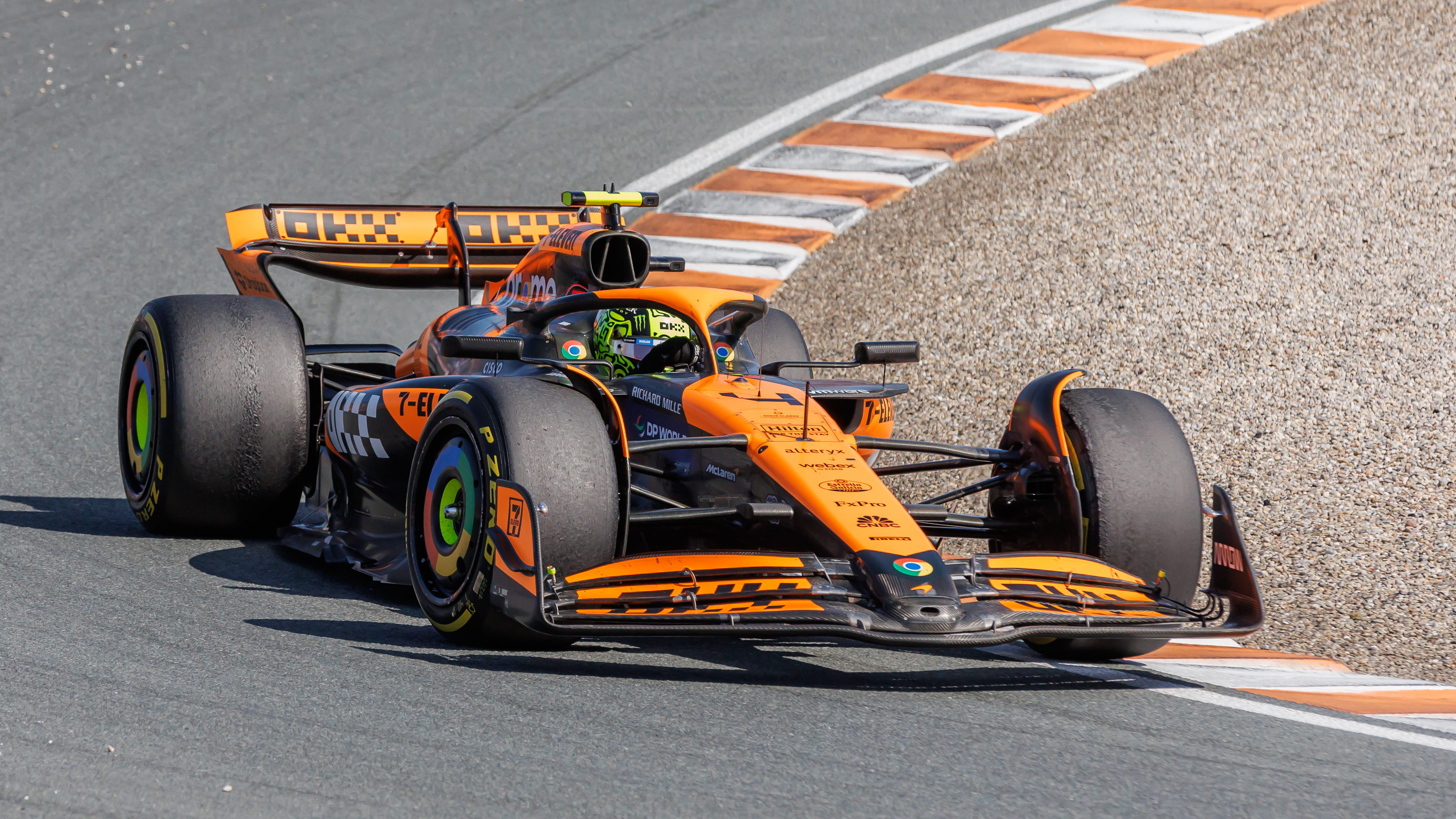
26年ぶりのコンストラクターズタイトルをもたらしたMCL38

2020年
ドライバーおよび体制面では変更はなし。しいていえば、前年にシーズンと並行して行われた新体制への移行が完了し、この体制で迎える初のシーズンとなる。
前年の進化型という位置づけであるが、細かな改良を加えており、プレシーズンテストでは好調なコメントを残してテストを終えた。
開幕戦となる予定だったオーストラリアGPではチームスタッフが2019新型コロナウイルス(COVID-19)に感染したことによりレースから撤退した。これを受け、同GPは中止となった。その後コロナウイルスの世界的流行の影響が深刻化し、F1は休止状態となった。そして、4カ月遅れの開幕戦となったオーストリアGPでは、決勝はサバイバルレースとなり、2台とも常時入賞圏内をキープ。そんななか、終盤4位を走行していたノリスだったが、2位のハミルトンがレース中の接触の責を問われ、5秒のタイムペナルティ加算が確定。それを受け、ノリスはペースアップし、最終ラップでファステストラップを記録した結果、その5秒圏内に入ることに成功し、繰り上げという形ではあるが3位表彰台を獲得。チームとしては、ノリスのキャリア初の表彰台獲得を含めたダブル入賞でスタートを切ることとなった。また、第8戦イタリアGPではサインツが3番手を獲得。決勝ではメルセデス勢が結果的に失速。そして、赤旗中断からの再スタート後は2位を走行し、自身のキャリア初優勝およびチームとしても2012年ブラジルGP以来の優勝も射程にとらえたが、首位のピエール・ガスリーとのマッチレースに敗れ2位に終わった。それでも、シーズンに複数回表彰台を獲得したのは2012年以来の成績となる。
シーズン全体の成績だが、チーム側はパフォーマンスを安定させることに苦労しているというコメントをしていたものの、チームとして入賞を逃したのは第10戦ロシアGPのみで、それ以外のGPではすべてポイントを獲得。また、ピット作業ミスによるタイムロス、PUトラブルや接触事故などの不運で失ったポイントもあるが、最終的な成績は2012年以来となるコンストラクターズ3位獲得となっている。
7月28日にマクラーレンはガルフ・オイルと新たなパートナーシップ契約を結んだことを発表。それ以降に行われたGPではマシンおよびウェアにてガルフのロゴを掲載して出走した。
2021年
ダニエル・リカルドがルノー(同年からはアルピーヌ)から加入。パワーユニットは2014年まで供給を受けていたメルセデスに変更された。
シーズンの成績だが、ノリスは第2戦エミリア・ロマーニャGPで3位となり、今季初の表彰台を獲得。他にも前半戦に当たる第5戦モナコGPと第9戦オーストリアGPでも3位表彰台を獲得。さらに第9戦の予選でフロントローの2番手を獲得し、第15戦ロシアGPではウェットとドライが混在する難しいコンディションのなか、予選Q3終盤の接戦の末、キャリア初のポールポジション（PP）を獲得した。リカルドの方はシーズン前半となる第11戦ハンガリーGPまでの間はノリスと比べれば苦戦している印象が目立ったが、後半戦となる第12戦ベルギーGPでの予選4番手の獲得。第14戦イタリアGPでは予選は最終的にフロントローの2番手スタートとなり、決勝はスタートダッシュを決めて首位へ浮上。レース中はセーフティカー導入や2位以下の揺さぶりにも動じず、冷静に後続とのギャップをコントロールし、リカルドとしては今季初の表彰台を2018年モナコグランプリ以来3年半振りとなる優勝という結果を残した。今季のリカルドの優勝とノリスのPP獲得という記録は、チームとしても2012年ブラジルグランプリ以来となる9年ぶりの記録となったうえ、第14戦をノリスが2位に入ったことにより、2010年カナダグランプリ以来となるチームのワンツーフィニッシュも記録する結果となった。しかし、第15戦以降はサマーブレイク前の勢いがなくなり、特に第18戦からの3連戦では4ポイントの獲得で終わるという結果となるなど急失速。この年のコンストラクターズ3位争いのライバルとなったフェラーリに後半戦で逆転される形となり、コンストラクターズ4位でシーズンを終えた。
マシンのカラーリングは、パパイヤオレンジとブルーの組み合わせは配色も含め変更されていないが、モナコGPでは戦略的パートナーシップを締結しているガルフのロゴの配色を意識したカラーリングに、アブダビGPではBATの電子たばこ『Vuse』とのコラボレーションによるスペシャルカラーリングに変更して出走した。
2022年
ドライバーおよび体制面に変更なし。そのうち、ノリスに関しては前年のモナコGP前となる5月19日、チームからノリスと2022年以降の複数年契約を締結したことが発表されていたが、シーズン開幕前の2月9日、ノリスと新たに4年間の契約（2025年末までの契約）を締結したことが発表された。スポンサーには新たにGoogleが加わり、同年より採用されるBBS製ホイールのカバーがGoogle Chromeのアイコンと同様のデザインとなった。
2023年
ドライバーはノリスが残留する一方でリカルドが放出され、後任にはアルピーヌ・アカデミー出身のオスカー・ピアストリを起用。同年のマシン・MCL60は開幕時点ではグリッド後方に沈み、低迷から抜け出せない状態であったことから、チームは3月にデザインチームの大幅な体制変更を発表。テクニカルディレクターのジェームス・キーが更迭・解雇され、今後は空力担当のピーター・プロドロモウ、デザイン担当のニール・ホールデイに加え、カーコンセプトおよびパフォーマンス担当として元フェラーリのデイビッド・サンチェス（実際のチーム加入は2024年になる）を招聘し三頭体制で開発を行うこととなった。また4月にはドライバー育成プログラムについても体制を変更し、80年代にマクラーレンでテストドライバー経験のあるエマニュエル・ピロが責任者に就任した。
MCL60についても急ピッチでアップデートの開発が進められ、第10戦イギリスではそのアップデートパッケージが大当たりし、ノリスが2位表彰台を獲得。ピアストリも4位に入り、久々の好走を見せた。
2024年
ドライバーはピアストリとノリスのコンビを継続。リザーブドライバーはトヨタ・ガズー・レーシングからFIA 世界耐久選手権に参戦している平川亮とアロー・マクラーレンからインディカー・シリーズに参戦しているパトリシオ・オワードが起用された。
4月にはチーム体制のさらなる再編を発表。1月にチームに加入したばかりのデイビッド・サンチェスが早くもチームを離脱した。原因は「当初予定されていた業務と実際の職務のミスマッチ」とされている。また、ドライバー育成責任者のピロもチームを離れた。
第6戦マイアミGPでノリスが初勝利を挙げてからMCL38の戦闘力が向上し、逆に戦闘力を落としていったレッドブルを上回る走りを見せていくようになる。ノリスは4勝を挙げてフェルスタッペンのドライバーズタイトル獲得のライバルとなり、ピアストリも第13戦ハンガリーGPの初勝利を含む2勝を挙げた。フェラーリとのコンストラクターズチャンピオン争いは最終戦アブダビGPまでもつれ込んだが、ノリスが勝利を挙げて1998年以来26年ぶりのコンストラクターズチャンピオンを獲得した。

#### 2025年 -
2025年
ドライバーはピアストリとノリスが残留。

## マクラーレンの産業スパイ疑惑
2007年7月、フェラーリの元チーフメカニックであるナイジェル・ステップニーがチームから技術に関する秘密情報を持ち出し、マクラーレンのマシンデザイン部門を統括するマイク・コフランに提供したとされる疑惑である。
フェラーリはイタリアとイギリスに告発し、両国当局が捜査を進めていた。その中で家宅捜索に入ったマクラーレン関係者の自宅から、780ページ分に及ぶフェラーリの機密情報が記録されたディスクが発見されたことなどで徐々に表面化、FIAも独自に調査を開始した。
- 7月12日 - FIAはフェラーリの機密情報が何者かに持ち出され、マクラーレン側に極秘に提供されたとする事実を告発した。マクラーレン側は疑惑の関与を否定した。
- 7月26日 - 世界モータースポーツ評議会 (WMSC) に公聴会が開かれた後、評議が行われ、国際競技コードの第151c条に違反しているが機密情報が使用された証拠がないため、証拠不十分としてマクラーレンに対するペナルティは課されないことが決まった[223]。
- 9月5日 - FIAは166ページに及ぶ疑惑に関する新たな証拠を提出、WMSCが関係者を招集し公聴会の開催を決定する。
- 9月13日 - WMSCが公聴会を開き、その後再審理を行われた結果、以下の処分がFIAから発表された[224]。
  - 2007年のコンストラクターズポイント剥奪、今シーズンの残りのレースもポイントを獲得できない。
  - ポイント剥奪によって失われる収支を含め、1億ドル（約114億円）相当の罰金を課す。
  - チームのドライバーに対しては証拠提出の見返りとしてペナルティを科さない（フェルナンド・アロンソとルイス・ハミルトンの二人のドライバーズポイントはそのまま保持。残りのレースで獲得したポイントも通常通り加算される）。
  - WMSCは、2008年のマクラーレンの車体に関する技術レポートを受け取り、2007年12月の会議の中でチームの2008年シーズンに関する制裁措置を行うかを決定する（マクラーレンは次シーズンの車体にフェラーリが使用している技術を一切使用していないことを証明しなければならない）。最悪の場合、1シーズン出場停止になる可能性もある。
- 10月24日 - マクラーレンが受け取るはずだった賞金やテレビ分配金が1億ドルから差し引かれ、罰金額が「5000万ドル（約75億円）以上」に減額された[225]。
- 12月7日 - WMSCは、FIA技術部門にマクラーレンの2008年マシンにフェラーリの機密情報が組み込まれていないかどうかを調査させ、詳細な報告書を提出させた。これにより、マクラーレンの新マシンの合法性に関する裁定が下される予定であったが、WMSCは2008年2月14日に開催されるWMSCの臨時総会において、マクラーレンやフェラーリをはじめ、他のチームにも、報告書に対する意見を発表するチャンスを与えるべきであると判断した。
- 12月13日 - マクラーレンCEO・マーティン・ウィットマーシュはマクラーレンの2008年マシン（MP4-23）にフェラーリの機密情報が含まれる予定だったことを認め、それを謝罪し、2008年マシンの一部開発凍結の話し合いをする内容の書簡をWMSCとマックス・モズレー宛てに送った。[226]
- 12月18日 - WMSCはFIA会長マックス・モズレーの提案をうけ2008年2月14日に予定されていた公聴会を中止することで同意した。

## カラーリング
イギリス国籍のチームではあるが、チーム設立当初1968年から1971年まで、車体はマクラーレンのコーポレートカラーであるパパイヤオレンジに塗られていた。
1972年からはヤードレイ化粧品がスポンサーに付き、ボディーサイドにチームカラーのオレンジを残した白/オレンジに塗られた。
その後、マールボロとのパートナーシップにより、1974年からはマールボロのパッケージと同じ赤白に塗られたカラーリングが長らく用いられた。このカラーリングの赤の部分は、1974年と1975年にはパッケージと同じような赤で塗られたが、1976年以降はテレビや写真写りを考慮して蛍光レッドに変更された。
1997年にカラーリングが変更され、銀と黒を基調に赤をアクセントに用いるカラーリングが使用されるようになった。これは、マールボロとの契約終了に伴いマクラーレンが独自のカラーリングを施すことが可能となったことにより決められたものである。銀色は「シルバー・アロー」メルセデスへの配慮、と考えられているが、カラーリング全体については当初のタイトルスポンサーであるウェストを含め特定のスポンサーの意向によるものではない、と、ロン・デニスは述べている。デニスはことのほかこのカラーリングを気に入っており、今後（他チームやマールボロカラー当時のマクラーレンのような）色と色の境界を線で区切ったようなカラーリングは自分のチームの車体には用いたくない、と発言している。その発言通り、2006年にカラーリングを若干変更した後も、各色の境はグラデーションを用いたものとなっていた。このカラーリングを施すためには、通常の3倍の手間とコストがかかると言われている。カラーリング塗装は各GPごとに行われていた。
2015年、エンジンサプライヤーがメルセデスからホンダへ変更されたことに伴い、第5戦スペインGPからグラファイトグレーを基調とした新カラーリングに変更された。
2016年11月にロン・デニスが退陣したことに伴い、翌2017年からオレンジを基調としたカラーリングが復活した。2018年のMCL33では1968年から1971年と同じパパイヤオレンジが採用された。これはCEOに就任したザク・ブラウンがチームの創設者ブルース・マクラーレン存命時代を反映したもので、ブラウンは『それは単なるペイントではなく、哲学だ』と語っている。

### 例外
上記したように、基本的にカラーリングはオレンジ色の時代、赤と白の時代、銀色の時代などに分けることが可能であるが、半世紀の歴史の中では例外もあり、1978年終盤の北米ラウンド2戦と1979年にロングビーチで開催されたアメリカ西GPではマールボロと同じくフィリップ・モリス傘下のビール会社レーベンブロイ（Löwenbräu）の水色と白のカラーリングにしているほか、1986年のポルトガルGPではマールボロの新製品マールボロ・ライトをPRするため、ロズベルグ車のカラーリングは本来は赤の部分が黄色に変更された。
マールボロとの契約終了に伴いカラーリングを変更した1996年末から1997年初めにかけてのシーズンオフと翌年のシーズンオフ、ウェストとの契約終了に伴いカラーリングに変更を加えた2005年末から2006年のシーズンオフにかけ、テストにおいて往年のオレンジ色のカラーリングを暫定のカラーリングとして用いていた。

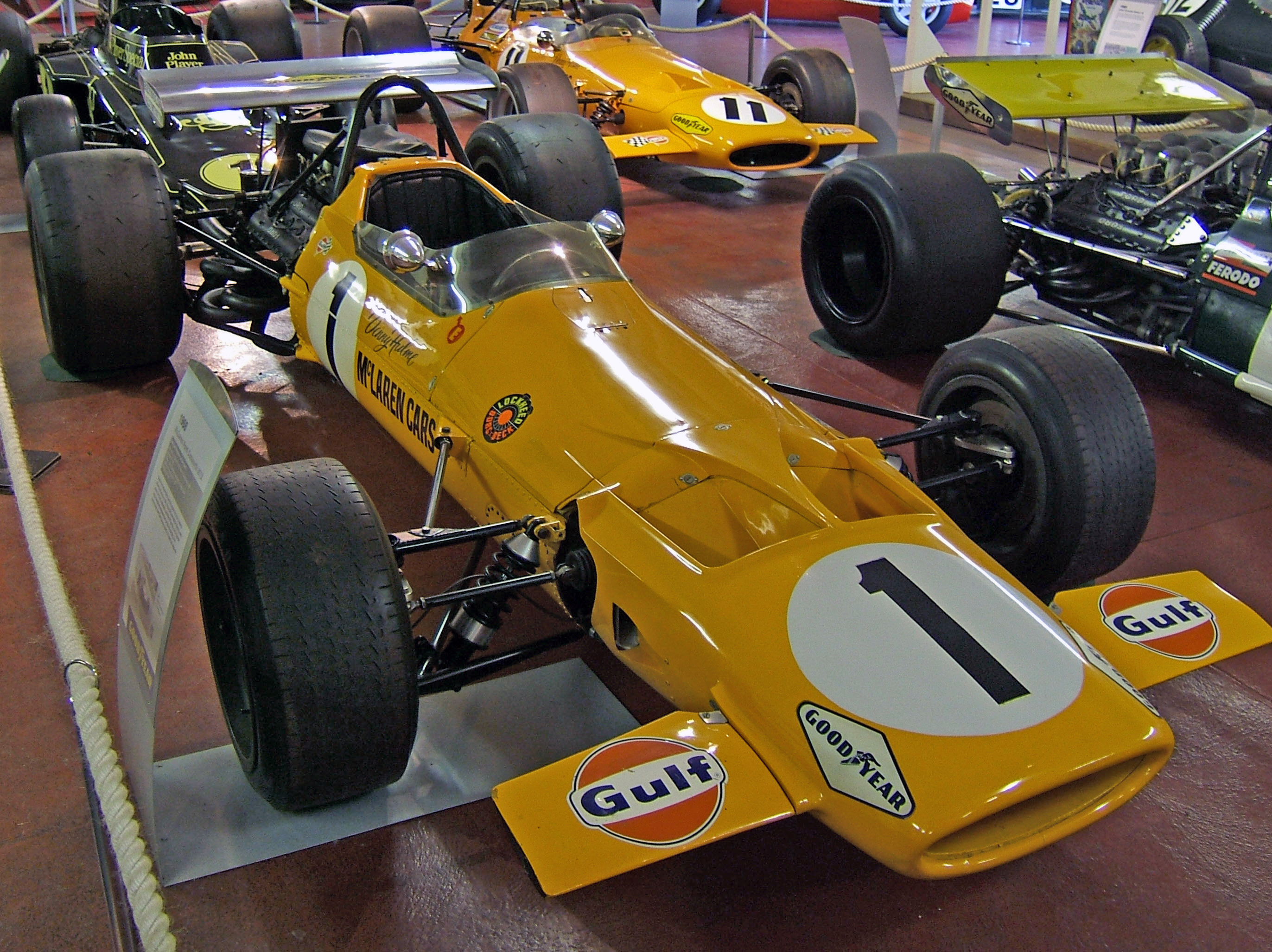
1968年のM7A 初期のニュージーランドナショナルカラー
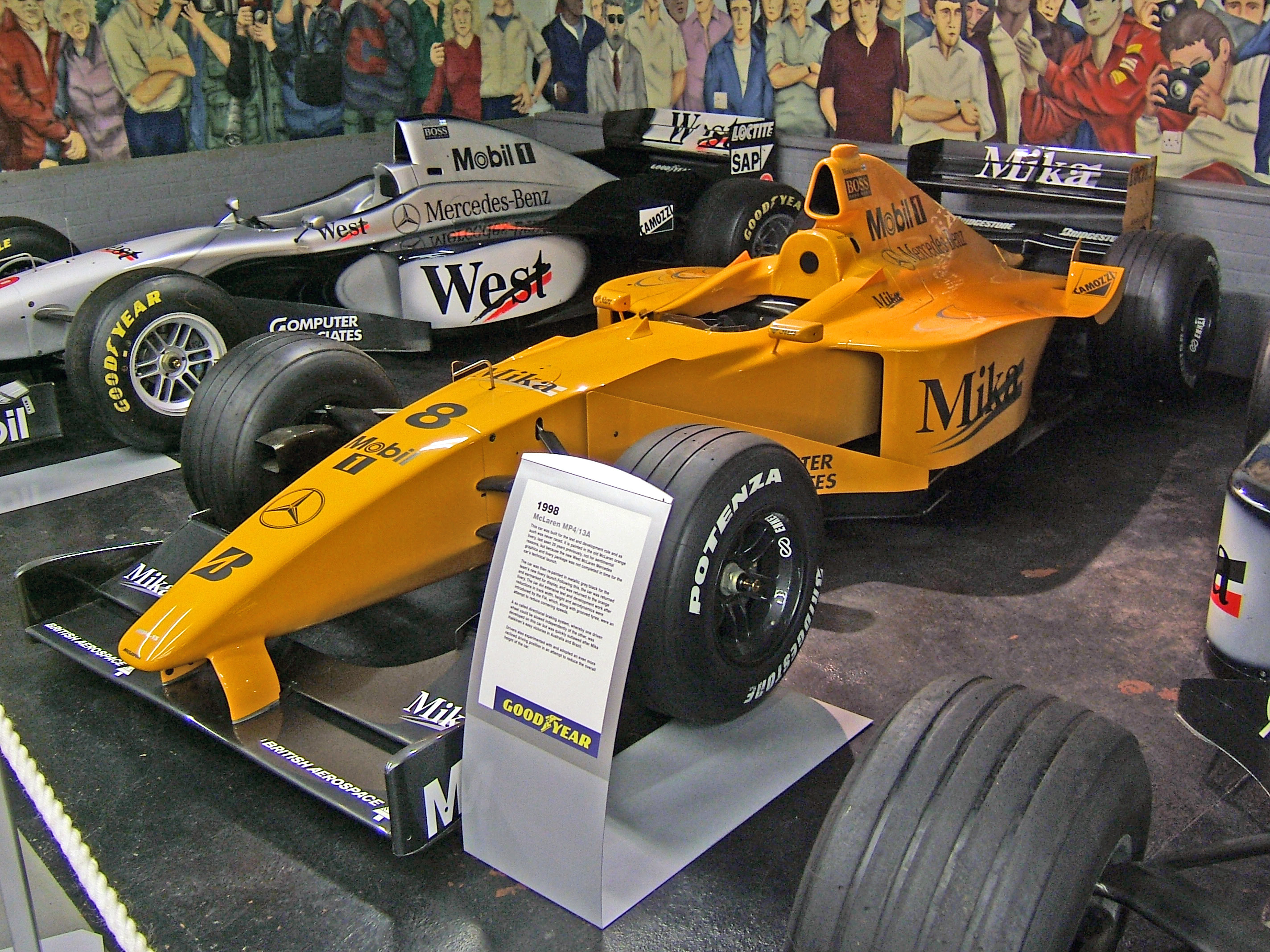
1998年のMP4-13A シーズン開始前のプロトタイプマシンで暫定カラーとしてニュージーランドナショナルカラーを復活させている
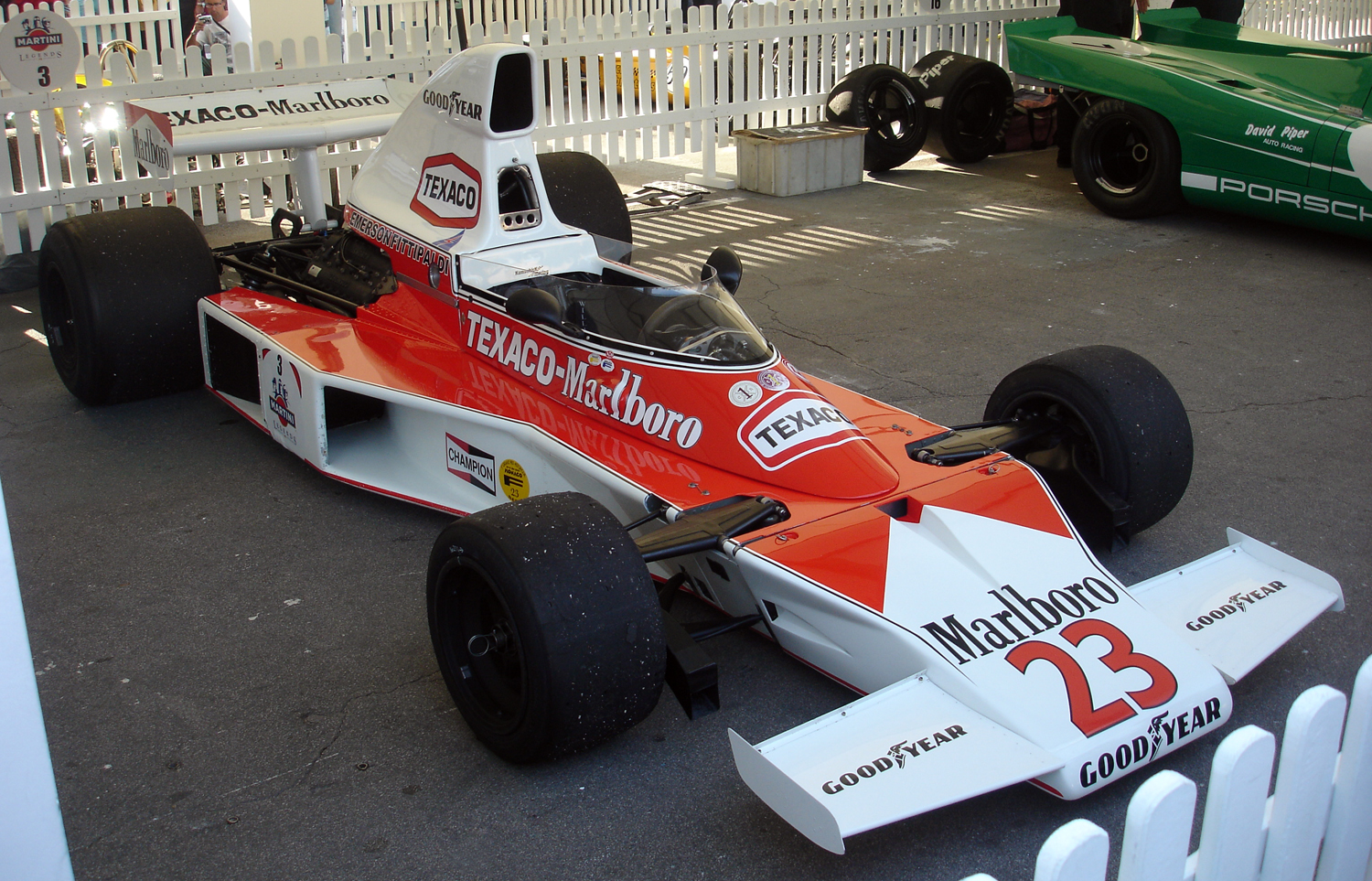
M23 1973年-1978年のマシンで初期のマールボロカラー
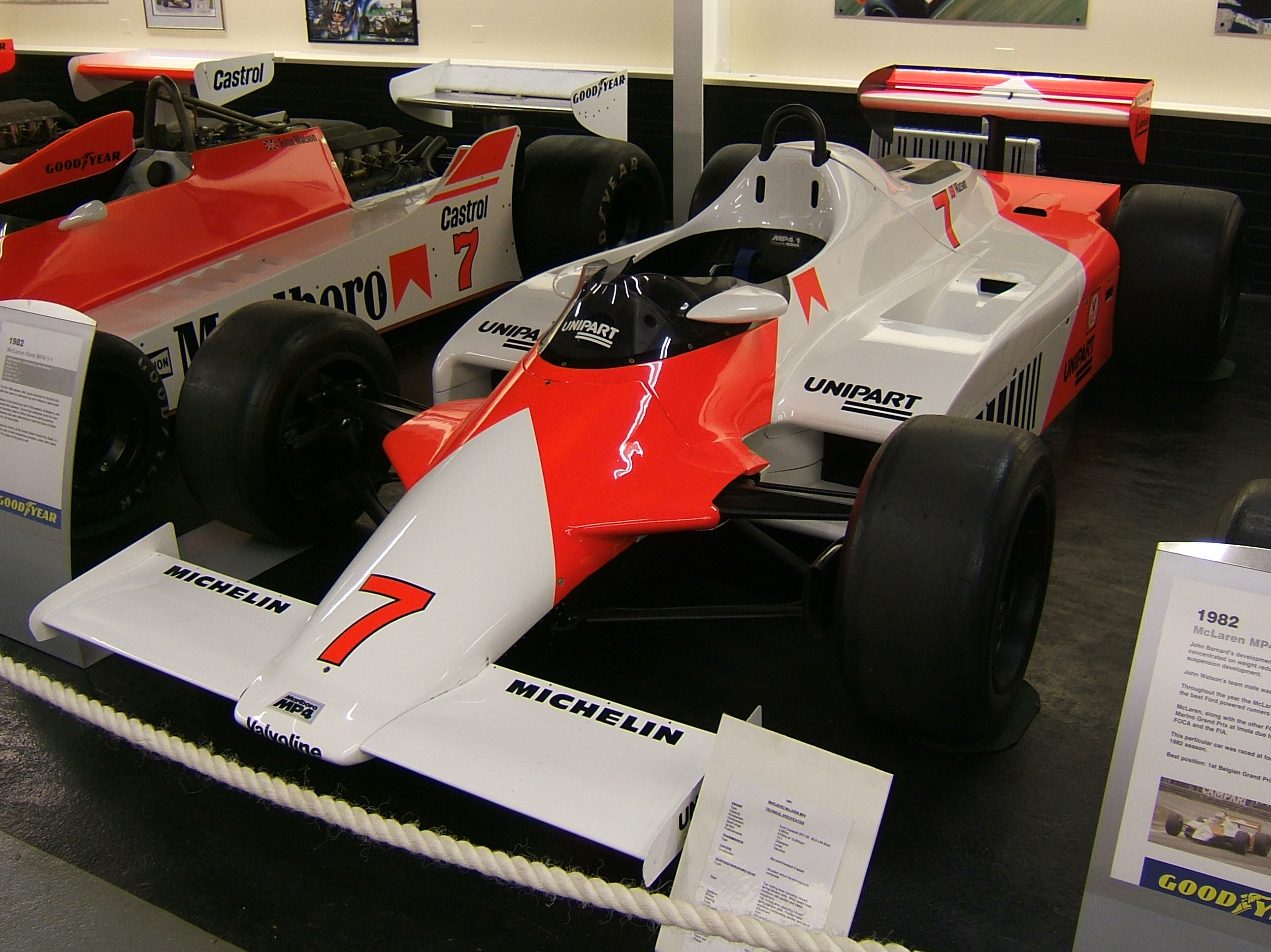
1981年のMP4 MP4ナンバーの最初のマシン マールボロカラーの基本的なデザインが完成している。
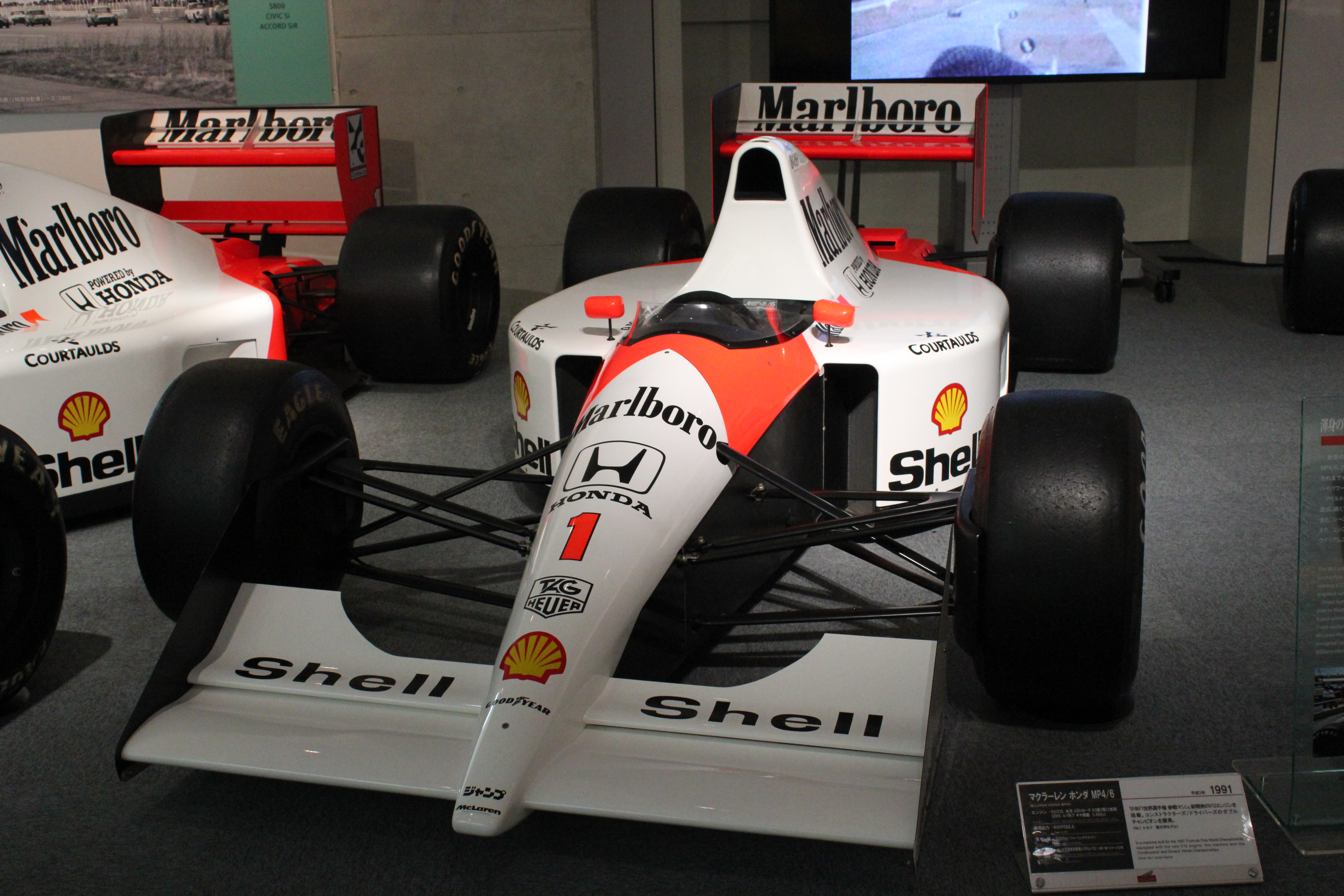
MP4/6 1991年のマクラーレン・ホンダ
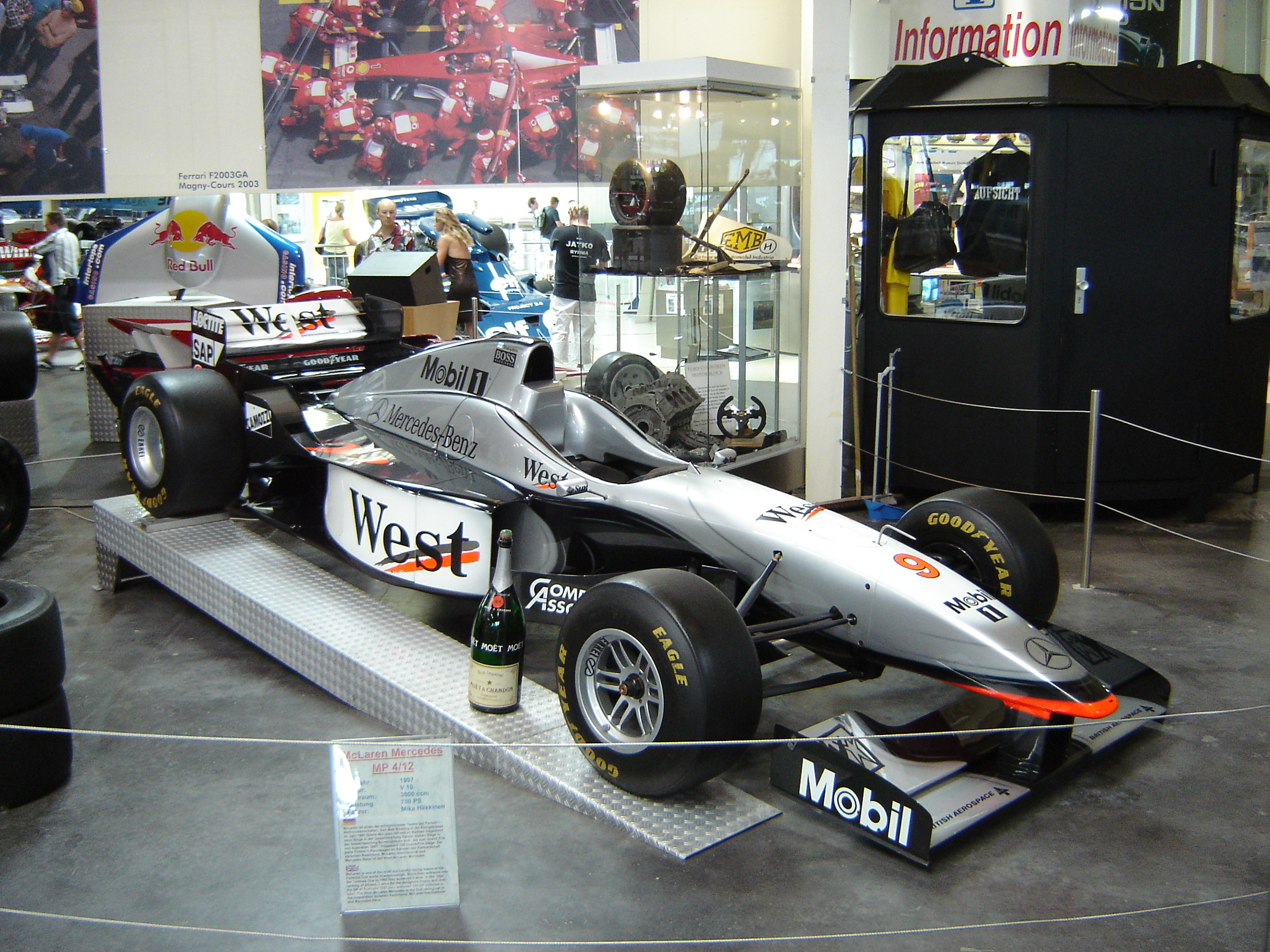
MP4-12 1997年のマシンでマクラーレンにとって最初のシルバー・アロー
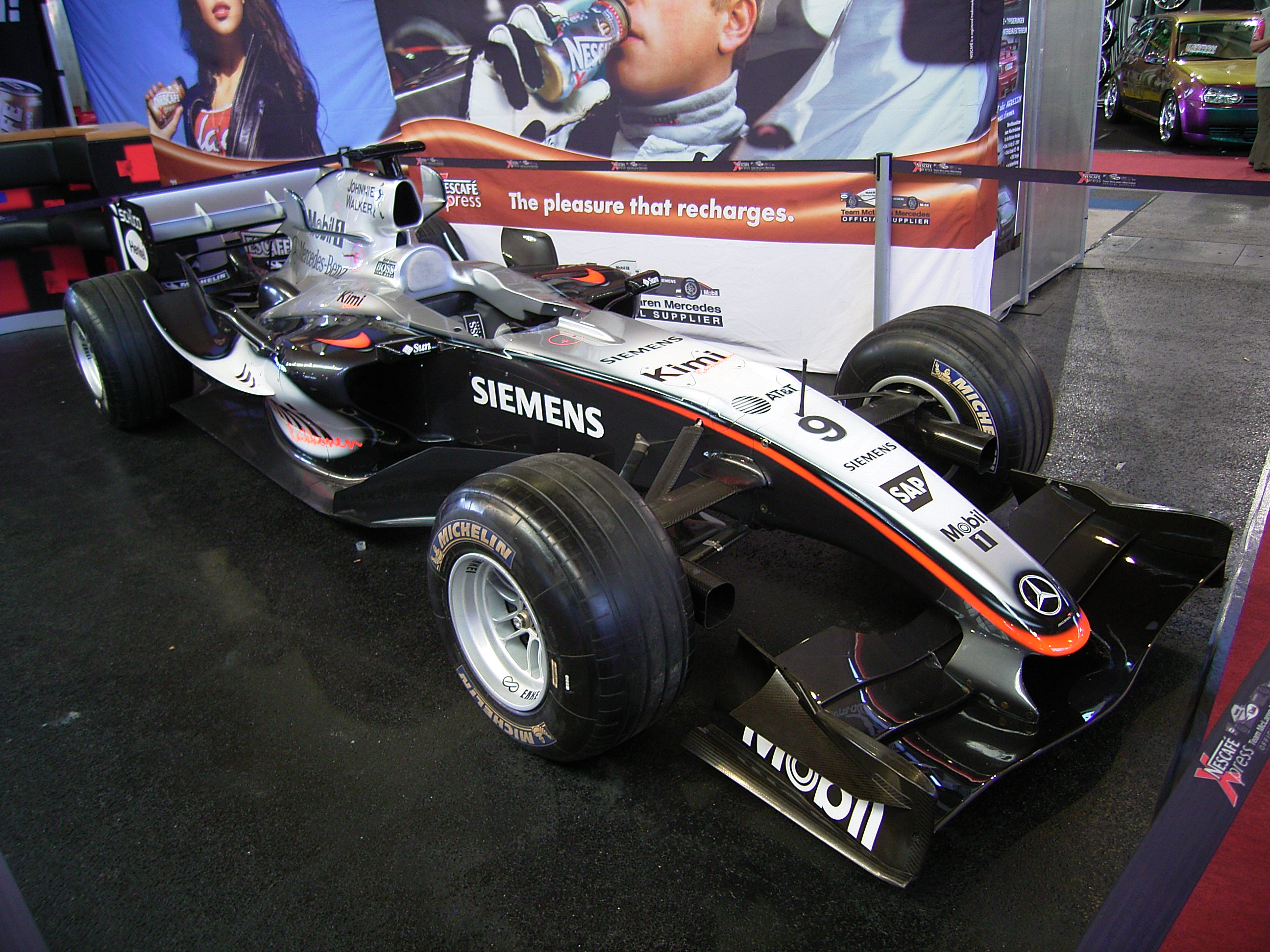
2005年のMP4-20 タバコ規制が厳しくなってきたため従来WESTが入る位置がドライバーの名前になっている
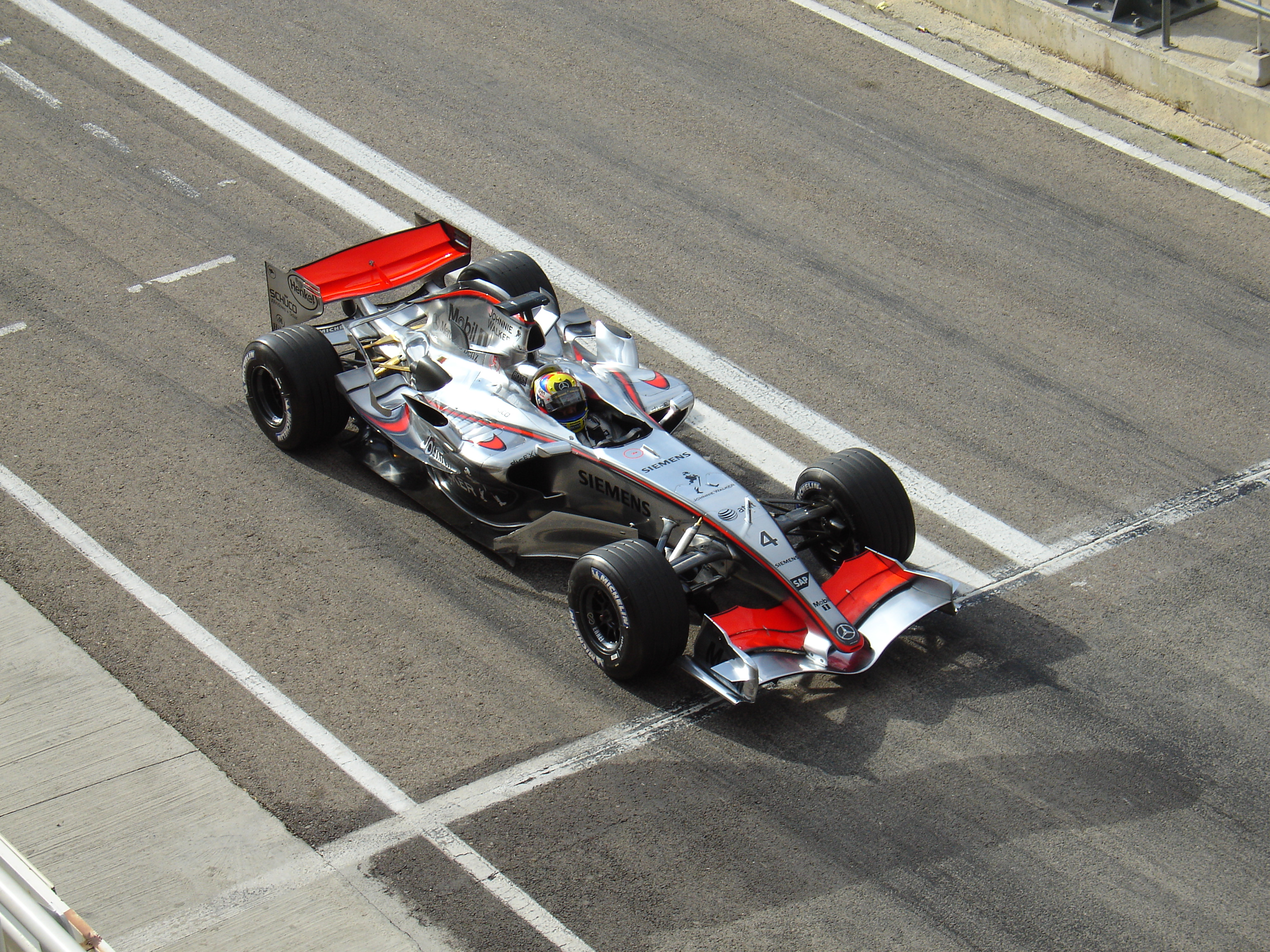
2006年のMP4-21 F1カーとしては珍しいメッキ仕様のカラーリングをまとっている。翌年からのタバコスポンサーの完全規制によってWESTが抜けた
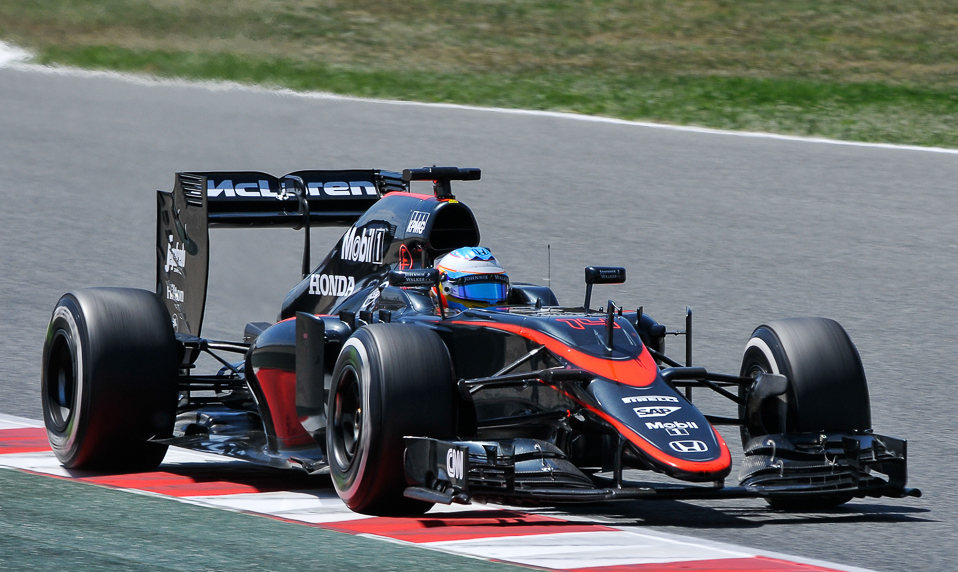
2015年のMP4-30 ホンダとのコンビ復活に伴い、グラファイトグレーを基調とした新カラーリングに変更
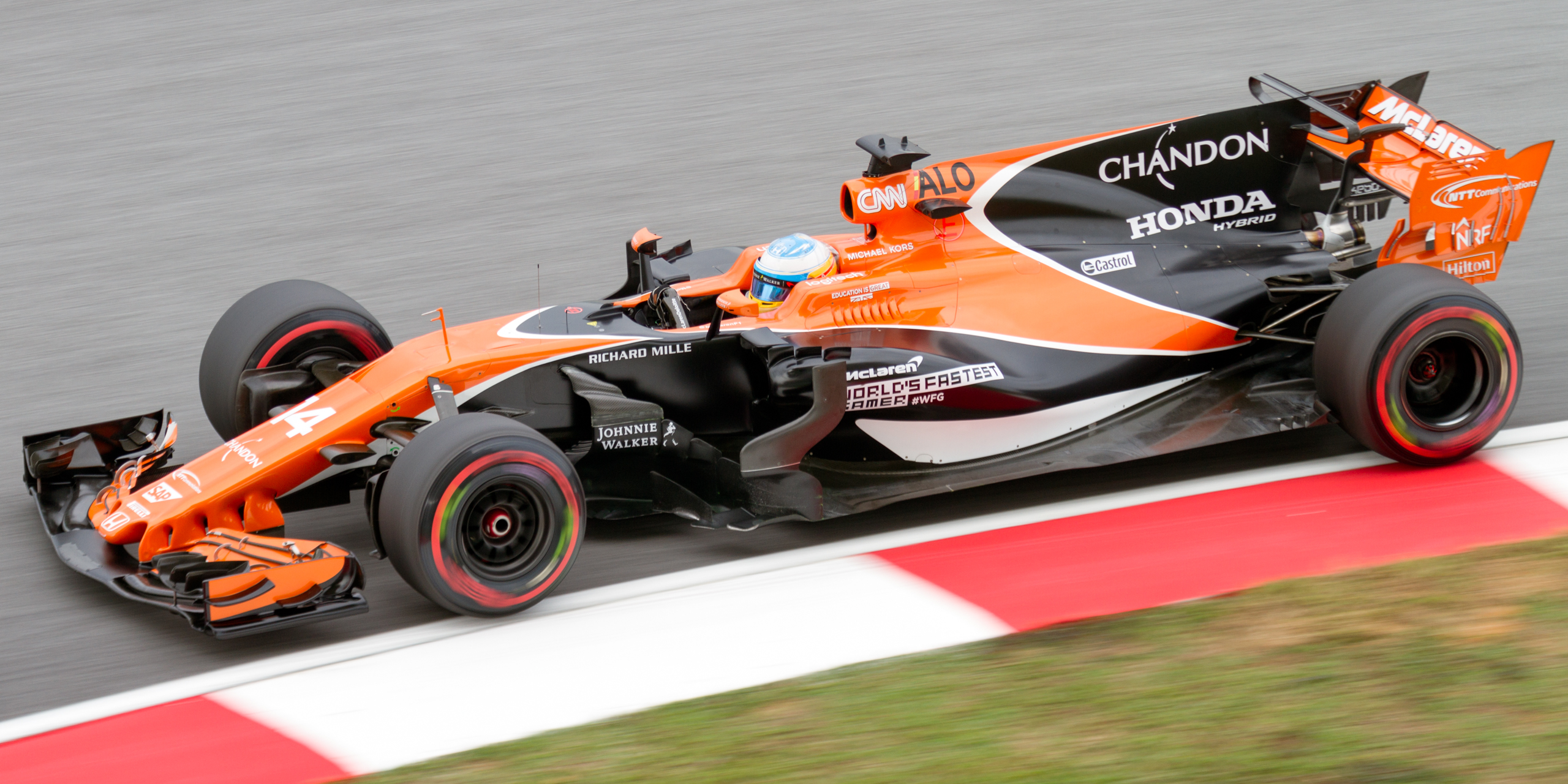
2017年のMCL32 ロン・デニスの退陣により、カラーリングをオレンジに一新
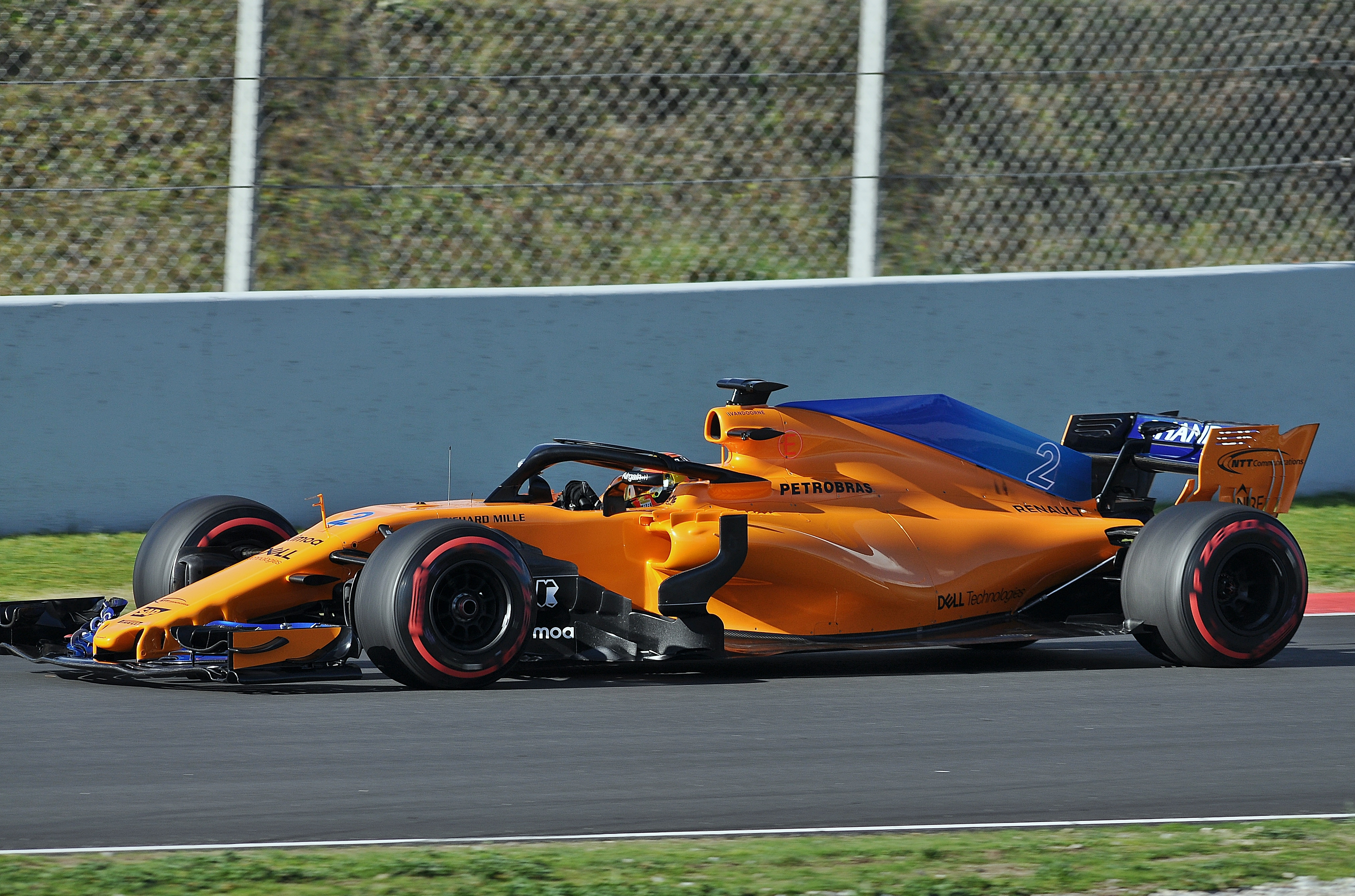
2018年のMCL33 ニュージーランドナショナルカラーが復活

## マクラーレンでドライバーズ・チャンピオンを獲得したドライバー
- エマーソン・フィッティパルディ（1974年）
- ジェームス・ハント（1976年）
- ニキ・ラウダ（1984年）
- アラン・プロスト（1985年、1986年、1989年）
- アイルトン・セナ（1988年、1990年、1991年）
- ミカ・ハッキネン（1998年、1999年）
- ルイス・ハミルトン（2008年）

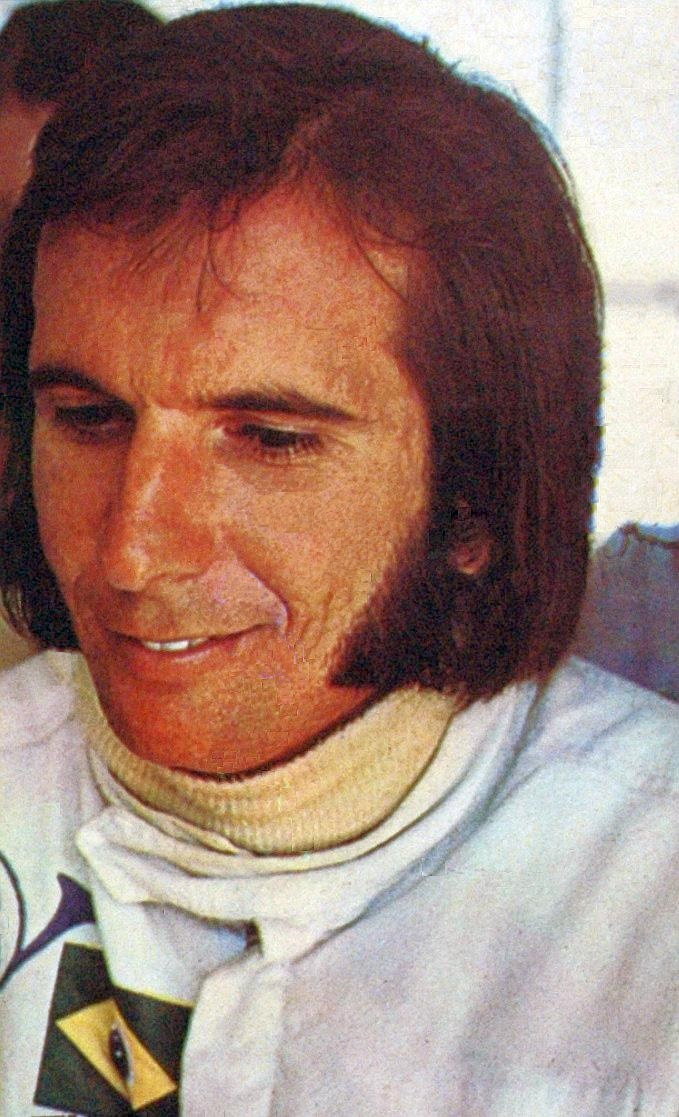
エマーソン・フィッティパルディ
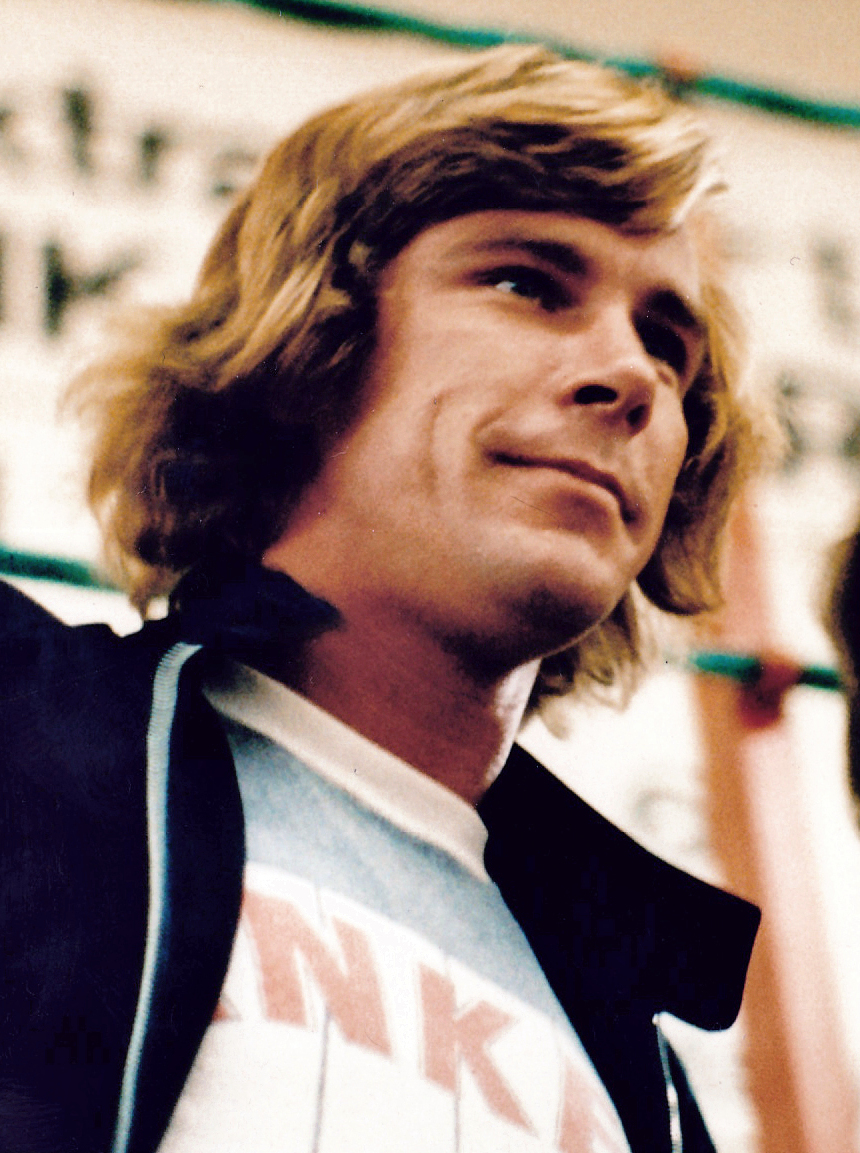
ジェームス・ハント
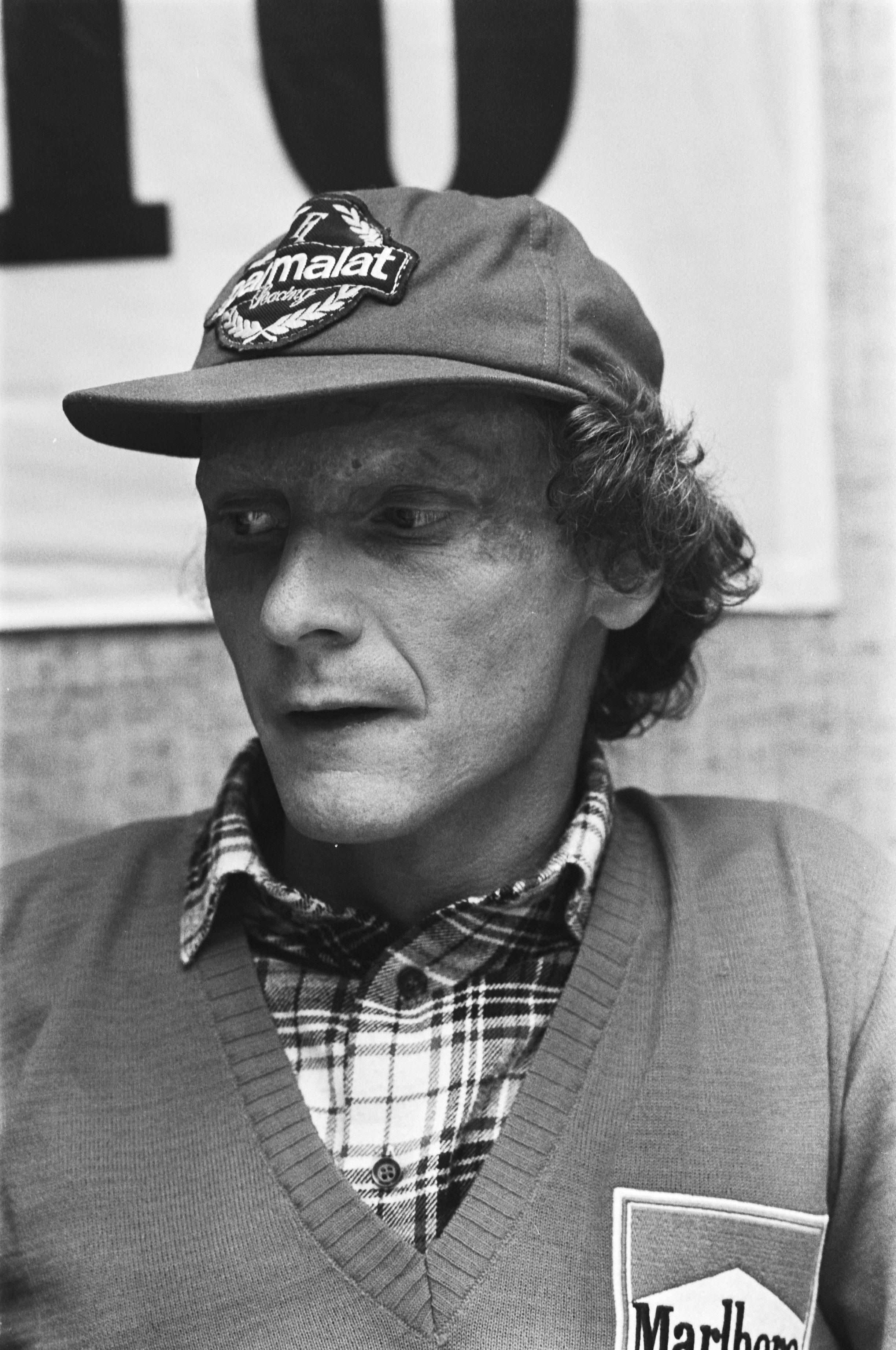
ニキ・ラウダ
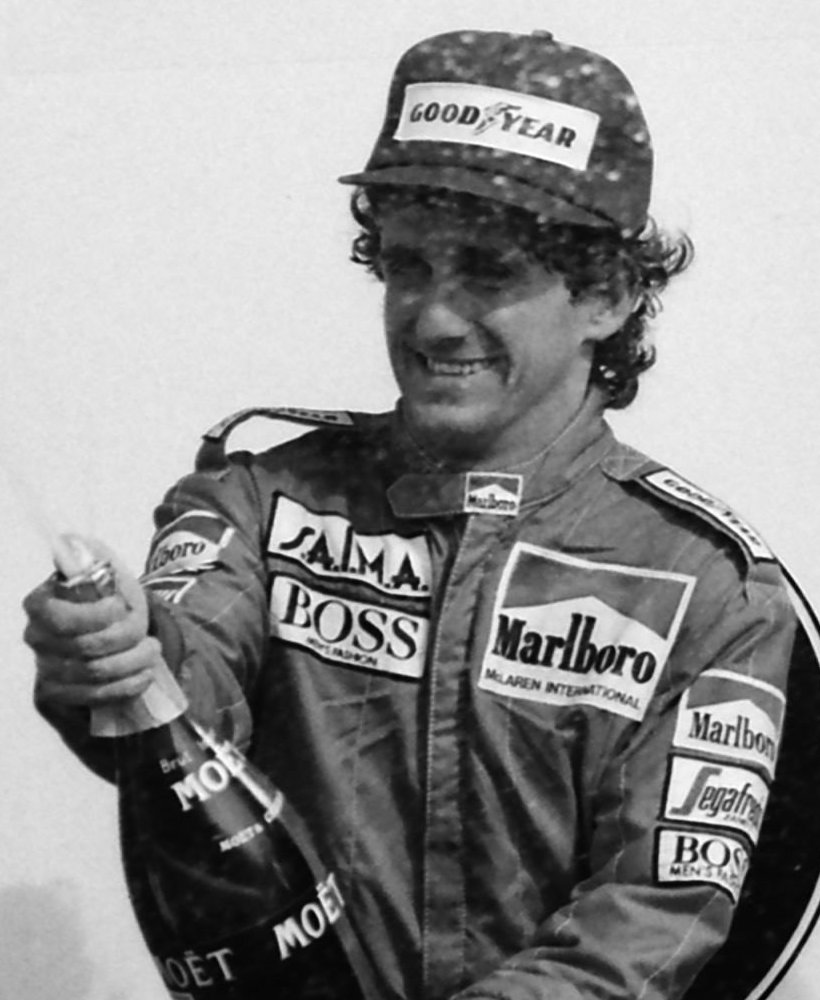
アラン・プロスト
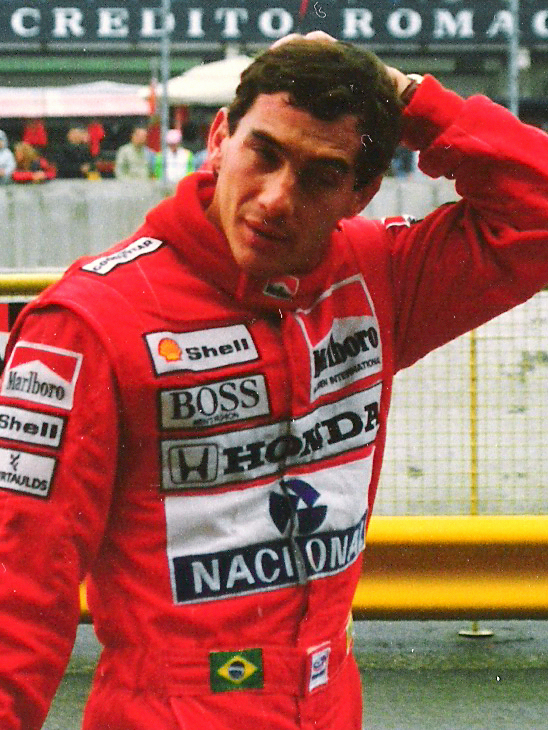
アイルトン・セナ
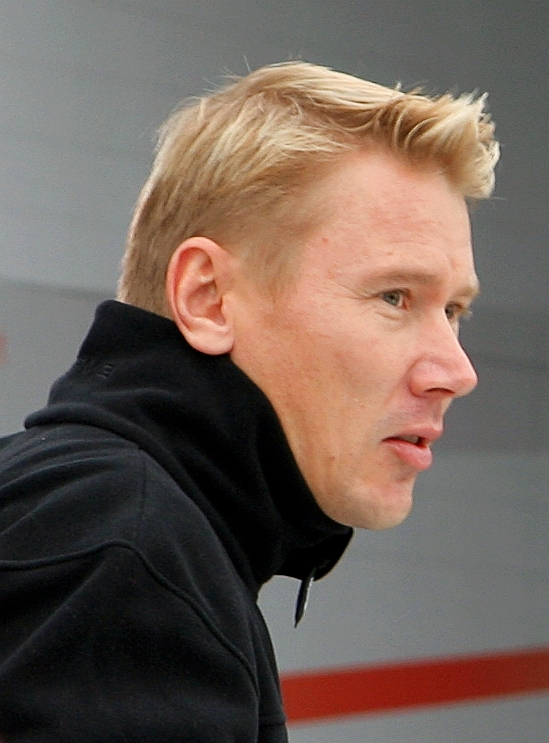
ミカ・ハッキネン
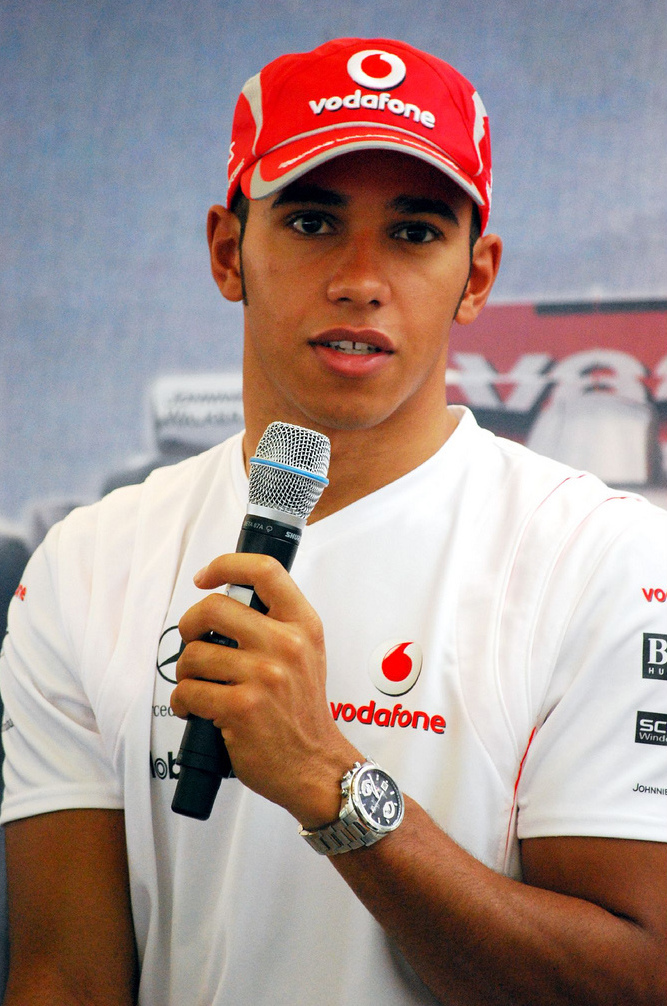
ルイス・ハミルトン

## 新人ドライバーの起用
フェラーリのように、新人ドライバーを起用することはめったに無かったが、2007年にハミルトン、2014年にマグヌッセン、2016年にバンドーン（翌年にフル参戦）、2019年にノリス、2023年にピアストリと、近年ではルーキードライバーを起用することが増えてきている。2000年代以前には1995年ケビンの父・ヤンを1戦だけの代役として起用したこともある。

## 変遷表

### F1
| 年     | エントリー名 | 車体型番               | タイヤ | エンジン                                | 燃料・オイル    | ドライバー                                                                              | ランキング | ポイント | 優勝数 |
| ------ | --- | ---------------------- | ------ | --------------------------------------- | --------------- | --------------------------------------------------------------------------------------- | ---------- | -------- | ------ |
| 1966年 | ブルース・マクラーレン・モーターレーシング                                                                                      | M2B                    | F      | フォード406 (3.0L V8)                   | シェル?         | ブルース・マクラーレン                                                                  | 9位        | 2        | 0      |
| 1966年 | ブルース・マクラーレン・モーターレーシング                                                                                      | M2B                    | F      | セレニッシマM166 (3.0L V8)              | シェル?         | ブルース・マクラーレン                                                                  | 12位       | 1        | 0      |
| 1967年 | ブルース・マクラーレン・モーターレーシング                                                                                      | M4B M5A                | G      | BRM P56 (2.0L V8) BRM P142 (3.0L V12)   | シェル          | ブルース・マクラーレン                                                                  | 8位        | 3        | 0      |
| 1968年 | ブルース・マクラーレン・モーターレーシング *Joakim Bonnier Racing Team (M5A) *Anglo American Racers (M7A)                       | M5A                    | G      | BRM P142 (3.0L V12)                     | シェル ガルフ   | デニス・ハルム ブルース・マクラーレン                                                   | 10位       | 3        | 0      |
| 1968年 | ブルース・マクラーレン・モーターレーシング *Joakim Bonnier Racing Team (M5A) *Anglo American Racers (M7A)                       | M7A                    | G      | フォードDFV (3.0L V8)                   | シェル ガルフ   | デニス・ハルム ブルース・マクラーレン                                                   | 2位        | 48       | 3      |
| 1969年 | ブルース・マクラーレン・モーターレーシング *Team Lawson (M7A) *Antique Automobiles / Colin Crabbe Racing (M7B)                  | M7A M7B M7C M9A        | G D    | フォードDFV                             | ガルフ          | デニス・ハルム ブルース・マクラーレン デレック・ベル                                    | 5位        | 38(40)   | 1      |
| 1970年 | ブルース・マクラーレン・モーターレーシング *Team Surtees (M7C) *Ecurie Bonnier (M7C)                                            | M7C M14A               | G F    | フォードDFV (3.0L V8)                   | ガルフ          | デニス・ハルム ブルース・マクラーレン ピーター・ゲシン ダン・ガーニー                   | 5位        | 35       | 0      |
| 1970年 | ブルース・マクラーレン・モーターレーシング *Team Surtees (M7C) *Ecurie Bonnier (M7C)                                            | M7D M14D               | G F    | アルファロメオTipo33/3 (3.0L V8)        | ガルフ          | アンドレア・デ・アダミッチ ナンニ・ギャリ                                               | NC         | 0        | 0      |
| 1971年 | ブルース・マクラーレン・モーターレーシング *Ecurie Bonnier (M7C) *Penske-White Racing (M19A)                                    | M14A M19A              | G      | フォードDFV                             | ガルフ          | デニス・ハルム ピーター・ゲシン ジャッキー・オリバー                                    | 6位        | 10       | 0      |
| 1972年 | ヤードレー・チーム・マクラーレン                                                                                                | M19A M19C              | G      | フォードDFV                             | ガルフ          | デニス・ハルム ピーター・レブソン ブライアン・レッドマン ジョディー・シェクター         | 3位        | 47(49)   | 1      |
| 1973年 | ヤードレー・チーム・マクラーレン                                                                                                | M19A M19C M23          | G      | フォードDFV                             | ガルフ          | デニス・ハルム ピーター・レブソン ジョディー・シェクター ジャッキー・イクス             | 3位        | 58       | 3      |
| 1974年 | マールボロ・チーム・テキサコ | M23                    | G      | フォードDFV                             | テキサコ        | エマーソン・フィッティパルディ デニス・ハルム                                           | 1位        | 73(75)   | 4      |
| 1974年 | ヤードレー・チーム・マクラーレン * Scribante Lucky Strike Racing (M23)                                                          | M23                    | G      | フォードDFV                             | テキサコ        | マイク・ヘイルウッド ヨッヘン・マス デヴィッド・ホッブス                                | 1位        | 73(75)   | 4      |
| 1975年 | マールボロ・チーム・テキサコ *Lucky Strike Racing (M23)                                                                         | M23                    | G      | フォードDFV                             | テキサコ        | エマーソン・フィッティパルディ ヨッヘン・マス                                           | 3位        | 53       | 3      |
| 1976年 | マールボロ・チーム・マクラーレン                                                                                                | M23 M26                | G      | フォードDFV                             | テキサコ        | ジェームス・ハント ヨッヘン・マス                                                       | 2位        | 74(75)   | 6      |
| 1977年 | マールボロ・チーム・マクラーレン *Chesterfield Racing (M23) *Iberia Airlines (M23)                                              | M23 M26                | G      | フォードDFV                             | テキサコ        | ジェームス・ハント ヨッヘン・マス ジル・ヴィルヌーヴ ブルーノ・ジャコメリ               | 3位        | 60       | 3      |
| 1978年 | マールボロ・チーム・マクラーレン *Liggett Group/BS Fabrications (M23, M26) *Centro Asegurador F1 (M23) *Melchester Racing (M23) | M26                    | G      | フォードDFV                             | テキサコ        | ジェームス・ハント パトリック・タンベイ ブルーノ・ジャコメリ                            | 8位        | 15       | 0      |
| 1979年 | マールボロ・チーム・マクラーレン *Lowenbrau Team McLaren (M23)                                                                  | M26 M28 M28B M28C M29  | G      | フォードDFV                             | カストロール    | ジョン・ワトソン パトリック・タンベイ                                                   | 7位        | 15       | 0      |
| 1980年 | マールボロ・チーム・マクラーレン                                                                                                | M29B M29C M30          | G      | フォードDFV                             | カストロール    | ジョン・ワトソン アラン・プロスト スティーブン・サウス                                  | 9位        | 11       | 0      |
| 年     | エントリー名 | 車体型番               | タイヤ | エンジン                                | 燃料・オイル    | ドライバー                                                                              | ランキング | ポイント | 優勝数 |
| 1981年 | マールボロ・マクラーレン・インターナショナル                                                                                    | M29C M29F MP4/1        | M      | フォードDFV                             | ユニパート      | ジョン・ワトソン アンドレア・デ・チェザリス                                             | 6位        | 28       | 1      |
| 1982年 | マールボロ・マクラーレン・インターナショナル                                                                                    | MP4/1B                 | M      | フォードDFV                             | ユニパート      | ニキ・ラウダ ジョン・ワトソン                                                           | 2位        | 69       | 4      |
| 1983年 | マールボロ・マクラーレン・インターナショナル                                                                                    | MP4/1C                 | M      | フォードDFV,DFY (3.0L V8)               | ユニパート      | ニキ・ラウダ ジョン・ワトソン                                                           | 5位        | 34       | 1      |
| 1983年 | マールボロ・マクラーレン・インターナショナル                                                                                    | MP4/1E                 | M      | TAG TTE PO1 (1.5L V6ターボ)             | ユニパート      | ニキ・ラウダ ジョン・ワトソン                                                           | NC         | 0        | 0      |
| 1984年 | マールボロ・マクラーレン・インターナショナル                                                                                    | MP4/2                  | M      | TAG TTE PO1                             | シェル          | ニキ・ラウダ アラン・プロスト                                                           | 1位        | 143.5    | 12     |
| 1985年 | マールボロ・マクラーレン・インターナショナル                                                                                    | MP4/2B                 | G      | TAG TTE PO1                             | シェル          | ニキ・ラウダ アラン・プロスト ジョン・ワトソン                                          | 1位        | 90       | 6      |
| 1986年 | マールボロ・マクラーレン・インターナショナル                                                                                    | MP4/2C                 | G      | TAG TTE PO1                             | シェル          | アラン・プロスト ケケ・ロズベルグ                                                       | 2位        | 96       | 4      |
| 1987年 | マールボロ・マクラーレン・インターナショナル                                                                                    | MP4/3                  | G      | TAG TTE PO1                             | シェル          | アラン・プロスト ステファン・ヨハンソン                                                 | 2位        | 76       | 3      |
| 1988年 | ホンダ・マールボロ・マクラーレン                                                                                                | MP4/4                  | G      | ホンダRA168E (1.5L V6ターボ)            | シェル          | アラン・プロスト アイルトン・セナ                                                       | 1位        | 199      | 15     |
| 1989年 | ホンダ・マールボロ・マクラーレン                                                                                                | MP4/5                  | G      | ホンダRA109E (3.5L V10)                 | シェル          | アイルトン・セナ アラン・プロスト                                                       | 1位        | 141      | 10     |
| 1990年 | ホンダ・マールボロ・マクラーレン                                                                                                | MP4/5B                 | G      | ホンダRA100E                            | シェル          | アイルトン・セナ ゲルハルト・ベルガー                                                   | 1位        | 121      | 6      |
| 1991年 | ホンダ・マールボロ・マクラーレン                                                                                                | MP4/6                  | G      | ホンダRA121E (3.5L V12)                 | シェル          | アイルトン・セナ ゲルハルト・ベルガー                                                   | 1位        | 139      | 8      |
| 1992年 | ホンダ・マールボロ・マクラーレン                                                                                                | MP4/6B MP4/7A          | G      | ホンダRA122E,RA122E/B                   | シェル          | アイルトン・セナ ゲルハルト・ベルガー                                                   | 2位        | 99       | 5      |
| 1993年 | マールボロ・マクラーレン・フォード                                                                                              | MP4/8                  | G      | フォードHB5,7,8 (3.5L V8)               | シェル          | アイルトン・セナ マイケル・アンドレッティ ミカ・ハッキネン                              | 2位        | 84       | 5      |
| 1994年 | マールボロ・マクラーレン・プジョー                                                                                              | MP4/9                  | G      | プジョーA6 (3.5L V10)                   | シェル          | ミカ・ハッキネン マーティン・ブランドル フィリップ・アリオー                            | 4位        | 42       | 0      |
| 1995年 | マールボロ・マクラーレン・メルセデス                                                                                            | MP4/10 MP4/10B MP4/10C | G      | メルセデスFO110 (3.0L V10)              | モービル        | ミカ・ハッキネン マーク・ブランデル ナイジェル・マンセル ヤン・マグヌッセン             | 4位        | 30       | 0      |
| 1996年 | マールボロ・マクラーレン・メルセデス                                                                                            | MP4/11                 | G      | メルセデスFO110                         | モービル        | ミカ・ハッキネン デビッド・クルサード                                                   | 4位        | 49       | 0      |
| 1997年 | ウェスト・マクラーレン・メルセデス                                                                                              | MP4-12                 | G      | メルセデスFO110E, メルセデスFO110F      | モービル        | ミカ・ハッキネン デビッド・クルサード                                                   | 4位        | 63       | 3      |
| 1998年 | ウェスト・マクラーレン・メルセデス                                                                                              | MP4-13                 | B      | メルセデスFO110G                        | モービル        | ミカ・ハッキネン デビッド・クルサード                                                   | 1位        | 156      | 9      |
| 1999年 | ウェスト・マクラーレン・メルセデス                                                                                              | MP4-14                 | B      | メルセデスFO110H                        | モービル        | ミカ・ハッキネン デビッド・クルサード                                                   | 2位        | 124      | 7      |
| 2000年 | ウェスト・マクラーレン・メルセデス                                                                                              | MP4-15                 | B      | メルセデスFO110J                        | モービル        | ミカ・ハッキネン デビッド・クルサード                                                   | 2位        | 152      | 7      |
| 年     | エントリー名 | 車体型番               | タイヤ | エンジン                                | 燃料・オイル    | ドライバー                                                                              | ランキング | ポイント | 優勝数 |
| 2001年 | ウェスト・マクラーレン・メルセデス                                                                                              | MP4-16                 | B      | メルセデスFO110K                        | モービル        | ミカ・ハッキネン デビッド・クルサード                                                   | 2位        | 102      | 4      |
| 2002年 | ウェスト・マクラーレン・メルセデス                                                                                              | MP4-17                 | M      | メルセデスFO110L                        | モービル        | デビッド・クルサード キミ・ライコネン                                                   | 3位        | 65       | 1      |
| 2003年 | ウェスト・マクラーレン・メルセデス                                                                                              | MP4-17D                | M      | メルセデスFO110M                        | モービル        | デビッド・クルサード キミ・ライコネン                                                   | 3位        | 142      | 2      |
| 2004年 | ウェスト・マクラーレン・メルセデス                                                                                              | MP4-19 MP4-19B         | M      | メルセデスFO110Q                        | モービル        | デビッド・クルサード キミ・ライコネン                                                   | 5位        | 69       | 1      |
| 2005年 | ウェスト・マクラーレン・メルセデス チーム・マクラーレン・メルセデス                                                             | MP4-20                 | M      | メルセデスFO110R                        | モービル        | キミ・ライコネン ファン・パブロ・モントーヤ ペドロ・デ・ラ・ロサ アレクサンダー・ヴルツ | 2位        | 182      | 10     |
| 2006年 | チーム・マクラーレン・メルセデス                                                                                                | MP4-21                 | M      | メルセデスFO108S (2.4L V8)              | モービル        | キミ・ライコネン ファン・パブロ・モントーヤ ペドロ・デ・ラ・ロサ                        | 3位        | 110      | 0      |
| 2007年 | ボーダフォン・マクラーレン・メルセデス                                                                                          | MP4-22                 | B      | メルセデスFO108T                        | モービル        | フェルナンド・アロンソ ルイス・ハミルトン                                               | EX         | 0(203)   | 8      |
| 2008年 | ボーダフォン・マクラーレン・メルセデス                                                                                          | MP4-23                 | B      | メルセデスFO108V                        | モービル        | ルイス・ハミルトン ヘイキ・コバライネン                                                 | 2位        | 151      | 6      |
| 2009年 | ボーダフォン・マクラーレン・メルセデス                                                                                          | MP4-24                 | B      | メルセデスFO108W                        | モービル        | ルイス・ハミルトン ヘイキ・コバライネン                                                 | 3位        | 71       | 2      |
| 2010年 | ボーダフォン・マクラーレン・メルセデス                                                                                          | MP4-25                 | B      | メルセデスFO108X                        | モービル        | ジェンソン・バトン ルイス・ハミルトン                                                   | 2位        | 454      | 5      |
| 2011年 | ボーダフォン・マクラーレン・メルセデス                                                                                          | MP4-26                 | P      | メルセデスFO108Y                        | モービル        | ルイス・ハミルトン ジェンソン・バトン                                                   | 2位        | 497      | 6      |
| 2012年 | ボーダフォン・マクラーレン・メルセデス                                                                                          | MP4-27                 | P      | メルセデスFO108Z                        | モービル        | ジェンソン・バトン ルイス・ハミルトン                                                   | 3位        | 378      | 7      |
| 2013年 | ボーダフォン・マクラーレン・メルセデス                                                                                          | MP4-28                 | P      | メルセデスFO108F                        | モービル        | ジェンソン・バトン セルジオ・ペレス                                                     | 5位        | 122      | 0      |
| 2014年 | マクラーレン・メルセデス | MP4-29                 | P      | メルセデスPU106A Hybrid (1.6L V6ターボ) | モービル        | ジェンソン・バトン ケビン・マグヌッセン                                                 | 5位        | 181      | 0      |
| 2015年 | マクラーレン・ホンダ | MP4-30                 | P      | ホンダRA615H (1.6L V6ターボ)            | モービル        | フェルナンド・アロンソ ジェンソン・バトン ケビン・マグヌッセン                          | 9位        | 27       | 0      |
| 2016年 | マクラーレン・ホンダ・フォーミュラ1・チーム                                                                                     | MP4-31                 | P      | ホンダRA616H                            | モービル        | フェルナンド・アロンソ ジェンソン・バトン ストフェル・バンドーン                        | 6位        | 76       | 0      |
| 2017年 | マクラーレン・ホンダ・フォーミュラ1・チーム                                                                                     | MCL32                  | P      | ホンダRA617H                            | BP/カストロール | フェルナンド・アロンソ ストフェル・バンドーン ジェンソン・バトン                        | 9位        | 30       | 0      |
| 2018年 | マクラーレンF1チーム | MCL33                  | P      | ルノーR.E.18 (1.6L V6ターボ)            | BP/カストロール | フェルナンド・アロンソ ストフェル・バンドーン                                           | 6位        | 62       | 0      |
| 2019年 | マクラーレンF1チーム | MCL34                  | P      | ルノーE-Tech 19                         | BP/カストロール | カルロス・サインツ ランド・ノリス                                                       | 4位        | 145      | 0      |
| 2020年 | マクラーレンF1チーム | MCL35                  | P      | ルノーE-Tech 20                         | BP/カストロール | カルロス・サインツ ランド・ノリス                                                       | 3位        | 202      | 0      |
| 年     | エントリー名 | 車体型番               | タイヤ | エンジン                                | 燃料・オイル    | ドライバー                                                                              | ランキング | ポイント | 優勝数 |
| 2021年 | マクラーレンF1チーム | MCL35M                 | P      | メルセデス M12 E Performance            | ペトロナス      | ダニエル・リカルド ランド・ノリス                                                       | 4位        | 275      | 1      |
| 2022年 | マクラーレンF1チーム | MCL36                  | P      | メルセデス M13 E Performance            | ペトロナス      | ダニエル・リカルド ランド・ノリス                                                       | 5位        | 159      | 0      |
| 2023年 | マクラーレンF1チーム | MCL60                  | P      | メルセデス M14 E Performance            | ペトロナス      | オスカー・ピアストリ ランド・ノリス                                                     | 4位        | 302      | 0      |
| 2024年 | マクラーレンF1チーム | MCL38                  | P      | メルセデス M15 E Performance            | ペトロナス      | オスカー・ピアストリ ランド・ノリス                                                     | 1位        | 666      | 6      |
| 2025年 | マクラーレンF1チーム | MCL39                  | P      | メルセデス M16 E Performance            | ペトロナス      | オスカー・ピアストリ ランド・ノリス                                                     | 1位*       | 559*     | 11*    |
| 年     | エントリー名 | 車体型番               | タイヤ | エンジン                                | 燃料・オイル    | ドライバー                                                                              | ランキング | ポイント | 優勝数 |

- 太字になっているドライバーはその年のドライバーズタイトル獲得者
- 斜体になっているドライバーはスポット参戦など
- 枝がついているチームに車体を供給（括弧内に供給した車体の型番を記載）
- 優勝数の太字はその年の最多勝利
- * - 今シーズンの順位（現時点）

### Can-Am
| 年     | エントリー名                               | 車体型番    | タイヤ | エンジン | 燃料・オイル | ドライバー                                               |
| ------ | ------------------------------------------ | ----------- | ------ | -------- | ------------ | -------------------------------------------------------- |
| 1966年 | ブルース・マクラーレン・モーターレーシング | M1A,M1B.M1C | G      | シボレー | STP          | ブルース・マクラーレン デニス・ハルム                    |
| 1967年 | ブルース・マクラーレン・モーターレーシング | M6A         | G      | シボレー | STP          | ブルース・マクラーレン デニス・ハルム                    |
| 1968年 | ブルース・マクラーレン・モーターレーシング | M8A         | G      | シボレー | STP          | ブルース・マクラーレン デニス・ハルム                    |
| 1969年 | ブルース・マクラーレン・モーターレーシング | M8B         | G      | シボレー | STP          | ブルース・マクラーレン デニス・ハルム                    |
| 1970年 | ブルース・マクラーレン・モーターレーシング | M8C,M8D     | G      | シボレー | STP          | ブルース・マクラーレン デニス・ハルム ピーター・レブソン |
| 1971年 | ブルース・マクラーレン・モーターレーシング | M8C,M8F     | G      | シボレー | STP          | デニス・ハルム ピーター・レブソン                        |
| 1972年 | ブルース・マクラーレン・モーターレーシング | M20         | G      | シボレー | ガルフ       | デニス・ハルム ピーター・レブソン                        |

### インディカー
| 年     | エントリー名                               | 車体型番     | タイヤ | エンジン           | ドライバー |
| ------ | ------------------------------------------ | ------------ | ------ | ------------------ | --- |
| 1970年 | ブルース・マクラーレン・モーターレーシング | M15          | G      | オッフェンハウザー | *ピーター・レブソン *カール・ウイリアムズ *ブルース・マクラーレン *デニス・ハルム *クリス・エイモン                           |
| 1971年 | ブルース・マクラーレン・モーターレーシング | M16A         | G      | オッフェンハウザー | *ピーター・レブソン *デニス・ハルム *ゴードン・ジョンコック                                                                   |
| 1972年 | チーム・マクラーレン                       | M16A、M16B   | G      | オッフェンハウザー | ゴードン・ジョンコック *ピーター・レブソン                                                                                    |
| 1973年 | チーム・マクラーレン                       | M16C         | G      | オッフェンハウザー | ジョニー・ラザフォード *ピーター・レブソン                                                                                    |
| 1974年 | チーム・マクラーレン                       | M16C/D       | G      | オッフェンハウザー | ジョニー・ラザフォード *デビッド・ホッブス                                                                                    |
| 1975年 | チーム・マクラーレン                       | M16E         | G      | オッフェンハウザー | ジョニー・ラザフォード |
| 1976年 | チーム・マクラーレン                       | M16E         | G      | オッフェンハウザー | ジョニー・ラザフォード |
| 1977年 | チーム・マクラーレン                       | M24          | G      | コスワース         | ジョニー・ラザフォード |
| 1978年 | チーム・マクラーレン                       | M24B         | G      | コスワース         | ジョニー・ラザフォード |
| 1979年 | チーム・マクラーレン                       | M24B         | G      | コスワース         | ジョニー・ラザフォード |
| 2017年 | マクラーレン・ホンダ・アンドレッティ       | ダラーラDW12 | F      | ホンダ             | *フェルナンド・アロンソ |
| 2019年 | マクラーレン・レーシング                   | ダラーラDW12 | F      | シボレー           | *フェルナンド・アロンソ |
| 2020年 | アロー・マクラーレンSP                     | ダラーラDW12 | F      | シボレー           | パトリシオ・オワード オリバー・アスキュー *フェルナンド・アロンソ *エリオ・カストロネベス                                     |
| 2021年 | アロー・マクラーレンSP                     | ダラーラDW12 | F      | シボレー           | パトリシオ・オワード フェリックス・ローゼンクヴィスト *ファン・パブロ・モントーヤ *オリバー・アスキュー *ケビン・マグヌッセン |
| 2022年 | アロー・マクラーレンSP                     | ダラーラDW12 | F      | シボレー           | パトリシオ・オワード フェリックス・ローゼンクヴィスト *ファン・パブロ・モントーヤ                                             |
| 2023年 | アロー・マクラーレン                       | ダラーラDW12 | F      | シボレー           | パトリシオ・オワード フェリックス・ローゼンクヴィスト アレクサンダー・ロッシ *トニー・カナーン                                |
| 2024年 | アロー・マクラーレン                       | ダラーラDW12 | F      | シボレー           | パトリシオ・オワード *カラム・アイロット *テオ・プルシェール *ノーラン・シーゲル アレクサンダー・ロッシ *カイル・ラーソン     |
| 2025年 | アロー・マクラーレン                       | ダラーラDW12 | F      | シボレー           | パトリシオ・オワード ノーラン・シーゲル クリスチャン・ルンガー *カイル・ラーソン                                              |

- チームとしての参戦に限る。マクラーレン製シャシーを購入して参戦したチームは除く
- *印のついたドライバーはスポット参戦など

### フォーミュラE
| 年      | エントリー名                              | 車体型番           | タイヤ | パワートレイン      | ドライバー                                           | ランキング | ポイント | 優勝数 |
| ------- | ----------------------------------------- | ------------------ | ------ | ------------------- | ---------------------------------------------------- | ---------- | -------- | ------ |
| 2022-23 | ネオム・マクラーレン・フォーミュラEチーム | Formula E Gen3     | H      | ニッサン e-4ORCE 04 | レネ・ラスト ジェイク・ヒューズ                      | 8位        | 88       | 0      |
| 2023-24 | ネオム・マクラーレン・フォーミュラEチーム | Formula E Gen3     | H      | ニッサン e-4ORCE 04 | ジェイク・ヒューズ サム・バード テイラー・バーナード | 7位        | 101      | 1      |
| 2024-25 | ネオム・マクラーレン・フォーミュラEチーム | Formula E Gen3 Evo | H      | ニッサン e-4ORCE 05 | サム・バード テイラー・バーナード                    | 6位        | 143      | 0      |

## 資本
- F1以外の活動は別会社が行っており、持ち株会社マクラーレン・グループ（英語版）を構成している。
- 2000年1月、当時メルセデス・ベンツの親会社であったダイムラー・クライスラーが、グループの所有権を40%取得。事実上、マクラーレン・グループはダイムラー・クライスラーグループの一員となっている。残りの60%をロン・デニスとサウジアラビア人の大富豪であるマンスール・オジェが所有してきたが、ダイムラー・クライスラーがこの残りの60%の株式を取得し、メルセデス・ベンツが単独でのF1参戦を目指しているのではという噂が根強かった。
- 2007年1月にバーレーン王国所有のバーレーン・マムタラカト・ホールディング・カンパニーがロン・デニスとマンスール・オジェの保有する株式のそれぞれの半数を取得した。この結果、ダイムラー・クライスラーが40%・バーレーン・マムタラカト・ホールディング・カンパニーが30%・ロン・デニスとマンスール・オジェが15%ずつと保有比率が変化している。
- 2009年11月にメルセデス・ベンツとマクラーレンのパートナーシップ解消が発表されたことに伴い、メルセデス保有分の40%の株式については2011年までにマクラーレン側が買い戻すことが発表されている。なお買い戻し価格や、買い戻した後の株式の扱いについては公表されていない。なおマクラーレン側の買い戻しの結果、2010年3月現在でメルセデス側の持株比率は約11%にまで低下している[231]。
- 2016年11月にロン・デニスの退陣が決まった時点の株式保有比率は、デニスとオジェが25%、マムタラカトが50%となっていた[232]が、デニスは翌2017年6月に全株式を売却した[233]。
- 2020年6月時点の株式保有比率はマムタラカト56%、マンスール・オジェ14%、マイケル・ラティフィ（英語版）（同年からウィリアムズF1の正ドライバーを務めるニコラス・ラティフィの父）10%で、残る20%が少数株主となっている[234]。
- 2024年3月、マムタラカトがマクラーレン・グループの株式100％を取得したことが明らかになった[235][236]。なお、同年までマムタラカトの母国グランプリであるバーレーンGPでは勝利を挙げられなかったが、2025年にオスカー・ピアストリがチーム初のバーレーンGP優勝をもたらした[237]。

## マクラーレン・グループ
（主な会社のみ）
- マクラーレン・オートモーティブ（McLaren Automotive）
- マクラーレン・マーケティング (McLaren Marketing)

1987年に設立。マーケティング、メディア対応などを担当。

### 過去のグループ会社
- マクラーレン・コンポジット (McLaren Composites)

1993年に設立。自動車などに用いる、高機能素材の開発・生産を担当。マクラーレン・F1やメルセデス・ベンツ・SLRマクラーレンなどを担当した。2004年にマクラーレン・エレクトロニック・システムズと合併した。
- マクラーレン・エレクトロニック・システムズ (McLaren Electronic Systems)

モータースポーツ向け電子制御システムの開発、製造。旧称はTAGエレクトロニクス、TAGエレクトロニック・システムズ。
2008年よりマイクロソフトと共同で、F1に参戦する全車に搭載が義務付けられるECUの供給を行っているほか、2012年からはNASCAR・スプリントカップシリーズやインディカー・シリーズにもECUの供給を行っている。
後に社名をマクラーレン・アプライドに改めたが、2021年に投資ファンドに売却された。

## 移動体テレメトリーシステム
マクラーレンは1980年代からデータ分析による効率化を徹底しており、レーシングカーやドライバーに取り付けたセンサーからリモートでデータを転送し、リアルタイムで分析する移動体テレメトリーシステムを採用している。 テレメトリーシステムには1997年から技術提携関係にあるドイツのソフトウェア大手SAPの高速データ処理プラットフォーム「SAP HANA」を使用して、タイヤ交換や部品交換が必要なタイミングを計算し、マシンを最適な状態に保つようにしている。
このシステムから得られた情報によって勝敗の90%がレース終了前に予測できるようになった。

## 車両ギャラリー

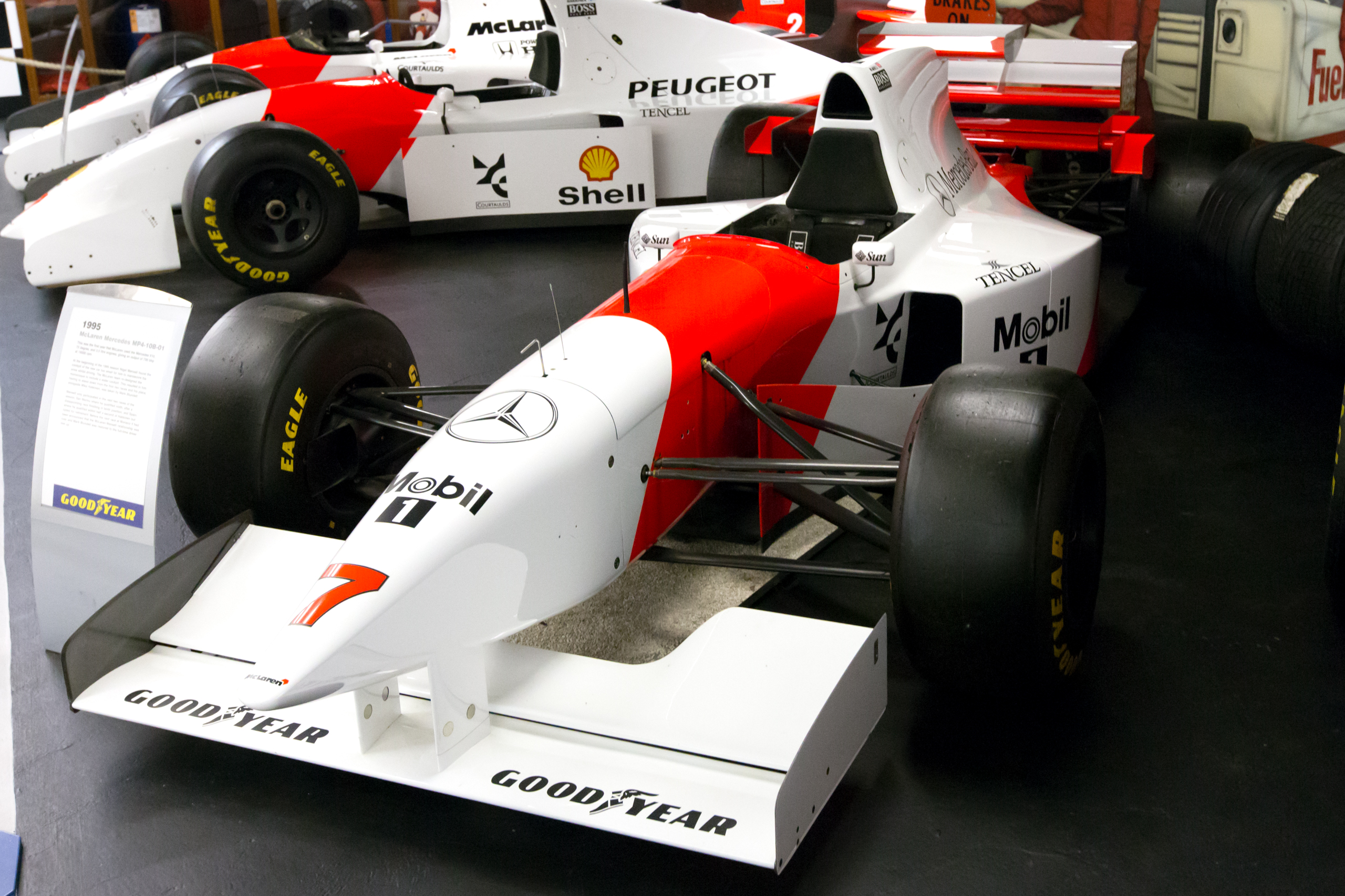
MP4/10 メルセデス
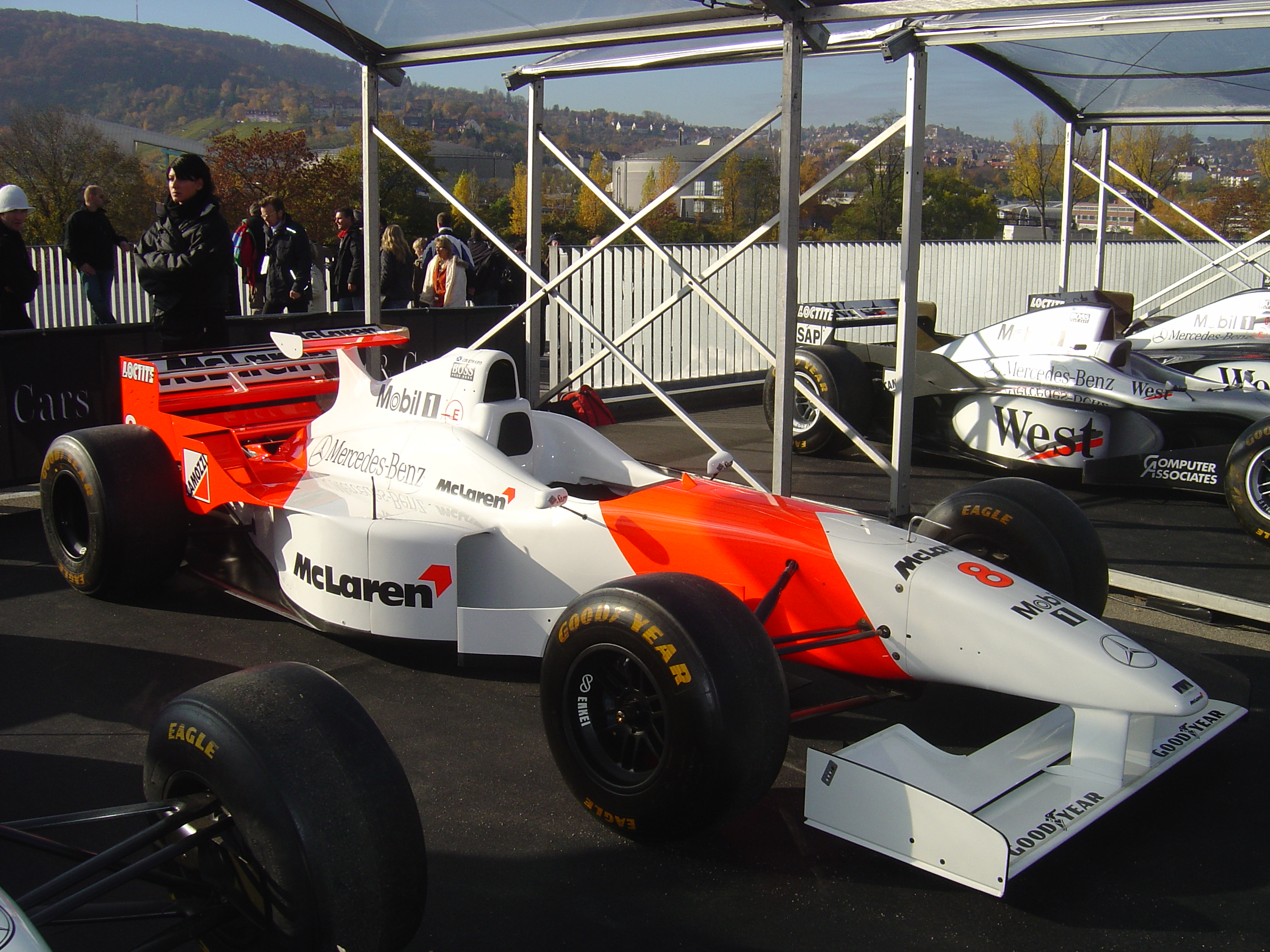
MP4/11 メルセデス
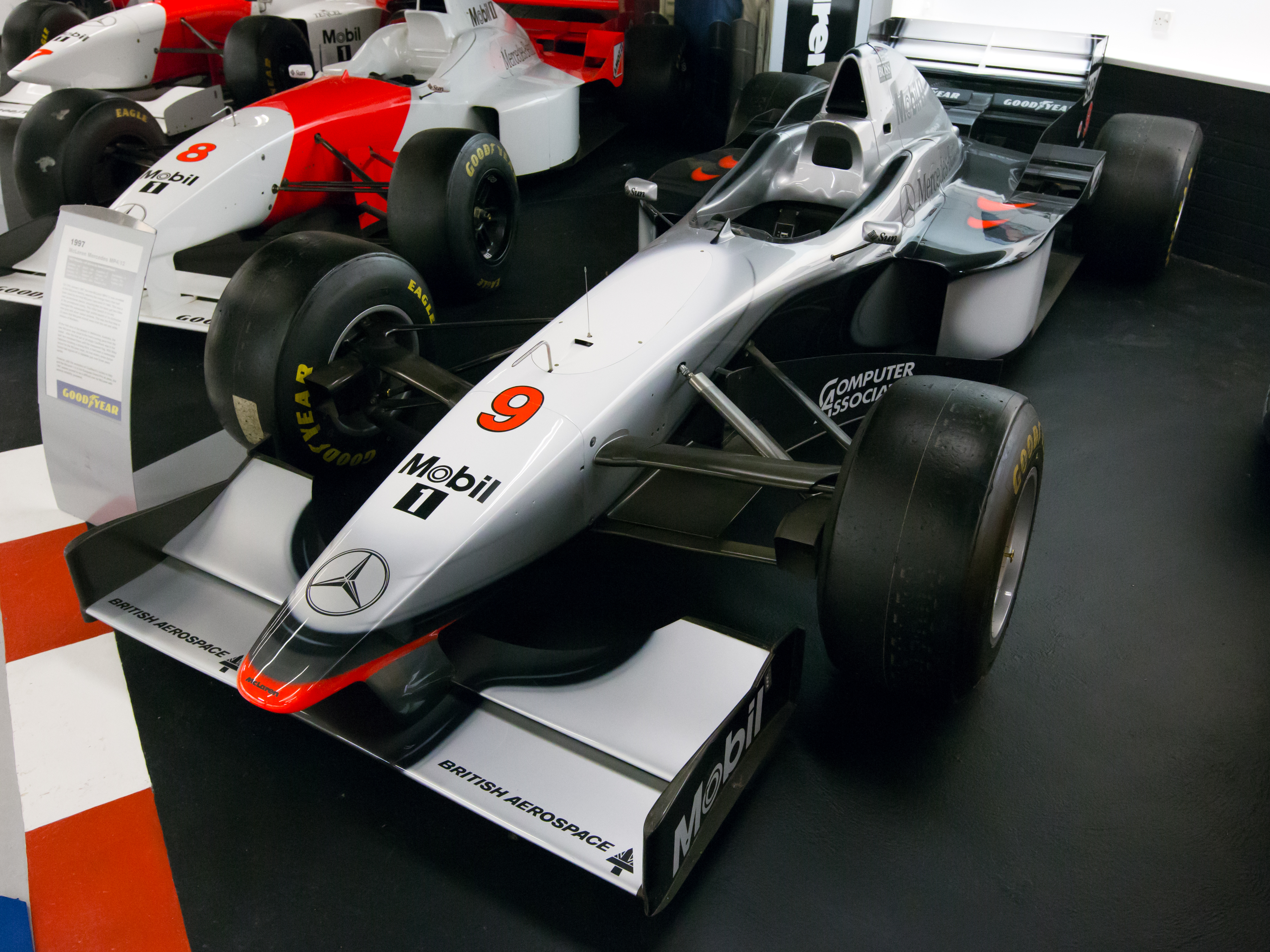
MP4-12 メルセデス
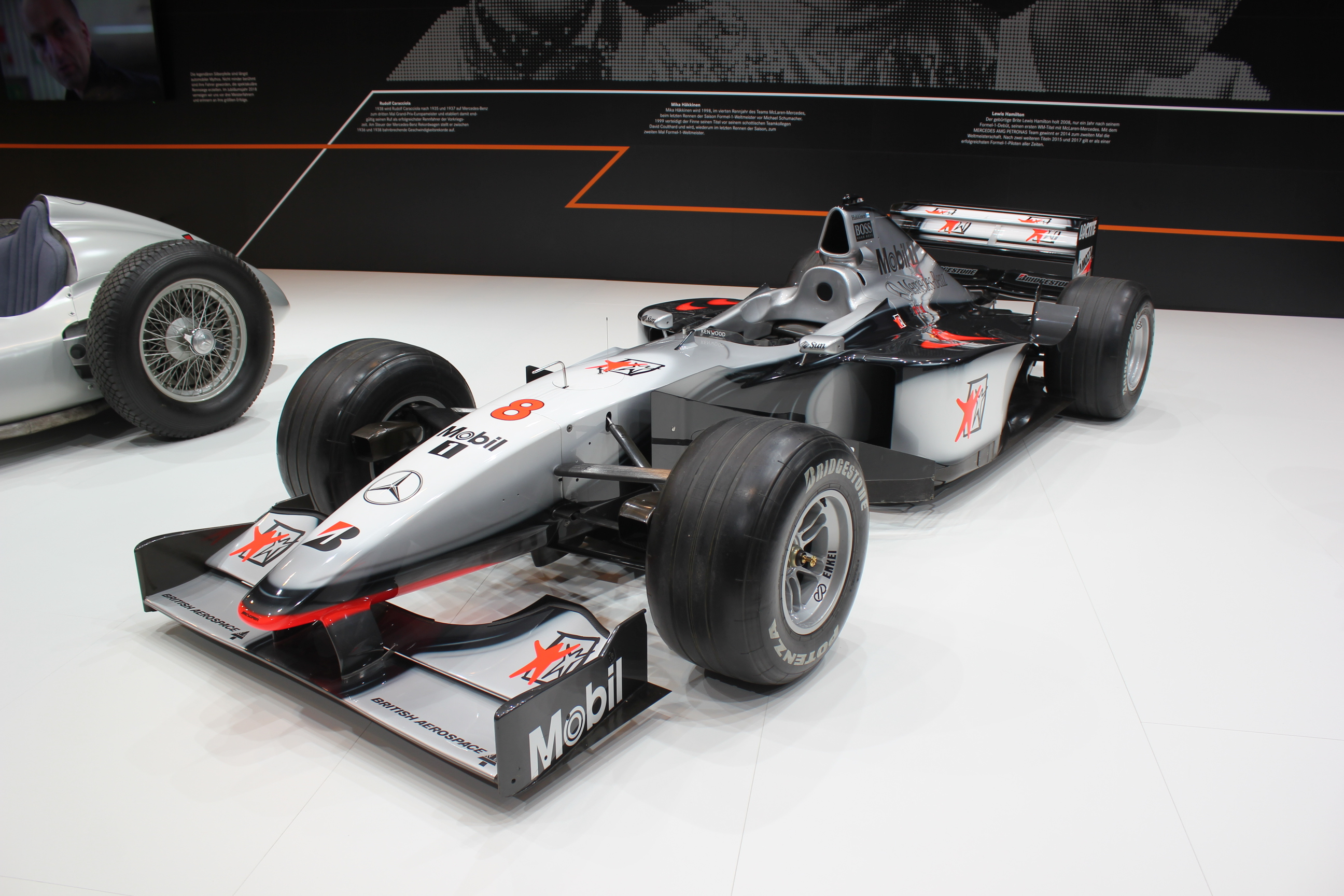
MP4-13 メルセデス
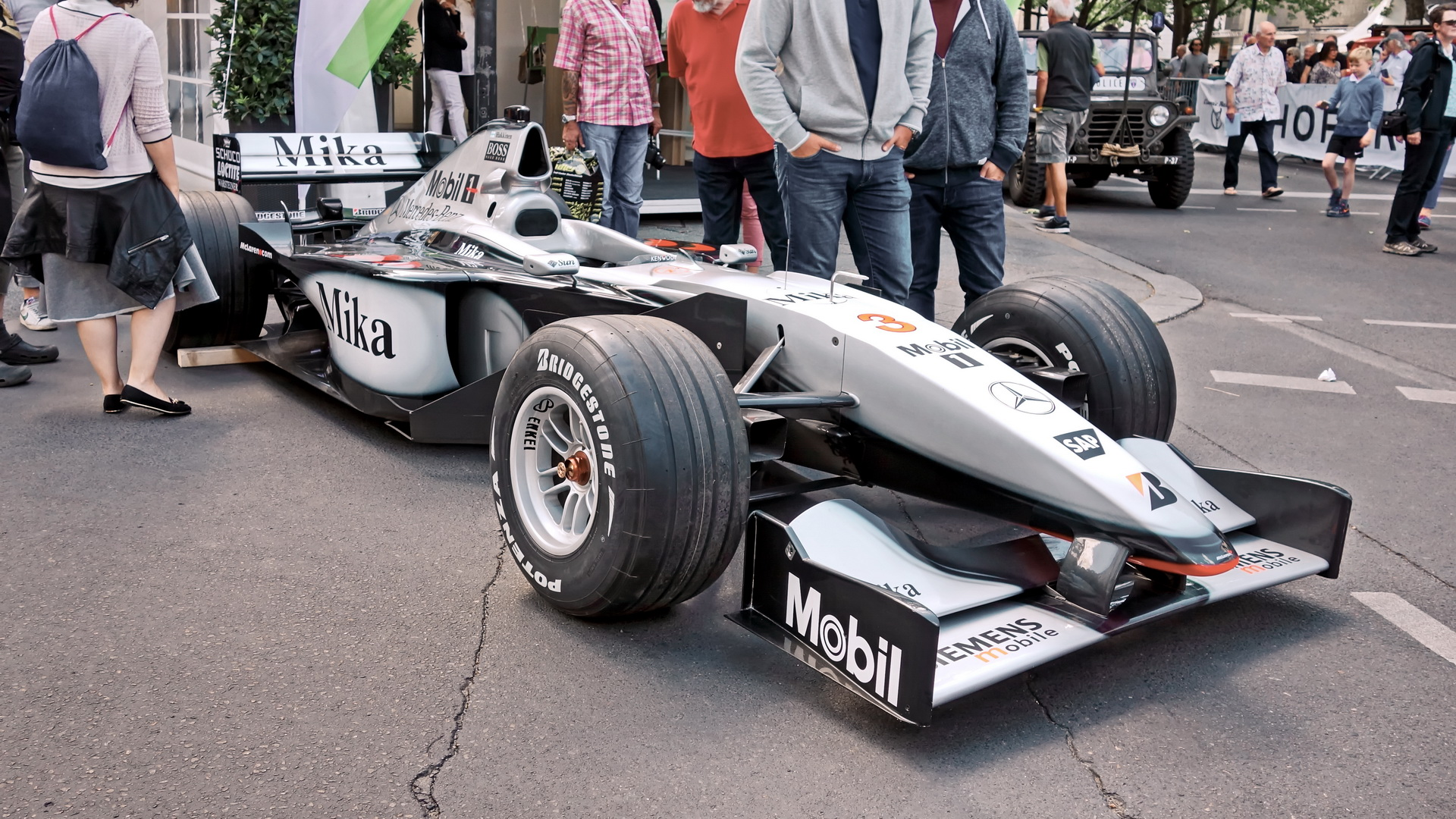
MP4-14 メルセデス
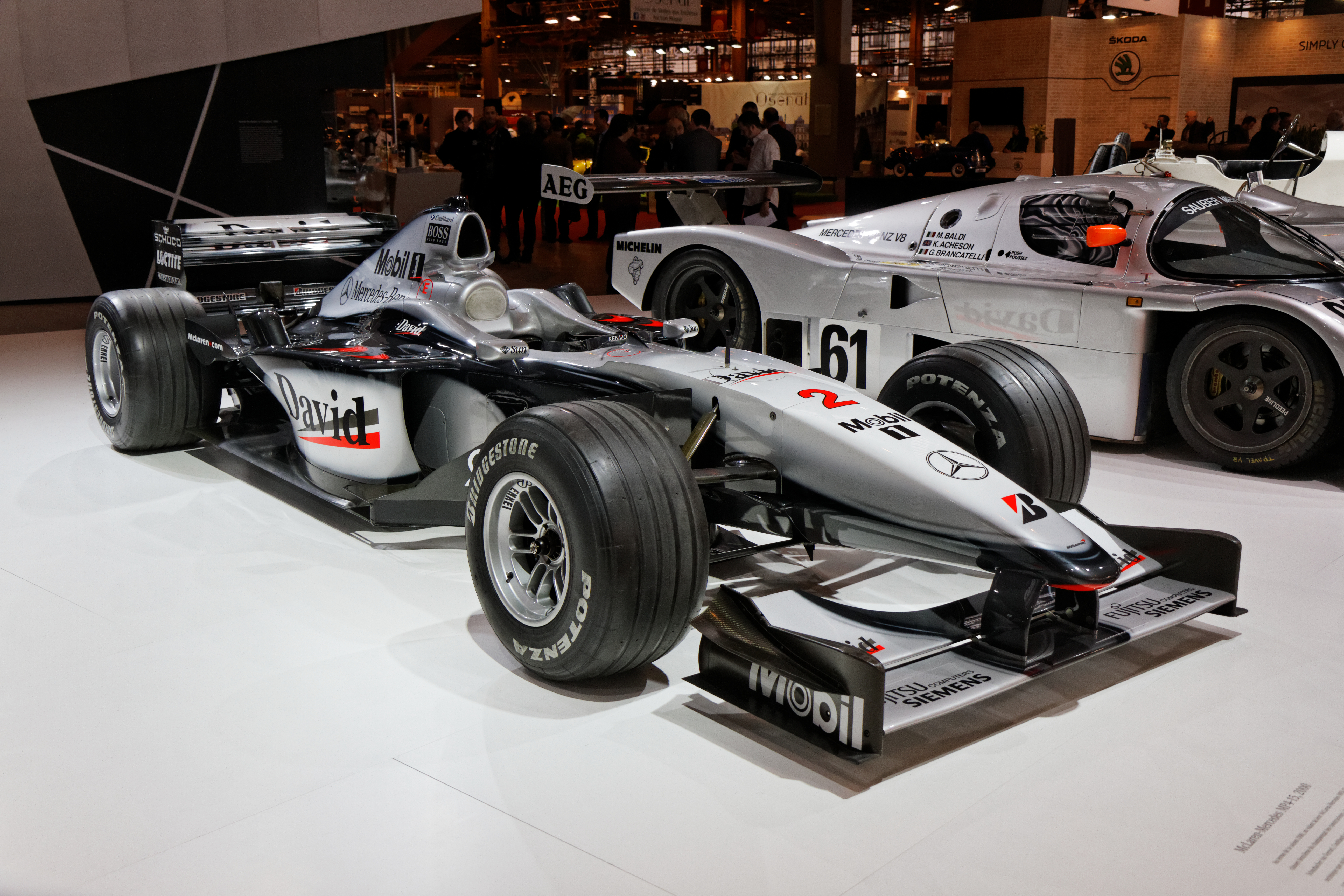
MP4-15 メルセデス
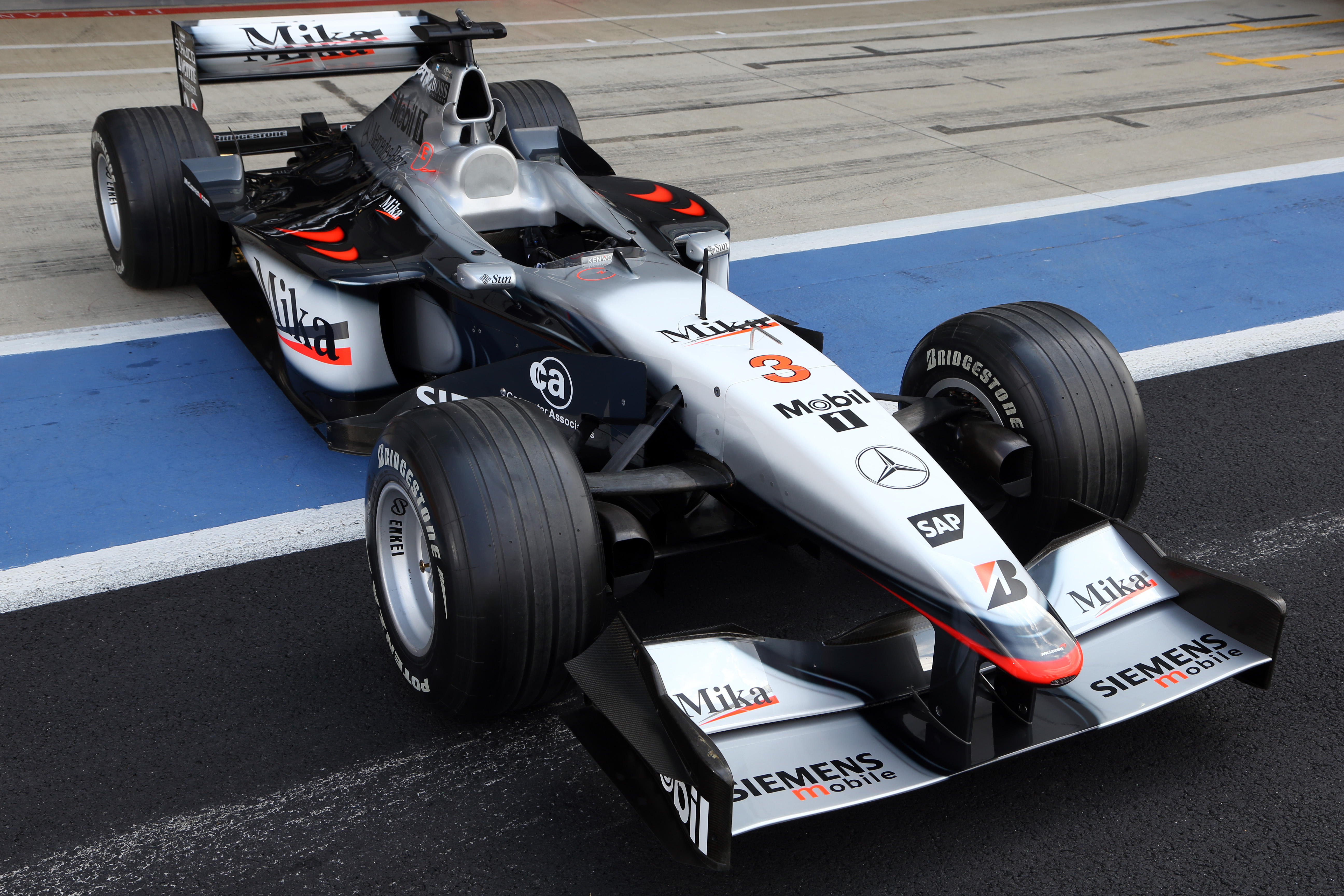
MP4-16 メルセデス
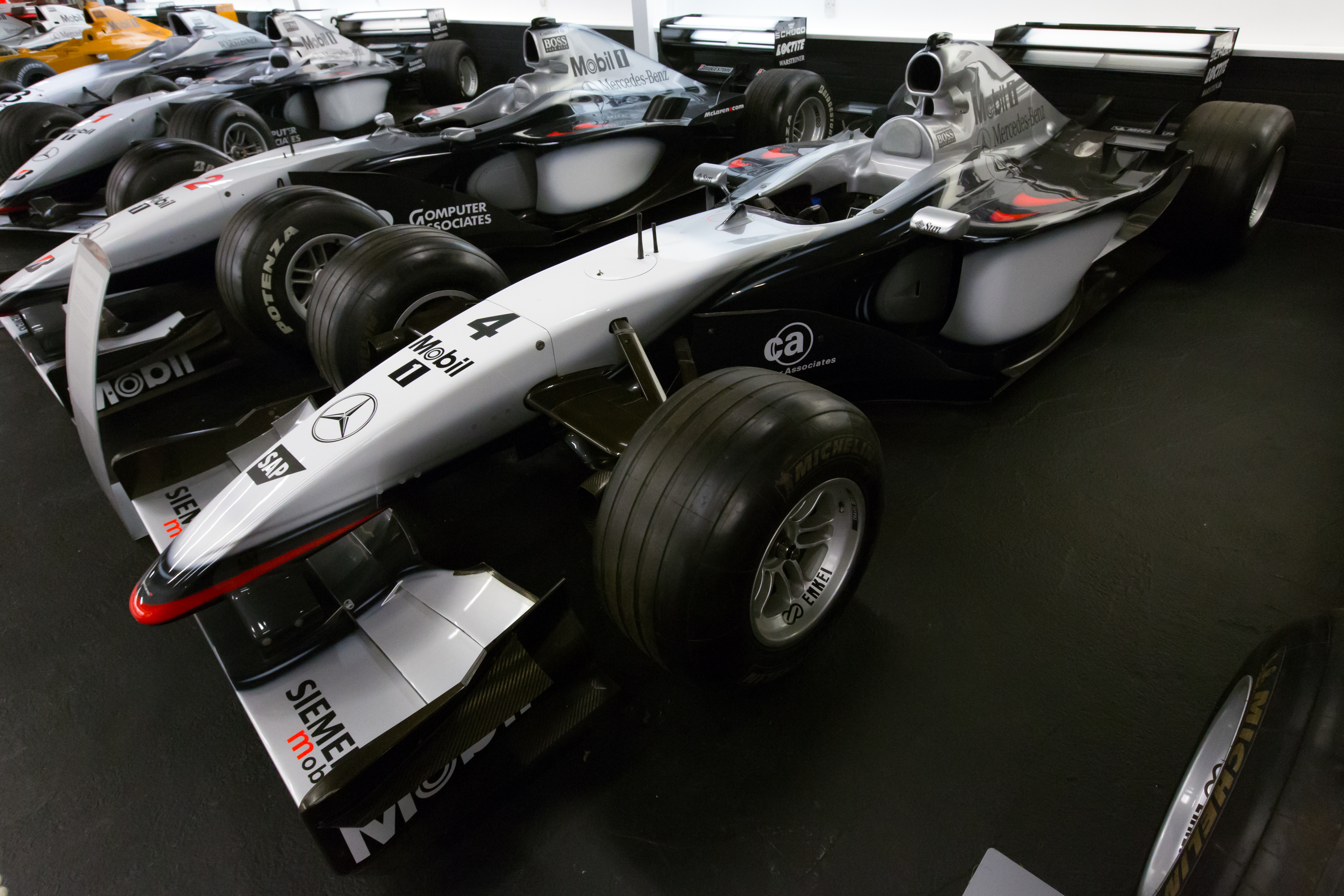
MP4-17 メルセデス
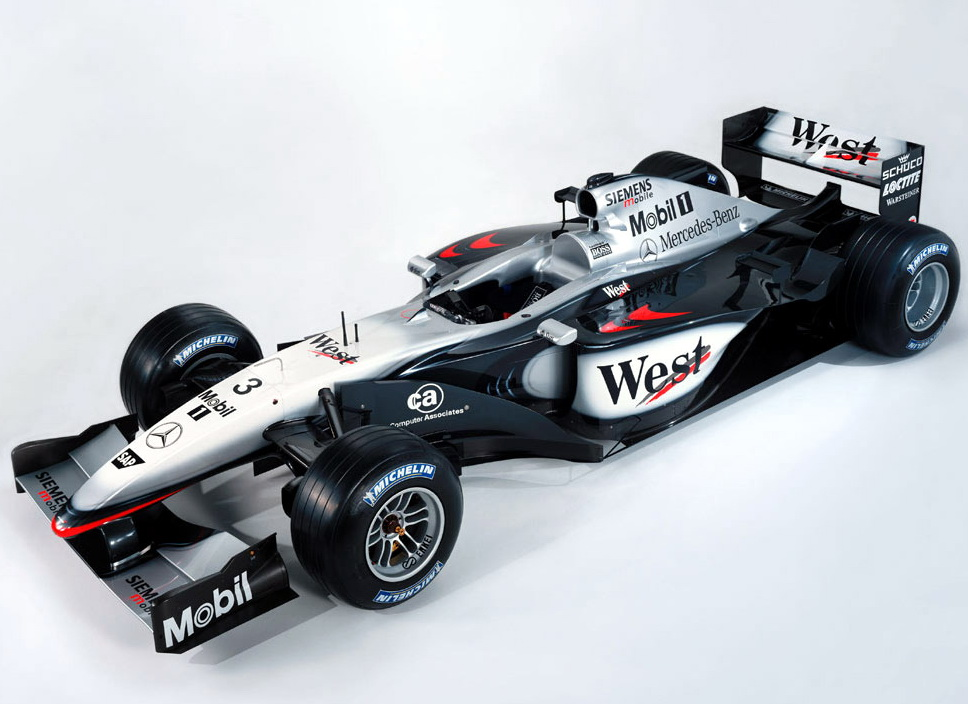
MP4-17D メルセデス
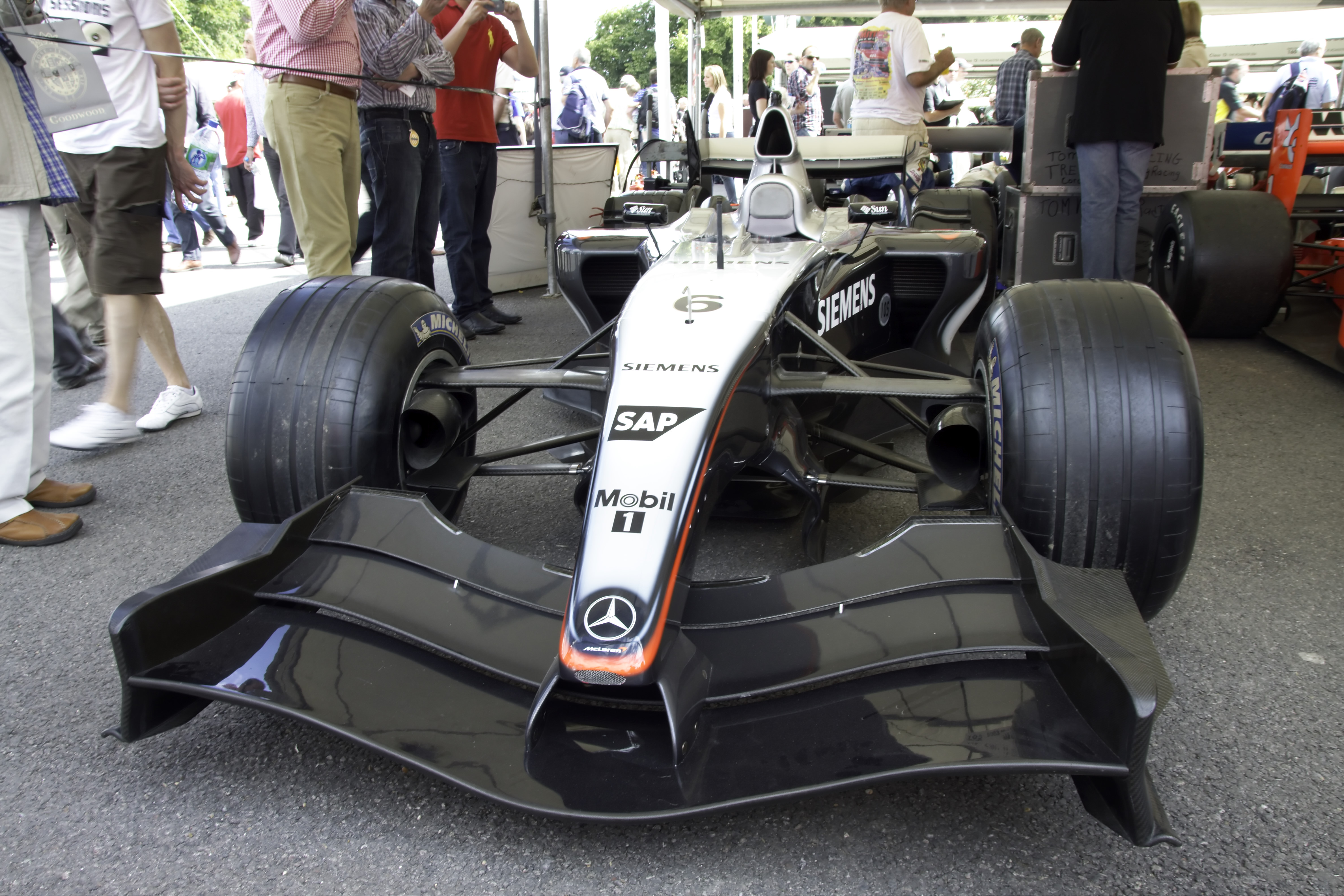
MP4-19 メルセデス
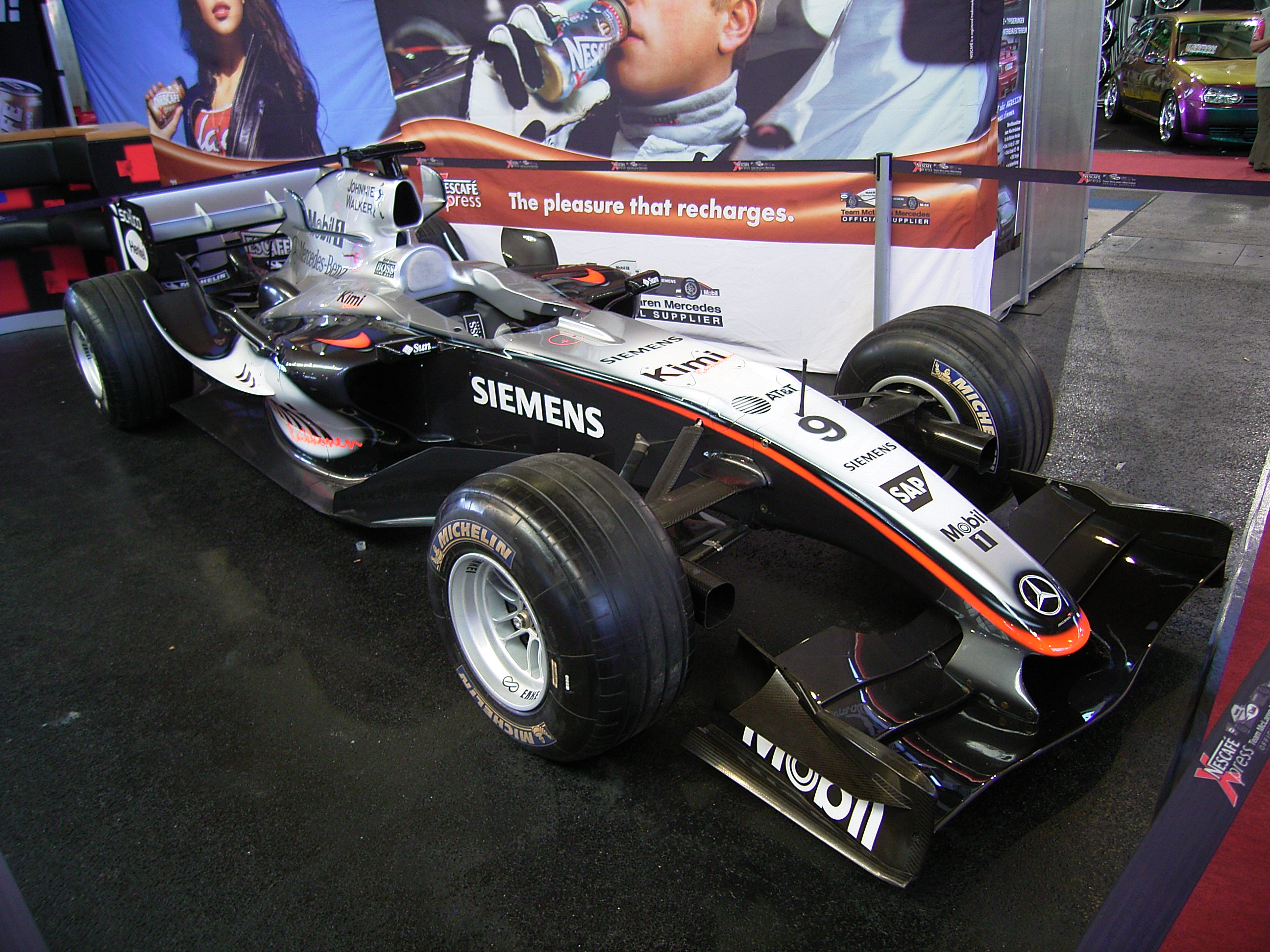
MP4-20 メルセデス
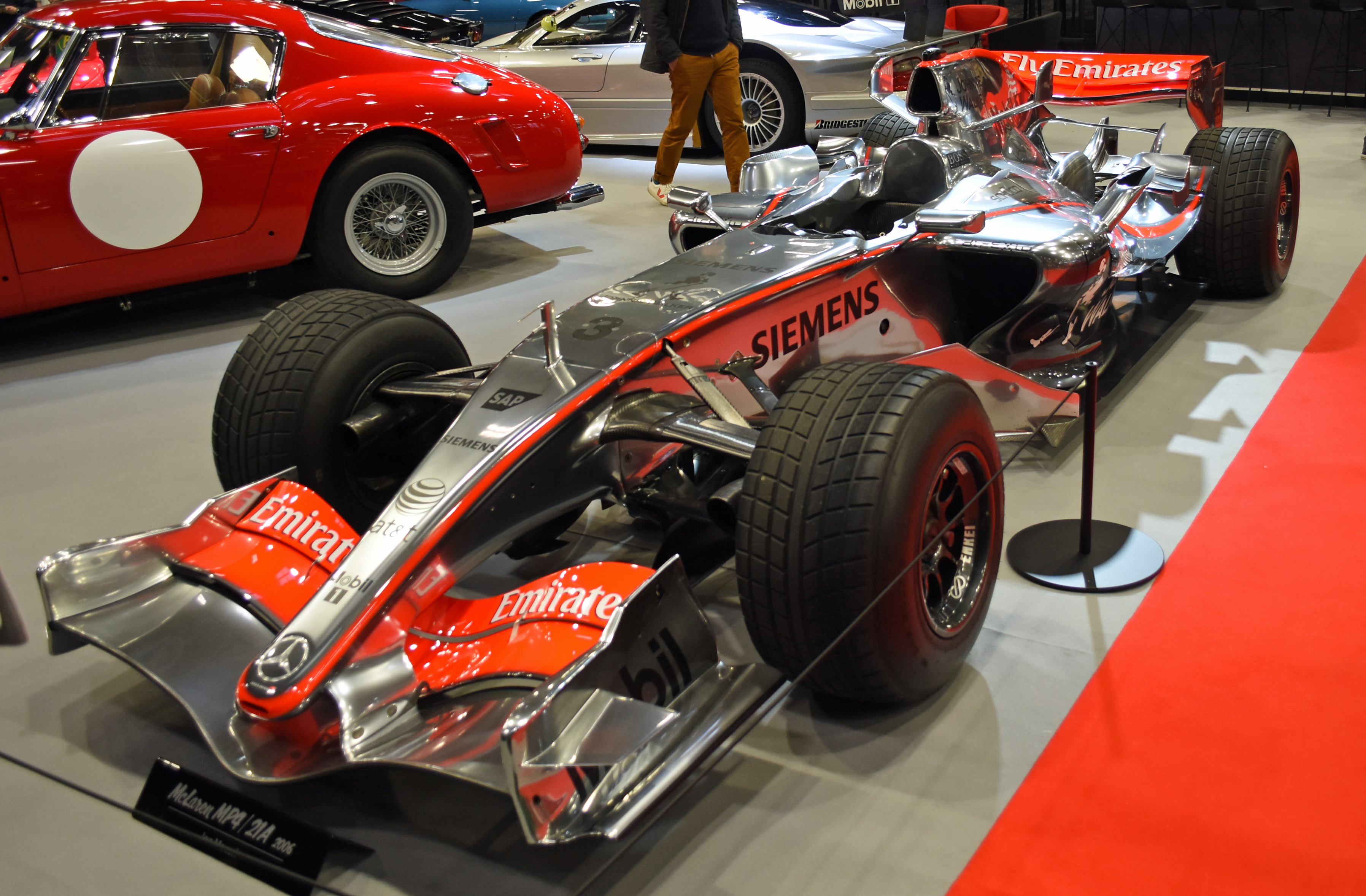
MP4-21 メルセデス
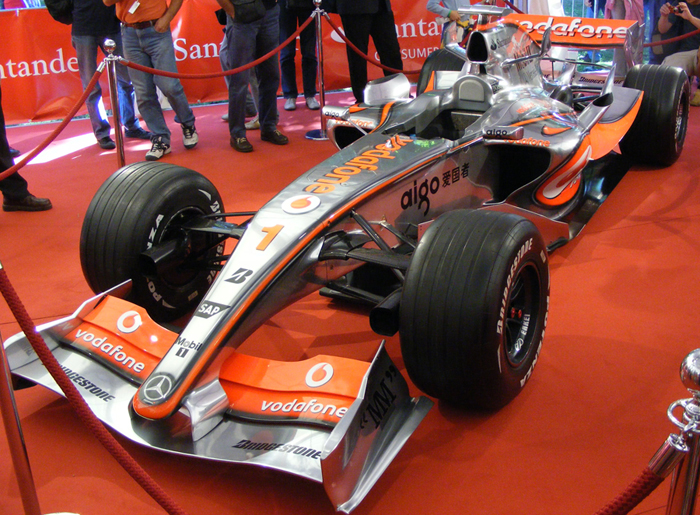
MP4-22 メルセデス
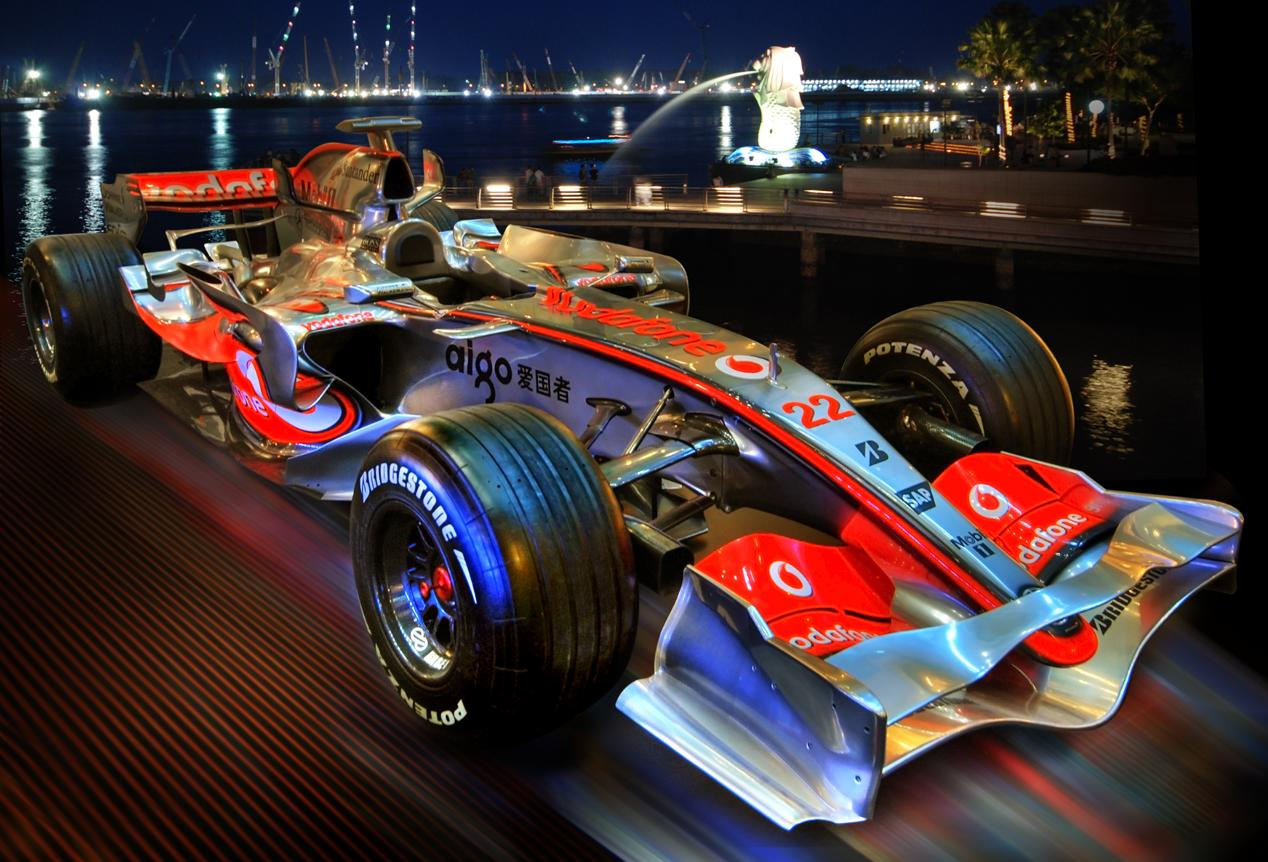
MP4-23 メルセデス
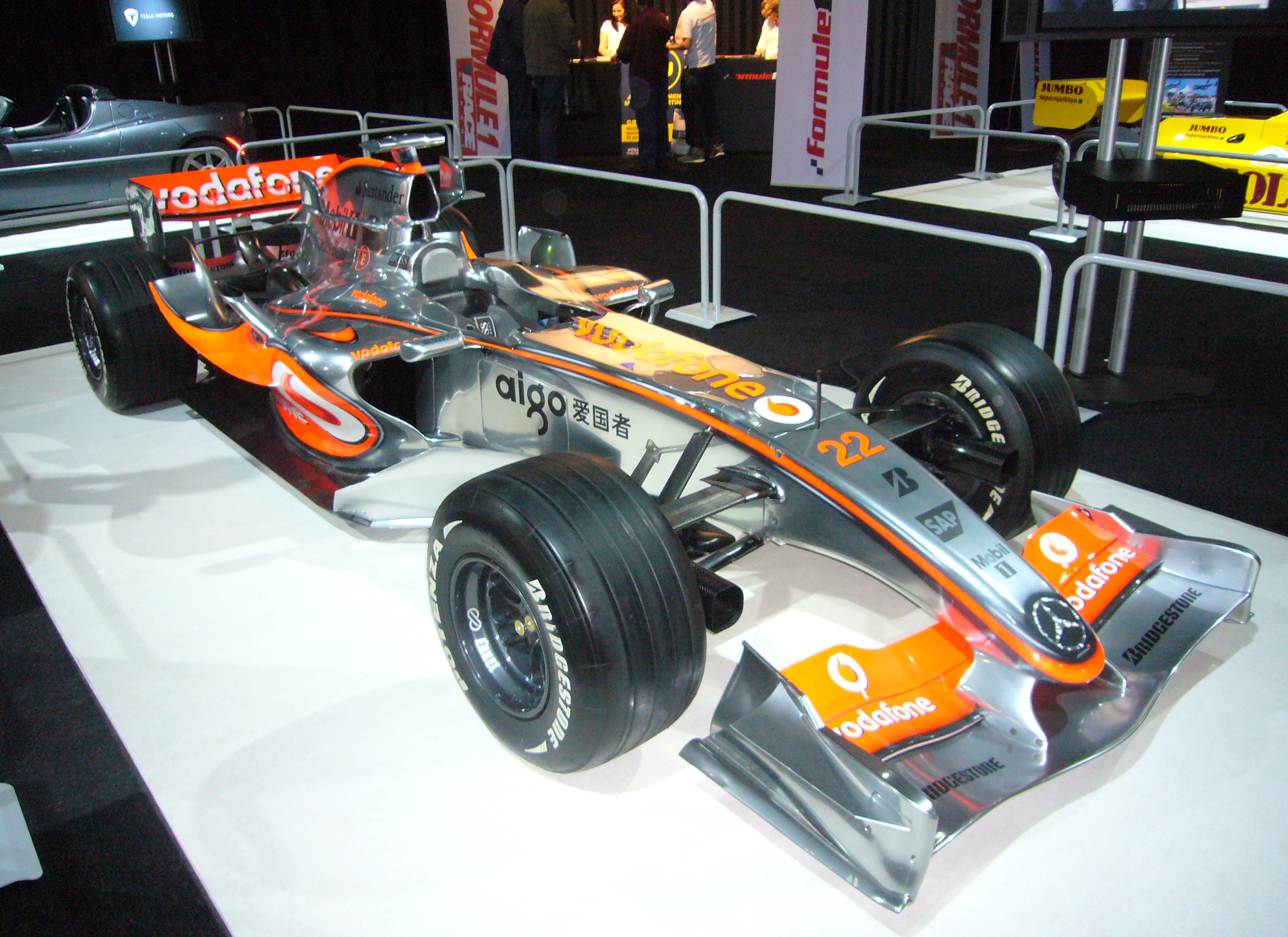
MP4-24 メルセデス
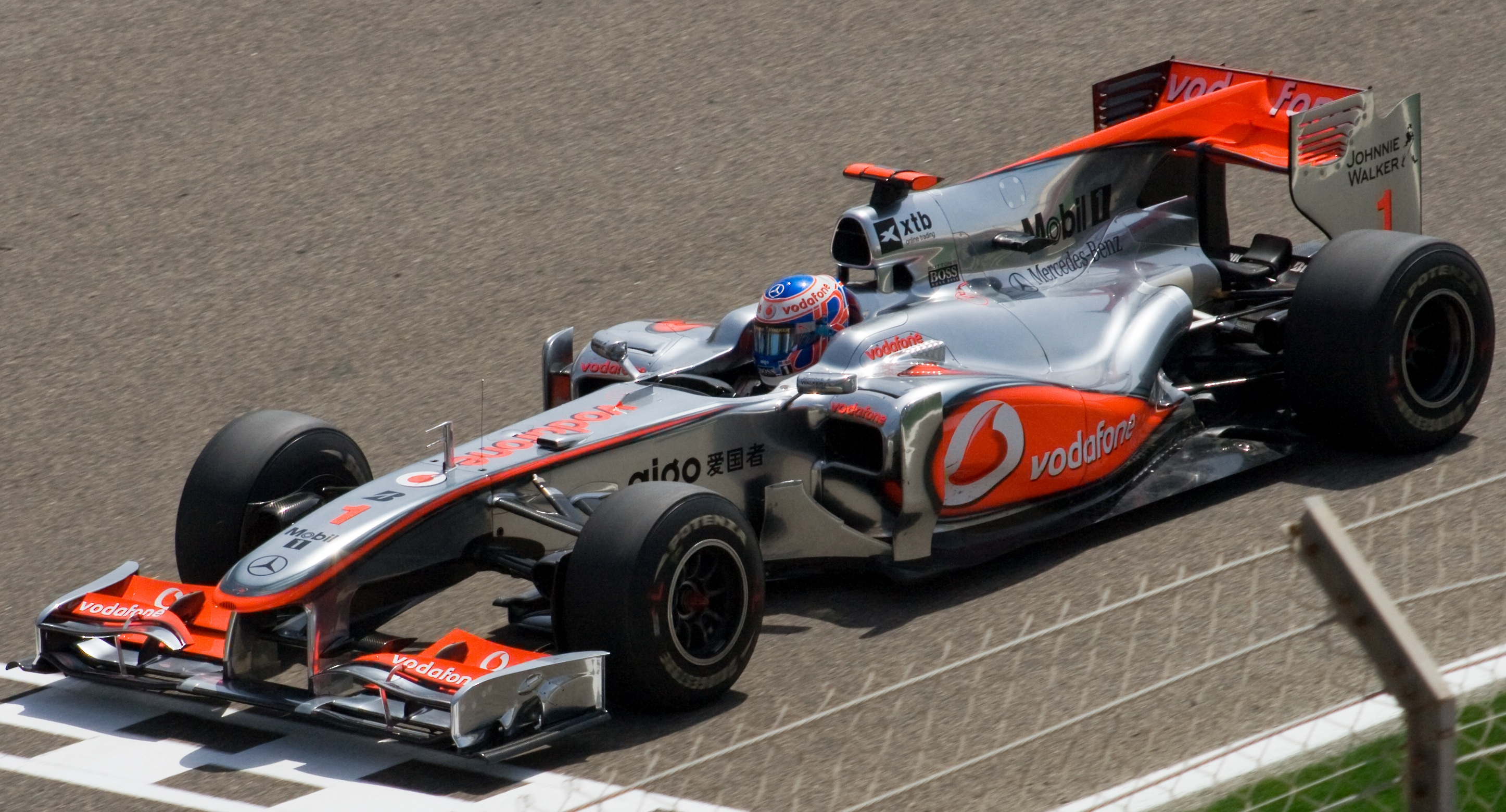
MP4-25 メルセデス
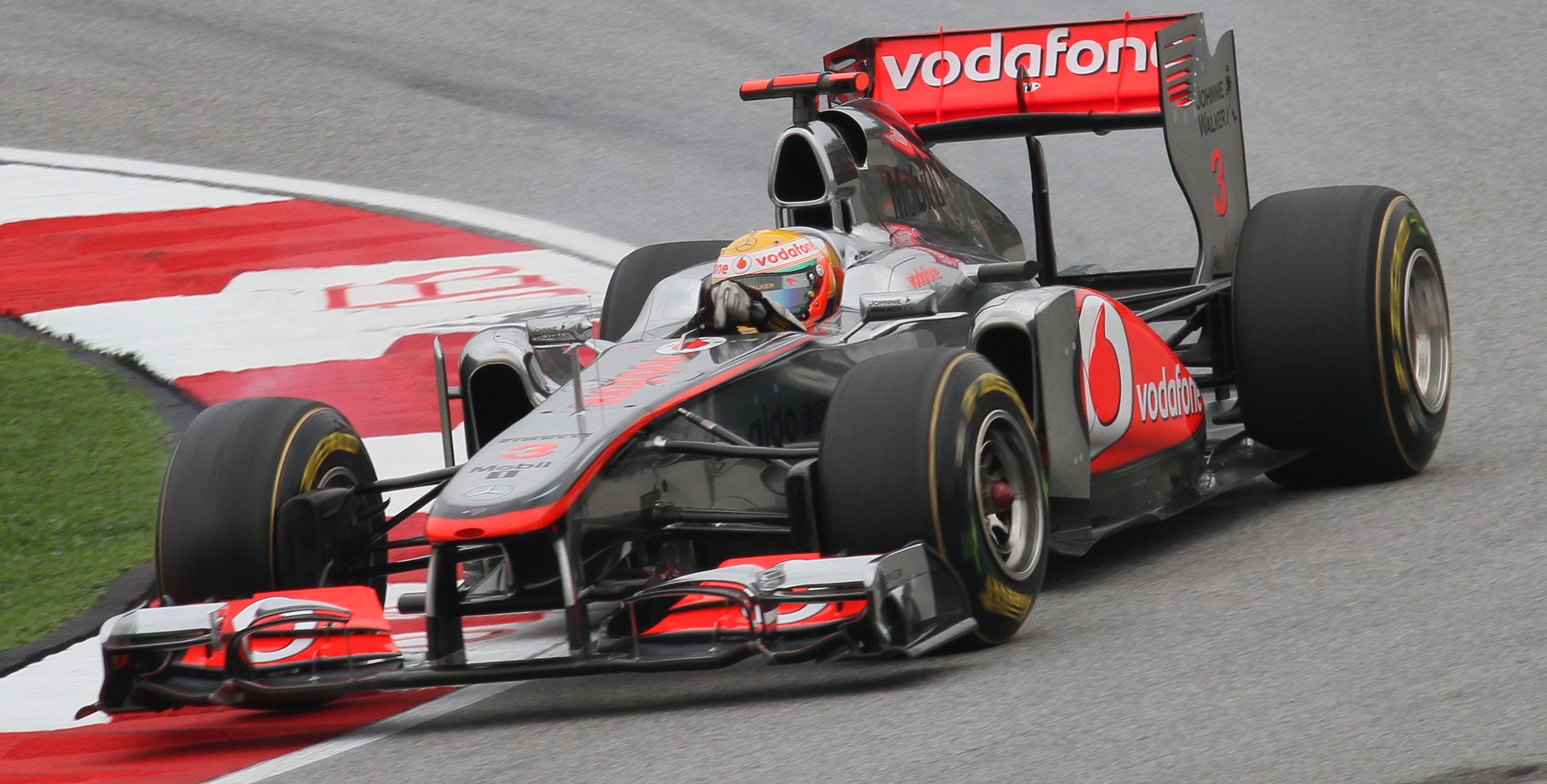
MP4-26 メルセデス
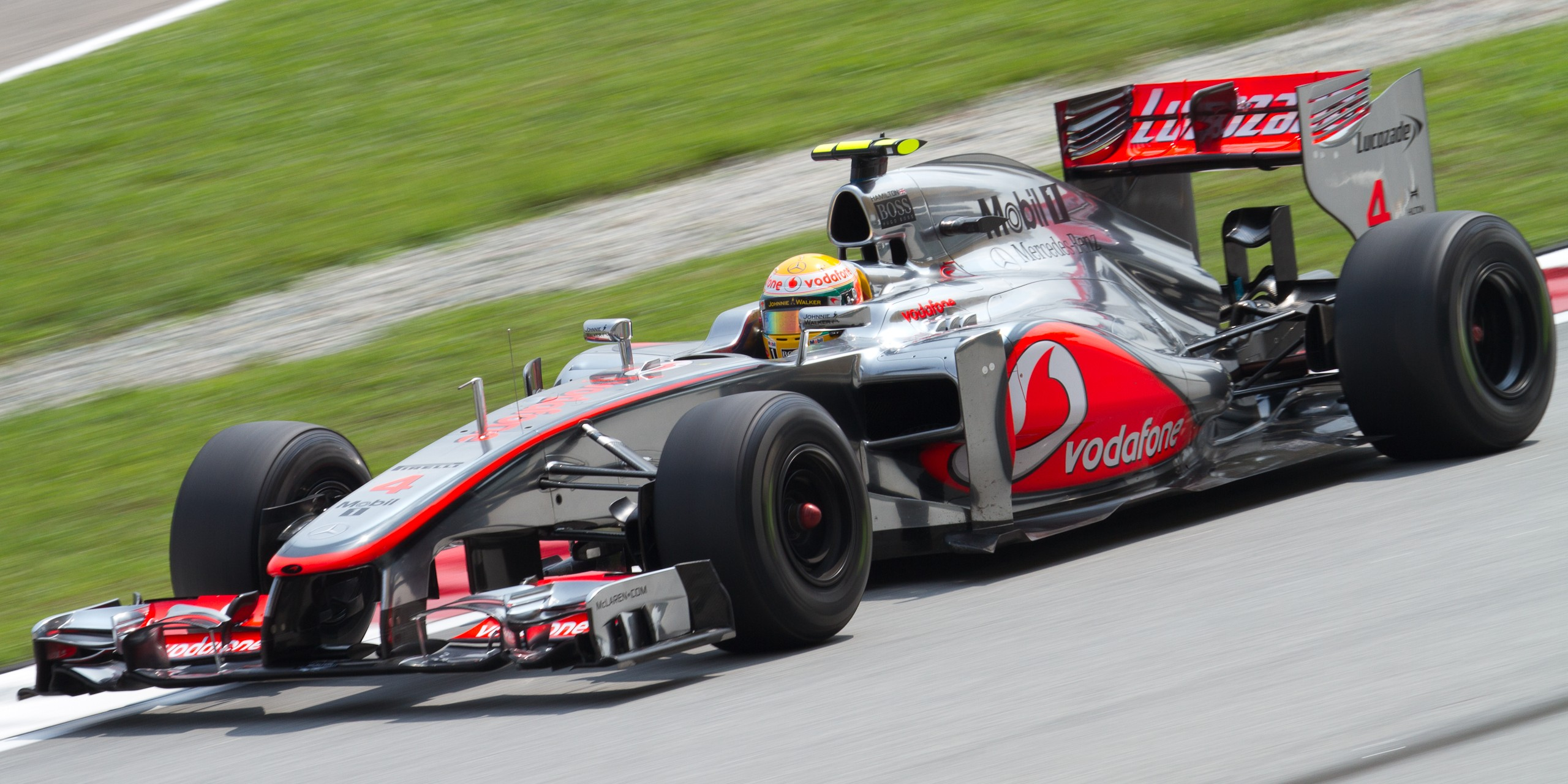
MP4-27 メルセデス
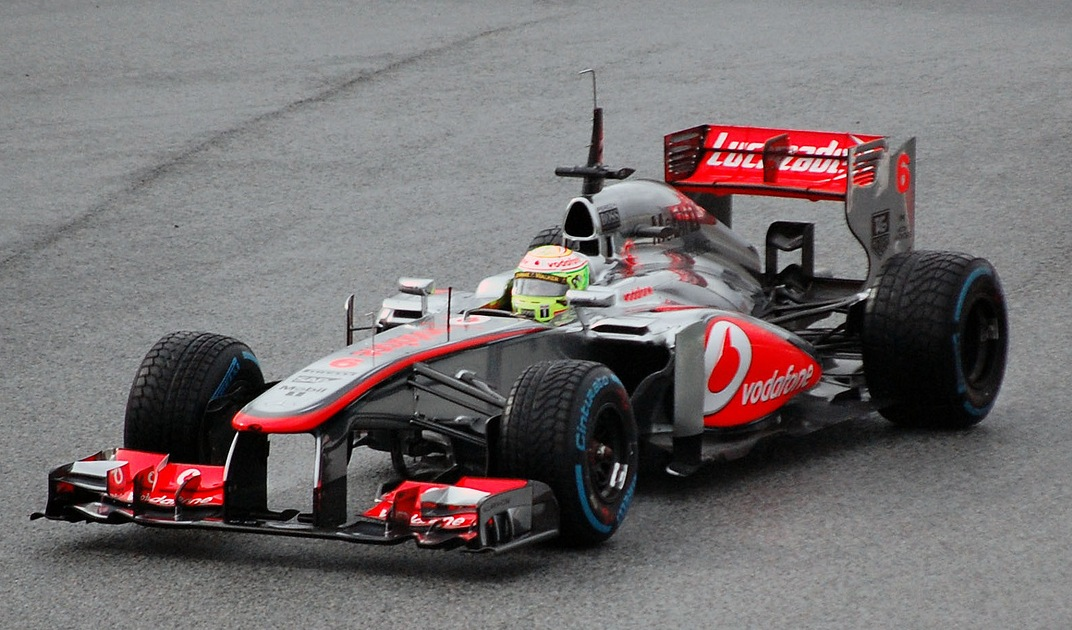
MP4-28 メルセデス

- 葉巻型（1966年 - 1973年）

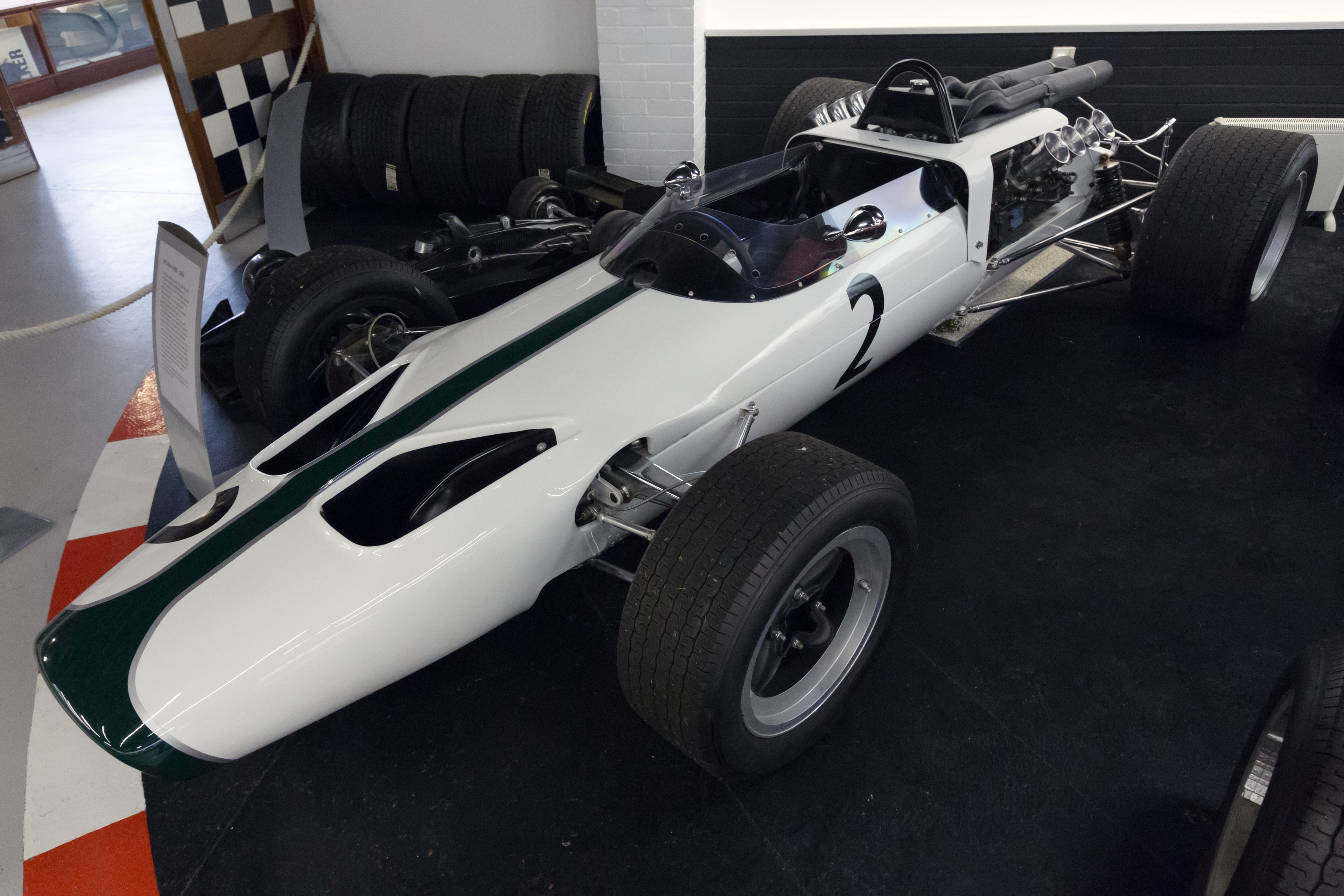
M2B フォード
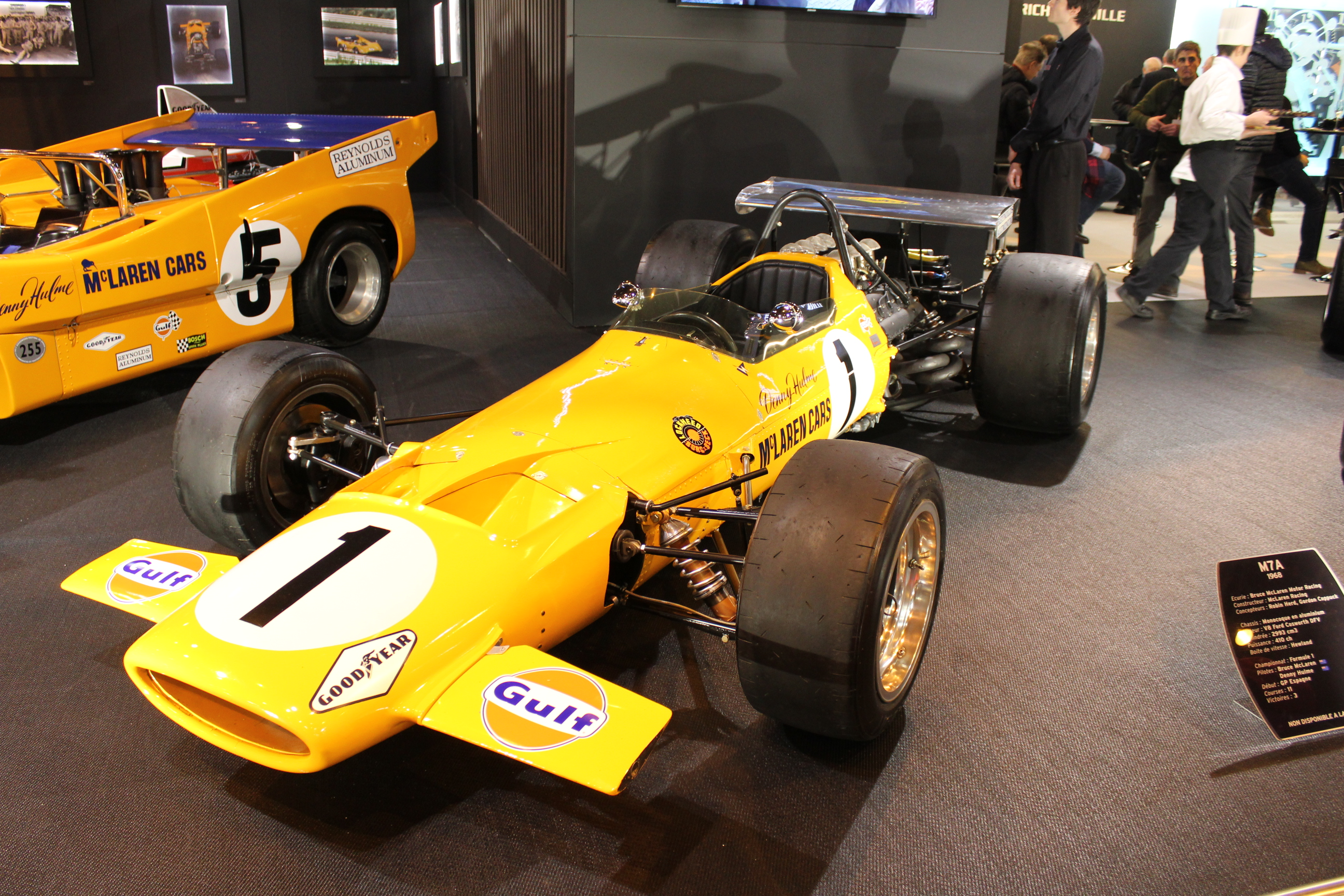
M5A BRM
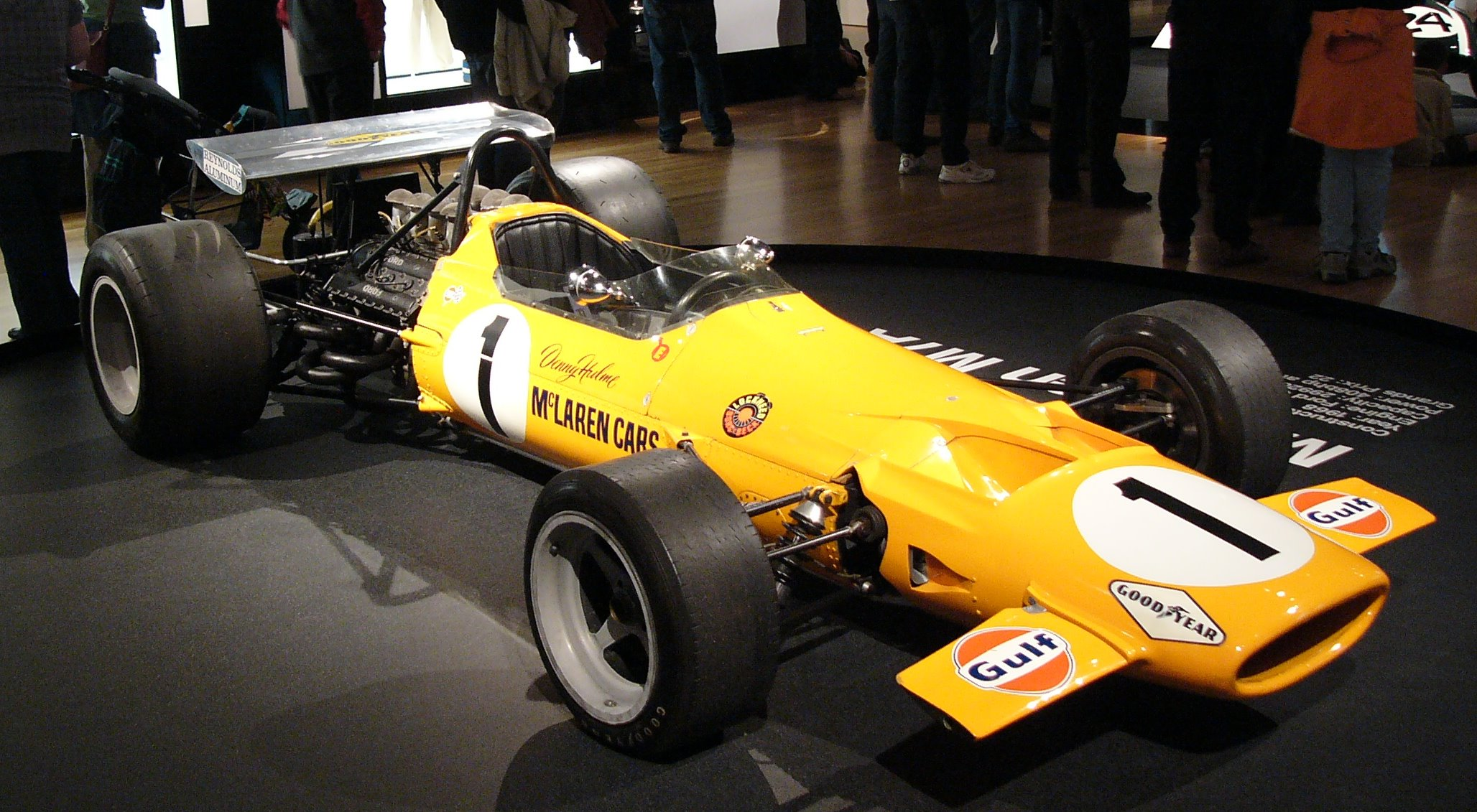
M7A フォード
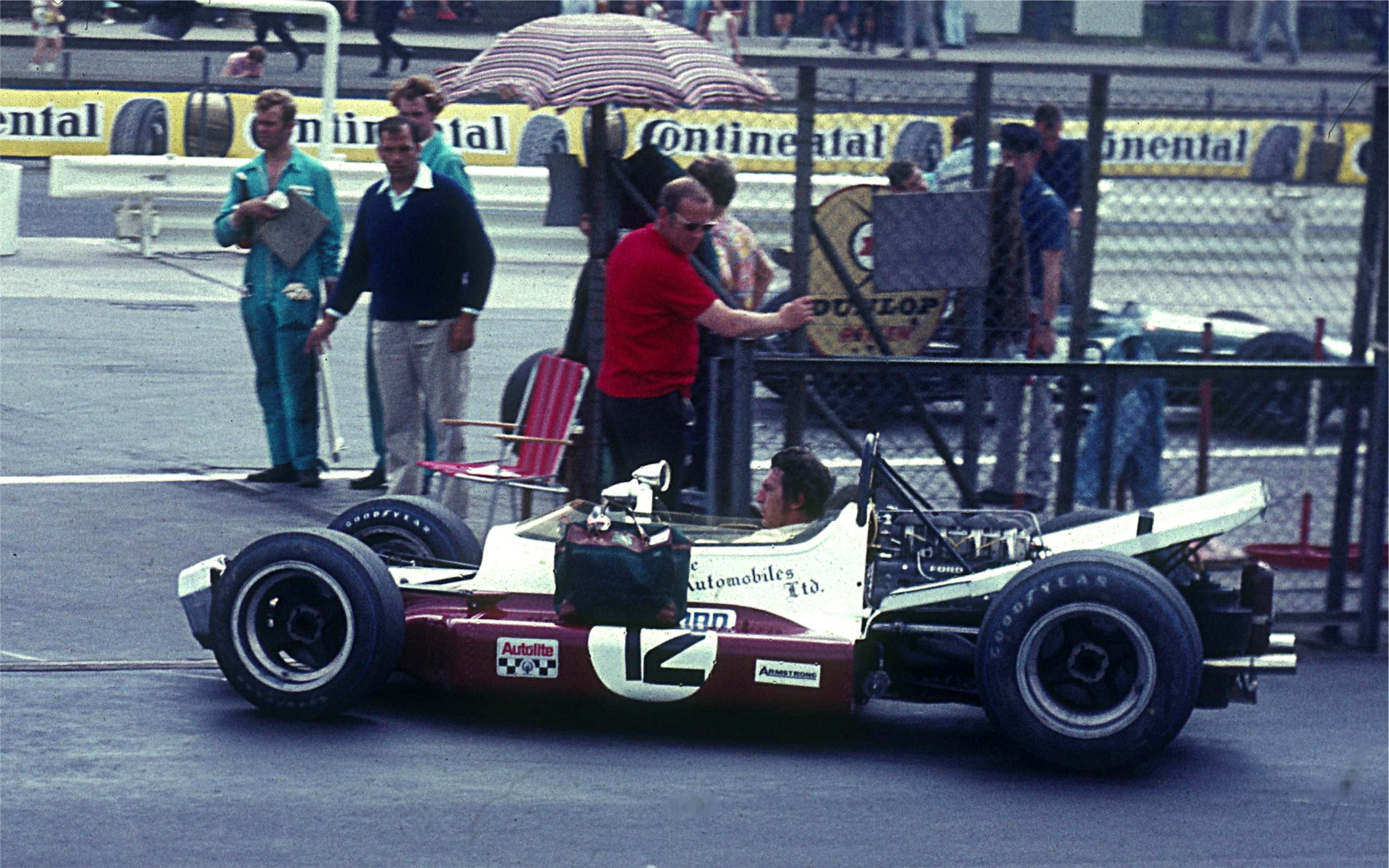
M7B フォード
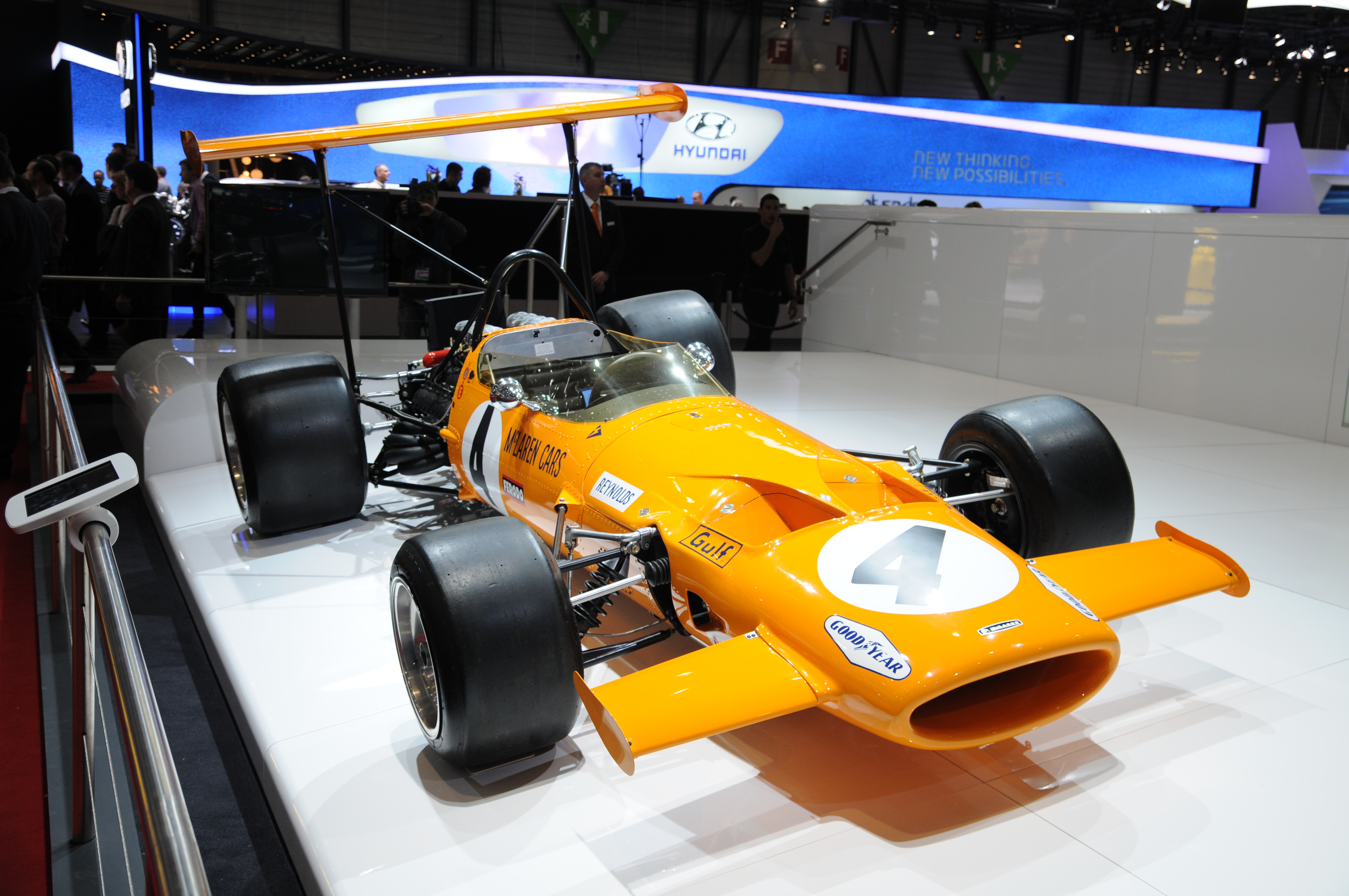
M7C フォード
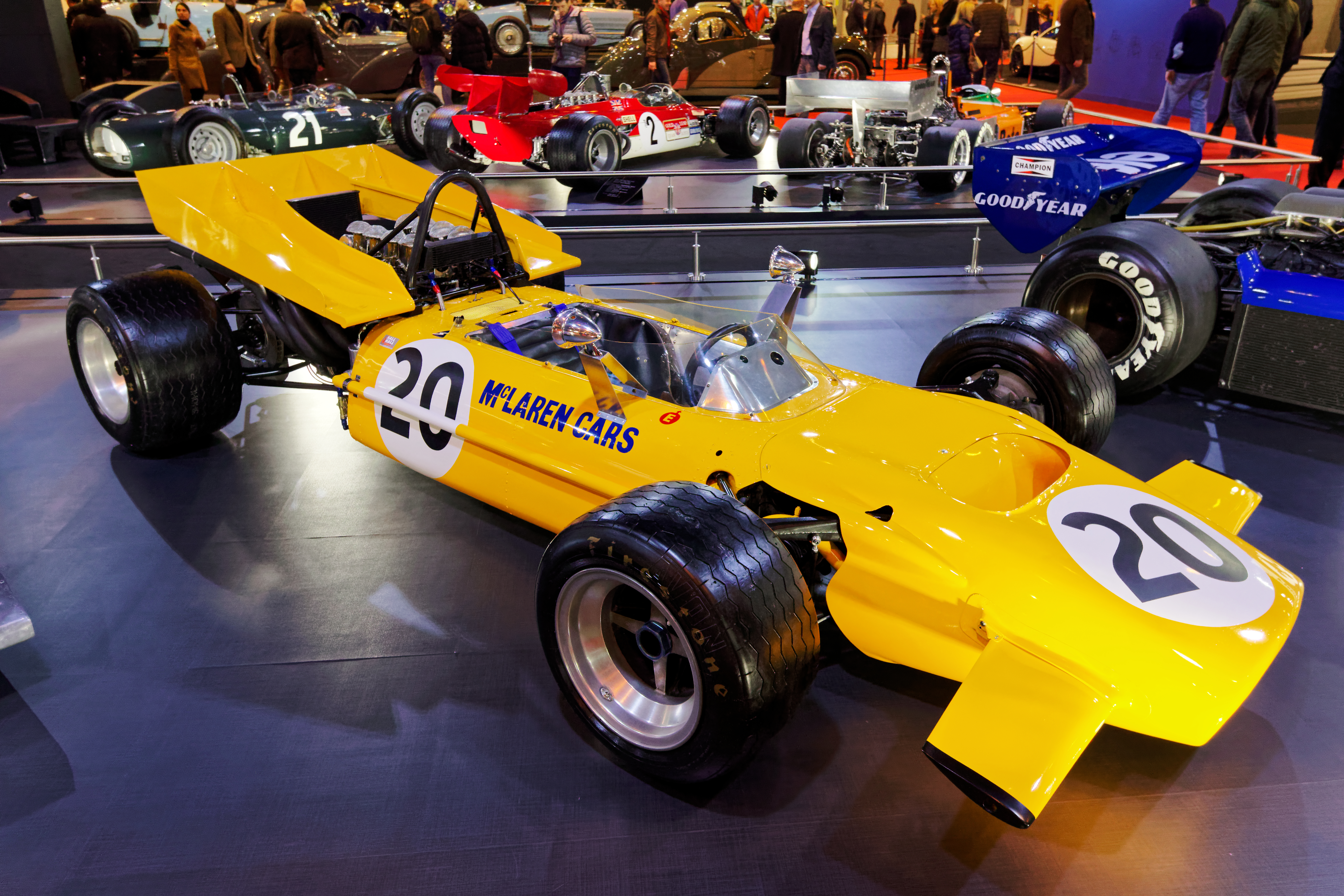
M9A フォード
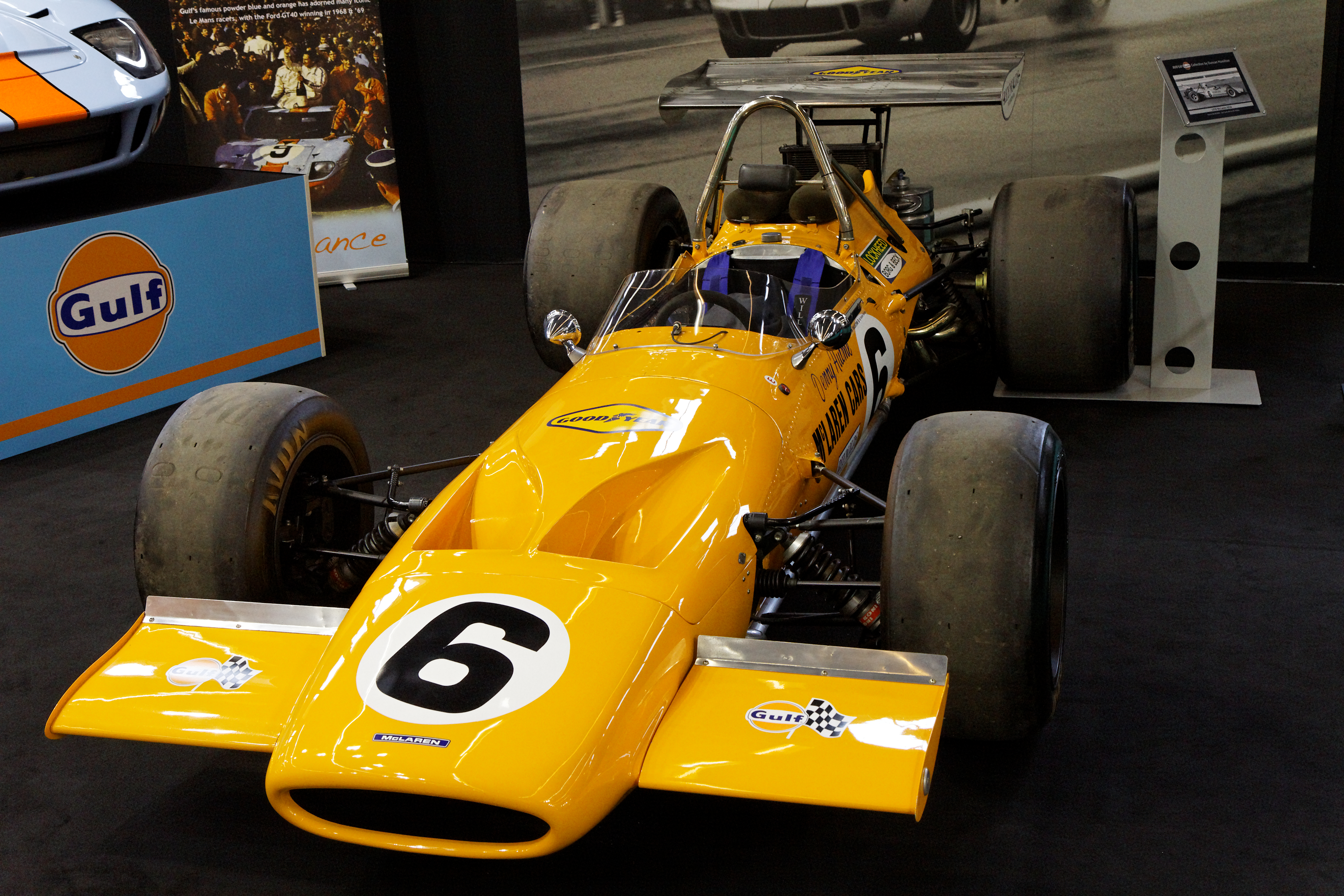
M14A フォード
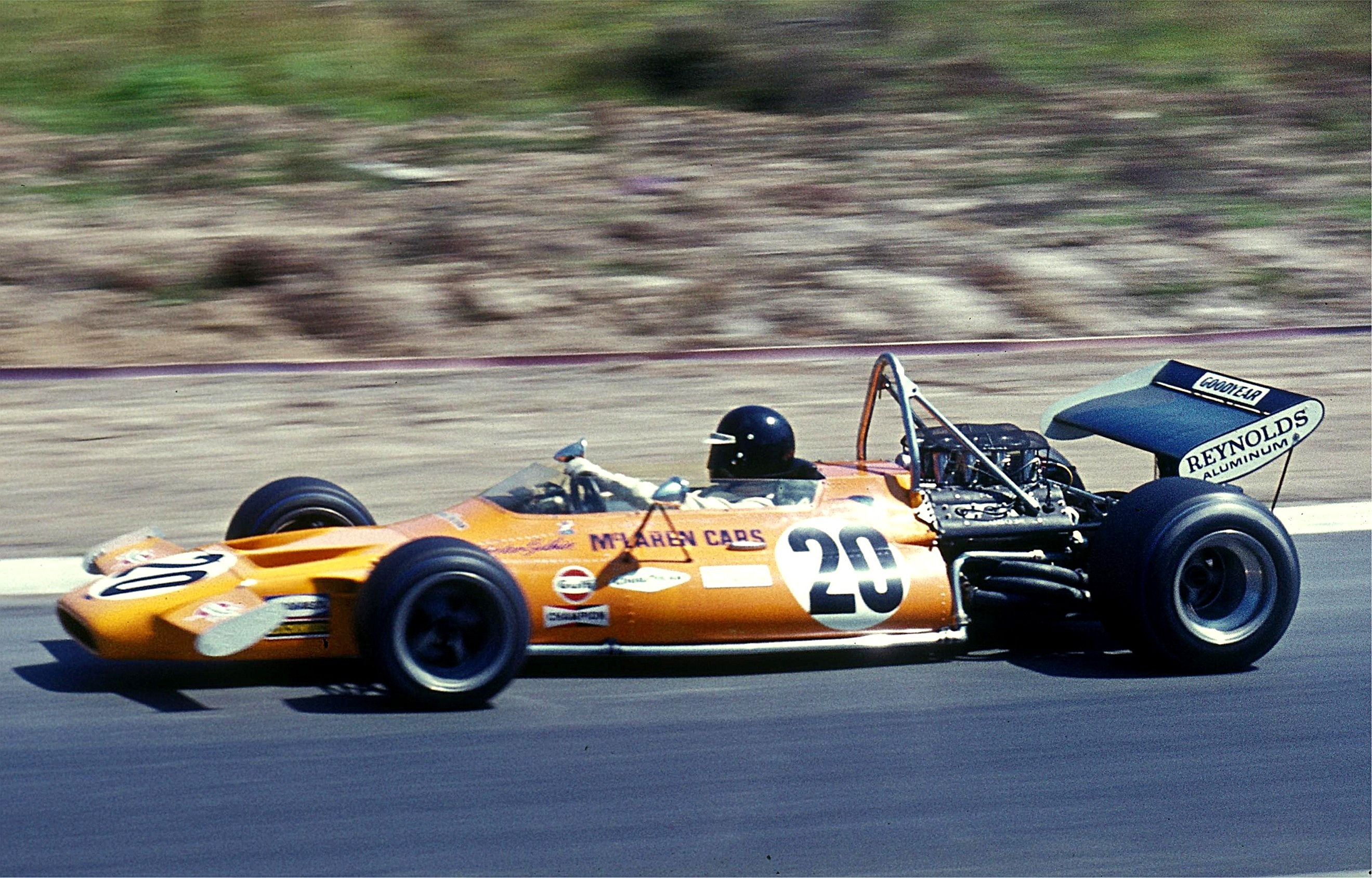
M19A フォード
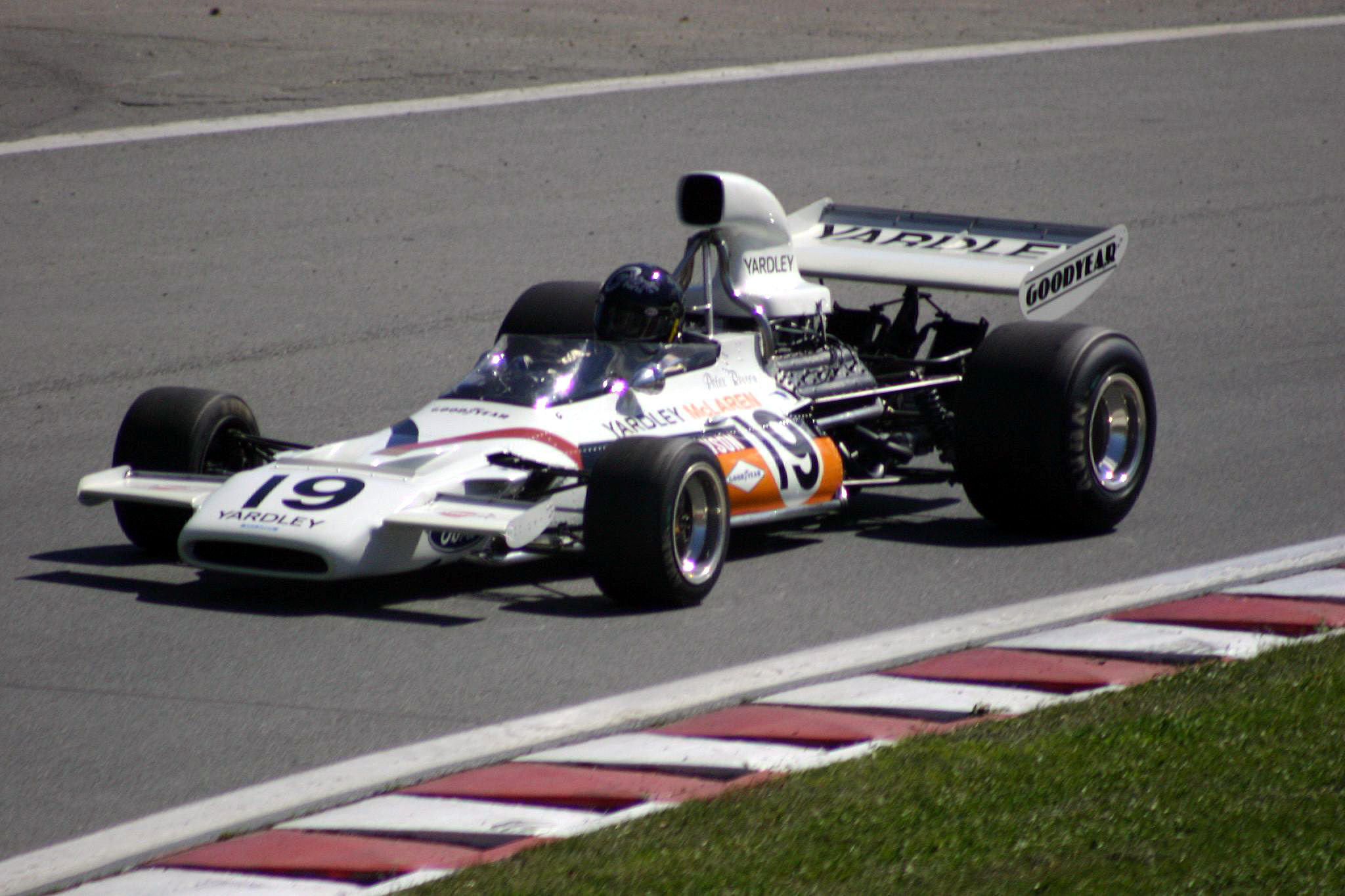
M19C フォード

- フラットノーズ型#1（1973年 - 1978年）

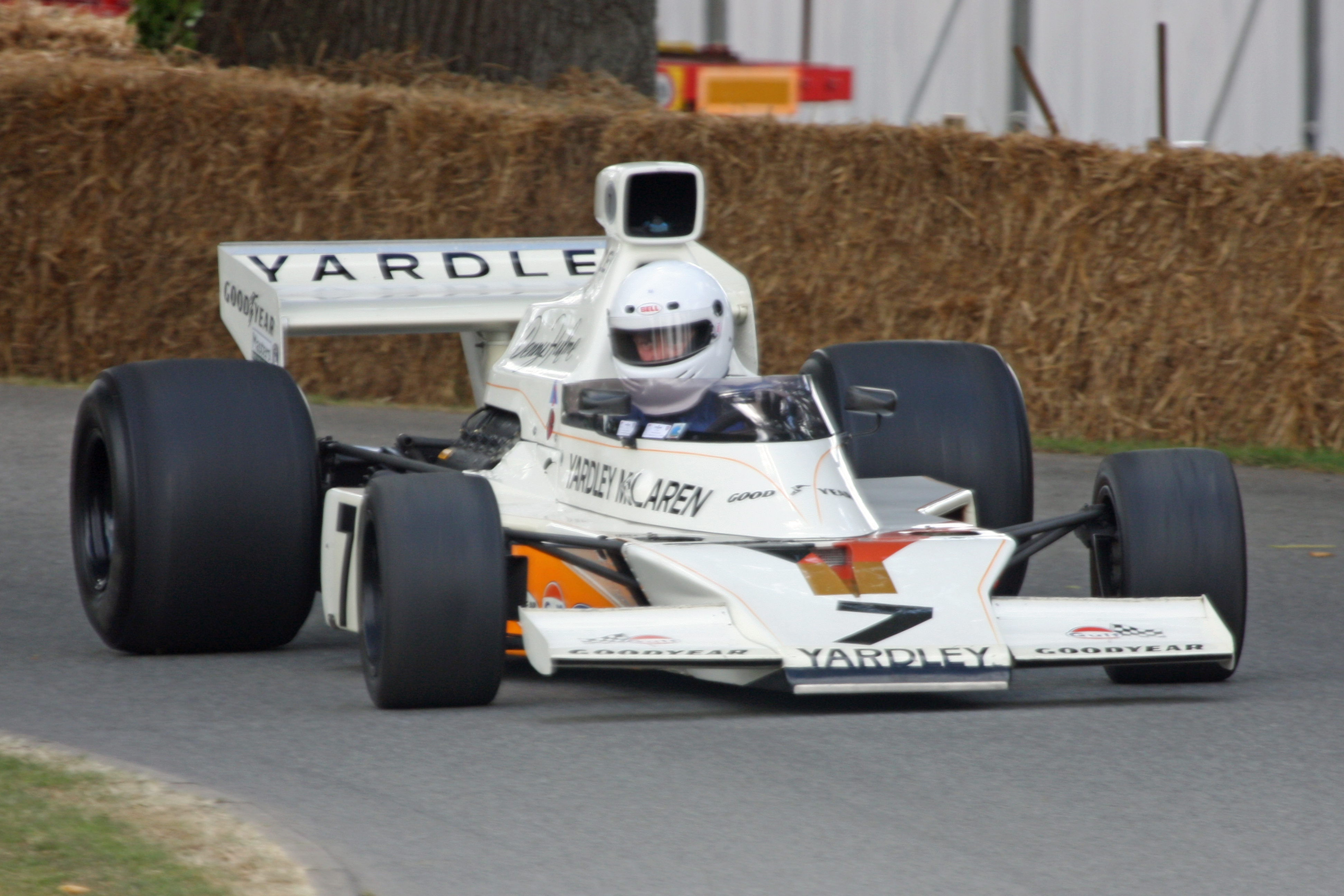
M23 フォード
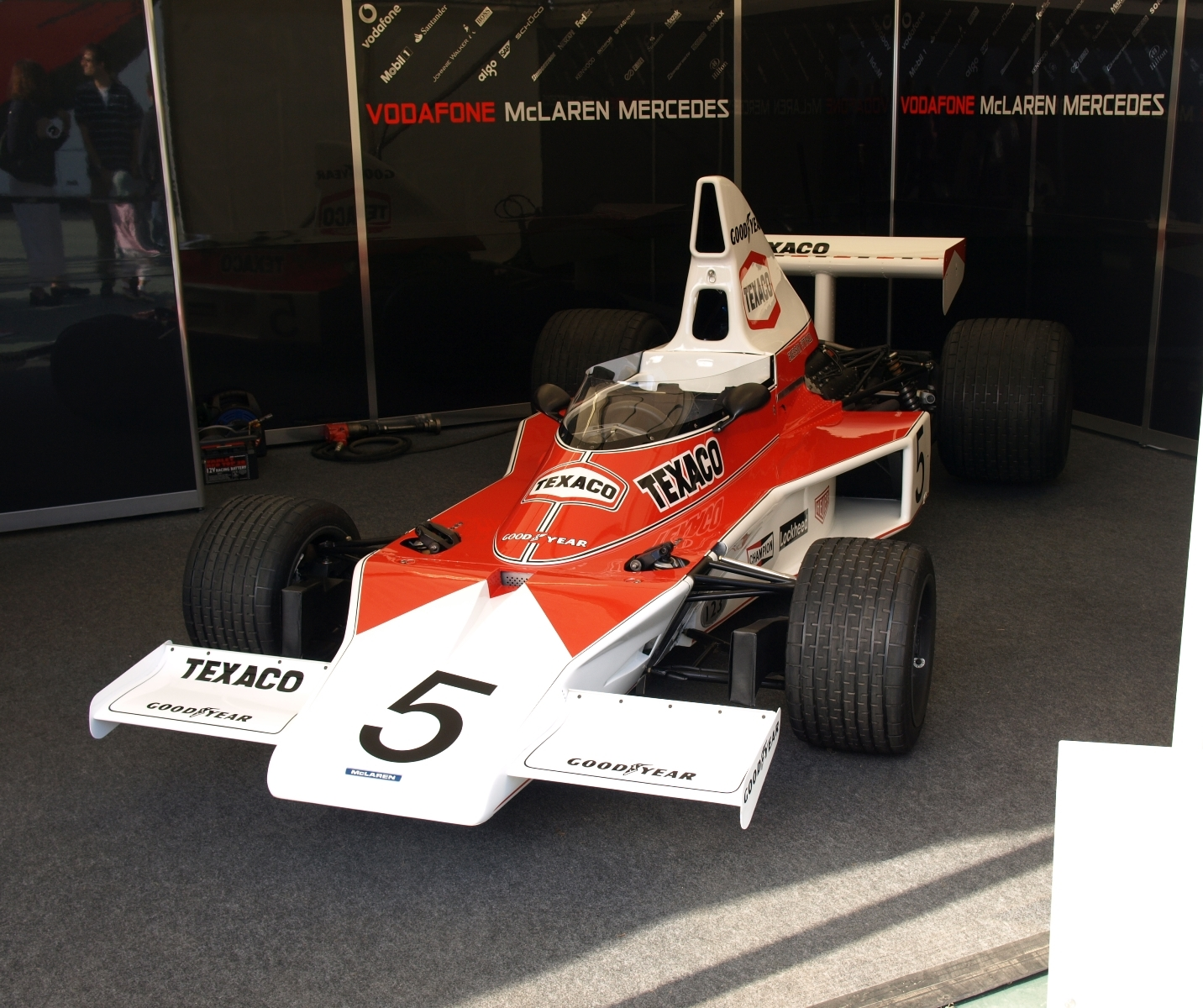
M23B フォード
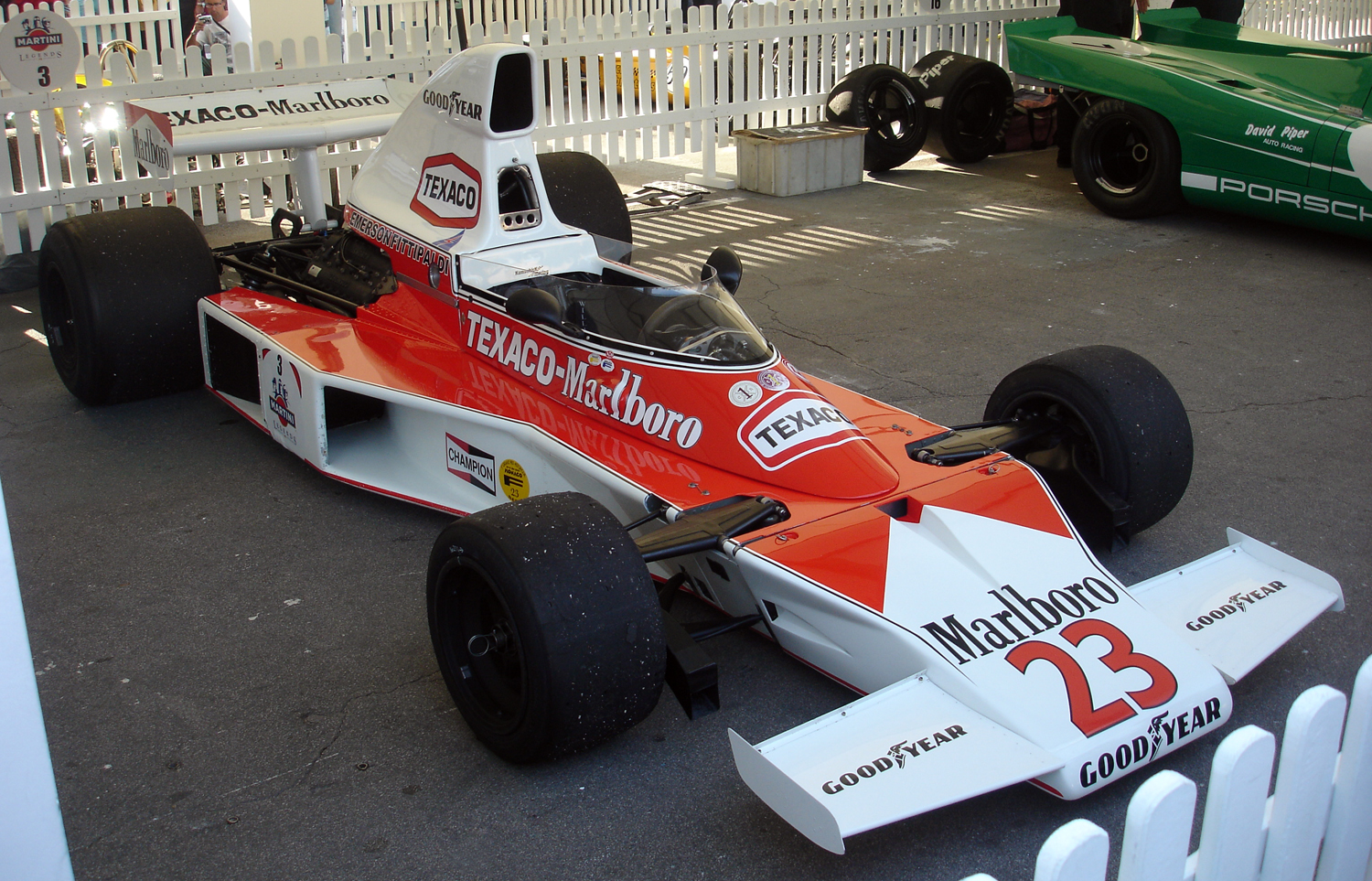
M23C フォード
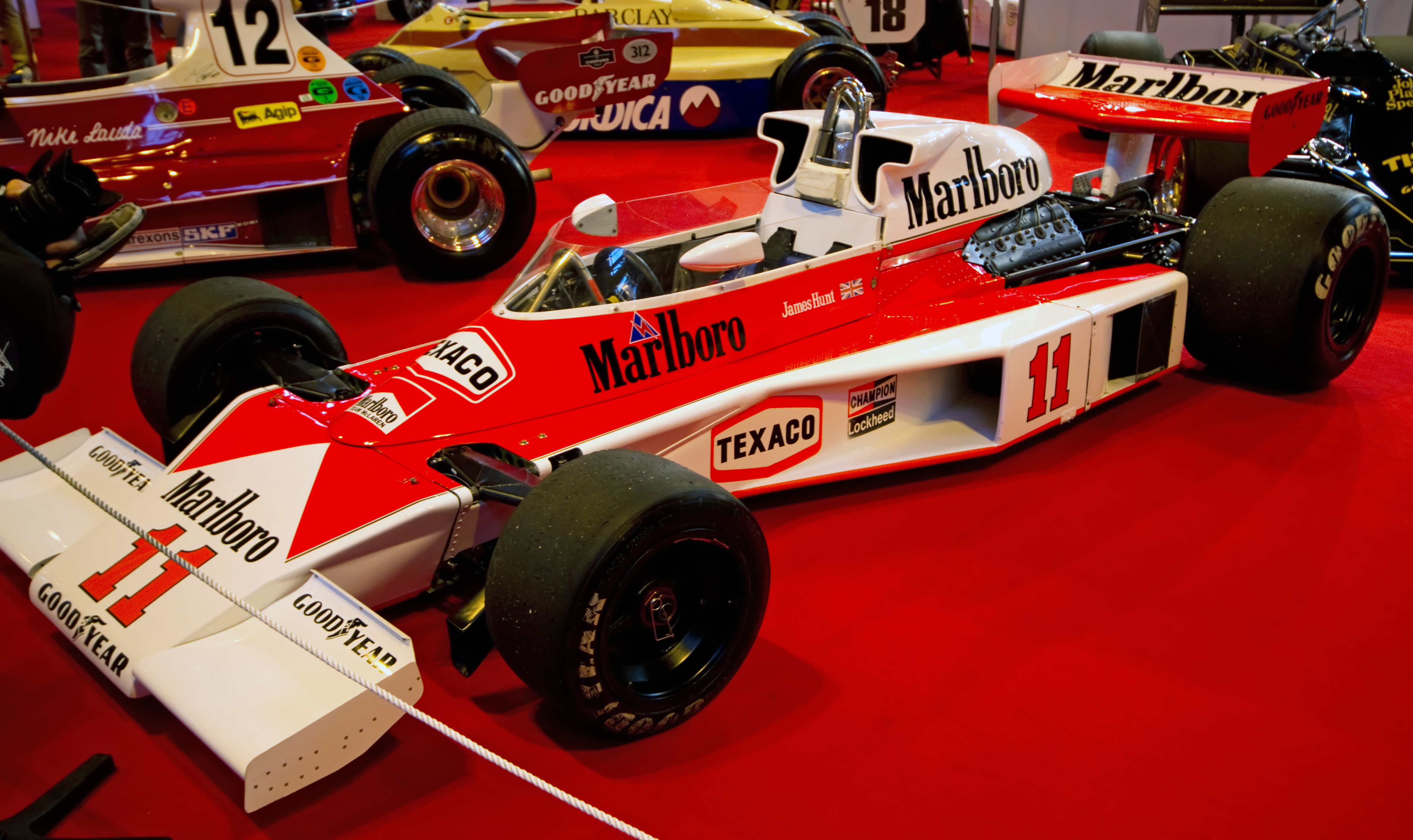
M23D フォード
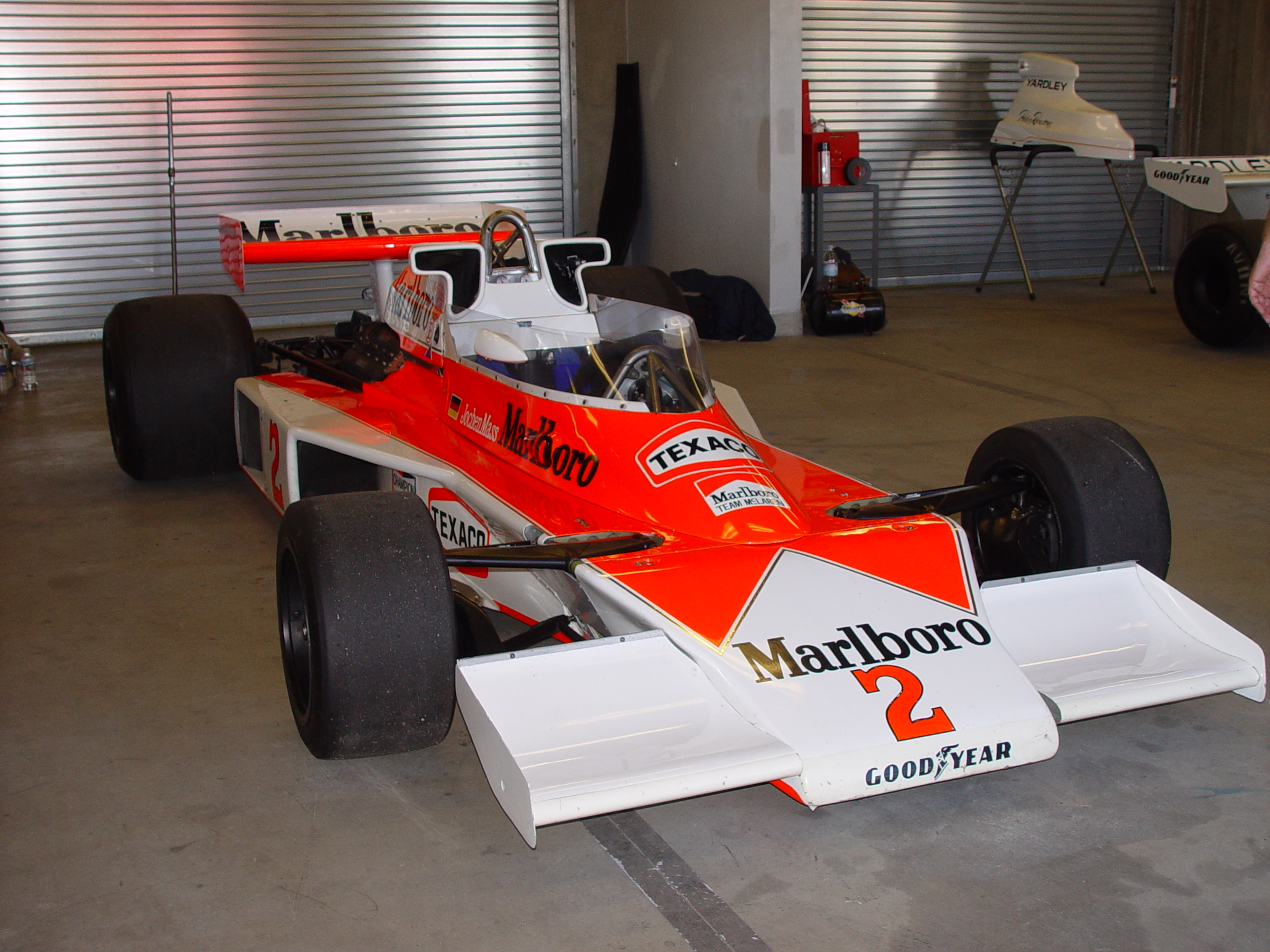
M23E フォード
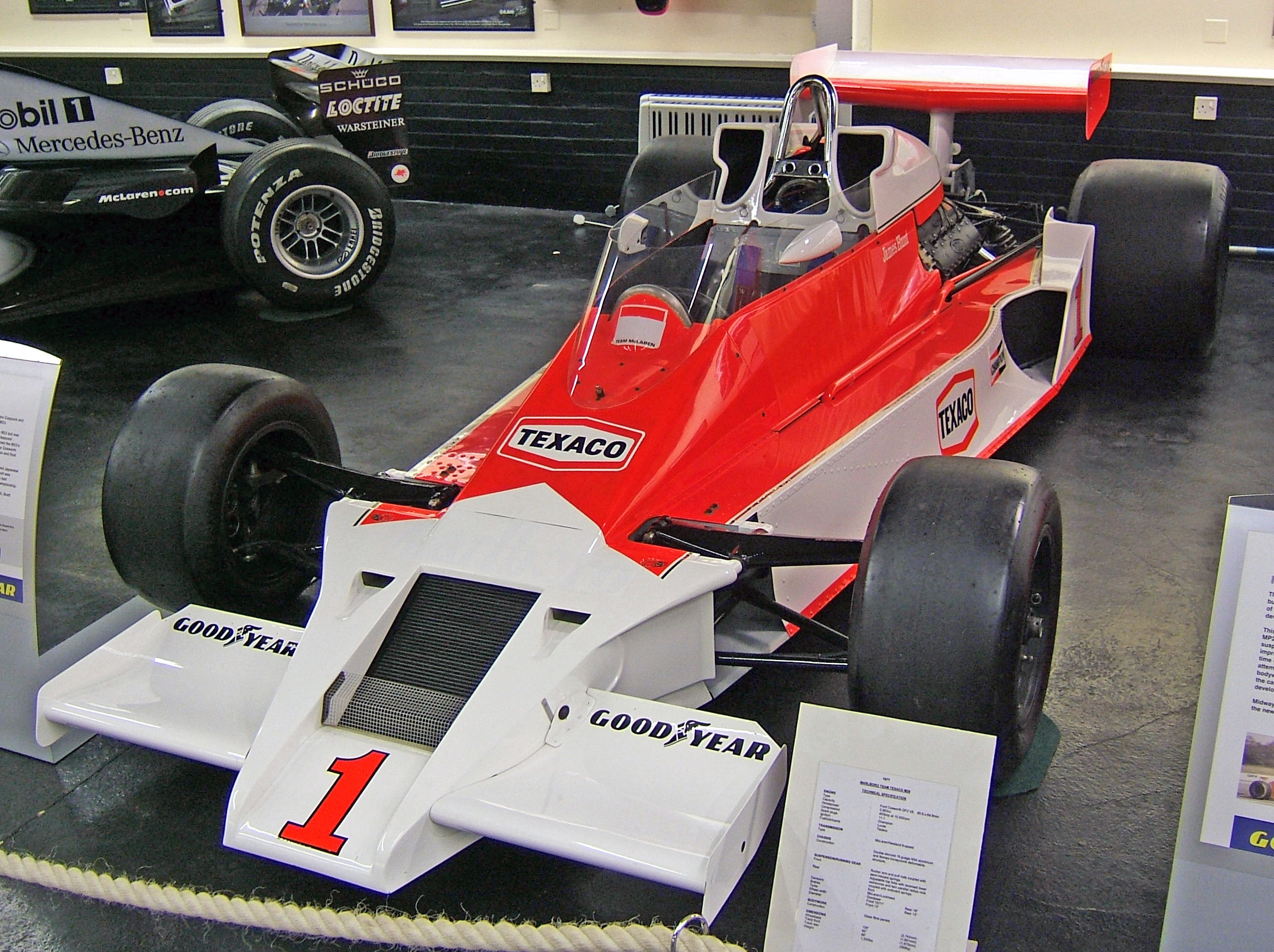
M26 フォード

- グラウンドエフェクト型#1（1979年 - 1982年）

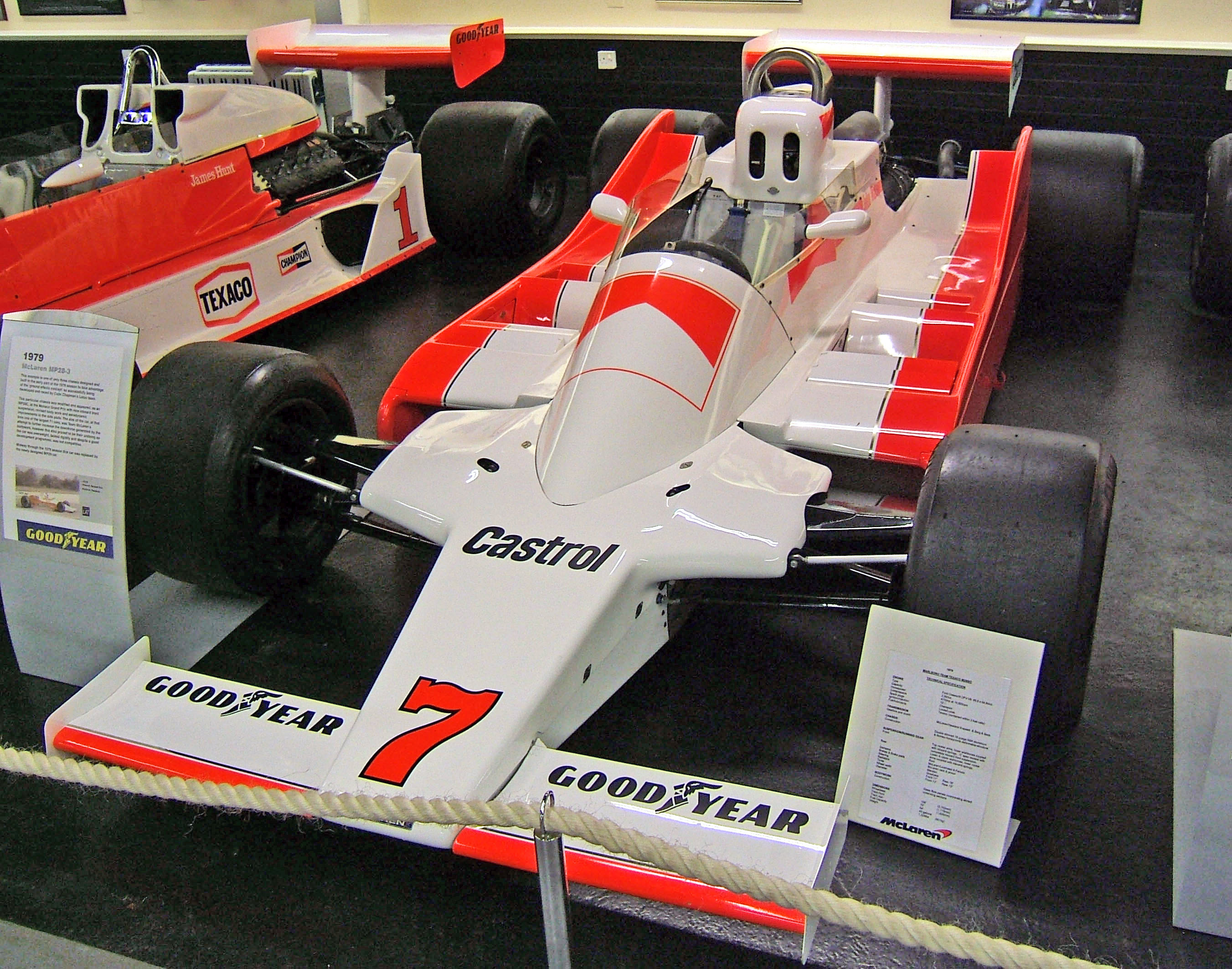
M28 フォード
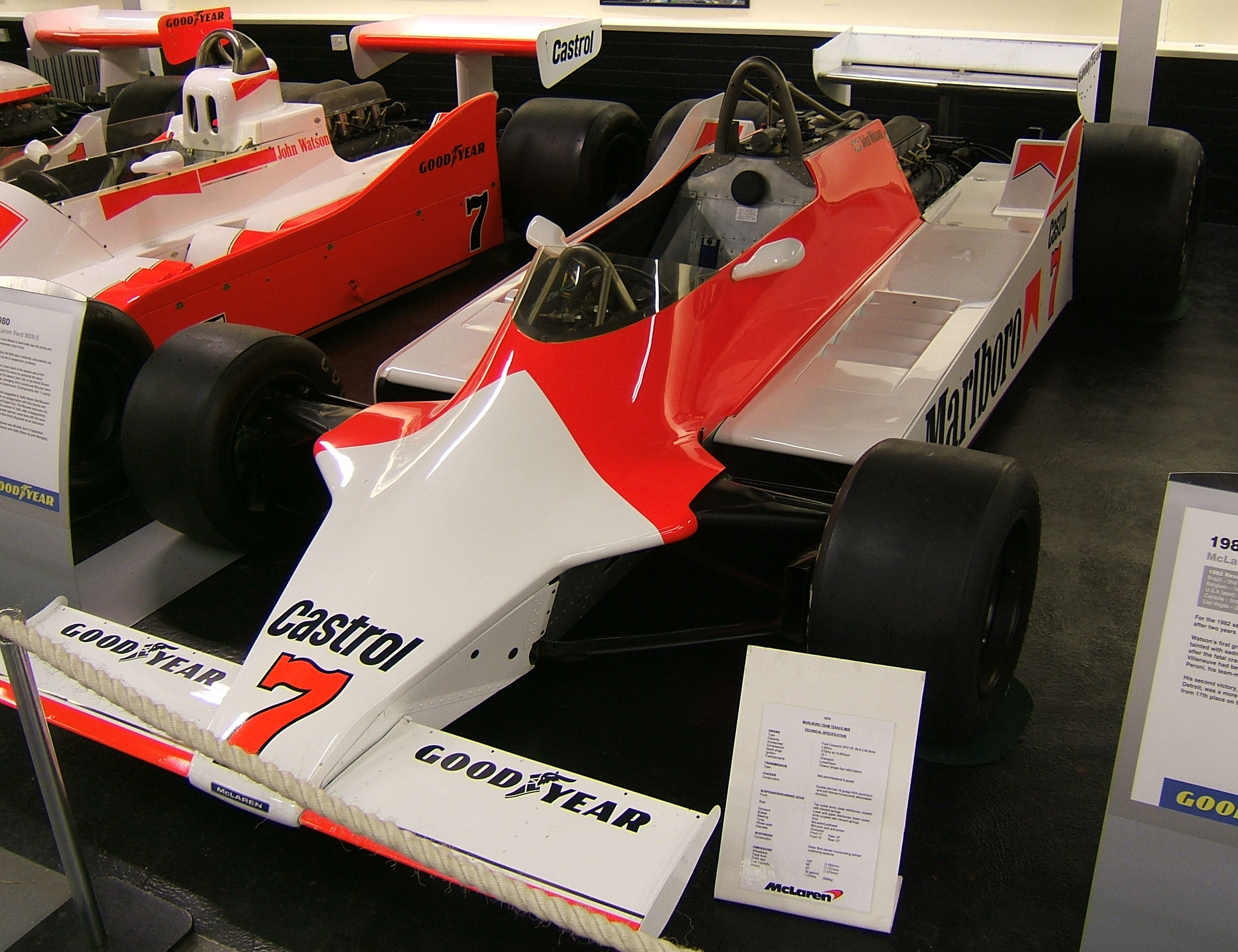
M29 フォード
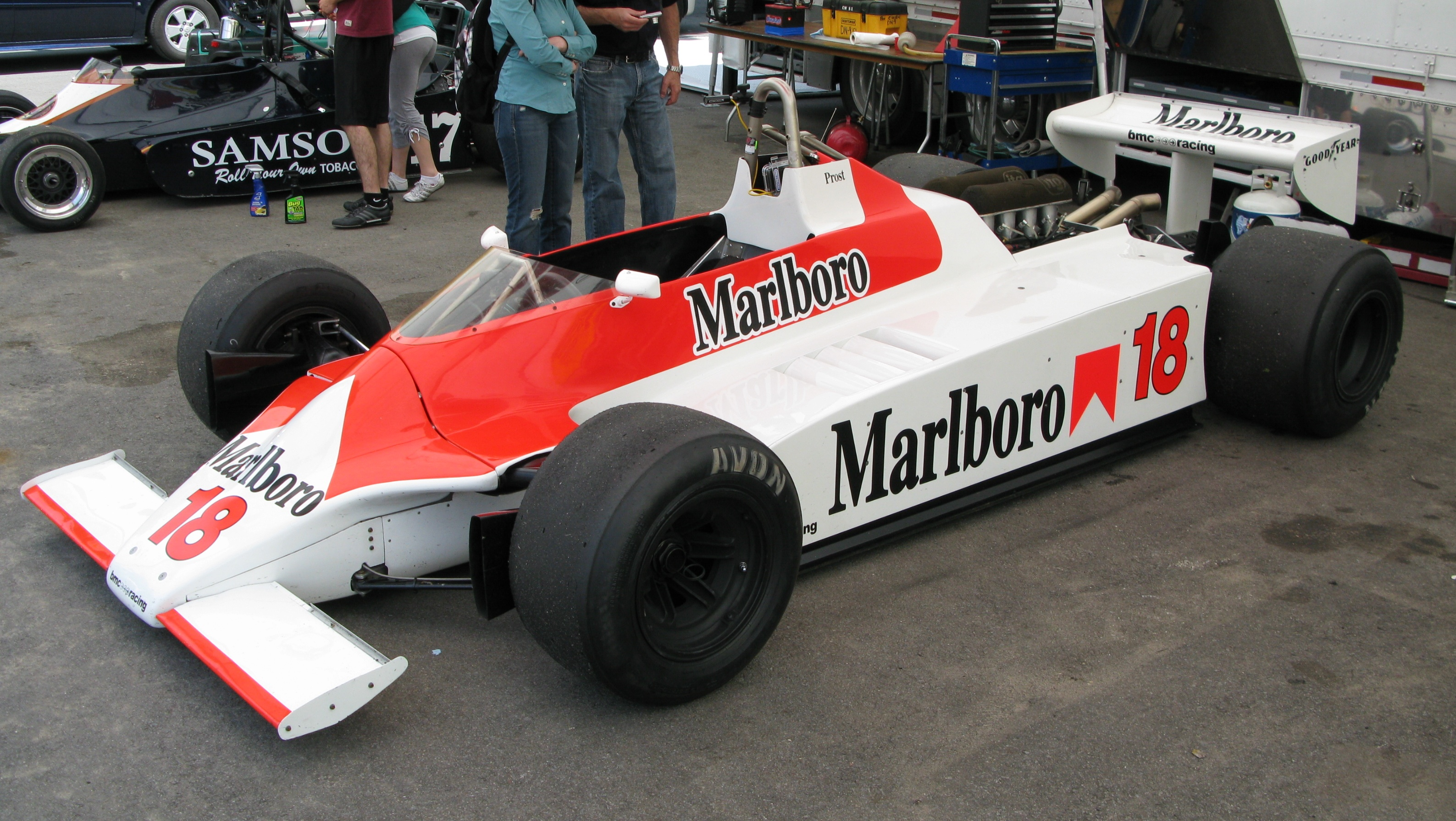
M30 フォード
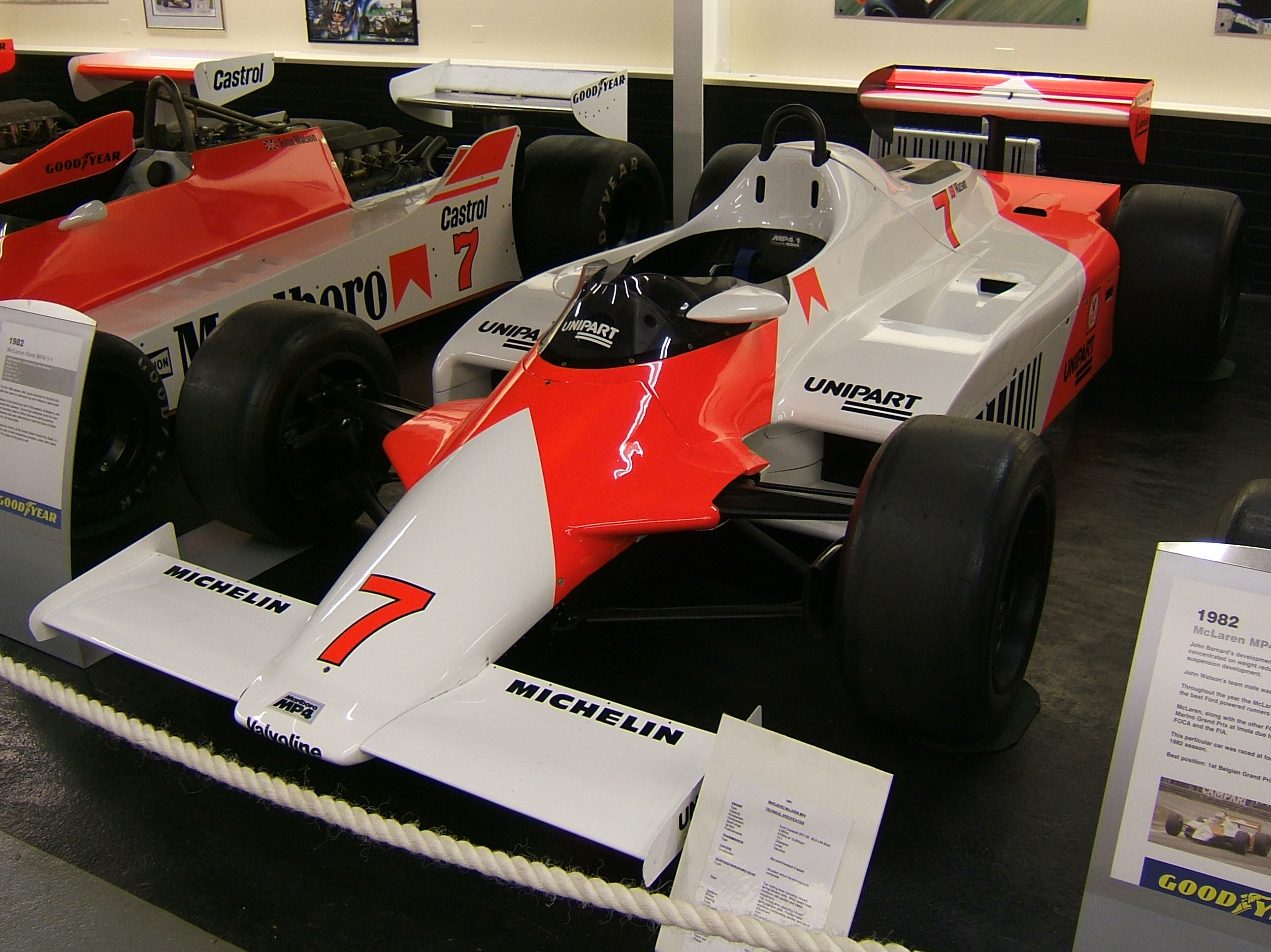
MP4/1 フォード
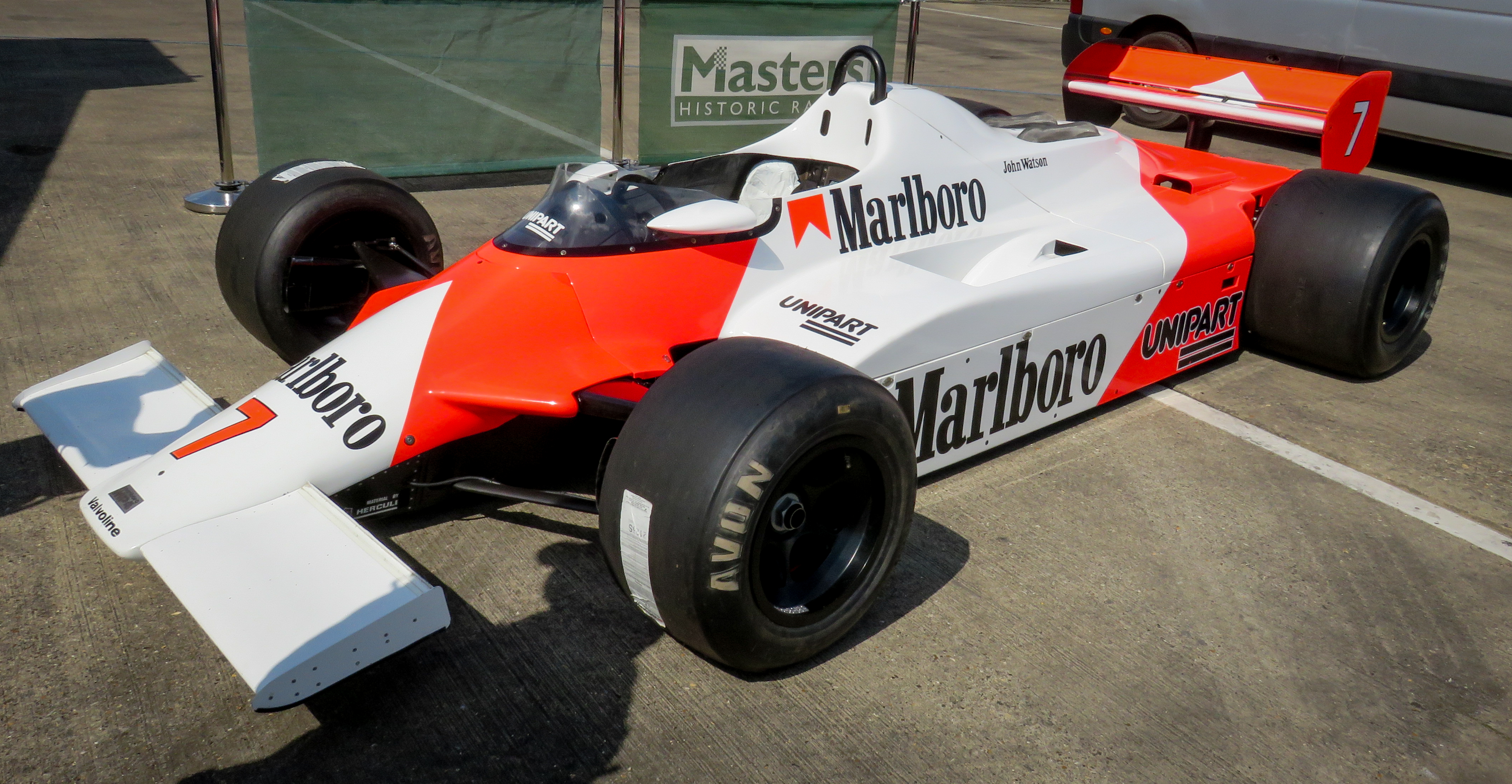
MP4/1B フォード

- フラットノーズ型#2（1983年 - 1994年）

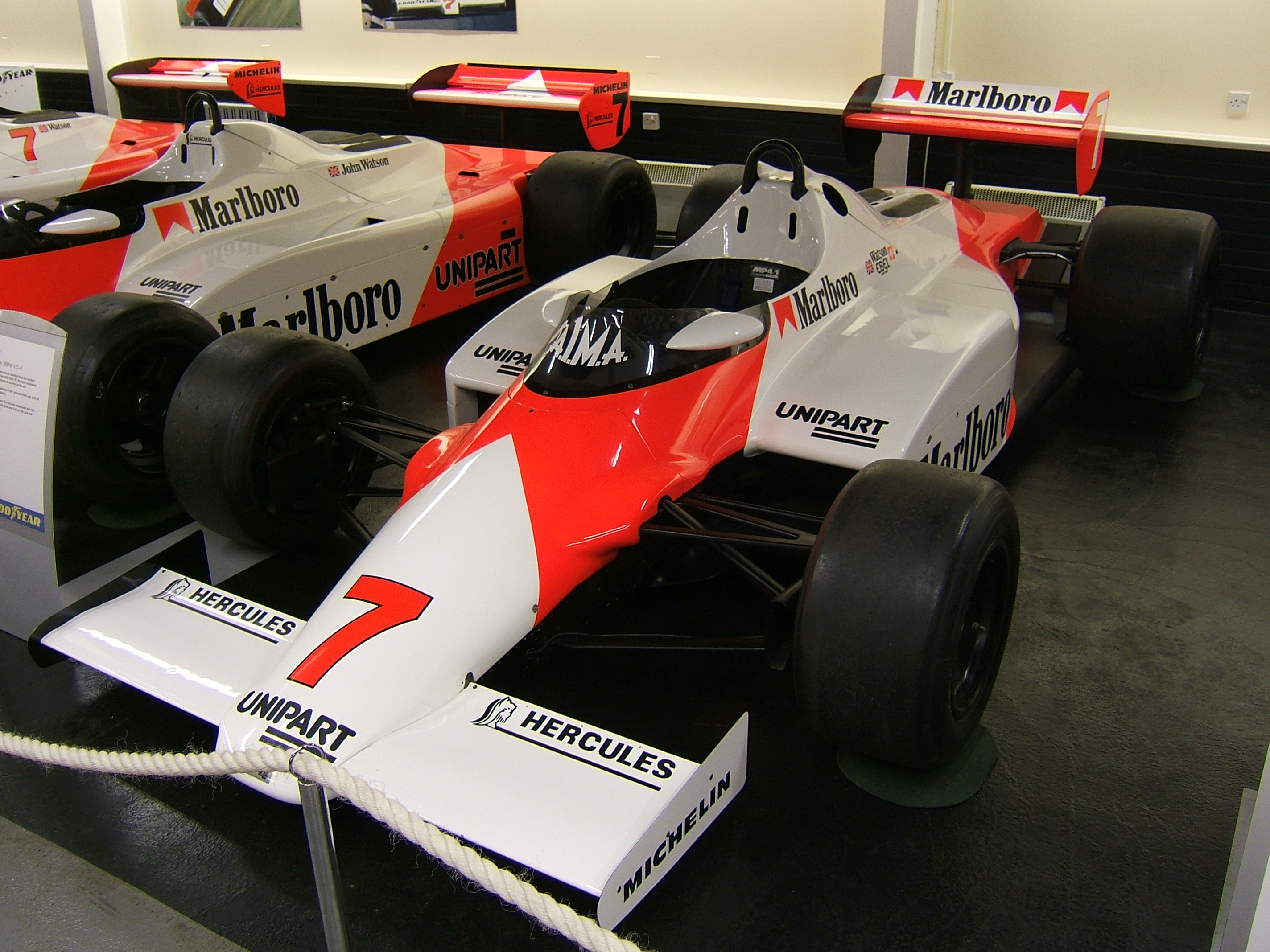
MP4/1C フォード
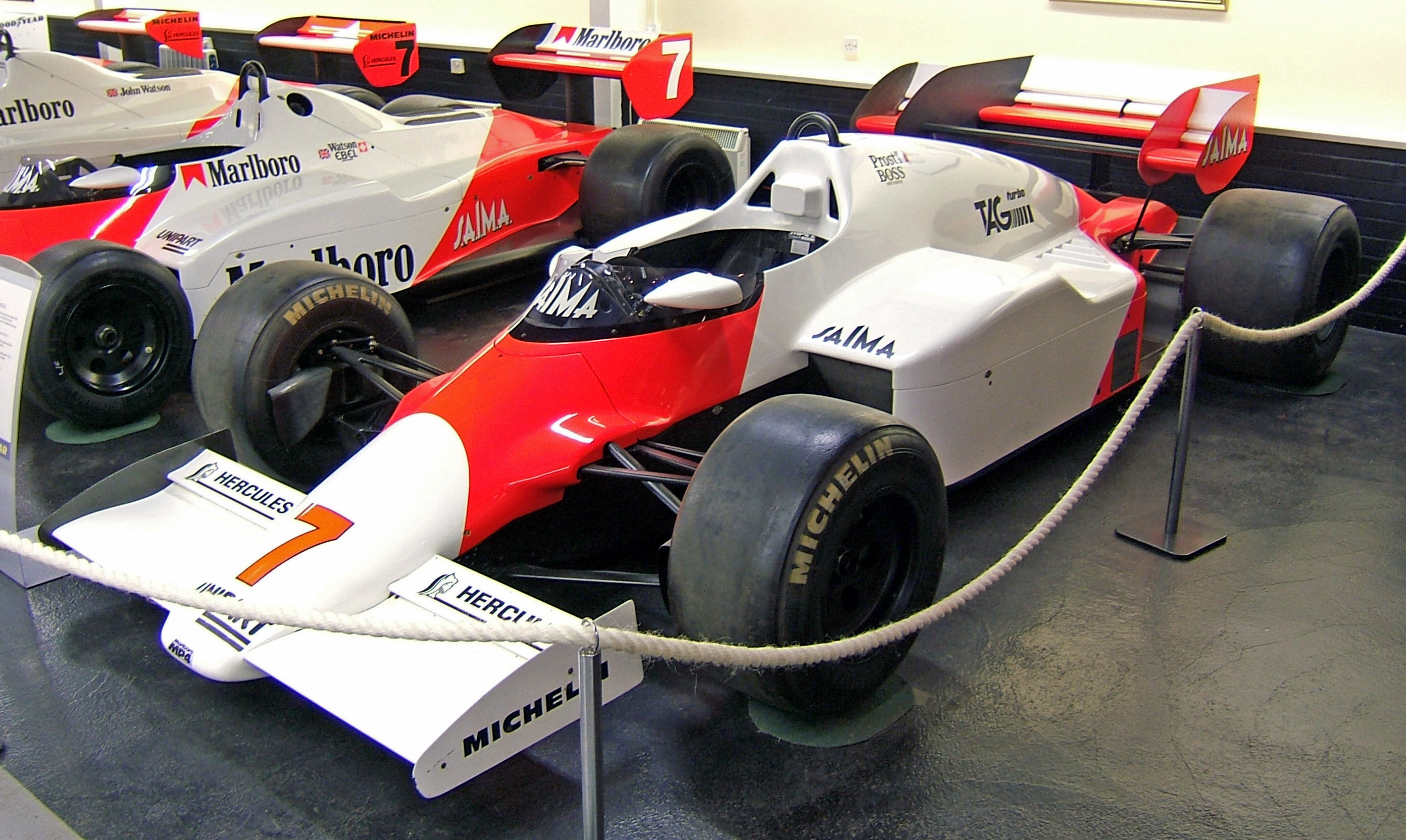
MP4/2 TAGポルシェ
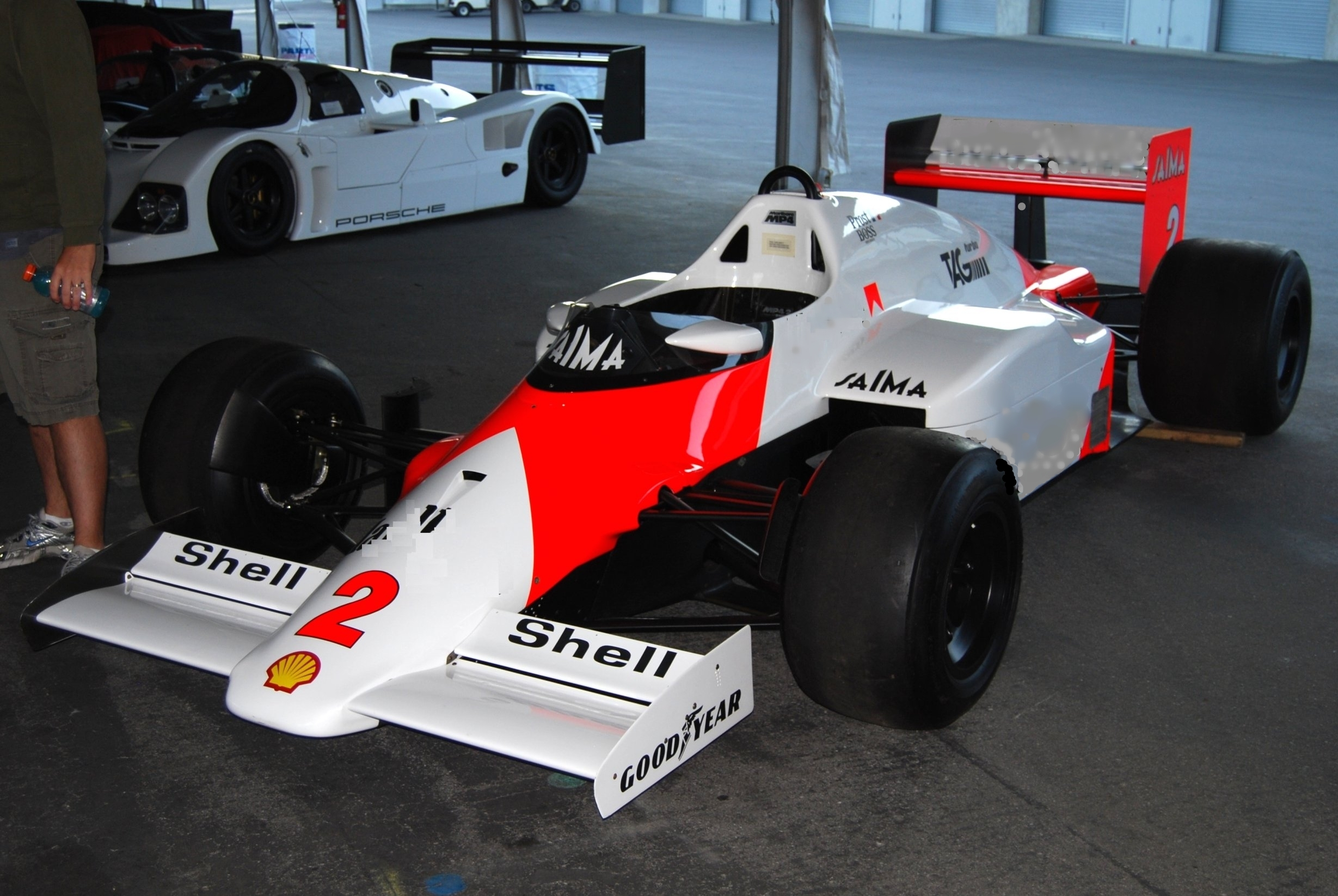
MP4/2B TAGポルシェ
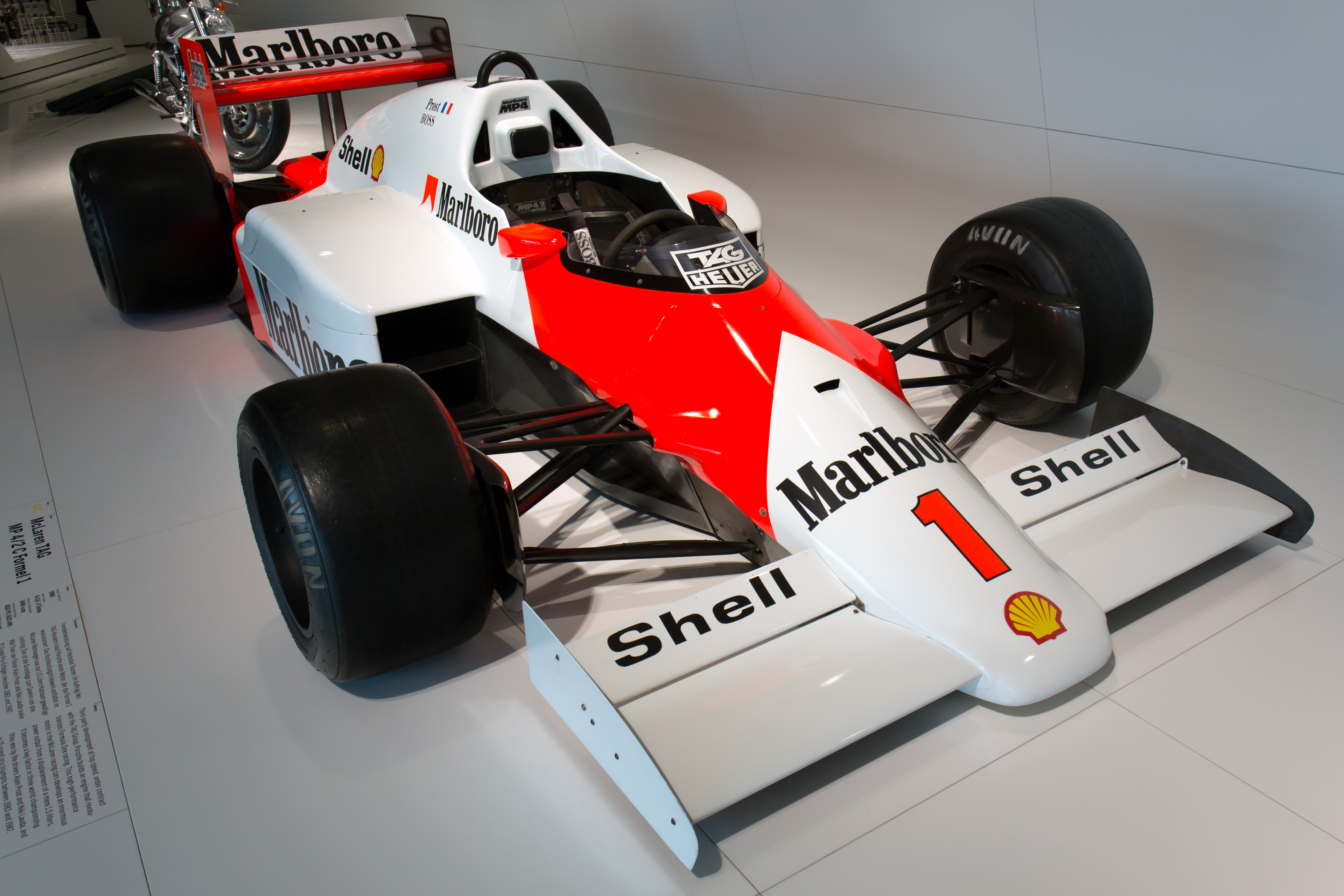
MP4/2C TAGポルシェ
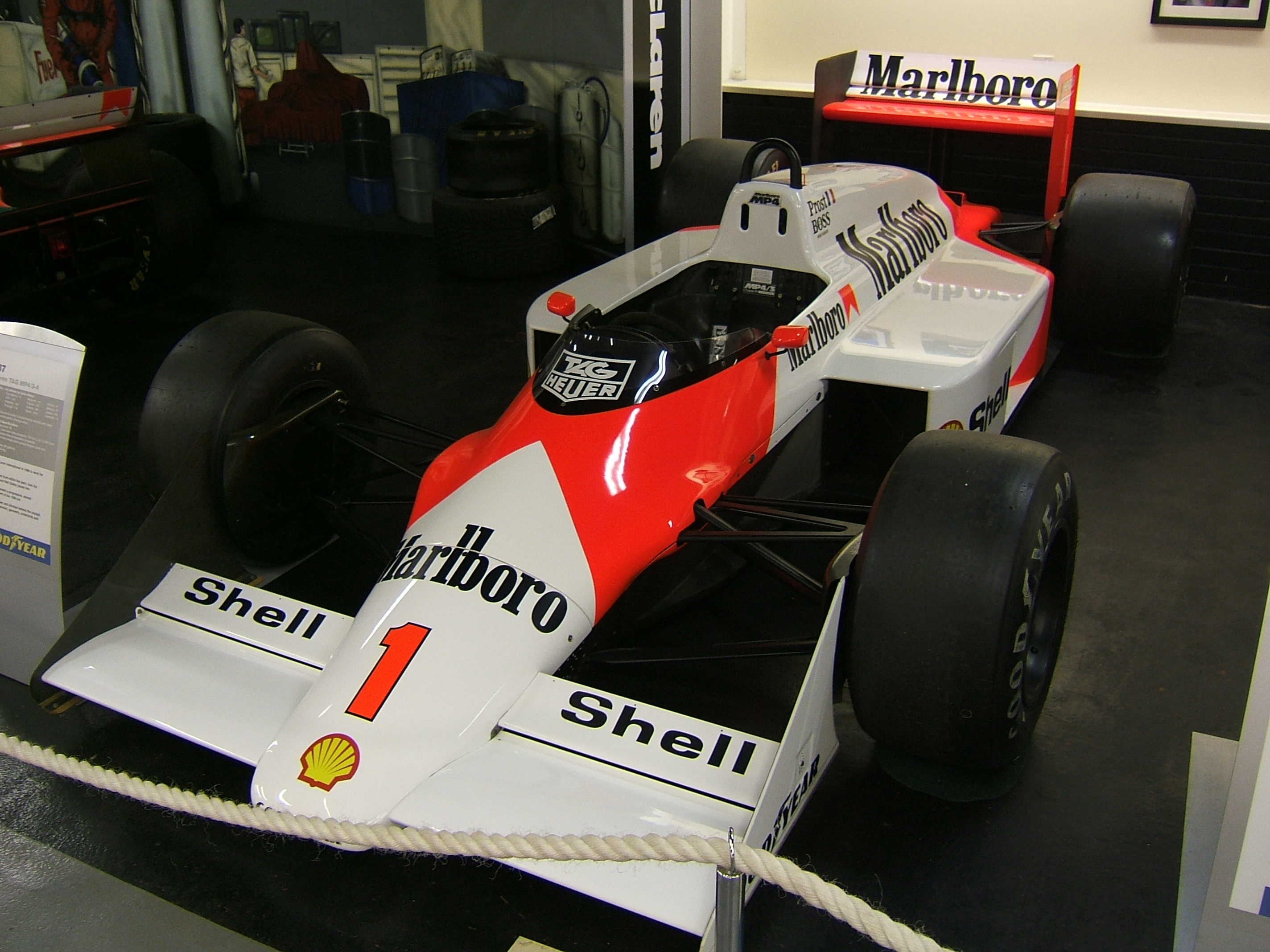
MP4/3 TAGポルシェ
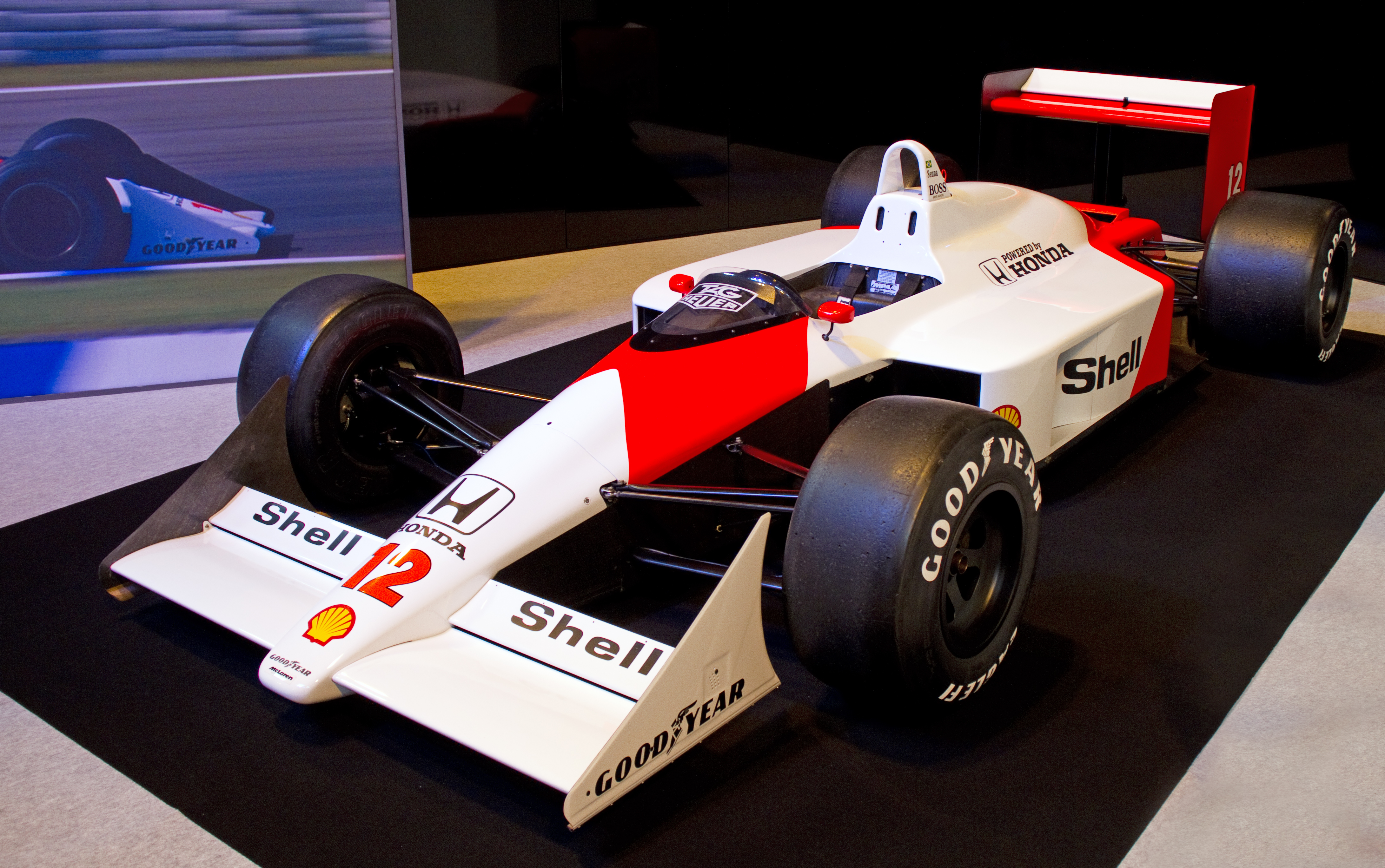
MP4/4 ホンダ
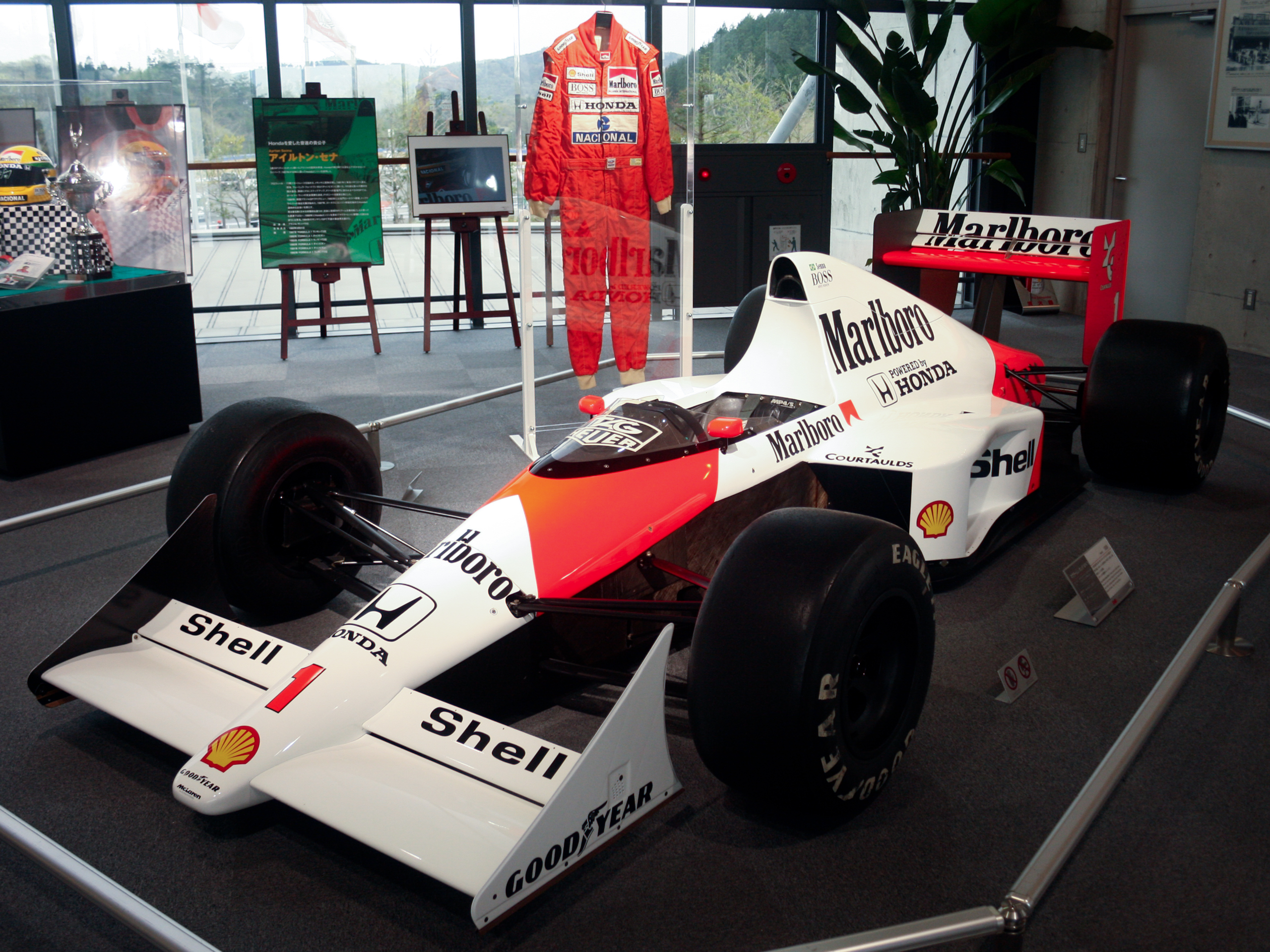
MP4/5 ホンダ
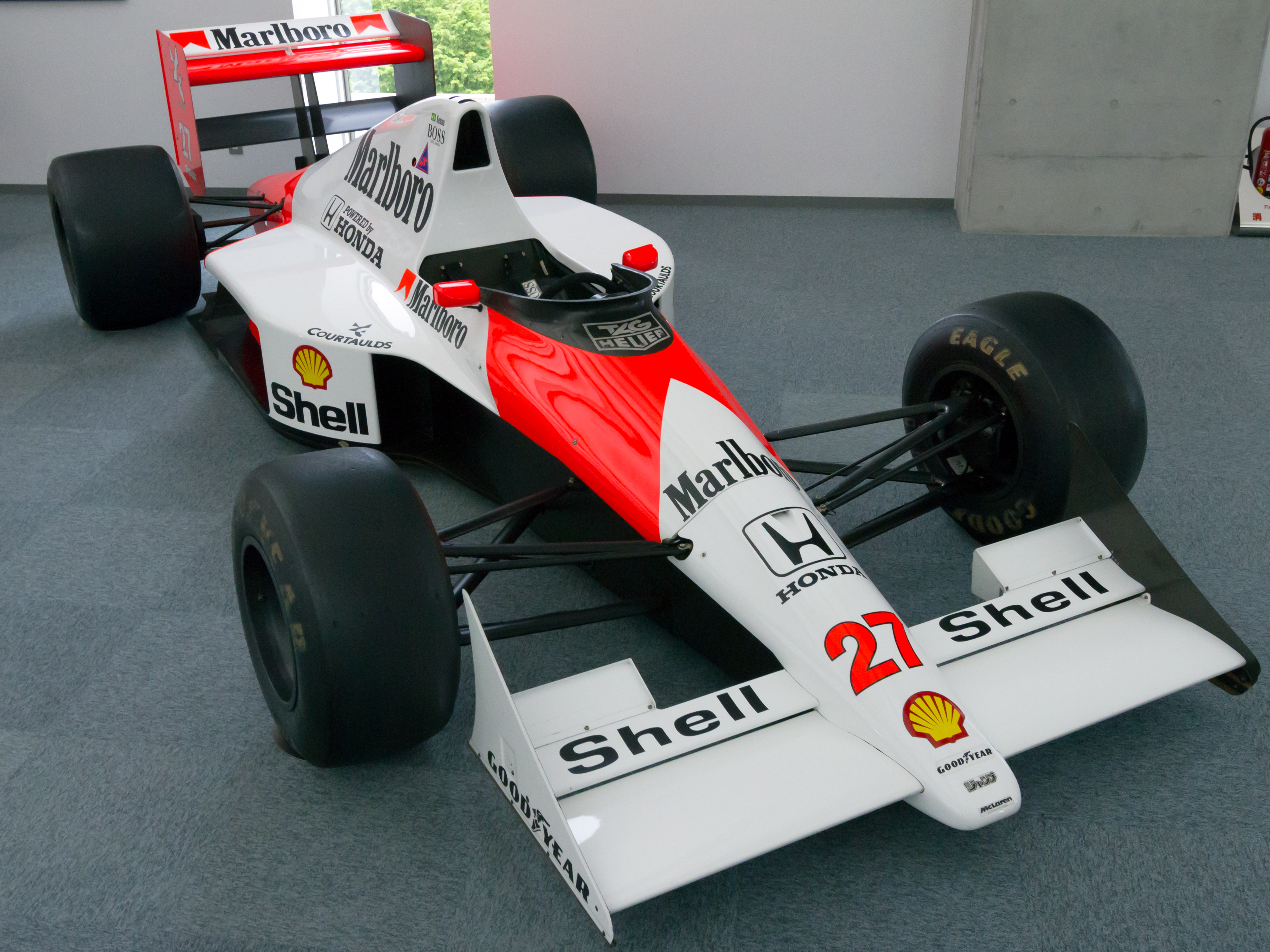
MP4/5B ホンダ
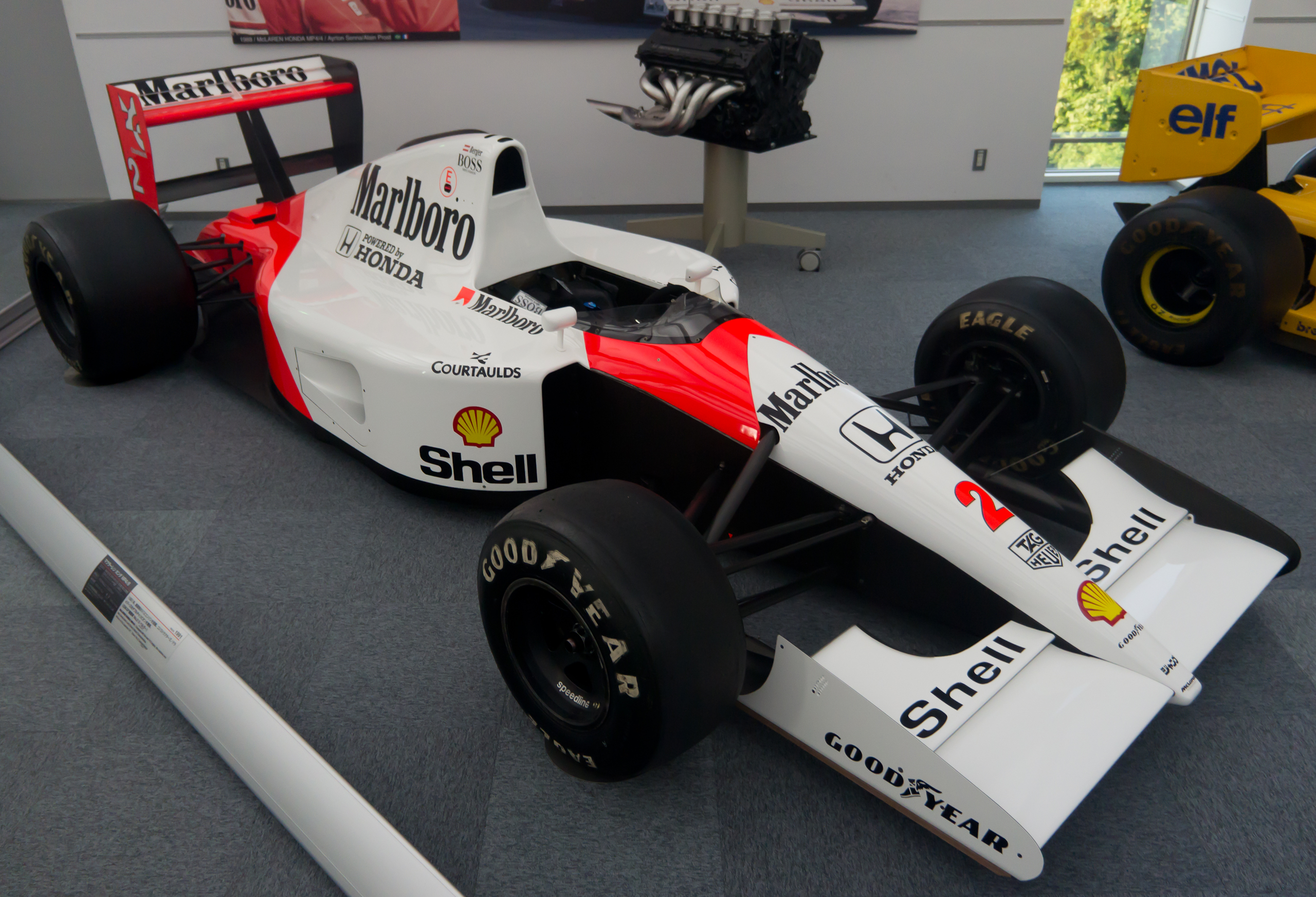
MP4/6 ホンダ
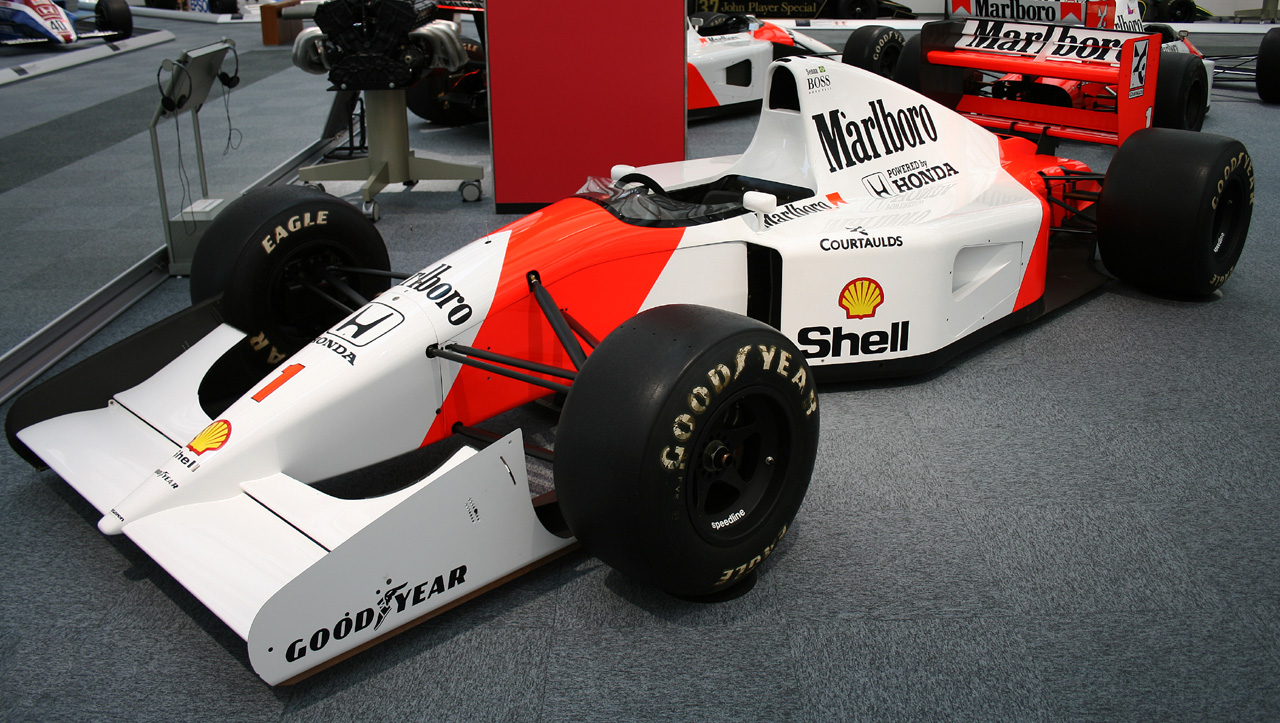
MP4/7A ホンダ
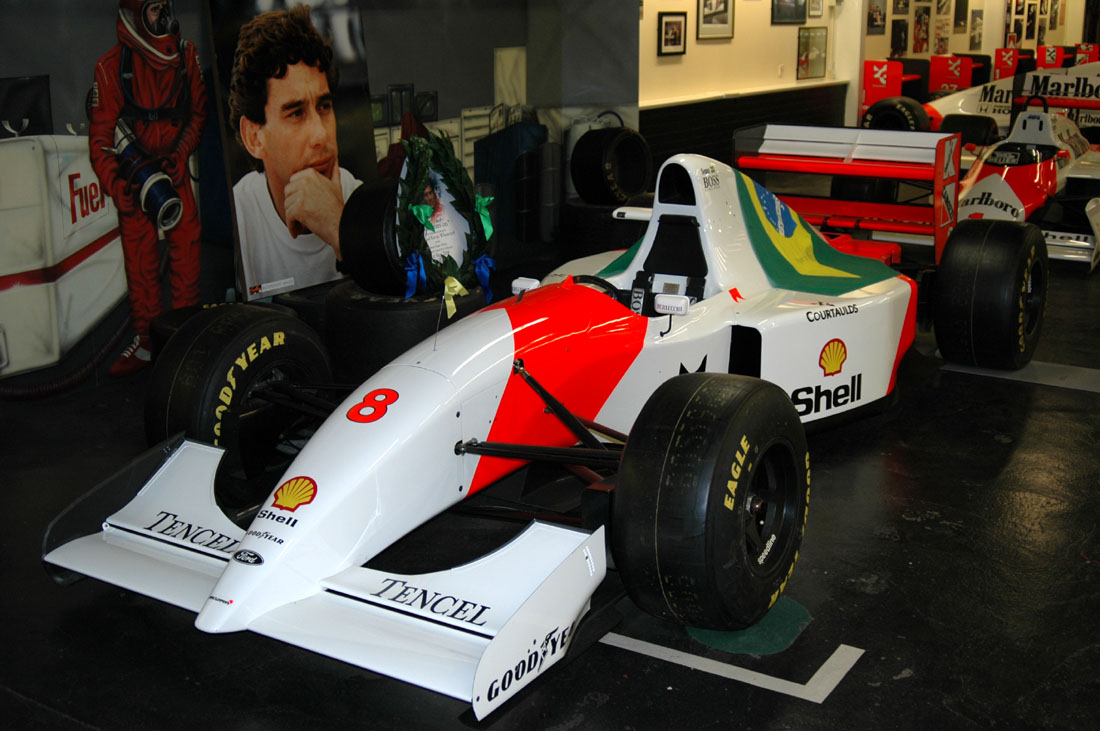
MP4/8 フォード
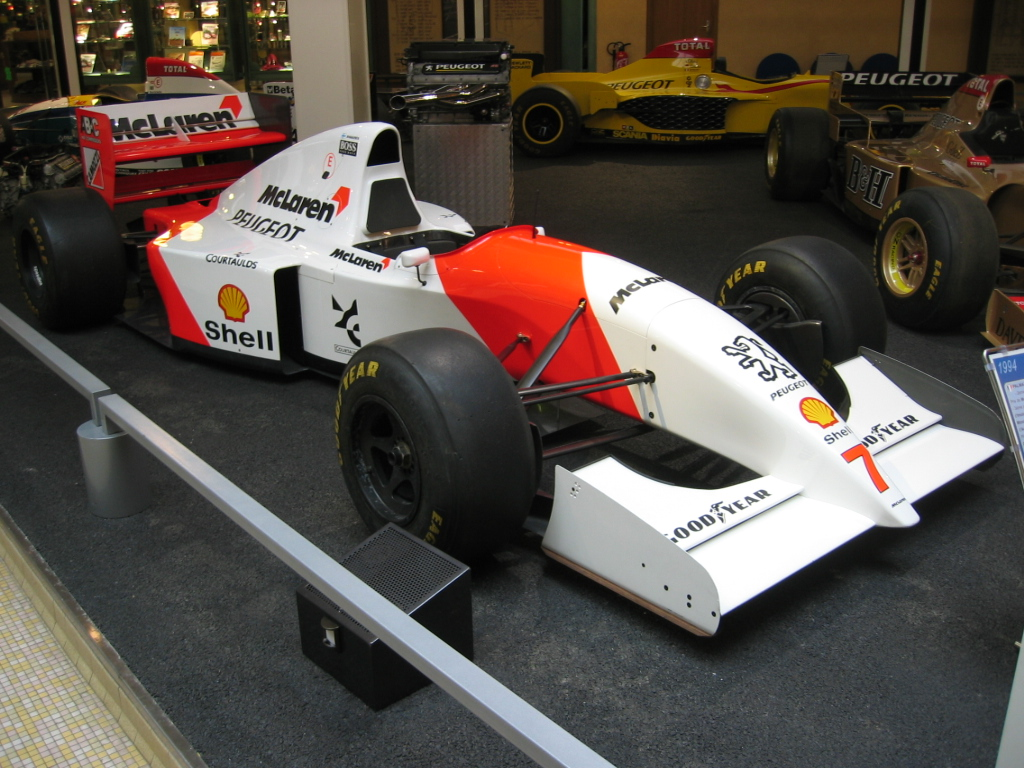
MP4/9 プジョー

- ハイノーズ型（1995年 - 2013年）

- MP4/10 メルセデス
- MP4/11 メルセデス
- MP4-12 メルセデス
- MP4-13 メルセデス
- MP4-14 メルセデス
- MP4-15 メルセデス
- MP4-16 メルセデス
- MP4-17 メルセデス
- MP4-17D メルセデス
- MP4-19 メルセデス
- MP4-20 メルセデス
- MP4-21 メルセデス
- MP4-22 メルセデス
- MP4-23 メルセデス
- MP4-24 メルセデス
- MP4-25 メルセデス
- MP4-26 メルセデス
- MP4-27 メルセデス
- MP4-28 メルセデス

- パワーユニット型（2014年 - ）

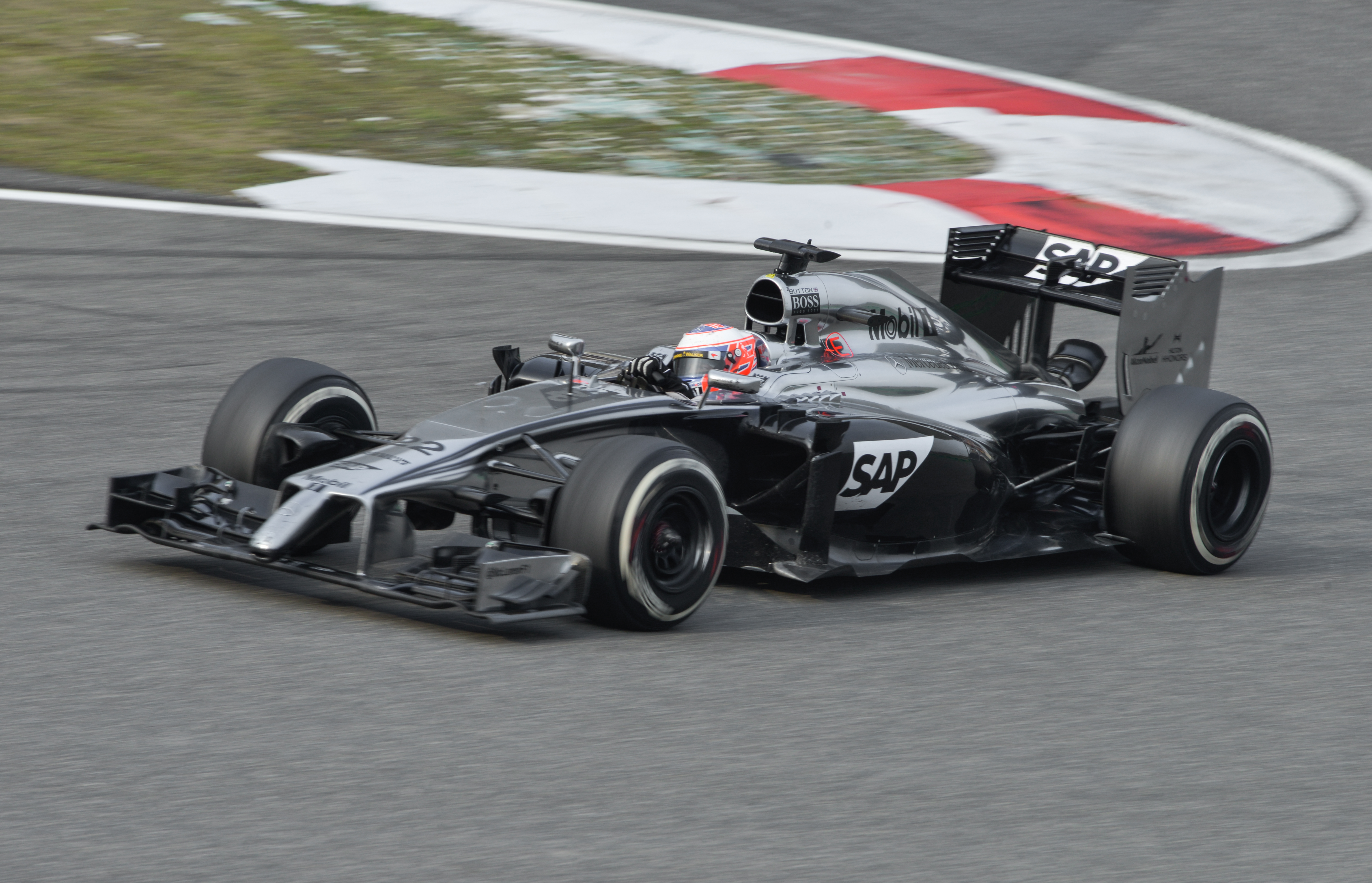
MP4-29 メルセデス
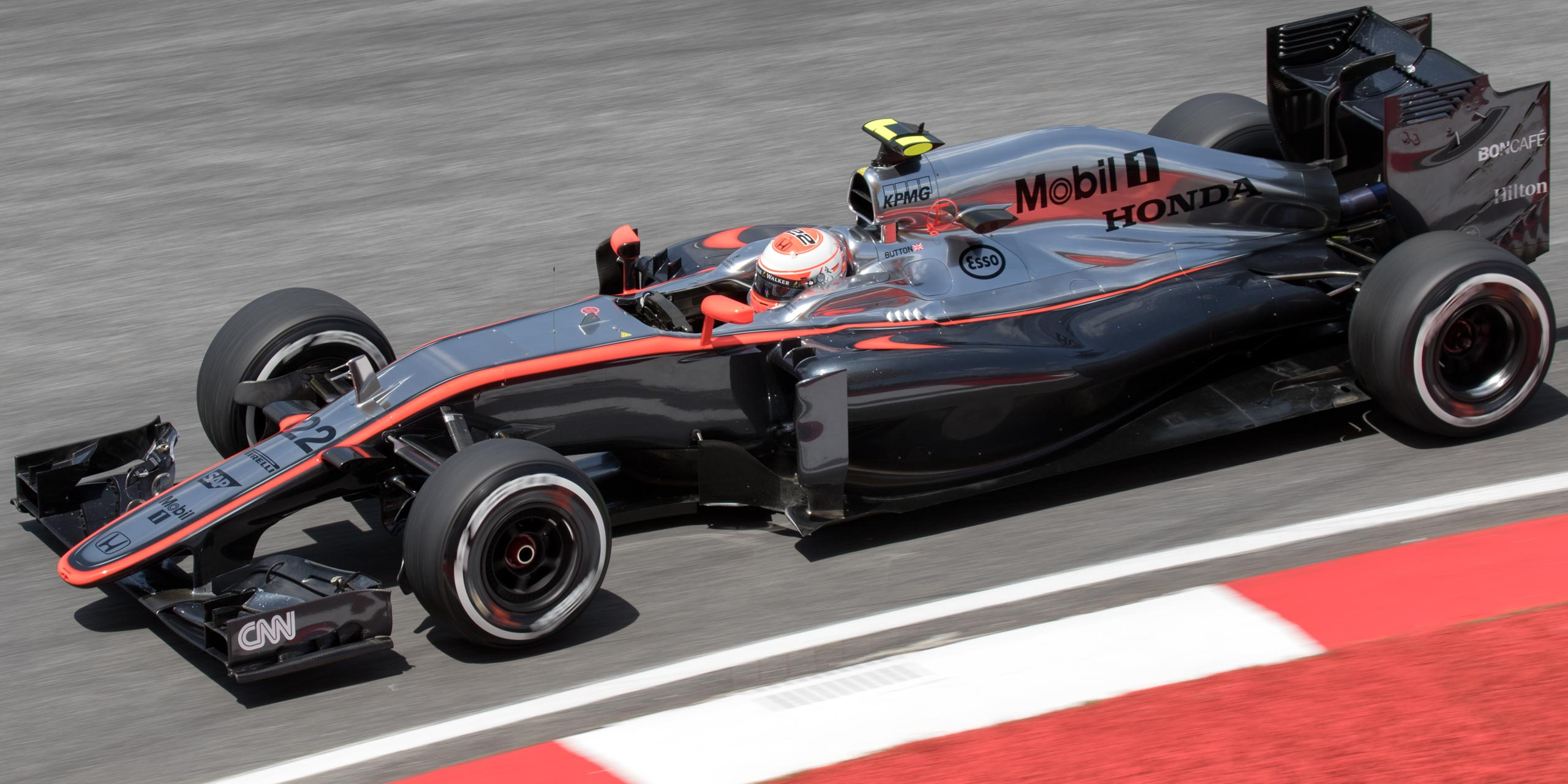
MP4-30 ホンダ
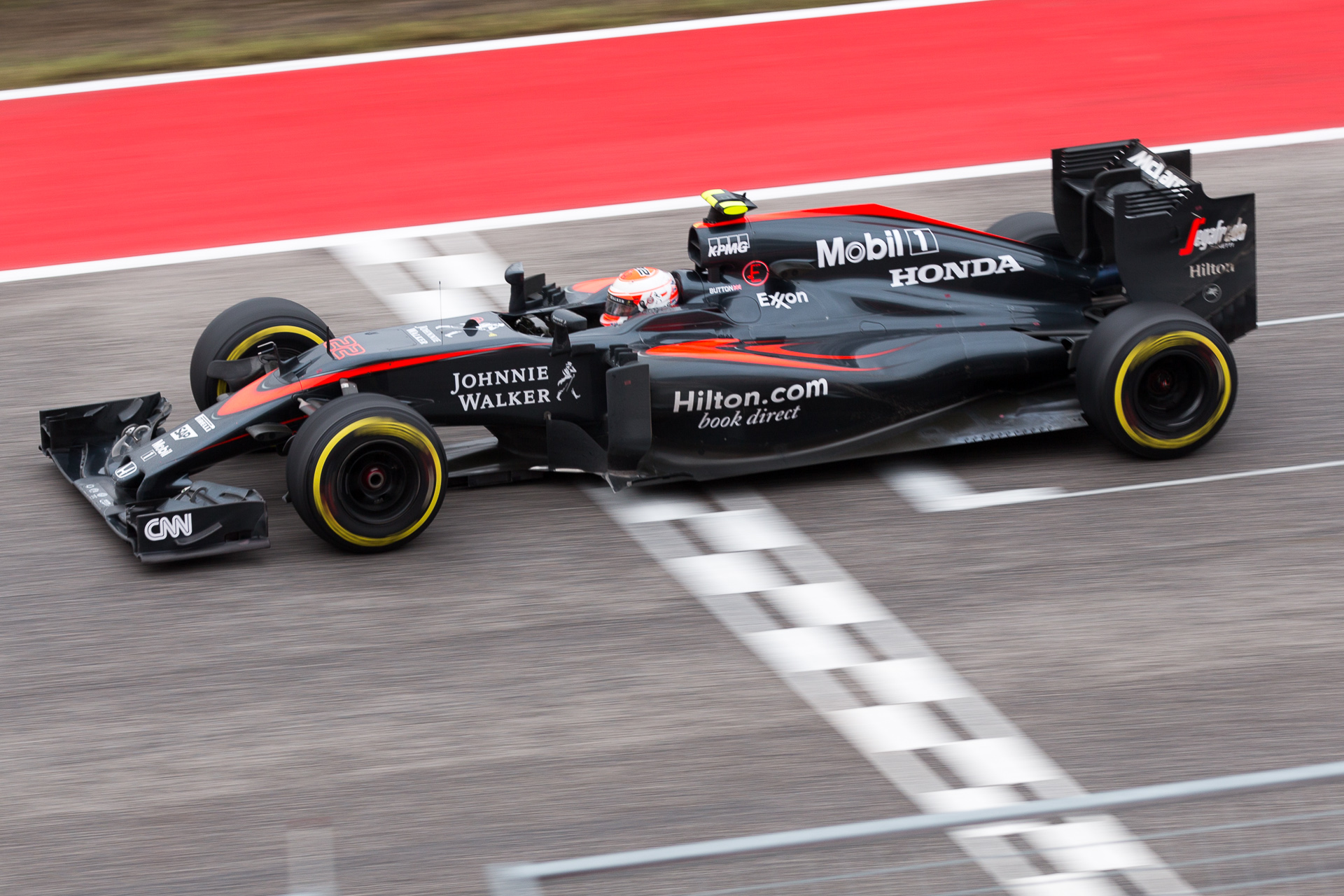
MP4-30ショートノーズ ホンダ
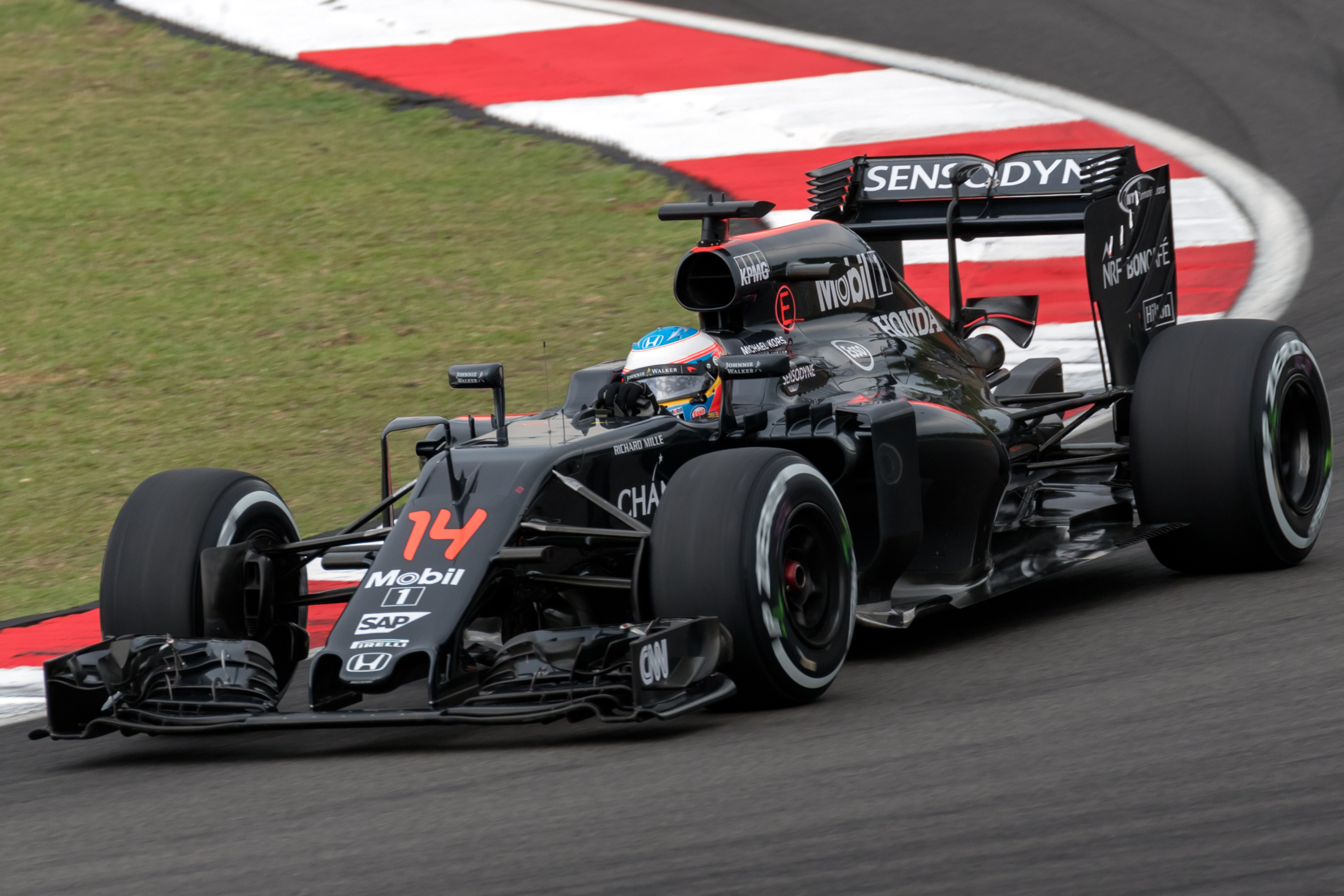
MP4-31 ホンダ
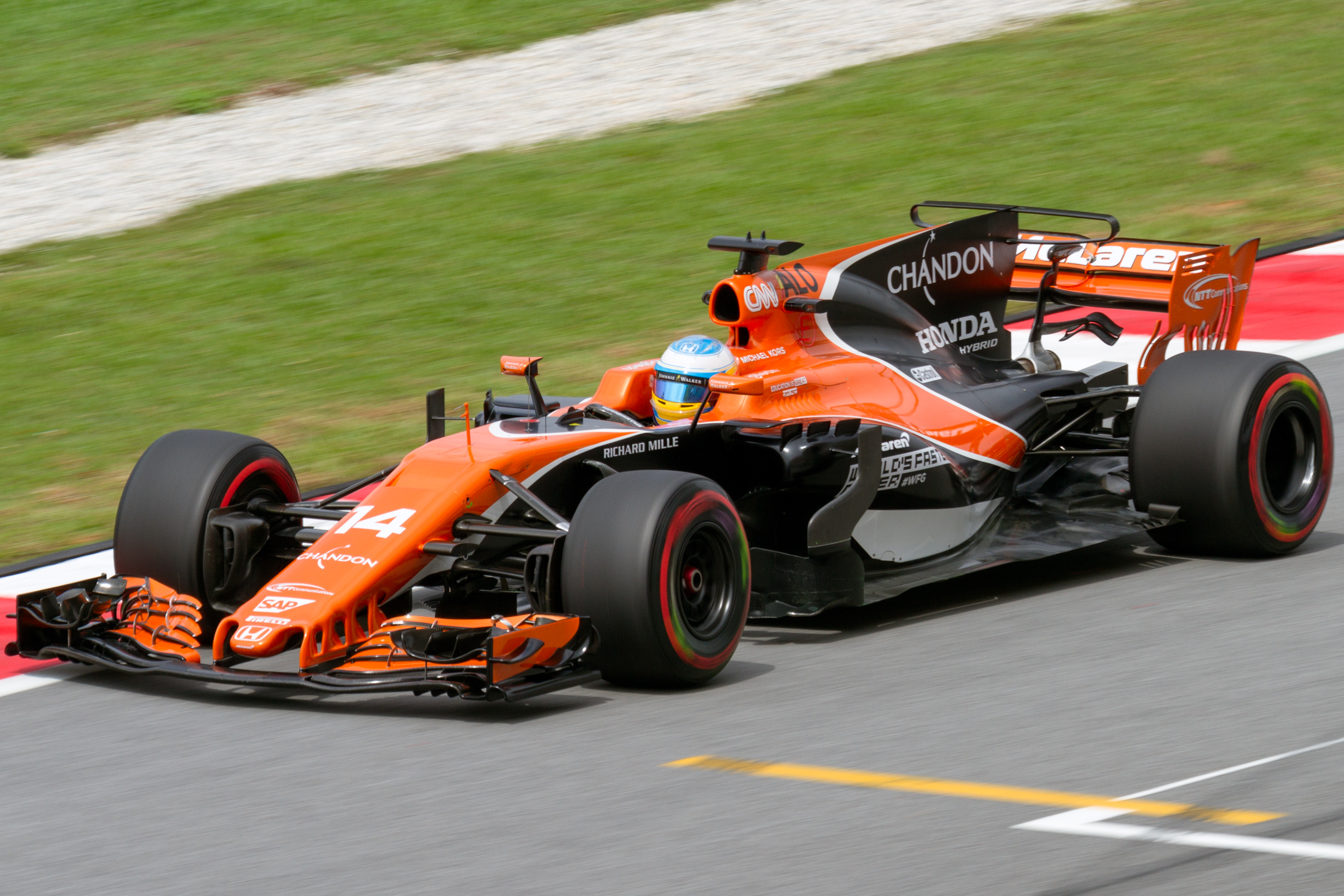
MCL32 ホンダ
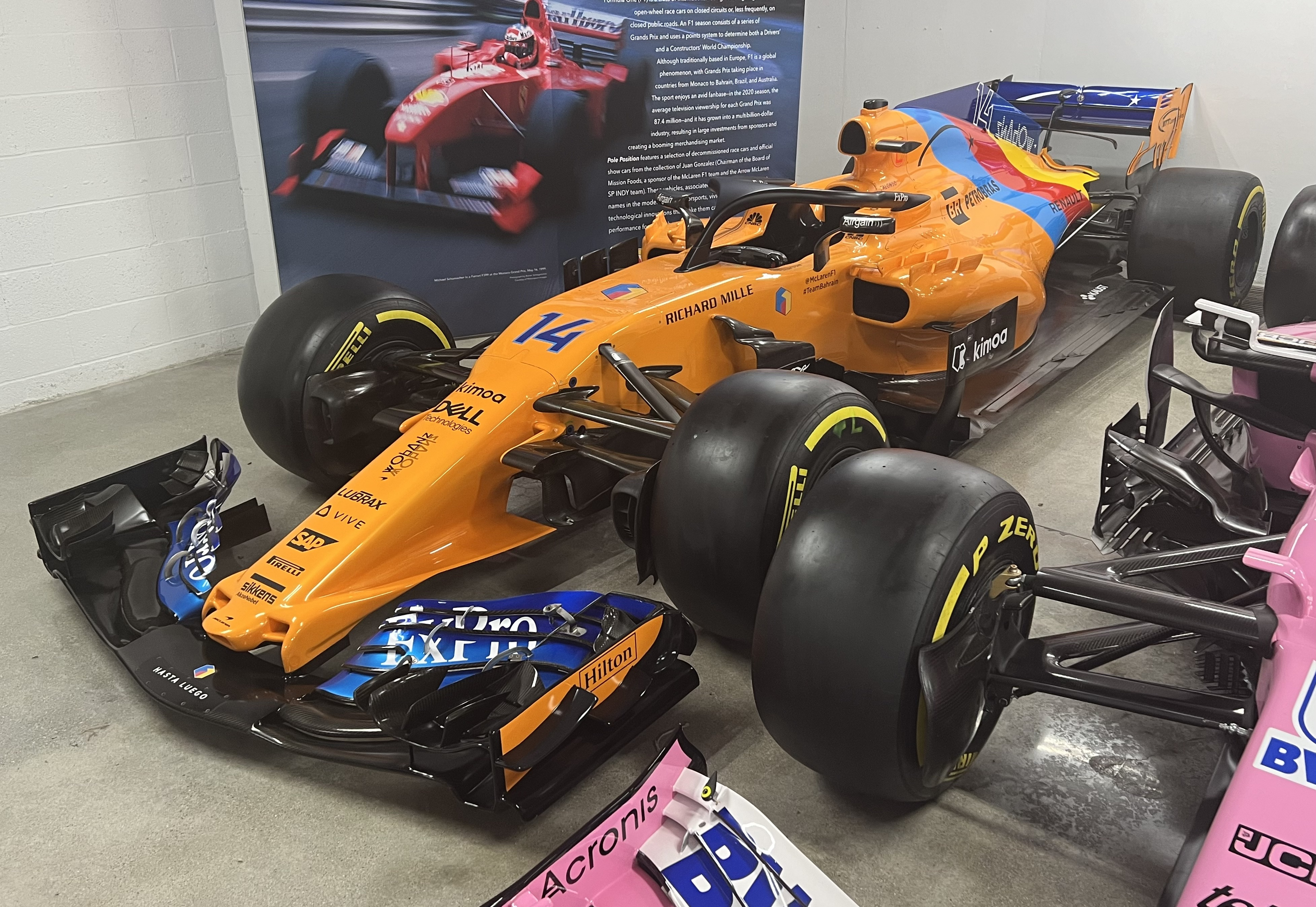
MCL33 ルノー
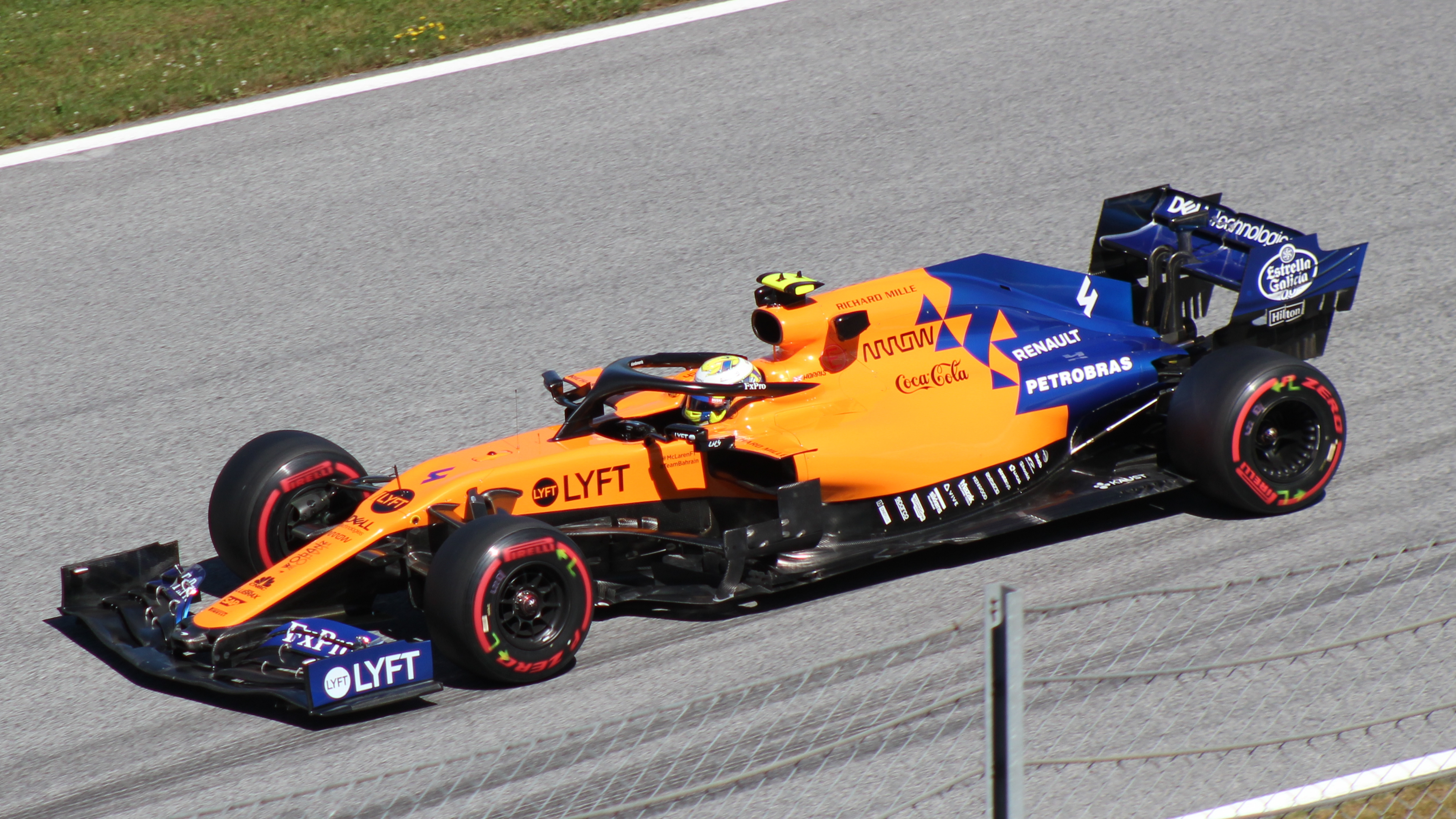
MCL34 ルノー
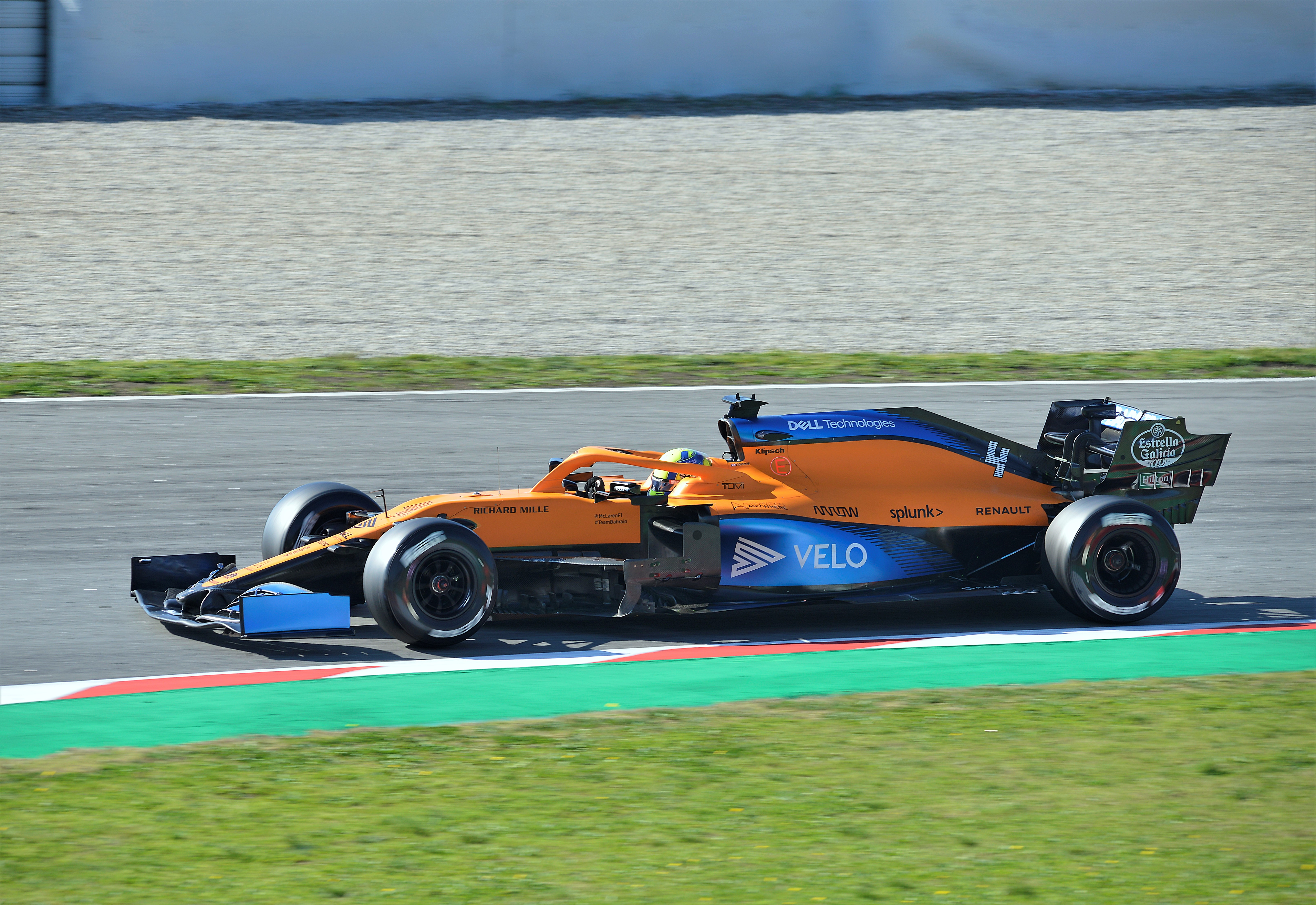
MCL35 ルノー
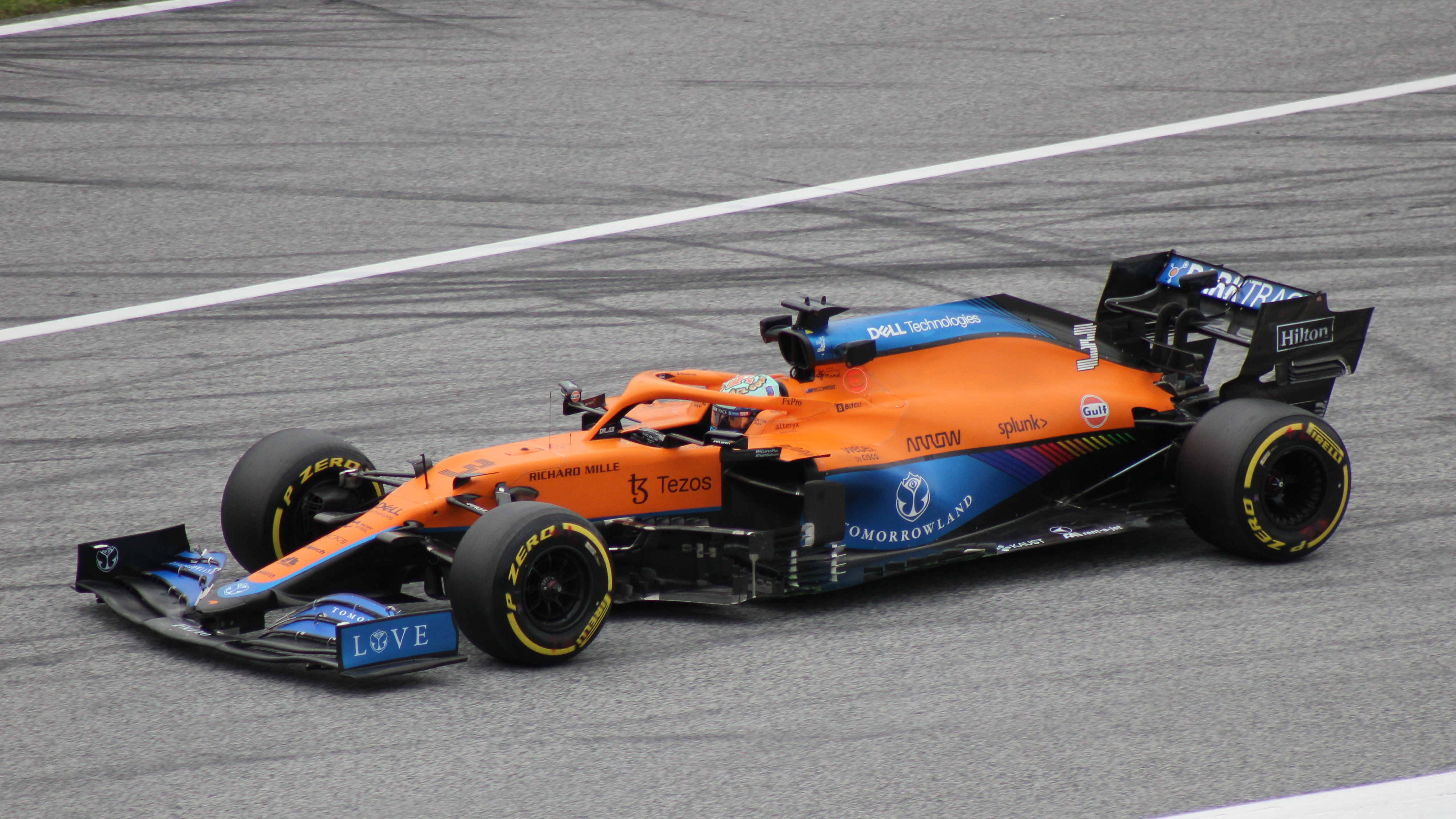
MCL35M メルセデス

- グラウンドエフェクト型#2（2022年 - ）

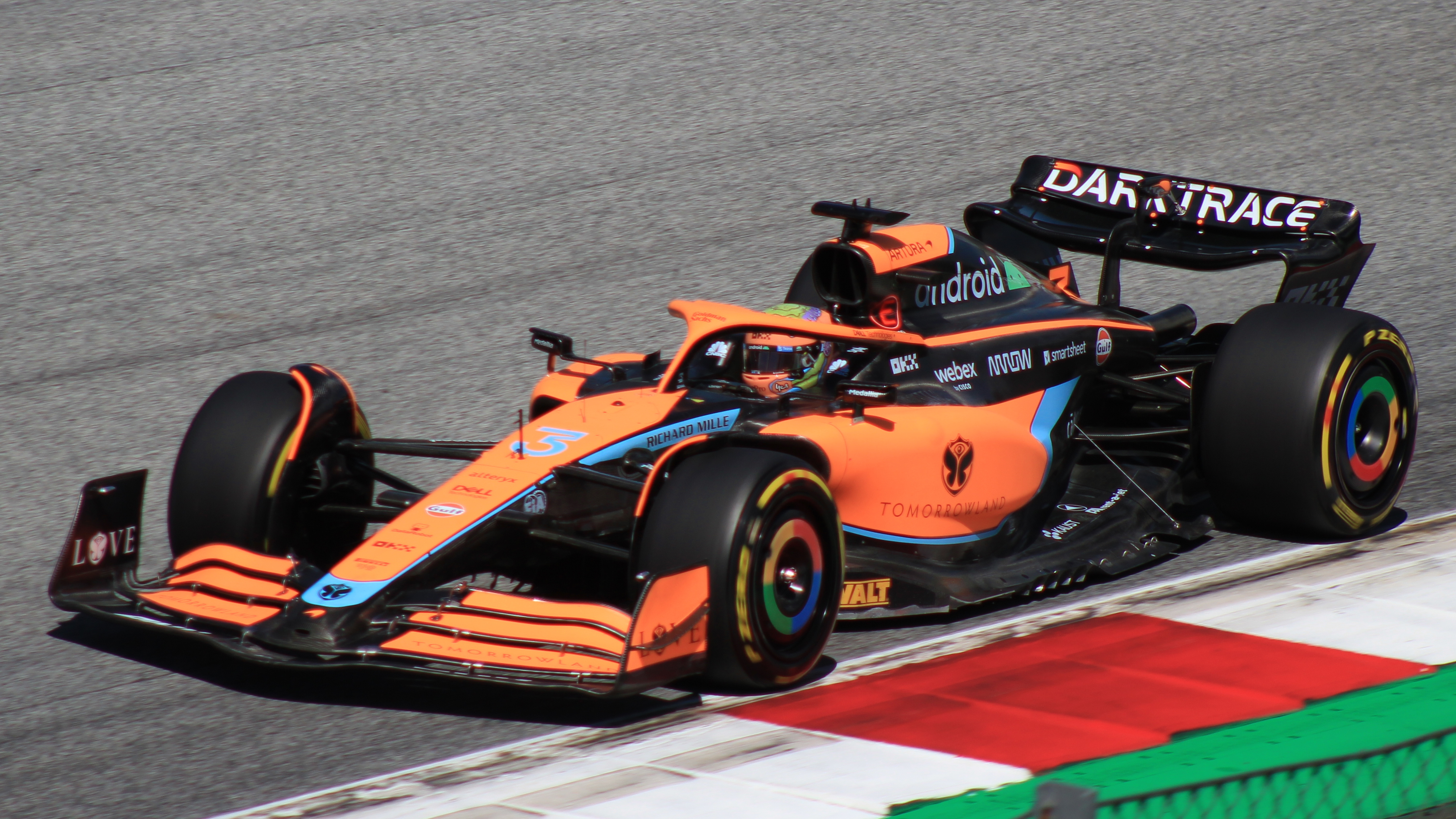
MCL36 メルセデス
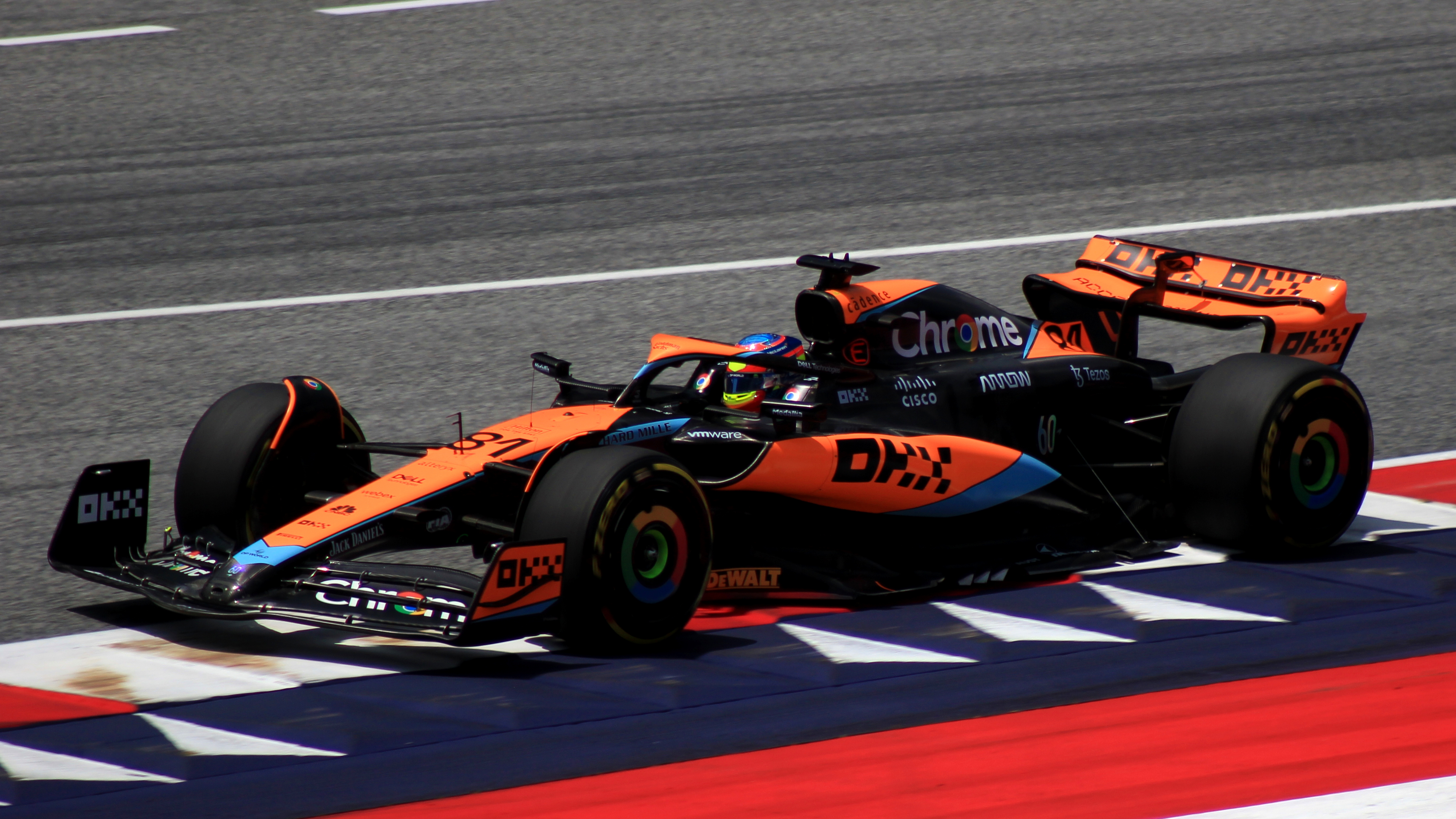
MCL60 メルセデス
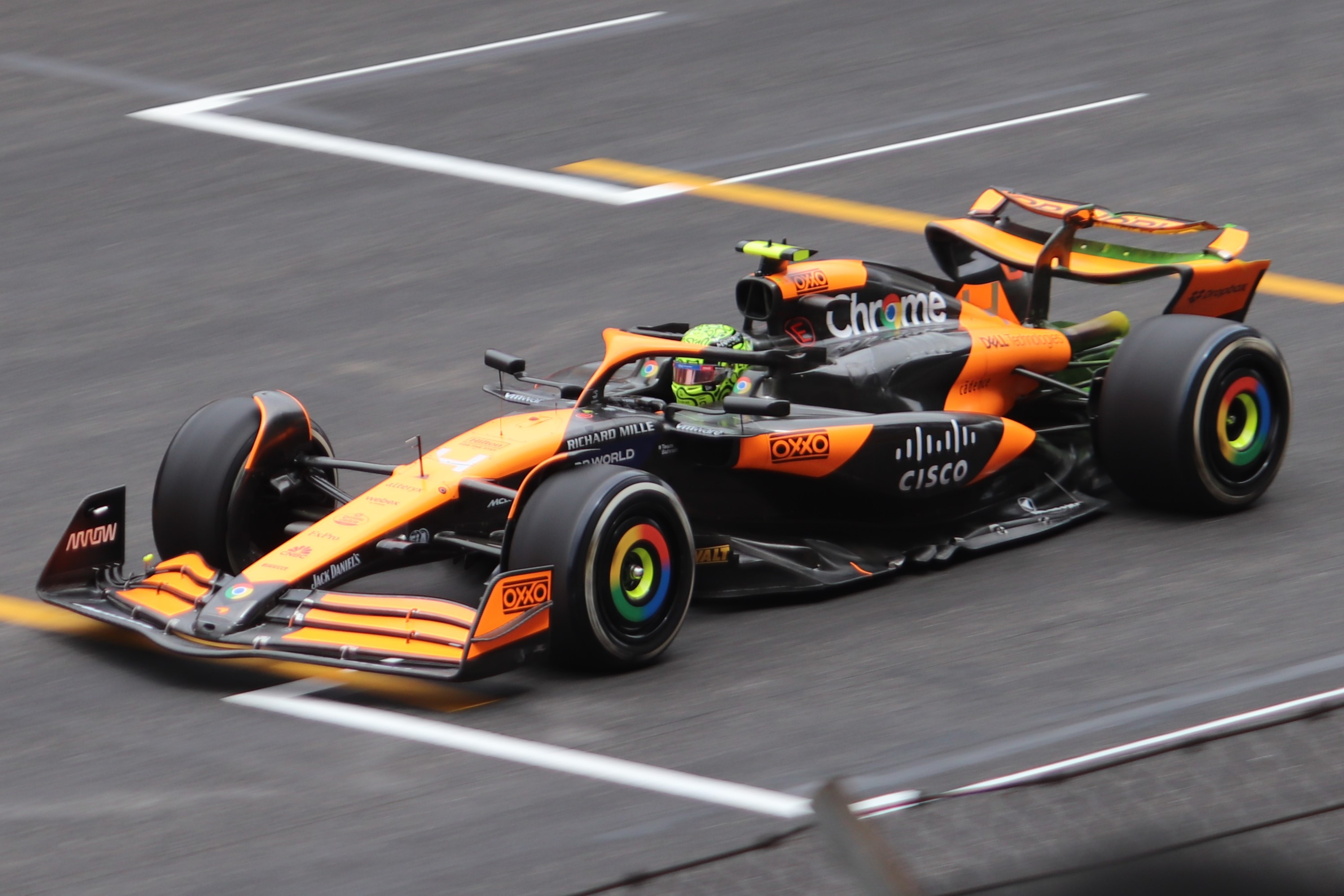
MCL38 メルセデス
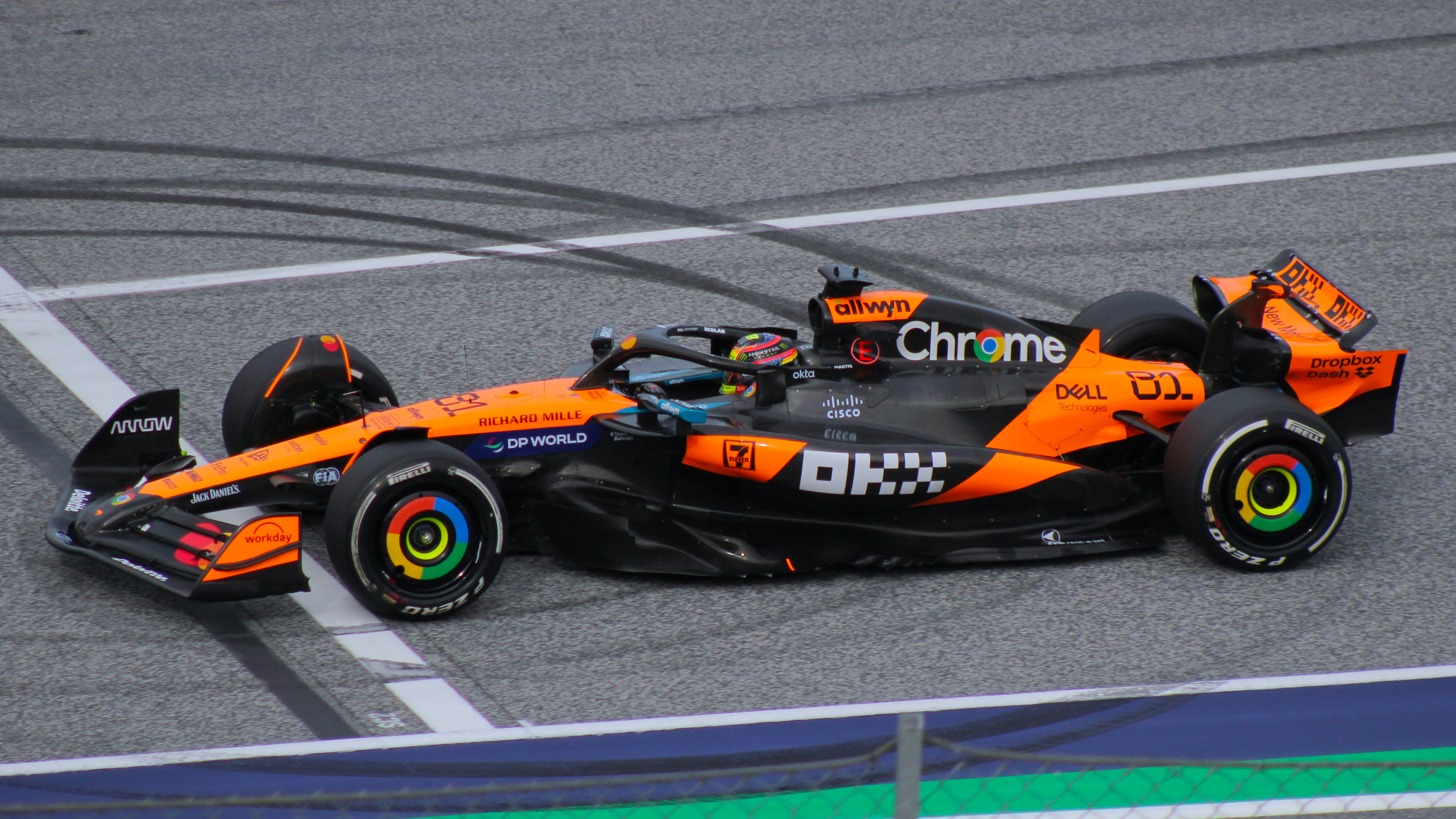
MCL39 メルセデス

## 関連項目

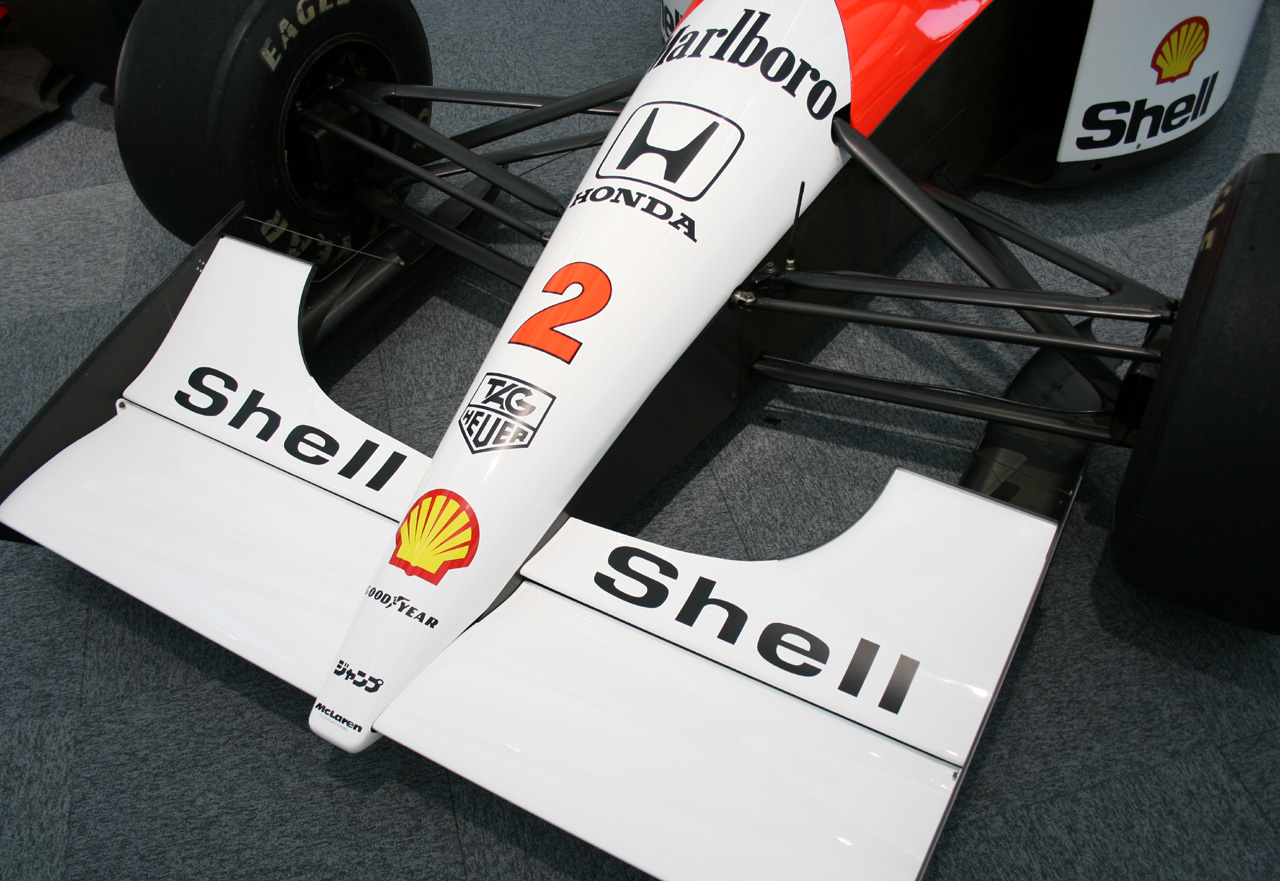
フロントノーズに「ジャンプ」のロゴを貼った、1991年のMP4/6